# Historia de México

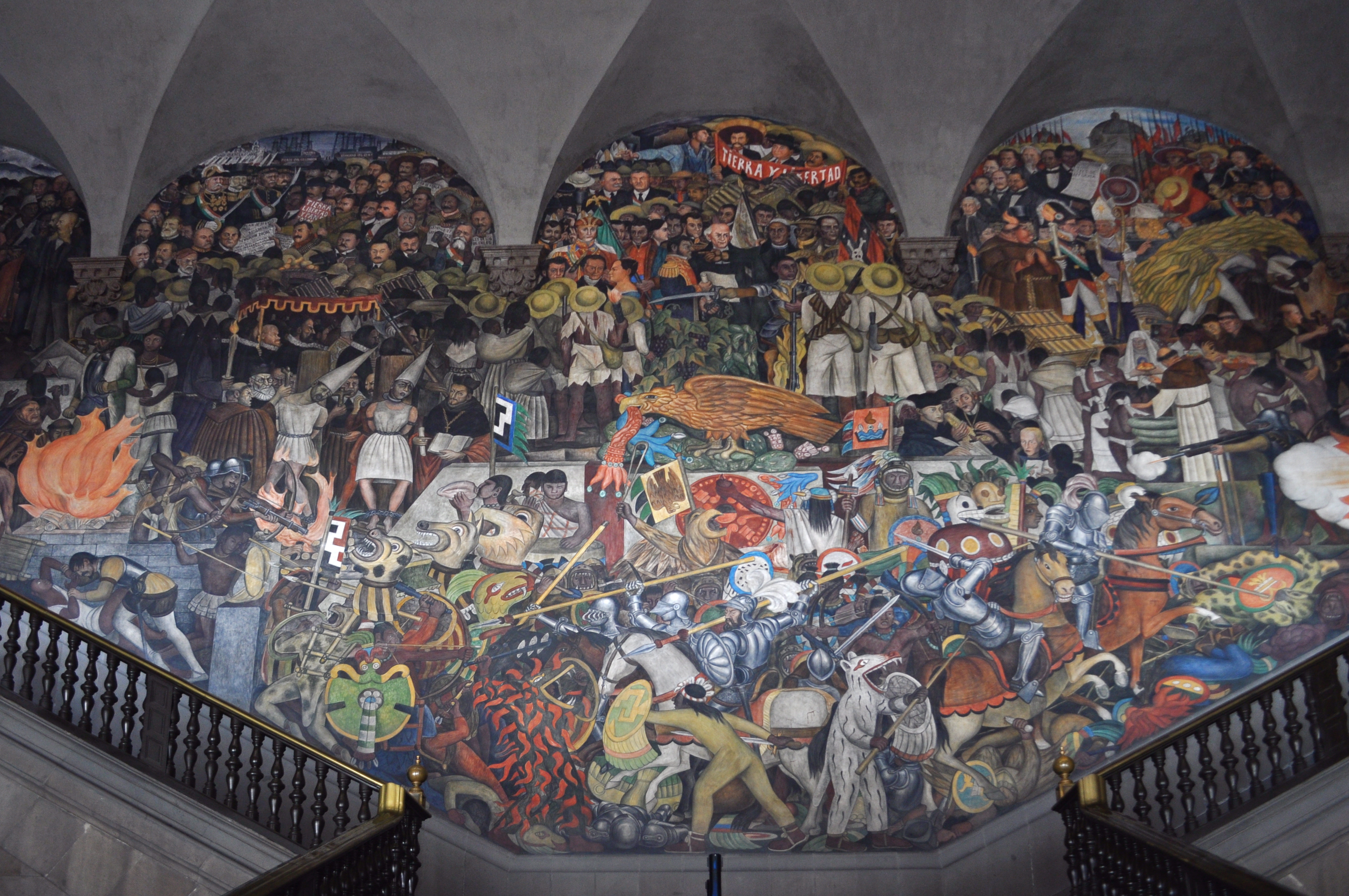
«De la Conquista a 1930», parte central del mural Epopeya del pueblo mexicano de Diego Rivera en el Palacio Nacional.

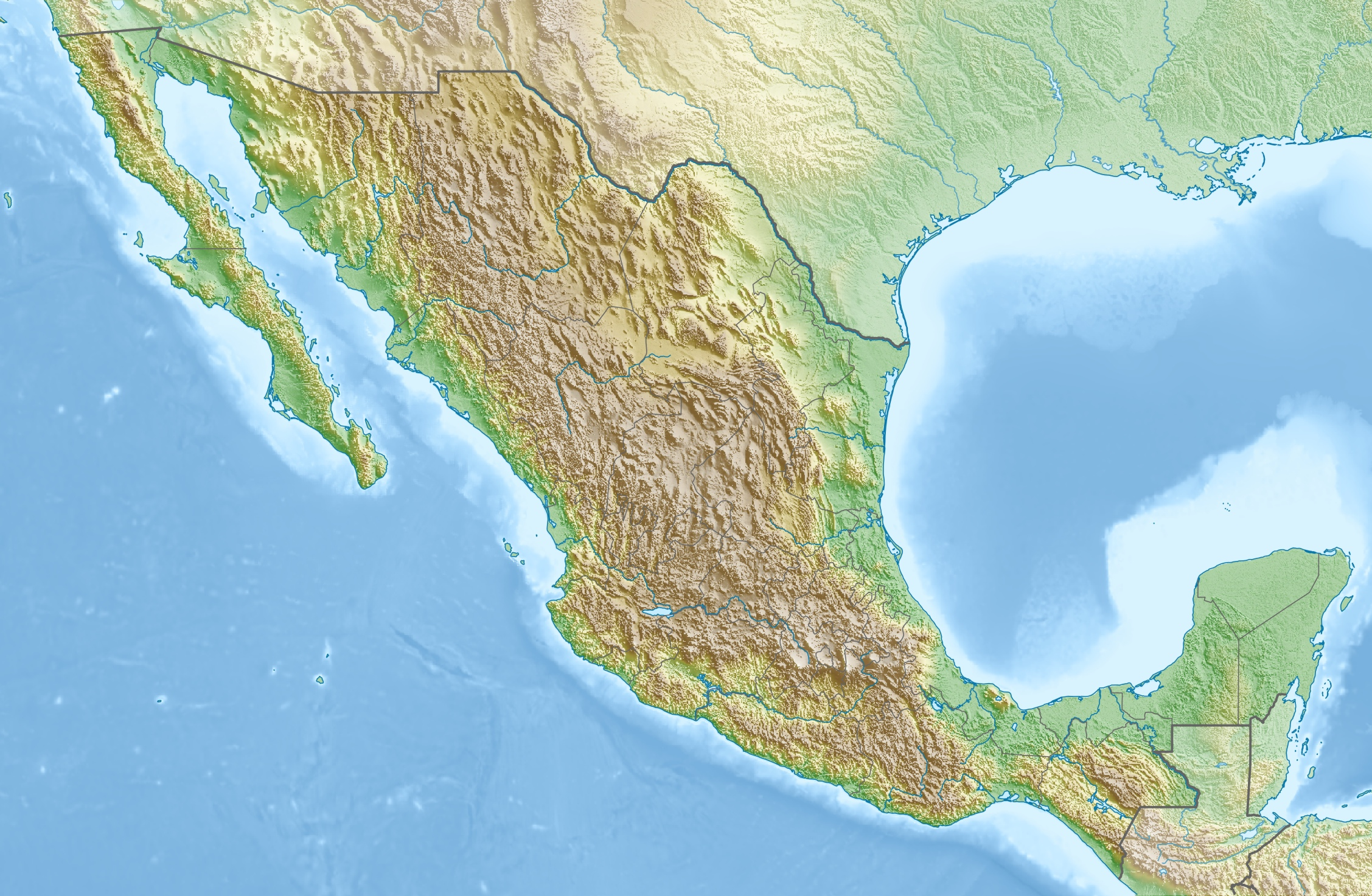
Mapa topográfico del territorio mexicano.

La historia de México es la narración cronológica y demostrable de los acontecimientos del pasado relacionados con la gente que habita en el actual territorio de México, país ubicado en América del Norte.
Dicha narración puede dividirse de distintas maneras según la perspectiva historiográfica para abordar los hechos y los criterios esta. Una división propia del país en tres grandes periodos es la siguiente: época prehispánica, colonial e independiente.
El periodo prehispánico se refiere a todo lo acontecido antes de la llegada de los españoles en 1519. En dicho periodo ocurrió el poblamiento del territorio, el inicio de la agricultura y la conformación del sedentarismo en tres grandes áreas culturales: Aridoamérica, Oasisamérica y Mesoamérica. La última mencionada fue en la que se desarrollaron más civilizaciones, debido a sus condiciones geográficas.
El periodo español sucede al prehispánico y abarca hasta la consumación de la guerra de Independencia en 1821, lapso que duró tres siglos. Se caracterizó por el dominio de la monarquía española iniciado con la Conquista y formalizado política y territorialmente en el Virreinato de Nueva España.

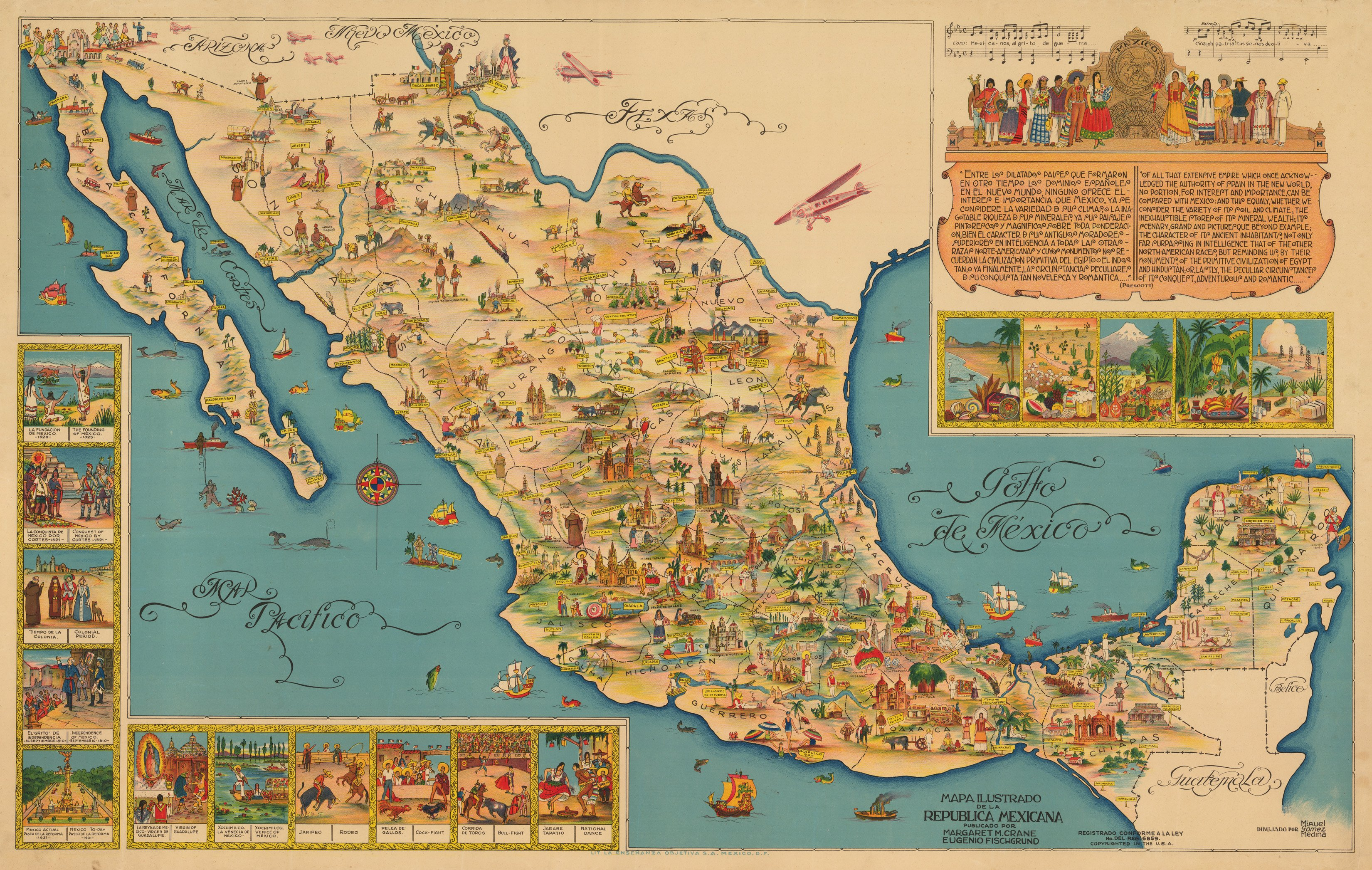
México, 1930

Finalmente, el periodo independiente que actualmente en curso inició con la conformación del Primer Imperio Mexicano y su máxima característica es la existencia del Estado mexicano propiamente dicho que se ha conformado por ambas formas de gobiernos (monarquía y república). Ha sufrido el desarrollo y transformaciones del país.
Una perspectiva historiográfica alterna es la periodización tradicional de la historia universal: la prehistoria (conformada por la Edad de Piedra, de los Metales), la Protohistoria y la historia (divida en la Antigüedad, Medioevo, Edad Moderna y Edad Contemporánea). Sin embargo, dicha perspectiva no es muy utilizada ya que suele ser complicado determinar los respectivos períodos en México sin recurrir a explicaciones eurocentristas.

## Periodización

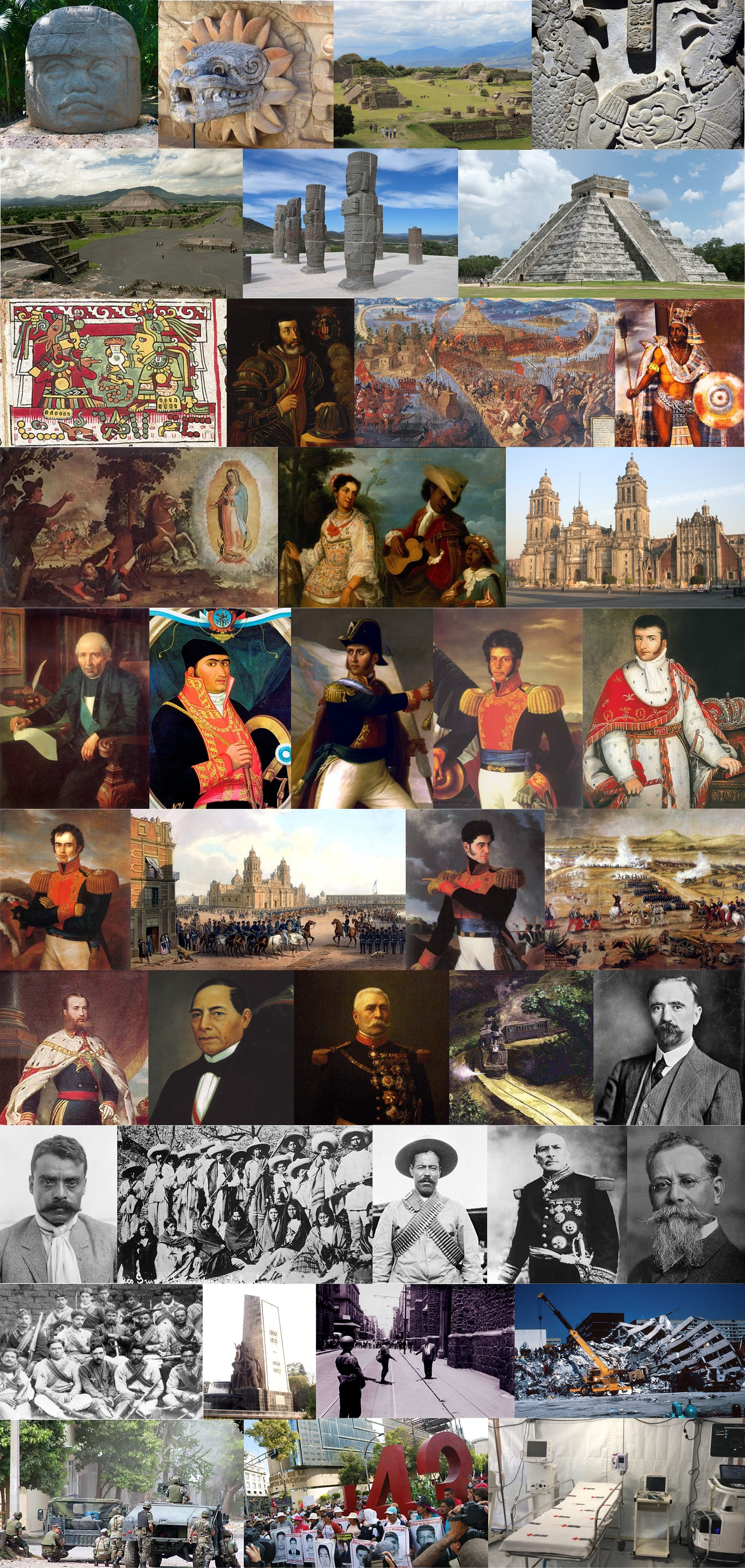
De izquierda a derecha y de arriba hacia abajo: cabeza colosal, símbolo característico de los olmecas; detalle de un relieve en Palenque, importante ciudad maya; cabeza tallada en piedra del dios Quetzalcóatl, deidad presente en la mayoría de las civilizaciones mesoamericanas; vista de Monte Albán, ciudad maya en alto relieve de un importante asentamiento del Periodo Clásico; vista de Teotihuacan, destacada ciudad del Periodo Clásico; atlantes de Tula, símbolo característico de los toltecas, que se encuentra en la pirámide central de su antigua capital, Tollan-Xicocotitlan; Pirámide de Kukulcán en Chichen Itzá, importante ciudad maya y una maravilla del mundo moderno; pintura mixteca que representa la alianza matrimonial de Ocho Venado y Garra de Jaguar; Hernán Cortés, conquistador español; representación de la caída de Tenochtitlan; Moctezuma Xocoyotzin, antepenúltimo huey tlatoani de la Triple alianza; pintura religiosa que representa la aparición de la Virgen de Guadalupe frente a indígenas; De mulato y mestiza, produce mulato, es torna atrás, pintura de castas, típicas en Nueva España para marcar la segregación racial en la que se dividía la sociedad; Catedral Metropolitana de la Ciudad de México; Miguel Hidalgo y Costilla, «iniciador de la guerra de independencia»; José María Morelos y Pavón, jefe de la etapa de organización de la independencia; Ignacio Allende, segundo al mando en la etapa de iniciación de la Independencia; Vicente Guerrero, jefe de la Etapa de Resistencia de la Independencia de México y posteriormente presidente de México; Agustín de Iturbide, cabeza del Ejército Trigarante, jefe de la etapa de consumación de la Independencia y primer emperador mexicano; Guadalupe Victoria, caudillo insurgente y primer presidente de México; entrada del ejército estadounidense a la Ciudad de México que marcando el fin de la Intervención estadounidense en México y, por consiguiente, la pérdida de más de la mitad de su territorio; Santa Anna, presidente de México en once ocasiones; Batalla de Puebla, enfrentamiento armado que se llevó a cabo durante la Segunda intervención francesa; Maximiliano I de México, segundo emperador mexicano; Benito Juárez, presidente y notoria figura del periodo de la Reforma y la República Restaurada; Porfirio Díaz, militar y político cuyo periodo presidencial es conocido como el porfiriato; pintura de del ferrocarril Veracruz-Ciudad de México, «símbolo del progreso en el porfiriato»; Francisco I. Madero, iniciador de la Revolución Mexicana; Emiliano Zapata, importante caudillo revolucionario de ideas agraristas; Francisco "Pancho" Villa, importante líder revolucionario; Venustiano Carranza, promotor de la Constitución Mexicana de 1917 y ex-presidente de México; soldados de la Guerra Cristera, último gran conflicto bélico interno del país; monumento a la Expropiación Petrolera; manifestación estudiantil en la Ciudad México, parte de la Guerra Sucia y del Movimiento estudiantil de 1968 que desenvocaron en la Matanza del 2 de octubre; edificio derrumbado en la Ciudad de México durante el terremoto de 1985; elementos del Ejército mexicano en un enfrentamiento en Apatzingán, parte de la Guerra contra el Narcotráfico (actualmente en curso); familiares en protesta enfrente del "Monumento de los 43", erigido en memoria de los 43 desaparecidos de Ayotzinapa en el 2014; hospital ambulatorio instalado, medida de salud durante la Pandemia de COVID-19.

La periodización es la división del tiempo histórico en períodos, utilizando un criterio en concreto que identifica puntos de inflexión determinantes, que sirvan como transición entre un periodo y otro con un desarrollo común en tiempo y ámbito determinado. El objetivo de una periodización comúnmente es darle orden a la narración de los hechos por contar y como tal tienden a presentarse como conceptos estáticos; pero en la práctica ninguna periodización refleja fielmente a la realidad. Los criterios sobre qué hechos considerarlos como coyuntura y el criterio para ver qué tan relevantes fueron pueden diferir enormemente entre historiadores. Según Brígida von Mentz en las periodizaciones de la historia de México siempre se utiliza como criterio los elementos de la vida pública —el Estado y sus relaciones con otras instituciones sociales en especial en los ámbitos económicos, militares y religiosos— sobre las de la vida privada, así vendrían siendo periodizaciones alineadas primordialmente a la historia política por su naturaleza; pero aquello que implica que no existan periodizaciones de, por ejemplo, la historia cultural.

### Tradicional
Siguiendo la lógica de la periodización tradicional o historicista de la historia:
- La prehistoria en América empieza hace al menos 40 000 años,[7][8][9] con el poblamiento temprano de América, y terminaría alrededor del año 292 d. C., que coincide con el inicio del periodo clásico.
- Empezando con las complejidades y distancias de la periodización tradicional en México, la división entre Edad de Piedra y las edades de los metales no tiene relevancia para dividir la historia mexicana en estratos históricos, ya que no hubo una repercusión radical a causa del uso de diferentes metales en Mesoamérica.  Sin embargo, ya existía la minería y la fundición en la época prehispánica. Se tiene registro de que existió la recolección indígena de pepitas de oro en la región de Zacatula, Guerrero, cerca de los límites con Michoacán, mediante la recolección y el colado del sedimento de los ríos cercanos. Asimismo, se desarrolló en el estado de Michoacán el oficio de la minería, extrayendo las vetas de cobre que salían a la superficie, y la fundición, llegando a crear lingotes de cobre del largo y ancho de una mano y el espesor de dos dedos, actividades que fueron parte de la economía al alternarse con la agricultura como actividad complementaria en las temporadas de sequía. Por otro lado, también se desarrolló la extracción subterránea horizontal de cinabrio en las minas de Querétaro, como la galería de Tepalcatepec.[10] Otros análisis de escorias en las minas de Querétaro indican que los nativos también conocían y utilizaban la reducción de minerales sulfurados mixtos. Mientras que varias investigaciones encontraron el uso de aleaciones de bronce en la huasteca potosina y en la región purépecha, destinadas a la creación de herramientas. También, se encontraron trozos de alambre provenientes de las excavaciones en Tzin-Tzun-Tzan fabricados con una aleación de latón. Por lo tanto, se especula que en Mesoamérica se conocían y hacían aleaciones binarias de plata-cobre, cobre-estaño (bronces al estaño), cobre-arsénico (bronces arsenicales), cobre-antimonio (bronces al antimonio), cobre-plomo (cobre al plomo) y cobre-cinc (latón), mientras que la aleación de oro-plata es una aleación que se encuentra en estado nativo. De las aleaciones ternarias, conocían las de oro-plata-cobre (tumbagas) y de cobre-estaño-arsénico.[10]
- El periodo formativo sería el equivalente a la protohistoria. Este periodo es comprendido entre el 1500 a. C. y el 292 d. C., descrito por Gordon Willey y Philip Phillips, antes del periodo clásico en el que se desarrolló el primer sistema de escritura americano por el pueblo Olmeca.[11]
- Es difícil delimitar lo que es la Edad Antigua y la Edad Media en Mesoamérica, ya que la esclavitud era común, pero no era la base de la economía,[12] y tampoco se desarrolló un feudalismo precolombino, sino algo similar al modo de producción asiático. Las sociedades de la región desarrollaron características del despotismo tributario, con figuras como el esclavo (tlacotli), que solía ser un prisionero de guerra, y el siervo (mayeque) coexistiendo en el mismo estrato social.[13][14][15]
- Por otro lado, parece que se hubiera podido desarrollar la modernidad sin interferencia europea por el peso político que artesanos y mercaderes (pochtecas) llegaron a tener respecto a otras clases sociales, siendo un posible germen de lo que habría sido el capitalista y el burgués mesoamericano. Los artesanos y los comerciantes no pagaban tributo con trabajo, pero sí en especie, los últimos no tenían la obligación de ir a la guerra y actuaban en muchas ocasiones como embajadores, diplomáticos o espías por la red de contactos que tenían a lo largo del imperio. Los pochtecas originarios de Tlatelolco contaban con ritos, ceremonias y un código jurídico y económico propio.[15] Sin embargo, este proceso de creación de la burguesía mesoamericana fue interrumpido por la conquista.
- A partir de la institución del virreinato, entre 1521 y 1535 en distintas zonas de México, empezaría una Edad Media, mezcla de feudalismo con despotismo tributario. En sus inicios, este feudalismo se caracterizaba como una copia del español peninsular a través de la figura de la encomienda indiana. Luego, seguiría bajo la forma del latifundismo. Es por eso, que algunos autores proponen que la sociedad y la economía mexicana dejaron de ser feudales en el siglo XVIII, con la formación de un capitalismo preindustrial,[16] o que la economía dejó de ser predominantemente feudal tras la revolución de 1910 y la reforma agraria.[17]
- La modernidad igualmente llegaría paulatinamente, a través de ideólogos que desde el siglo XVIII proponían ideas transformadoras: el reformismo juarista, intentos de reforma en 1892 y 1903 por parte de los "científicos" del Porfiriato,[18] la revolución de 1910 y la Constitución de 1917. Al menos entre las élites porfiristas se identifica plenamente la intención de vivir y pensar de un modo secularista, copiando rasgos de Europa.[18] Otros autores sitúan el fin del latifundismo con la Reforma Agraria de Lázaro Cárdenas.Tampoco el fin de la modernidad está bien definido, pudiendo abarcar desde el fin del Maximato, con el que se estabiliza y establece el Estado mexicano, hasta cuando se hace efectiva la reforma agraria.
- La Edad Contemporánea se desarrollaría simultáneamente con el fin de la modernidad, siendo la revolución de 1910 el primer hecho histórico mexicano con rasgos contemporáneos, la constitución de 1917 su fundamento ideológico, el Maximato permitiría su implementación y la industrialización impulsada por Lázaro Cárdenas desde 1940 su consolidación como etapa histórica que continuaría hasta la actualidad.

### Mexicana
- México prehispánico. Para hablar del origen del México prehispánico primero se tiene que indagar en las múltiples teorías del poblamiento de América para, a su vez, explicar el poblamiento del actual territorio nacional. En cuanto su datación —sin indagar demasiado de dónde provenían los grupos humanos— se disputan la teoría del poblamiento tardío (también llamado consenso Clovis) que propone que la vida en América no tendría más de 14 000 y 13 500 años y la teoría del poblamiento temprano, mucho más aceptada en la actualidad.[19] El consenco Clovis fue popular durante el siglo xx, hasta que se encontraron diversos yacimientos con vestigios humanos muchísimo más antiguos en el continente americano, como lo son las pinturas rupestres de Pedra Furada en Brasil, que incluso han sido señaladas con una antigüedad de hasta 59 000 años.[20][21] A diferencia de la historiografía tradicional europea, la prehistoria en América es usualmente dividida en tres periodos: el Arqueolítico, Cenolitíco y Protoneolítico, que terminó en el 2500 a. C.[22] Lo que ahora es México fue habitado por diversas civilizaciones que interactuaron en diversos grados a través del tiempo y sus territorios, considerado así como un mosaico de diversas culturas. Cabe también señalar que el territorio que actualmente comprende México ha dividido para su estudio prehispánico en tres áreas culturales (Mesoamérica, Oasisamérica y Aridoamérica), siendo la primera donde se asentaron las sociedades más complejas y la última como una zona habitada principalmente por tribus nómadas. Debido a la complejidad de la historia de Mesoamérica, al mismo tiempo se divide en tres periodos: preclásico (del 2500 a. C. al 200 d. C.), clásico (del 200 al 900) y posclásico (del 900 a 1521). De aquella época sobresalen distinguidas civilizaciones tales como la olmeca, maya, teotihuacana, totonaca, zapoteca, mixteca, tarasca, tolteca, mexica, entre otras.[23] Todo lo anterior terminó con el inicio de la conquista a manos de los españoles en el siglo XVI.

- México colonial. La época virreinal fue cuando el territorio mexicano estuvo unido a la Corona española, como parte del Imperio Español. Comprendió de 1521 a 1821, fecha en que se consumó la independencia. Fue en 1810 con la iniciación de la guerra de independencia cuando transcurrió la última y la más caótica etapa del periodo virreinal que consolidó los antecedentes de México como nación independiente.
- México Independiente. Abarca desde la consumación de la independencia hasta nuestros días. En esta época fue cuando por primera vez se puede hablar de un Estado mexicano ya como una nación separada de España. El país se vio envuelto en diferentes conflictos —tanto internos como externos—. Cambió de forma de gobierno cuatro veces en la que transcurrió (en orden cronológico) el Primer imperio, al Primera República Federal, la República Centralista, la Segunda República Federal y el Segundo Imperio; con el triunfo liberal en 1867 y llamada República Restaurada (que abarcó hasta 1876) se adaptó la forma de gobierno que actualmente posee: república federal. Después de ello, el ascenso de Porfirio Díaz al poder en 1876 empezó un periodo conocido como el Porfiriato, mismo que duró hasta 1911 con el exilio de este; durante su desarrollo se alcanzó un gran esplendor económico, artístico, social pero también vio un retraso en la libertad política y militar destacable por la opresión de ciertos grupos que se oponían en su contra.[24] En 1910 inició la Revolución Mexicana, un periodo de grandes conflictos entre múltiples facciones y con distintos principios durante el transcurso de la misma: su fecha de terminación es actualmente objeto de debate entre distintos historiadores, pues la sitúan en 1917,[25][26] 1920[27] o 1924.[28] De cualquier forma, se conoce como periodo postrevolucionario al que se considera después de la Revolución y antes del México contemporáneo; le dio al País aspectos vigente como el fin de los caudillos militares-jefes de Gobierno, la consolidación del presidencialismo (y los sexenios), así como la estabilidad de los partidos políticos. Se le denomina México contemporáneo desde el fin de la época postrevolucionario —que en su mayoría es situada en 1940 con el fin del gobierno de Lázaro Cárdenas—[29][30] hasta la actualidad; abarcando más de ochenta años a los distintos, ha sido protagonista de los últimos procesos recientes o actuales.

## Etapa lítica

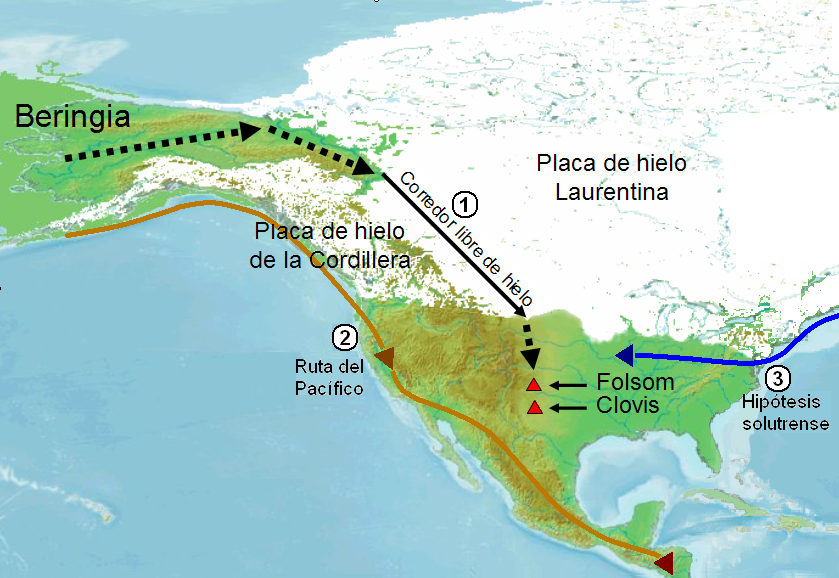
Mapa que muestra tres hipótesis de la teoría del poblamiento temprano.

El periodo lítico o periodo arcaico a un nivel más global puede situarse dentro del Paleoamericano, periodo historiográfico de la historia de América; toma su nombre de lítico: ‘relacionado con las piedras’, en referencia a los primeros instrumentos utilizados. Equivaldría a la Prehistoria bajo la periodización clásica europea.
Corresponde desde la llegada de los primeros nómadas al territorio mexicano hasta el descubrimiento de la agricultura y la instauración de las primeras sociedades agrícolas en Mesoamérica. José Luis Lorenzo Bautista a finales del siglo XX postuló la división de la etapa lítica en tres periodos: Arqueolítico, Cenolítico y Protoneolítico.
El territorio actual de México fue descubierto y habitado por grupos de cazadores y recolectores nómadas hace más de 30 000 años. La historiografía y arqueología mexicana llama a este período etapa lítica; una serie de hallazgos de herramientas y utensilios de piedra, cuyas antigüedades oscilan entre los años 30 000 a 14 000 a. C. establecen líneas migratorias desde la región de los actuales noreste y el altiplano central hacia el valle central y el occidente, prolongadas incluso hasta el suroeste.

### Arqueolítico
El inicio del Arqueolítico se sitúa en el 33 000 a. C. o en el 30 000 a. C., según distintas fuentes. Las hipótesis sobre el poblamiento de América son diversas, pero la más aceptada es que los humanos provenían desde Siberia y llegaron al continente cruzando por el estrecho de Bering, que se encontraba congelado debido al último periodo glacial o Glaciación Würm (comúnmente apodada la Edad de Hielo) en el norte del mundo.
La población que llegó al territorio eran nómadas cazadores-recolectores que se organizaron en familias o clanes poco complejos. En el día se concentraban en la caza de animales terrestres y lacustres de tamaño pequeño, así como a la recolección de frutos sencillos; durante la noche se resguardaban del medio ambiente en cuevas, donde se han encontrado los primeros instrumentos de piedra, tales como raspadores, navajas y raederas.

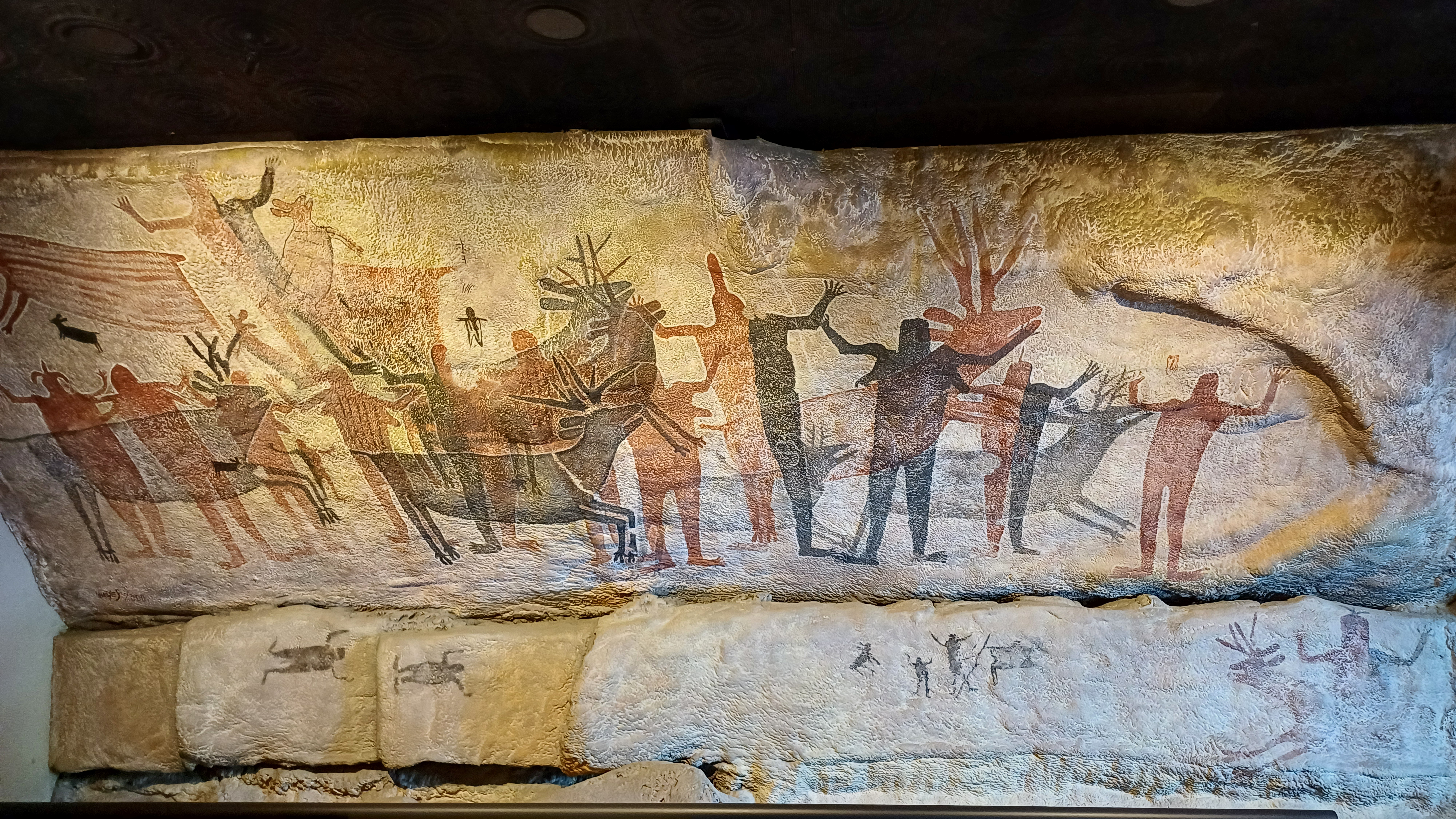
Réplica de las pinturas rupestres de la Sierra de San Francisco en el Museo Nacional de Historia.

El descubrimiento de restos óseos de mamuts que rodean una hoguera encontrados en Cedral (al norte de San Luis Potosí) se dispute como una de las evidencias humanas concretas más antiguas encontradas en territorio mexicano, idea apoyada por el científico Gilberto Pérez Roldá, pero que ha sido refutada por otros como Ciprian Ardelean.
Algunos de los vestigios más antiguos de restos humanos se encontraron en el valle de Tehuacán (Puebla), en la sierra de Tamaulipas, en la Cueva de La Candelaria (Coahuila), en el El Conchalito (Baja California Sur) o en la sierra de San Francisco (también en Baja California Sur), donde destacan las pinturas rupestres de la Sierra de San Francisco, nombradas patrimonio de la Humanidad.

### Cenolítico
La fecha de inicio del Cenolítico también es controvertida, llegando a postularse algunas que varían entre el 12 000 a. C. y el 9500 a. C., aunque según el propio Lorenzo Bautista inició en la primera fecha, y a su vez, puede dividirse entre el Cenolítico Inferior (12 000-7000 a. C.) y el Cenolítico Superior (7000-5000 a. C.). A diferencia de su etapa anterior, este periodo presenció más acontecimientos.

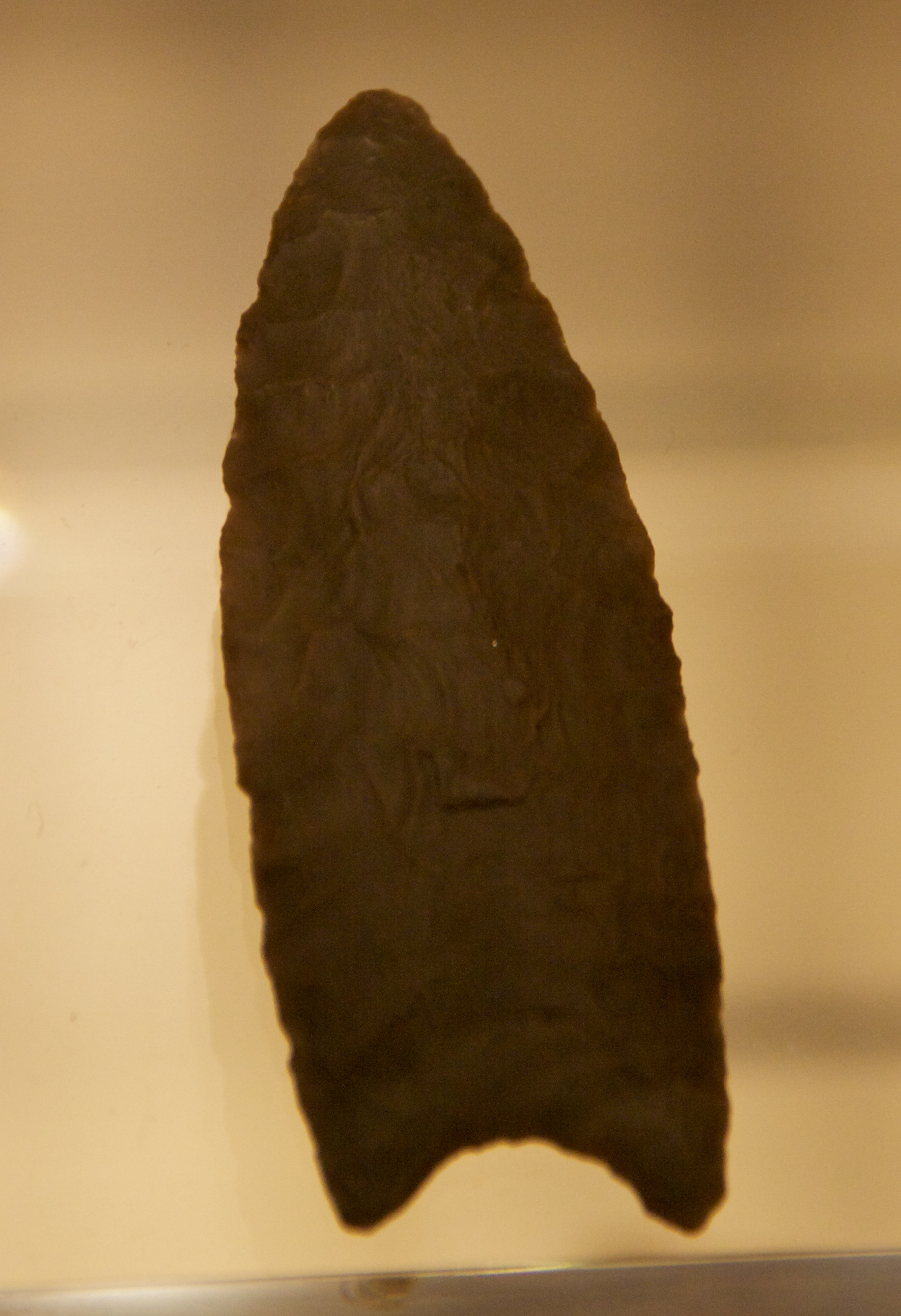
Lanza acanalada de proyectil, típicas de las culturas Clovis y Folsom, en el Museo Británico.

Durante gran parte del siglo XX, concretamente a partir de los años 1930, los científicos llegaron al «consenso de Clovis», que postulaba que la Cultura Clovis fueron los primeros humanos en América alrededor del 14 000 o 13 500 a. C y que de sus descendientes provinieron el resto de las civilizaciones en el continente. No obstante, a partir de los años 1970 hubo descubrimientos de restos arqueológicos considerablemente más antiguos —incluso al sur de América, donde destaca Pedra Furada en Brasil, descubierta en 1973—, que permitió desarrollar la teoría del poblamiento temprano, que es la más aceptada hoy en día por la comunidad científica, donde descartada a los Clovis como la gente más antigua en América.
La cultura Clovis se desarrolló en lo que hoy es el sur de Estados Unidos y el norte de México alrededor del X milenio a. C., que puede considerarse la primera cultura en América —aunque si bien todavía eran cazadores-recolectores— debido a que sus vestigios son uniformes, lo que significa que sus descendientes fueron los primeros que formaron familias de mayor tamaño y que se agruparon en tribus más amplias suficientes para que los arqueólogos pudieran identificarla.
En México la cultura Clovis habitó principalmente en Sonora (pues de los sitios arqueológicos en el país, de alrededor de ciento sesenta, se han encontrado en ese estado ciento treinta), cuyo mayor sitio arqueológico encontrado es «El Fin del Mundo», donde se pueden encontrar gran variedad de fauna del Pleistoceno —principalmente mastodontes— y herramientas de piedras donde, además de las típicas navajas y raspadores, destacan las características puntas de piedra acanaladas de proyectil, utilizadas para la elaboración de lanzas, herramientas de mayor complejidad.
La cultura que le siguió fue la cultura Folsom, que tuvo sus orígenes entre algún punto del siglo X a. C. y el siglo IX a. C. y ocuparon territorios al sur de Canadá, centro y sur de Estados Unidos y norte de México; una de las hipótesis más comunes de su origen es que eran descendientes de los Clovis. Al igual que ellos, eran hábiles en su uso de puntas de piedra acanaladas de proyectil, otro motivo que apoya la teoría anterior. En México los mayores sitios arqueológicos Folsom están en Puntita Negra (Nuevo León), Samalayuca (Chihuahua) y en el Cerro de Silva (San Luis Potosí).[cita requerida]

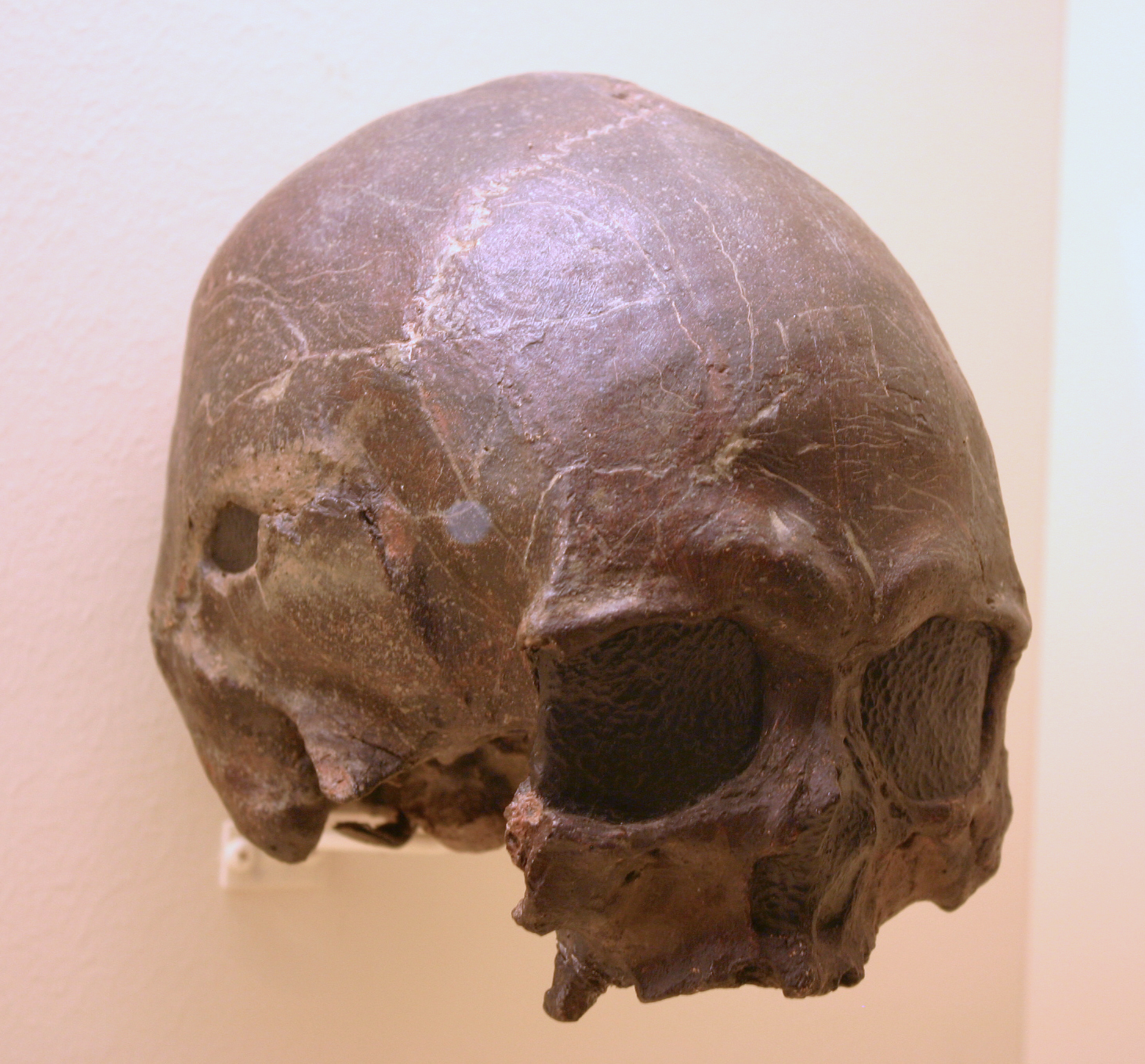
Réplica del cráneo del hombre de Tepexpan.

Ya para finales Cenolítico Inferior cabe mencionar el famoso hombre de Tepexpan encontrado en las orillas del lago de Texcoco, un esqueleto humano descubierto en 1947 y cuya antigüedad mínima sería del 8000 a. C, que destacó porque al momento de su descubrimiento se consideraba el humano más antiguo en territorio mexicano.
La introducción de la agricultura propiamente dicha en territorio mexicano también ocurrió a finales del Cenolítico inferior, aproximadamente entre el 8000 y 7000 a. C., posicionándose como una de las primeras regiones del mundo donde floreció, junto a Mesopotamia, el valle del Indo, las costas del mar Mediterráneo y la América andina.
El proceso se dio gradualmente y tardó cientos de años, además de que las plantas que se fueron domesticando tampoco se realizó simultáneamente. Kent V. Flannery encontró en Guilá Naquitz (Oaxaca) las primeras especies vegetales manipuladas por el hombre en Mesoamérica: calabaza y huaje, fechados alrededor del 7000 a. C. Ya entrados en el Cenolítico Superior, los arqueólogos Richard MacNeish y Augustus Ledyard Smith concordaron que las especies que le siguieron fueron el chile, aguacate y chupandillo, alrededor del 6000 a. C.

### Protoneolítico
El Protoneolítico es el periodo de la Etapa Lítica más corto de todos duró entre del 5000 a. C. al 2500 a. C., por ello mismo puede considerarse como un periodo de transición económica y alimentaria.
No sería alrededor el 5000 a. C. cuando se empezó a domesticar el frijol y el maíz a partir de una espiga silvestre el teocintle y que se transformó en el estado como hoy lo conocemos, además de la domesticación del guajolote.
Ya con gran variedad de plantas domesticadas permitió al humano tomar control sobre la producción agrícola, lo que obligó a tener que organizarse para cuidar los cultivos por ahora más meses del año, principalmente en el valle de México. Progresivamente los nómadas se convirtieron en sedentarios y fundaron las primeras aldeas agrícolas en Mesoamérica; mientras que los pueblos de Oasisamérica y Aridoamérica no dejaron de ser dependientes de la cacería y la recolección.
Para el 2500 a. C. se puede hablar de un conjunto aldeas agrícolas que se unieron y formaron las primeras sociedades agrarias en el territorio mexicano, que dio paso del modo de producción primitivo al modo de producción esclavista en Mesoamérica, y con ello el fin de la Etapa Lítica en la historiografía mexicana.

## Horizontes culturales

### Oasisamérica
Oasisamérica fue la última de las superáreas culturales del México precolombino en desarrollarse. Es resultado de un lento proceso de introducción de las técnicas agrícolas de sus vecinos del sur los mesoamericanos. La antigüedad de la agricultura oasisamericana es debatida, pues los indicios más antiguos, encontrados en Bat Cave, Nuevo México, parecen tener entre 5000 y 3500 años de antigüedad.
Uno de los factores del tardío desarrollo de la agricultura en esta región es la carencia de agua. De hecho, nace en el corazón desértico de Aridoamérica, en los extensos territorios de Chihuahua y Sonora (México), y en Arizona, Nuevo México, Nevada, Colorado y Utah, en el suroeste de los Estados Unidos.

### Aridoamérica
Los habitantes de la región aridoamericana continuaron con su cultura nómada, pues las condiciones geográficas en las que vivían les impedía establecer asentamientos permanentes. La historia prehispánica de lo que actualmente es el norte de México está poco documentada debido a que los pueblos que ocuparon la región dejaron pocos registros físicos. La cueva de la Perra (Tamaulipas) vio la invención de la agricultura en América y contó con presencia humana desde el año 12000 a. C. Cabe destacar que hay registros de que mantuvieron contacto con los pueblos mesoamericanos.
Hay culturas de las que sí se han encontrado un vestigio de ellas, pero estos han sido tan pocos que ha sido difícil clasificarlas y su registro es muy nulo. Un ejemplo de ello es la Tradición de las tumbas de tiro, de la que se cree que fue un rasgo que compartió una cultura en común que habitó en el sur de Aridoamérica (Jalisco, Nayarit, Michoacán y Colima); en la Antigüedad se creía que estaban esta tradición se emparentaba con los tarascos debido a su cercanía geográfica, pero en la actualidad se sabe que no es así, sino que eran una cultura aparte aridoamericana.
Sin embargo, hay otras culturas de las que su registro se conserva con mayor exactitud, como la cultura mogollón (que también habitó en Oasisamérica), los acaxees (que resultaron exterminados con la conquista española), los caxcanes (aunque su origen ciertamente es algo controvertido), los guaicuras, etc.
Aunque, cabe destacar que, al igual que pueblos mesoamericanos, hubo algunos pueblos aridoamericanos que no se terminaron de extinguir pues sus costumbres y tradiciones sobrevivieron en sus actuales descendientes y que son considerados como etnias del país. Algunos ejemplos de ello son los cuapás, cochimíes, mayos, ópatas, paipais, etc.
Paul Kirchhoff, que fue el mismo científico que creó la división de las áreas culturales, también propuso una subdivisión de Aridoamérica en varias áreas culturas, las cuales son las siguientes: Centro y Sur de California, Gran Cuenca, Noroeste de Arizona, Sur de Texas, Apachería, Norte de México, Baja California y Costa de Sonora.

#### Pueblos chichimecas
La historiografía y arqueología contemporánea definen una extensa zona cultural llamada «Gran Chichimeca» sobre la mayor parte del Altiplano, donde, si bien no se organizaron sociedades complejas como las mesoamericanas, sostuvieron una serie de rasgos comunes como las lenguas habladas, el intercambio comercial, las alianzas militares frente a las civilizaciones del centro y la condición seminómada; destacaron entre las tribus de la zona (además claro de los chichimecas), los tarahumaras, tepehuanes, pimas y apaches. Algunos de los pueblos que conformaron las civilizaciones mesoamericanas provienen de esta región.

### Mesoamérica

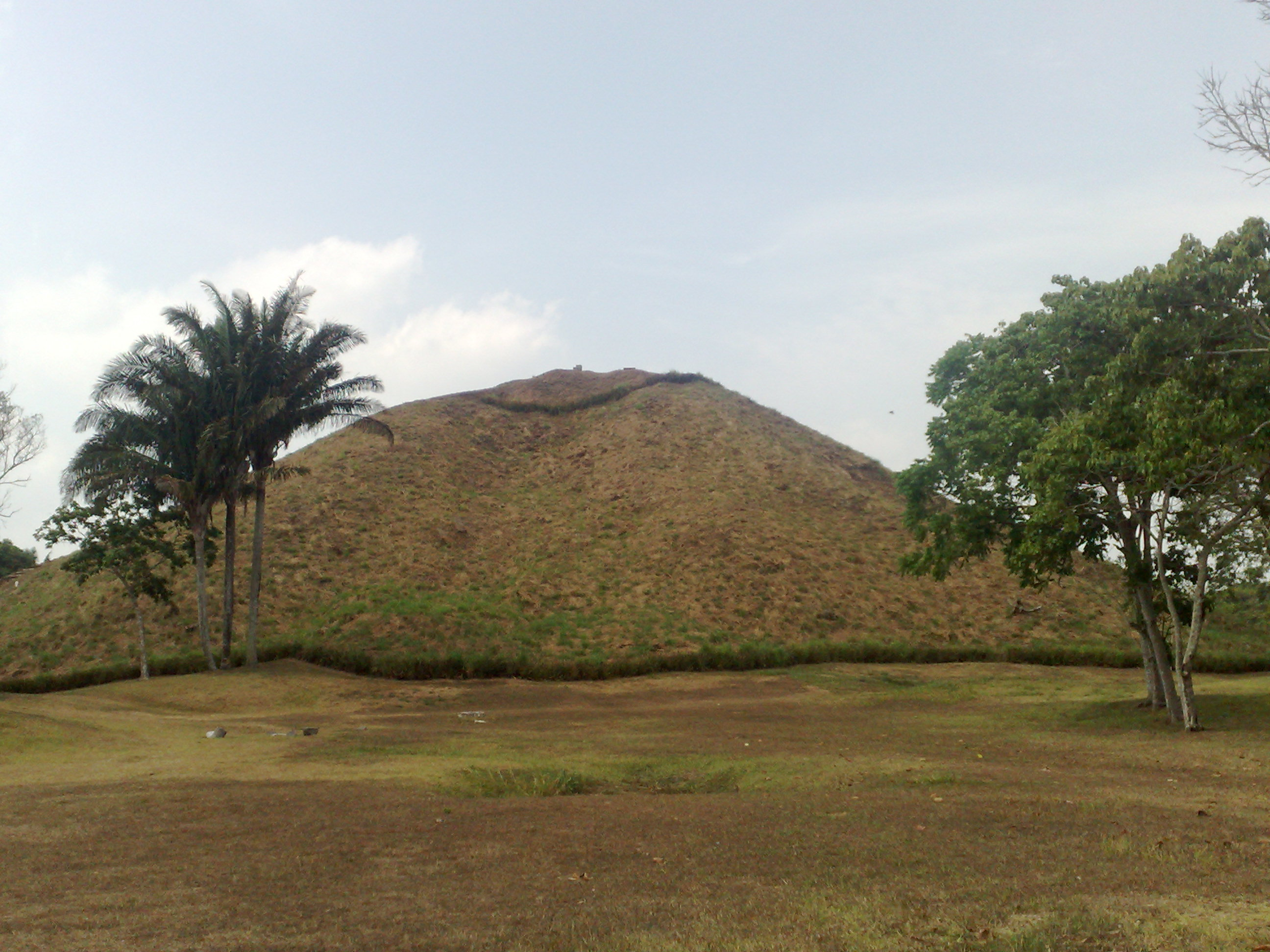
Pirámide de La Venta (Tabasco). Se considera la pirámide más antigua de Mesoamérica.

Historiadores, arquélogos y antropólogos —como Alfredo López Austin y Leonardo López Luján— toman como marcador del inicio de las civilizaciones mesoamericanas la controvertida Cerámica Pox encontrada Puerto Marqués, fechada alrededor del siglo XXIV a. C., descubierta por Charles Francis Brush. La cerámica mesoamericana podría tener origen en el contacto entre la costa sudamericana del Pacífico y el Occidente de Mesoamérica.
Los nuevos adelantos técnicos se difundieron por toda la región, de modo que algunos siglos después se produjo cerámica en otras aldeas del Preclásico Temprano (2500 a. C.-1500 a. C.), como Chupícuaro a las orillas del río Lerma y Tlatilco a las orillas del lago de Texcoco. Durante el Preclásico Medio (siglo XIV a. C.-siglo IV a. C.) en Mesoamérica se asentó la primera gran civilización: la cultura olmeca,que construyó grandes centros como La Venta (en Tabasco).
Después del ocaso olmeca tuvo lugar un florecimiento simultáneo de varios pueblos. Destaca la tradición de las tumbas de tiro, de probable influencia sudamericana según George Kubler; la cultura epiolmeca en Tres Zapotes; el florecimiento de Izapa; y el desarrollo de la cuenta larga.
Al final de esta etapa, Teotihuacán se había convertido en la urbe más importante del valle de México. Durante el Clásico Temprano, su influencia se dejó sentir en toda Mesoamérica, apoyada por su poder político y comercial. Tuvo importantes aliados, como Monte Albán en los Valles Centrales de Oaxaca. La civilización mesoamericana se extendió hacia el norte en sitios como La Quemada. Existen bastantes documentos en choltí epigráfico a partir del 292 d. C. que citan muchos aconticimientos importantes referentes al extremo meridional de Mesoamérica, que detallan las vicisitudes sociopolíticas de la región.
Del norte también llegaron influencias culturales, visibles en la cultura huasteca. El clásico fue también la época de la consolidación de la cultura maya en la península de Yucatán, la planicie de Tabasco y las tierras altas de Chiapas. Por otro lado, en los valles y montañas al norte de la sierra Madre Occidental se desarrolló la cultura Paquimé, resultado de la consolidación de la agricultura en el noroeste y del intercambio entre Mesoamérica y Oasisamérica.
Del siglo X al siglo XII, el Valle de México fue dominado por Tollan-Xicocotitlan, la capital de los toltecas. Esta ciudad estableció vínculos muy fuertes con varias regiones de Mesoamérica, pero particularmente con la península de Yucatán, donde se ubica la ciudad maya de Chichén Itzá. En Oaxaca, mientras tanto, los mixtecos iniciaron un proceso expansionista que los llevó a ocupar los Valles Centrales donde habitaban los zapotecos.
En 1325 los mexicas fundaron México-Tenochtitlan, capital de los mexicas. Debido a sus alianzas políticas —unión conocida como la Triple Alianza—, los mexicas formaron el estado más extenso que conoció la Mesoamérica; sólo rivalizó con pocos pueblos como los purépechas de Tzintzuntzan o los tlaxcaltecas.
El fin de las distintas mesoamericanas se dio con el descubrimiento de América en 1492 y la llegada de los españoles a territorio mexicano en 1519. Conquistaron varios territorios desde la caída de México-Tenochtitlan en 1521; en 1535 fundaron el Virreinato de la Nueva España, que provocó el fin definitivo del México prehispánico.

#### Cronología
Cronología de los grandes grupos culturales mesoamericanos de la época precolombina (las fechas son aproximadas y distintos autores discrepan en torno a ellas) hasta la conquista española.

#### Civilización olmeca

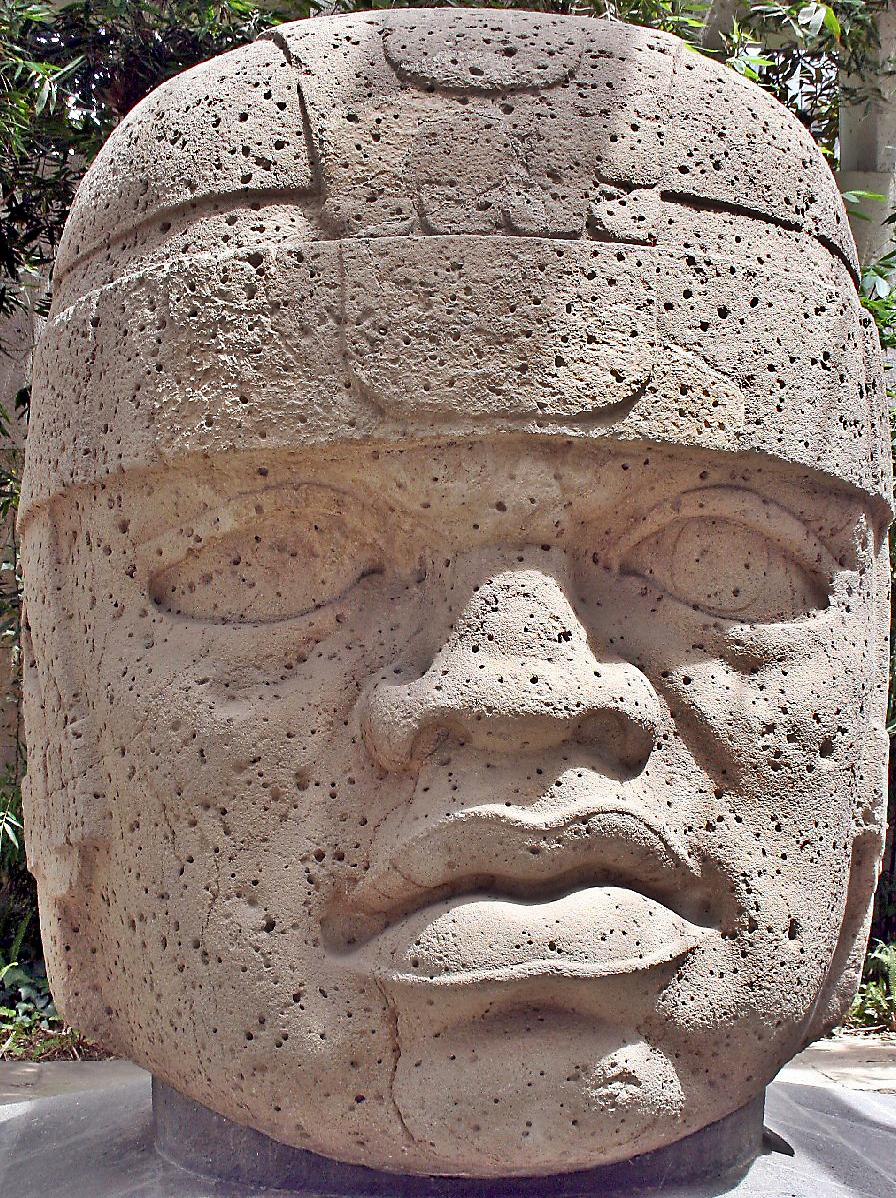
Los Olmecas se asentaron en la región tropical del sur de Veracruz y Tabasco. Los vestigios más característicos de la cultura Olmeca son las cabezas colosales.

La civilización olmeca tuvo su desarrollo aproximadamente entre los años 1200 a. C. y 500 a. C. en la región costera del Golfo de México (actualmente Veracruz y Tabasco); Se desconoce cómo se denominaban a sí mismos, pero olmeca viene del náhuatl (nombrados así por los mexicas) y significa ‘habitantes del país del hule’. «La cultura olmeca se puede definir como la cultura madre de la América precolombina», Mohd Ateeque, nombre por la que es apodada.
La economía de los olmecas tuvo como base la agricultura de roza, la cual consiste en talar grandes extensiones de árboles para despejar la tierra y después sembrar; practicaban la caza y la pesca, así como, en menor medida, la recolección de frutos.
Los sitios arqueológicos más sobresalientes son La Venta, en el estado de Tabasco; la San Lorenzo y Tres Zapotes. En La Venta la construcción de sus edificios es simétrica, dispuestos en un eje largo que va de norte a sur; los monumentos están colocados a los lados. Este centro ceremonial sirvió de ejemplo para el resto de las culturas mesoamericanas, pues diseños similares los percibimos en otros centros urbanos.
Los sacerdotes, quienes poseían conocimientos astronómicos sobre los períodos de lluvia y los idóneos para la siembra, eran, probablemente, la clase dirigente. Algunos investigadores mexicanos han supuesto la existencia de un gobierno teocrático apoyado por la clase militar.
Existen pruebas de que los olmecas utilizaban una escritura jeroglífica y desarrollaron la Rueda Calendárica, evidencia de su progreso, la cual contaba con 365 días. Realizaron diversos monumentos, como las famosas cabezas olmecas, que probablemente eran retratos de guerreros prominentes en batalla o de personajes de alta jerarquía.
Esta cultura desapareció en el año 500 a. C., debido, probablemente, a un desastre natural que los obligó a dejar sus centros urbanos y, como consecuencia, desaparecer de los registros históricos.

#### Civilización maya
El territorio que ocuparon los mayas fue muy grande; comprende los actuales estados de Yucatán, Campeche, Quintana Roo, parte de Chiapas y Tabasco en México; y Belice, Guatemala y Honduras en Centroamérica.

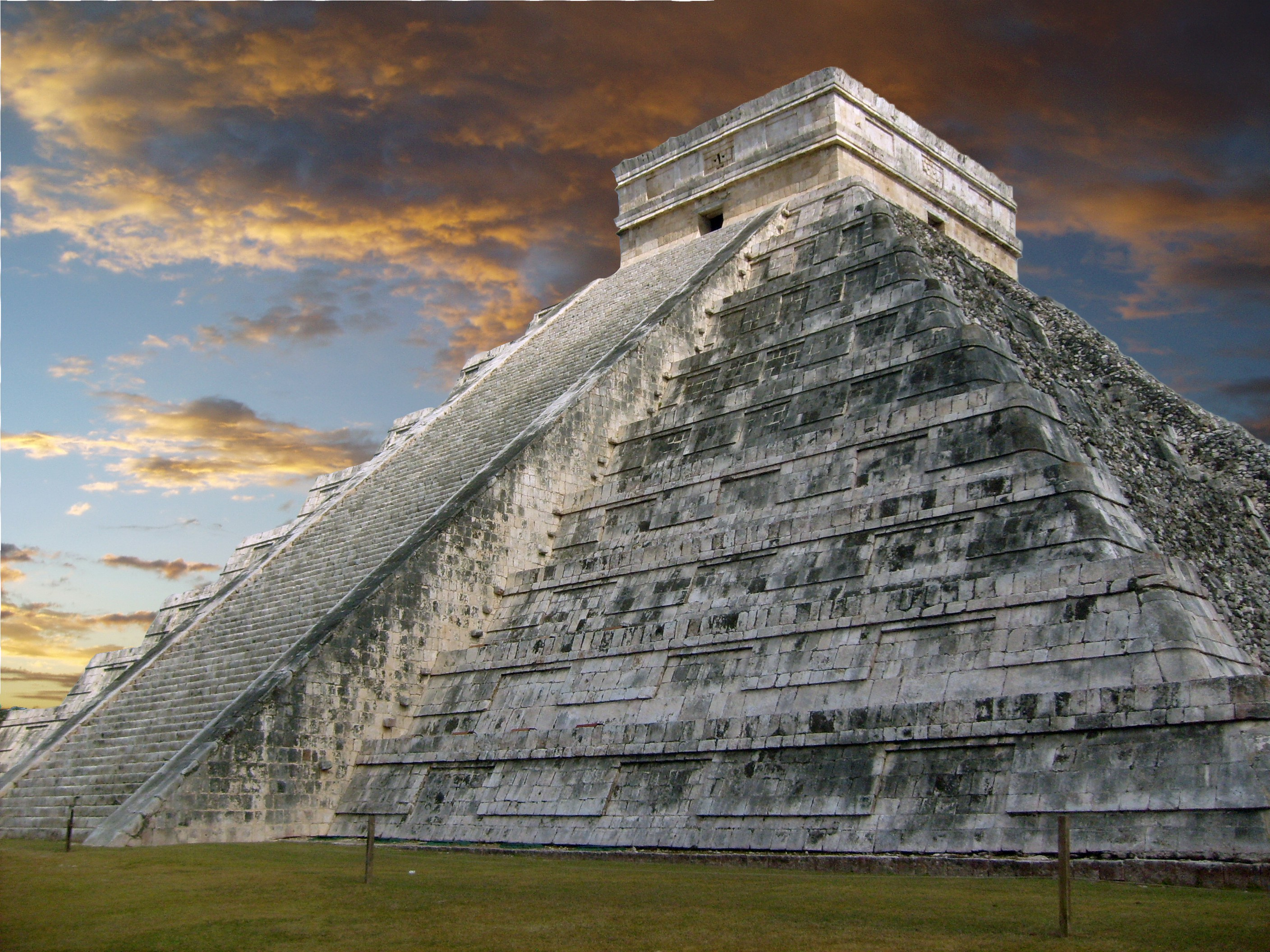
Pirámide de Kukulcán en Chichén Itzá.

Se considera que la civilización maya surgió en el periodo preclásico. Uno de sus primeros asentamientos fue Cuello (Belice), fechado de alrededor del siglo XXVI a. C.
Los asentamientos complejos se establecieron alrededor de 1800 a. C. en la región del Soconusco (Chiapas).Este periodo se caracterizó por la existencia de comunidades sedentarias y la introducción de la cerámica y figurillas de barro cocido.
Ya en el Preclásico Medio, los pequeños asentamientos se convirtieron en ciudades. Nakbé (hoy en Guatemala) fue la ciudad más antigua documentada en las tierras bajas maya; estructuras de la ciudad han sido datados en torno a 750 a. C. Para esas épocas también ya se registra el poblamiento maya de la Península de Yucatán. Una escritura desarrollada ya estaba siendo utilizado en el Petén hacia el siglo III a. C.
En el Preclásico Tardío surgieron las primeras ciudades más importantes, tales como Kaminaljuyú y El Mirador (ambas en Guatemala), y otras ciudades de menor tamaño como Tikal (Guatemala) o Komchén (Yucatán). Para el siglo I a. C., la civilización maya vio un fuerte retroceso cuando la mayoría de las ciudades mayas fueron abandonadas: la causa es todavía desconocida.
El periodo clásico mesoamericano fue el de mayor apogeo para la civilización maya. El panorama político-administrativo de la región caracterizado por múltiples ciudades-estado involucradas en una compleja red de alianzas y enemistades puede ser comparado con las del periodo de la Grecia clásica. Las ciudades con mayor población ascendían de 50 000 a 120 000 habitantes y estaban conectadas entre sí por redes de ciudades de menor tamaño.
Las ciudades mayas se vieron influenciadas, tanto de manera amistosa —como relaciones comerciales— y bélicas, por otras civilizaciones mesoamericanas asentadas en otras regiones, principalmente Teotihuacán (en el Valle de México). El mayor ejemplo que se tiene ocurrió en 378 d. C.: un militar proveniente de Teotihuacán, Átlatl Cauac que llegó a Tikal a inicios de aquel año con el fin de instaurar una nueva dinastía en la ciudad bajo el gobierno títerede Siyaj K'ak'; el anterior rey de Tikal Chak Tok Ich'aak I falleció el día de su llegada, por lo que se piensa que hubo una violenta toma de poder; al año siguiente se impuso a Yax Nuun Ayiin I como nuevo rey. El cambio de dinastía pronto provocó que Tikal se posicionara como la mayor urbe en poder de las tierras bajas centrales.
Además, otras ciudades además que fuerte influencia en el periodo fueron Calakmul (Campeche), Dos Pilas (Petén) y Comalcalco (Tabasco), cuya particularidad es que fue construida con ladrillos y estuco de concha de ostión.
El evento caracterizado por el abandono de múltiples ciudades mayas y la migración de sus habitantes —especialmente a regiones en el norte de éste— fue nombrado el «Colapso maya», suceso que se estima que inició en el siglo iv. Las hipótesis sobre su causa son múltiples y siguen siendo discutidas en la actualidad, no obstante diversos mayistas como Michael D. Coe han señalado que lo más probable fuera la multicausalidad de lo siguiente: conflictos internos entre los diversos entes políticos que conformaban, la sobrepoblación y la degradación de la tierra por sequías y tala rasa de zonas silvestres. La zona maya central quedó casi deshabitada, pues en general, las capitales y centros ceremoniales secundarios fueron abandonados en un plazo de entre cincuenta y cien años. Los registros de los monumentos fechados de las antiguas grandes ciudades dejaron de esculpirse. Inclusive, las antiguas edificaciones reales que ocuparon las dinastías locales fueron ocupados tiempo después.
Muchos años transcurrieron para que nuevos grupos se organizaran y fundaran nuevas ciudades. De las primeras ciudades que brillaron en el posclásico fue Mayapán, que llegó a consolidarse como la sede de la Liga de Mayapán, una alianza entre distintas ciudades-estado.
El primer contacto que tuvieron los mayas con los españoles ocurrió en 1517. De 1517 a 1519 ocurrieron contactos esporádicos entre ambos debido a tres expediciones para explorar la península de Yucatán. Destaca de aquel periodo la Batalla de Centla ocurrida en marzo de 1519.

#### Teotihuacán

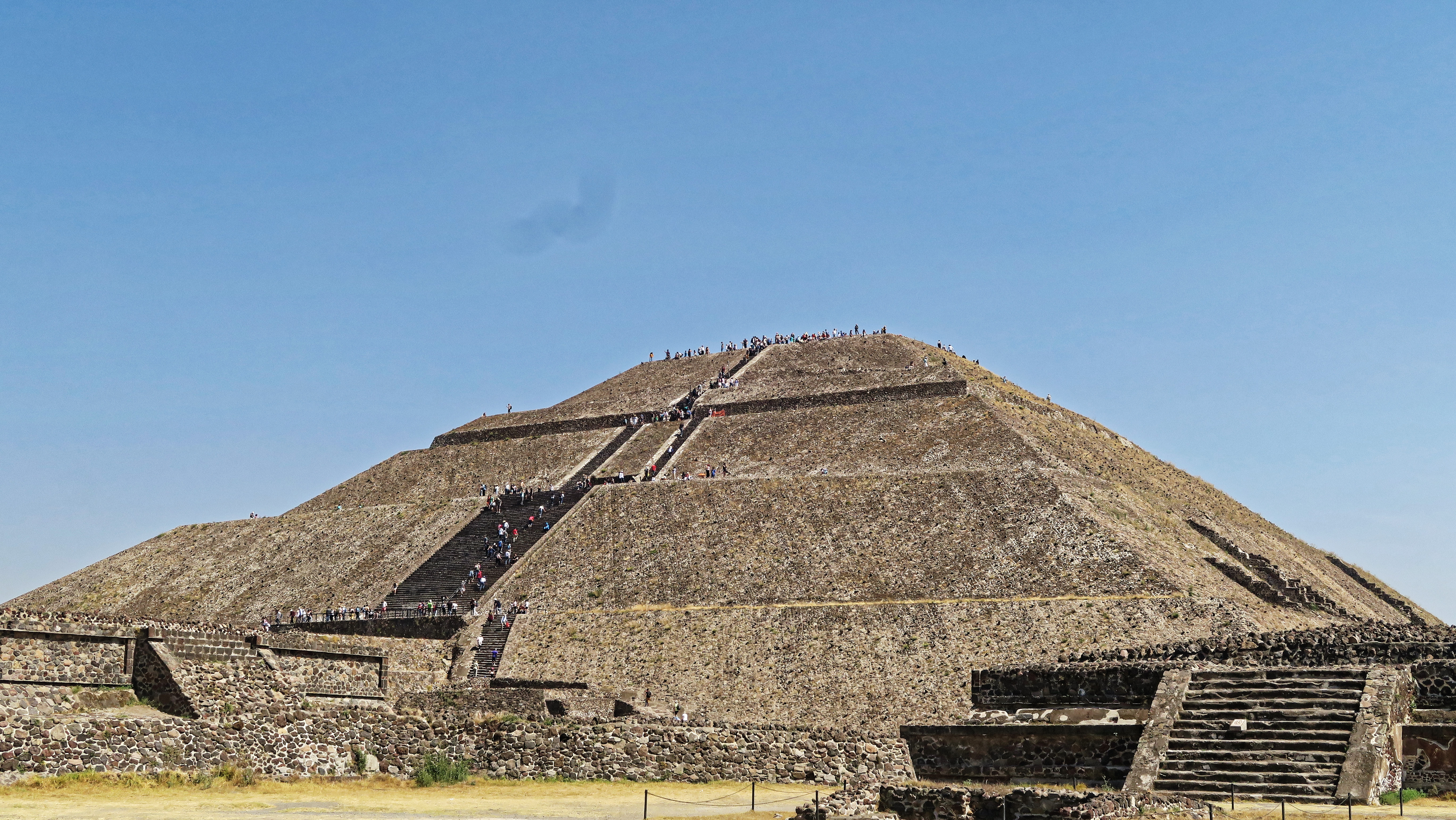
Enclavado a unos 50 km al noroeste de la Ciudad de México, Teotihuacan, «lugar donde los hombres se convierten en dioses», fue el enclave político y religioso más extenso de América Precolombina y la capital de la civilización que lleva su nombre.

La civilización teotihuacana se desarrolló al noreste del Valle de México entre los años 200 y 650 d. C. Estaban concentrados en una sola ciudad, alcanzando gran mérito de construcciones y también en la cultura. Los orígenes de Teotihuacán son todavía objeto de investigación entre los especialistas. Alrededor del inicio de la era cristiana, Teotihuacán era una aldea que cobraba importancia como centro de culto en la cuenca del Anáhuac. Las primeras construcciones de envergadura proceden de esa época, como muestran las excavaciones en la Pirámide de la Luna. El apogeo de la ciudad tuvo lugar durante el Periodo Clásico. En esa etapa, la ciudad fue un importante nodo comercial y político que llegó a tener una superficie de casi 21 km², con una población de 100 000 a 200 000 habitantes. La influencia de Teotihuacán se dejó sentir por todos los rumbos de Mesoamérica, como muestran los descubrimientos en ciudades como Tikal y Monte Albán, entre otros sitios que tuvieron una importante relación con los teotihuacanos. El declive de la ciudad ocurrió en el siglo VII, en un contexto marcado por inestabilidad política, rebeliones internas y cambios climatológicos que causaron un colapso en el Norte de Mesoamérica. La mayor parte de la población de la ciudad se dispersó por diversas localidades en la cuenca de México.
Se desconoce cuál era la identidad étnica de los primeros habitantes de Teotihuacán. Entre los candidatos se encuentran los totonacos, los nahuas y los pueblos de idioma otomangue, particularmente los otomíes. Las hipótesis más recientes apuntan a que Teotihuacán fue una urbe cosmopolita en cuyo florecimiento se vieron involucrados grupos de diverso origen étnico, como muestran los descubrimientos en el barrio zapoteco de la ciudad y la presencia de objetos provenientes de otras regiones de Mesoamérica, sobre todo de la región del Golfo y del área maya.
Teotihuacán ha sido motivo de interés para las sociedades posteriores al declive de la cultura teotihuacana en Mesoamérica. Sus ruinas han sido exploradas desde la época prehispánica, entre otros, por los toltecas y los mexicas. El descubrimiento de objetos teotihuacanos en los yacimientos arqueológicos de Tula y el Templo Mayor de México-Tenochtitlan así lo confirma. En la mitología nahua posclásica, la ciudad aparece como el escenario de mitos fundamentales como la leyenda de los Soles de los mexicas.
Actualmente, los restos de Teotihuacán constituyen la zona de monumentos arqueológicos con mayor afluencia de turistas en México, por encima de Chichén Itzá, El Tajín y Monte Albán. Las excavaciones arqueológicas en Teotihuacán continúan hasta nuestros días, y han dado como resultado un paulatino incremento en la calidad y cantidad del conocimiento que se tiene sobre esta ciudad.

#### Civilización zapoteca

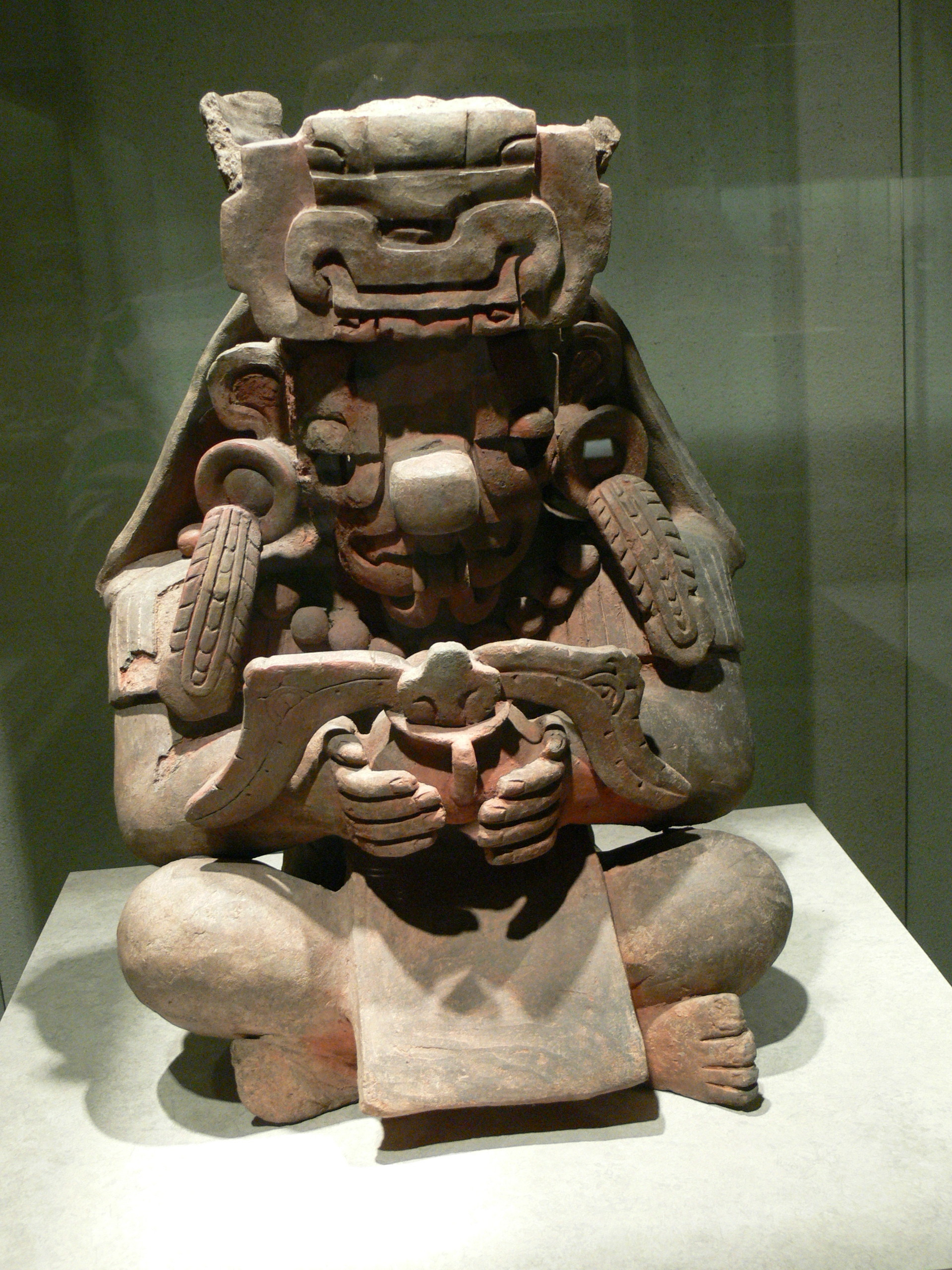
Figurilla de cera de Cosijo encontrado en Monte Albán.

La cultura zapoteca habitó lo que hoy es el estado de Oaxaca, el sur de Guerrero y el sur de Puebla. Se distinguió por sus excelentes tejedores y alfareros, tuvo notables avances en su escritura, arquitectura y conocimientos calendáricos.
Su ciudad cumbre era Monte Albán, que tuvo su esplendor desde el año 200 y hasta el debilitamiento de esta alrededor del 900. La ciudad ceremonial de Monte Albán se construyó en lo alto de una montaña, con edificios orientados conforme a los astros, utilizando la técnica de talud y tablero; se edificaron basamentos piramidales, juegos de pelota y un observatorio, ubicado en dirección a la hoy conocida constelación de Orión. Al igual que Teotihuacán, se desconoce por qué se debilitó Monte Albán. La sociedad se dividía en gobernantes-sacerdotes, comerciantes, guerreros, artesanos, esclavos de guerra y tributos de sacrificios.
Tenían dos calendarios:
- Iza, tenía 365 días agrupados en 18 meses y utilizado para las cosechas, estaba organizado en 18 meses de 20 días cada uno, contaba al final con un periodo de cinco días.
- Piye: tenía 260 días repartidos en 13 meses y se utilizaba para ponerle nombre a los recién nacidos, estaba dividido en meses de 20 días.

Eran politeístas, su dios principal se llamaba Xipe Totec, otros dioses eran:
- Pitao Cocijo: dios del trueno y de la lluvia
- Pitao Cozobi: dios del maíz
- Pitao Cozana: dios de los antepasados
- Quetzalcóatl: dios de los vientos
- Xonaxi Quecuya: dios de los terremotos
- Coqui Bezelao: dios de los muertos

#### Civilización totonaca
La cultura totonaca se asentó principalmente en las costas del golfo de México, en lo que hoy Veracruz y el norte de Puebla, que se caracterizaba por la fertilidad de sus tierras. En su origen prosperó simultáneamente y por influencia de Teotihuacán a finales del Clásico, pero se extendió hasta la llegada de los españoles, ya un etapa de declive. El Tajín fue por excelencia su capital y ciudad más poblada, fundada en el siglo iv, alcanzó su máximo esplendor entre los años 800 y 1200, entre el Clásico Tardío y el Posclásico Temprano.
Su origen, al igual que múltiples civilizaciones mesoamericanas, es desconocido. Su lengua estaba agrupada en la familia totonaca-tepehuas, y algunos lingüistas la emparentan con la familia mixezoqueana bajo una gran macro-familia denominada «lenguas totozoqueanas», por lo que algunos señalan su origen como migrantes provenientes desde el Istmo de Tehuantepec; no obstante, también hay otros que afirman que su origen étnico estaba emparentado con los mayas. Debido a su situación geográfica, tuvieron fama de ser libertinos y propensos a la debida.
Sus creencias religiosas son todavía un misterio, pero se sabe que le rendían a los astros como el Sol y la Luna, así como a otros elementos de la naturaleza como el viento. Entre sus restos arqueológicos se encuentran tumbas con formas de montículos funerarios.

#### Civilización mixteca

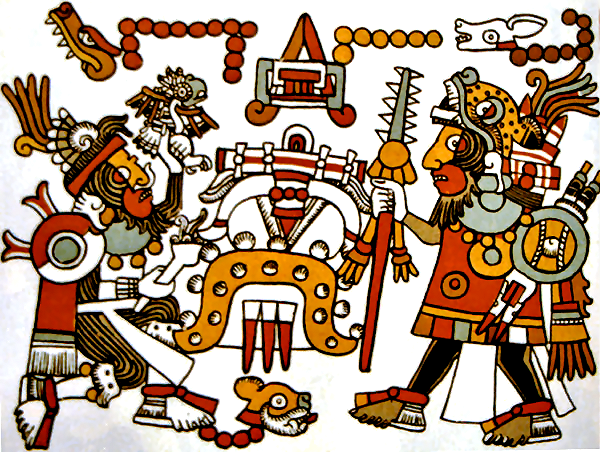
Dioses mixtecos.

Otra cultura del posclásico es la mixteca, que se desarrolló del 1300 al 1522 d. C., concluyendo con la conquista de los españoles. Abarcaron una región llamada la Mixteca que comprendía los estados de Oaxaca, Guerrero y partes del estado de Puebla y Chiapas. De acuerdo con su mitología, los mixtecos eran descendientes de los hijos del árbol de Apoala. La divinidad principal de los mixtecos era Dzahui, dios de la lluvia y patrono de la nación mixteca, otra divinidad de gran importancia era Nueve Viento-Coo Dzahui, héroe civilizador que les entregó el conocimiento de la agricultura y la civilización. Durante la época prehispánica, la sociedad mixteca se caracterizó por su alta jerarquización. La subsistencia de los mixtecos estaba basada en la agricultura, las condiciones ecológicas y topográficas del territorio de este pueblo condicionaron el desarrollo de ciertos cultivos adaptados a la diversidad de ambientes en la Mixteca.

#### Civilización tolteca

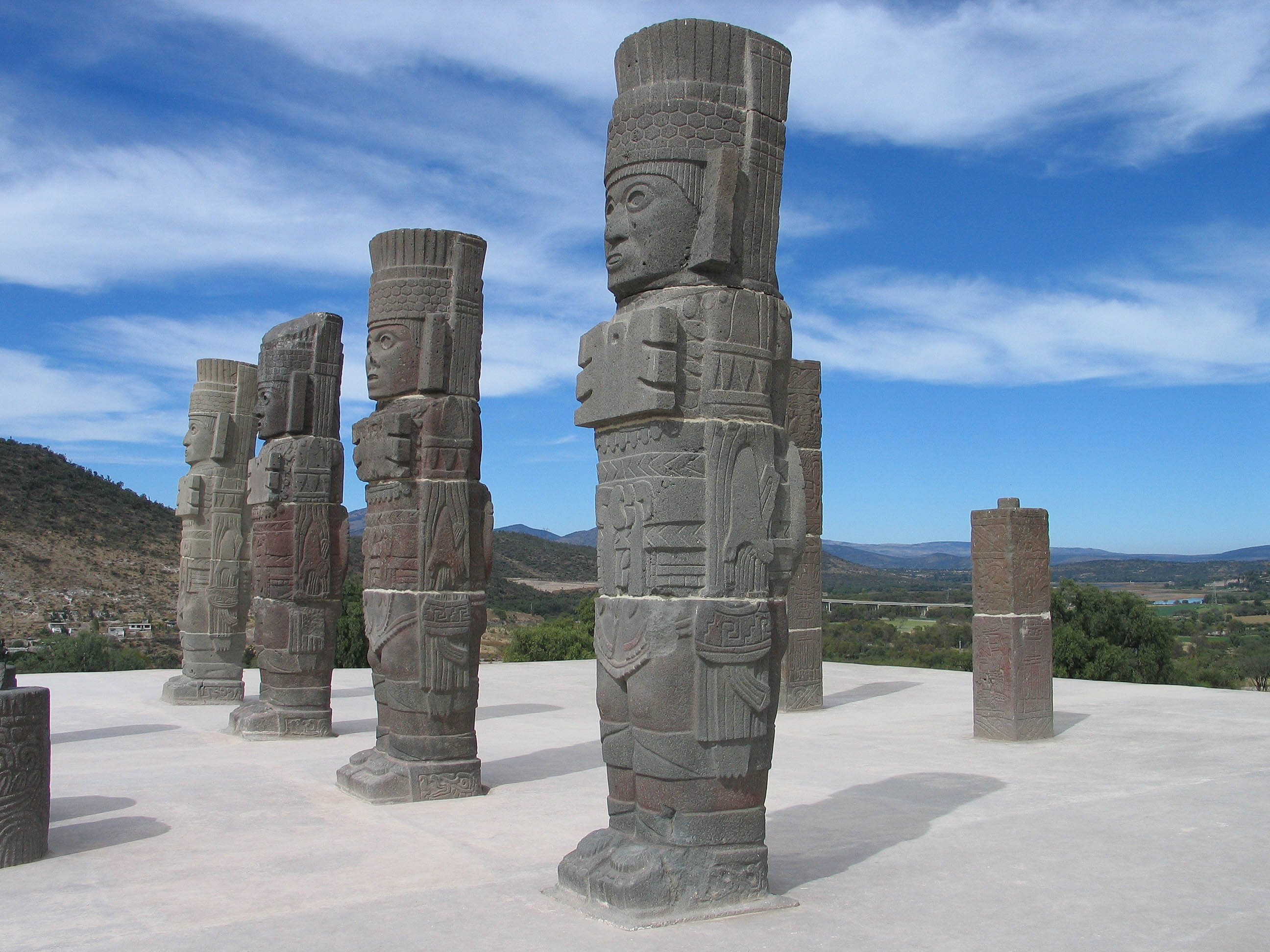
Atlantes del Templo de Tlahuizcalpantecuhtli en Tollan-Xicocotitlan.

En el siglo VIII comenzó la decadencia de Teotihuacán, que cedió su lugar a numerosos estados hostiles entre sí que dominaron cada uno regiones clave para la economía mesoamericana. Por el siglo X d. C., estos estados habían perdido su fuerza, al mismo tiempo en que llegaron del desierto las primeras tribus chichimecas. En el noroeste, los pueblos oasisamericanos se diferenciaron definitivamente del conjunto de Aridoamérica, y crearon una civilización propia cuyos vestigios más importantes en territorio mexicano se localizan en Paquimé.
Durante los siglos X al XII, el centro de México fue dominado por Tula, la capital de los toltecas. Esta ciudad estableció vínculos muy fuertes con varias regiones de Mesoamérica, pero particularmente con la península de Yucatán, donde se ubica la ciudad maya de Chichén Itzá. En Oaxaca, mientras tanto, los mixtecos iniciaron un proceso expansionista que los llevó a ocupar los Valles Centrales donde habitaban los zapotecos. En 1325 los mexicas fundaron Tenochtitlán, la capital del estado más extenso que conoció la Mesoamérica prehispánica, que sólo rivalizó con los purépechas de Tzintzuntzan.

#### Civilización purépecha o tarasca

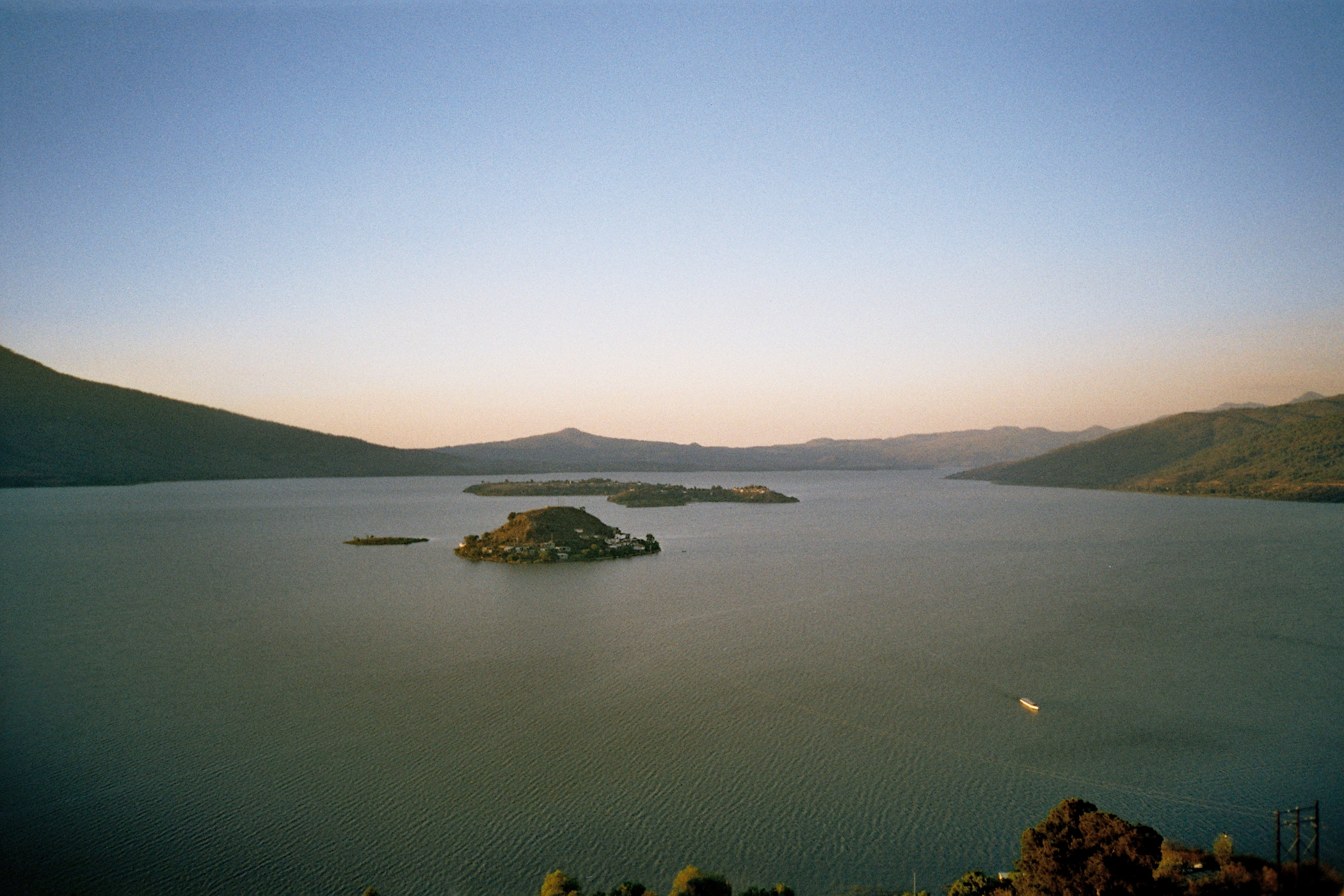
Lago de Pátzcuaro, zona de asentamiento tarasco.

La cultura que se desarrolló en lo que hoy es el estado de Michoacán y partes de Guanajuato, Jalisco e inclusive Guerrero se le conoce tanto tarasca como purépecha.
Aún en la actualidad su origen sigue siendo un misterio; además, algunas de sus características distan de otros pueblos mesoamericanos —por lo que contribuye con la incertidumbre de su origen—: su lengua no está emparentada con ninguna otra lengua (por lo que se considera una lengua aislada), fueron los únicos que produjeron armas metálicas y desarrollaron un sistema de numeración único quinario (con base en el cinco); las hipótesis sobre su origen afirman que pudo provenir de la América andina, pero lo cierto es que todo es muy incierto.

##### Historia

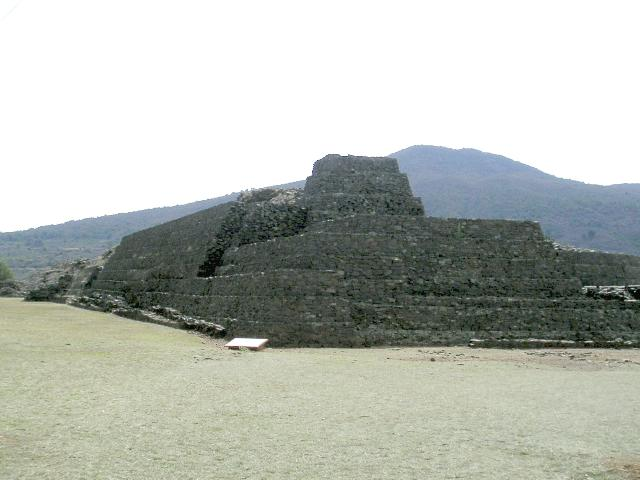
Pirámide en Tzintzuntzan, capital del Imperio tarasco.

Los primeros tarascos se asentaron en el lago de Pátzcuaro a principios del siglo xii y se combinaron con las etnias que ahí ya estaban habitadas; cabe destacar que los españoles con los primeros contactos de estos pueblos utilizaron el término «uacúsecha» para referirse a los primeros habitantes de la región. Poco a poco se sincretizaron sus costumbres en una sola civilización que fue la homogeneizadora de la región.
Alrededor de 1400 Tariácuri consiguió la unificación política de todos los pueblos de alrededor del lago de Pátzcuaro fundando el Imperio tarasco. Tras su muerte, se dividió administrativamente en tres: Pátzcuaro (al mando de Hiquingare, hijo de Tariácuri), Ihuatzio y Tzintzuntzan (al mendo de Hiripan y Tangaxoan respectivamente, ambos primos del anterior).
En los siguientes años Tzintzuntzan se fue concentrando como la ciudad de mayor poderío tarasco y Tzitzipandácuri, hijo de Tangaxoan, adquirió pleno control sobre las otras dos regiones. De este episodio cabe destacar un intento de conquista por parte del Imperio mexica a manos del huei tlatoani Axayácatl; en los siguientes años su rivalidad se fue agudizando, especialmente por el hecho de que ambos tenían el poder militar mutuo de no conquistarse el uno al otro y que terminaría hasta la conquista por parte de los españoles muchos años después.
Por causas que se desconocen, hubo un proceso de división del Imperio, provocando cacicazgos que eran gobernados de una forma aún más independientes (como lo había sido en sus orígenes) causando una fragmentación del gran poderío unificador. Precisamente con la llegada de los españoles a aquellos territorios a partir 1521 fue una de las causas que contribuyeron a su rápida conquista.

##### Sociedad
El Imperio tarasco obtuvo su máximo esplendor en los años siguientes bajo este sistema: 
- Se considera que durante aquel periodo el gobierno estaba encabezado por el Caltzonzin, o sea, el emperador (cuya sucesión era hereditaria y vitalicia) que además tenía deberes religiosos como el máximo sacerdote y se consideraba la encarnación del dios Curicaueri.
- La nobleza era quien auxiliaba al emperador (pues su sistema tenía ciertas semejanzas, hasta cierto punto, con el federalismo) en índoles militares, religiosas y económicas, principalmente la administración comercial.
- La clase media estaba conformada por los campesinos, cazadores, y artesanos, cuyo trabajo constituía propiamente los pilares de la sociedad.
- Al final de la estructura social se encontraba el grupo de los esclavos, conformado por los habitantes de todas las regiones conquistadas.[nota 10]

##### Religión
Su religión —al igual que el resto de los pueblos mesoamericanos— era politeísta. Su principal dios era Curicaueri (que significa ‘Gran Fuego’), el cual era el dios del fuego. Otras deidades fueron:
- Tirípeme, dios de la lluvia;
- Cuerauáperi (‘La que hace nacer’), diosa de la luna y la fertilidad considerada la «madre creadora» y con diversas advocaciones como la de la «Luna Nueva»;
- Thiuime, dios de la muerte;
- Tzintzuni, dios de la guerra; y Tacúcpacha, dios del cielo.[78]

##### Arquitectura

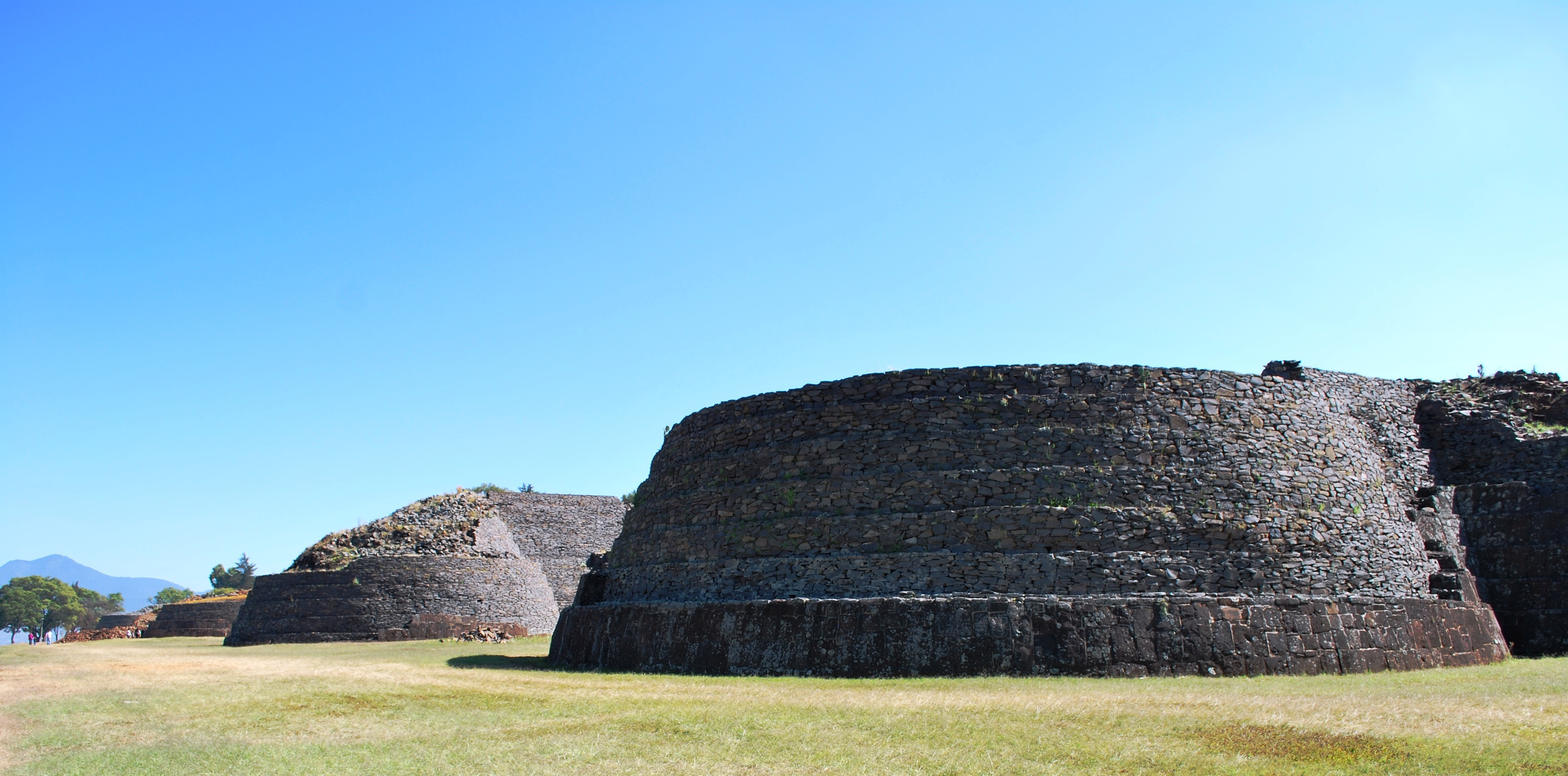
Yácatas en Tzintzuntzan.

Su arquitectura, sin embargo, tiene pocos vestigios en la actualidad, además de que el número de edificaciones fue muchísimo menor que otras civilizaciones; de cualquier forma, cabe destacar que aunque sus registros materiales no son tan numerosos su extensión sí fue grande, pues se han encontrado vestigios de su civilización en lugares muy alejados del área de influencia michoacana como en lo que hoy es Celaya y Yuriria, ambas en Guanajuato.
Se destacó principalmente por las «yácatas» como basamento de sus templos, estas se construían con núcleos de tierra y tenían hasta cinco muros superpuestos con lajas de piedra; también se cree que pudieron servir también para viviendas o entierros.

##### Arte

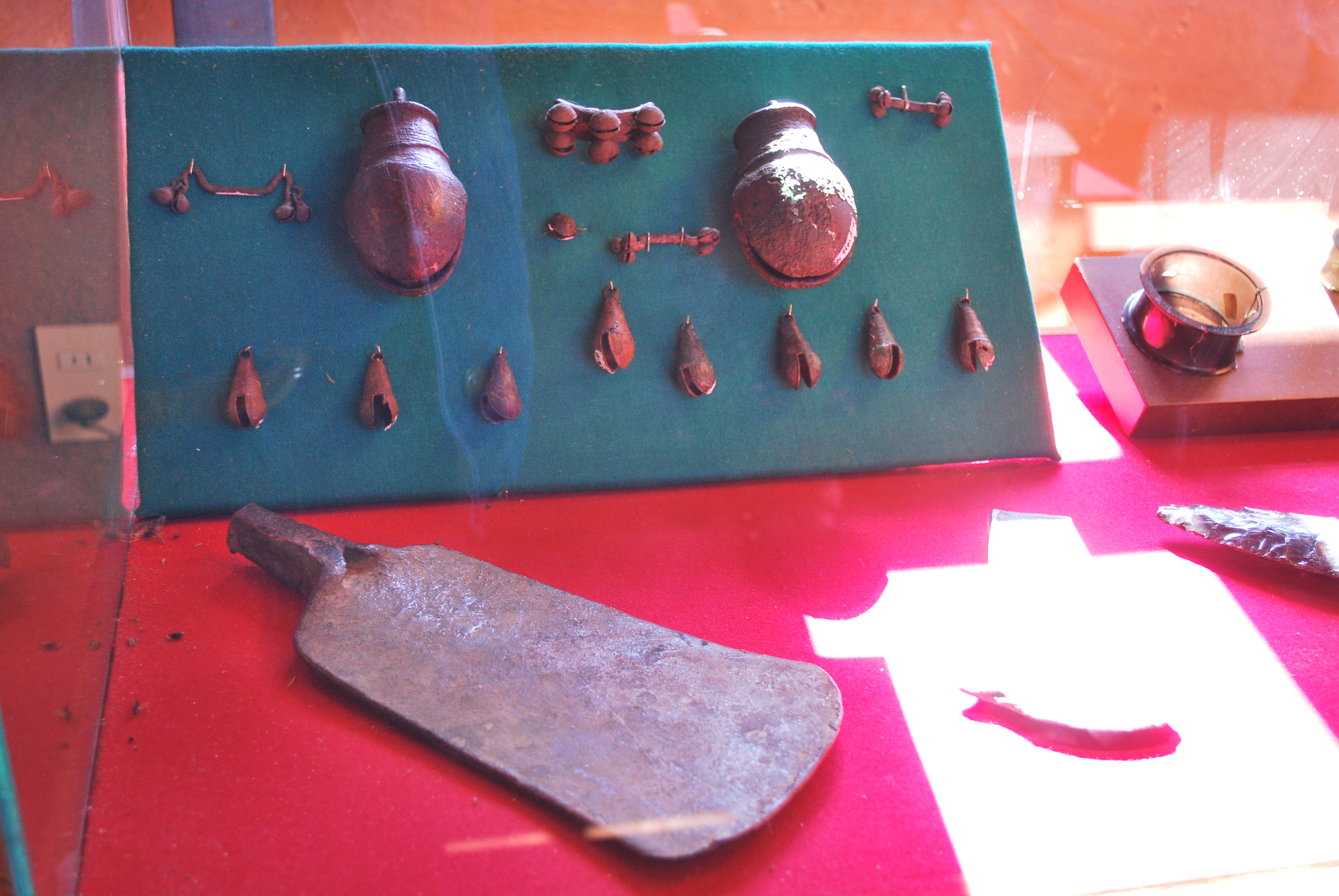
Lanzas de bronce y objetos varios metálicos.

En el ámbito cultural, destacaron tanto por sus artesanías (principalmente por sus cerámicas) y en la alfarería decorada al negativo, es decir, la aplicación de diferentes dibujos pintados que se delimitaban con cera, la cual era posteriormente derretida. Los metales que más utilizaron fueron la plata, oro, cobre o aleaciones de estos dos últimos; no solo fabricaron no solo objetos ornamentales con los materiales —a diferencia de las otras culturas—, sino también todo tipo de armas, cinceles, anzuelos y hachas.

#### Civilización mexica y la Triple Alianza

Mapa de los reinos y señoríos en México antes de la conquista española. Ampliar para ver.

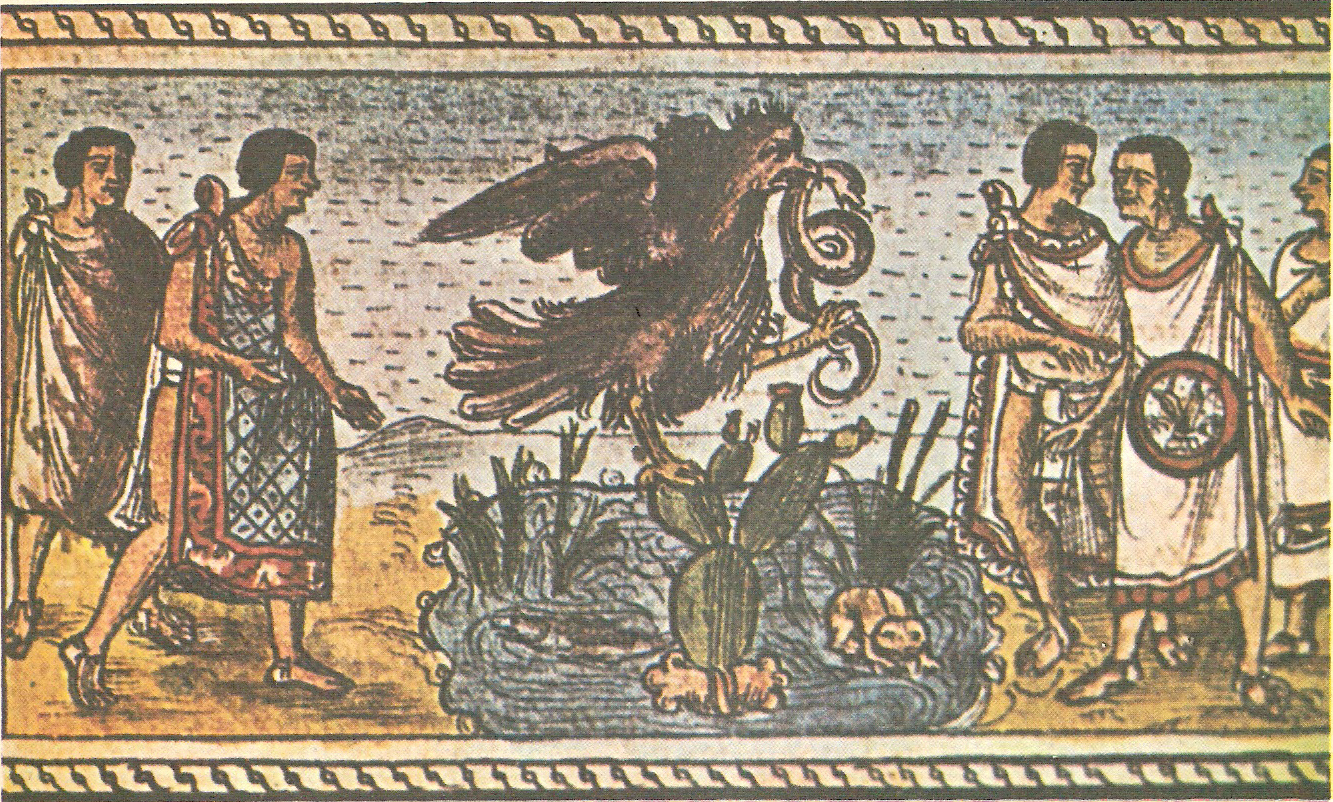
Fundación de México-Tenochtitlán. "Códice Durán",

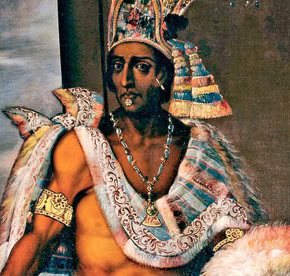
Moctezuma Xocoyotzin, huey tlatoani de México-Tenochtitlán entre 1502 y 1520.

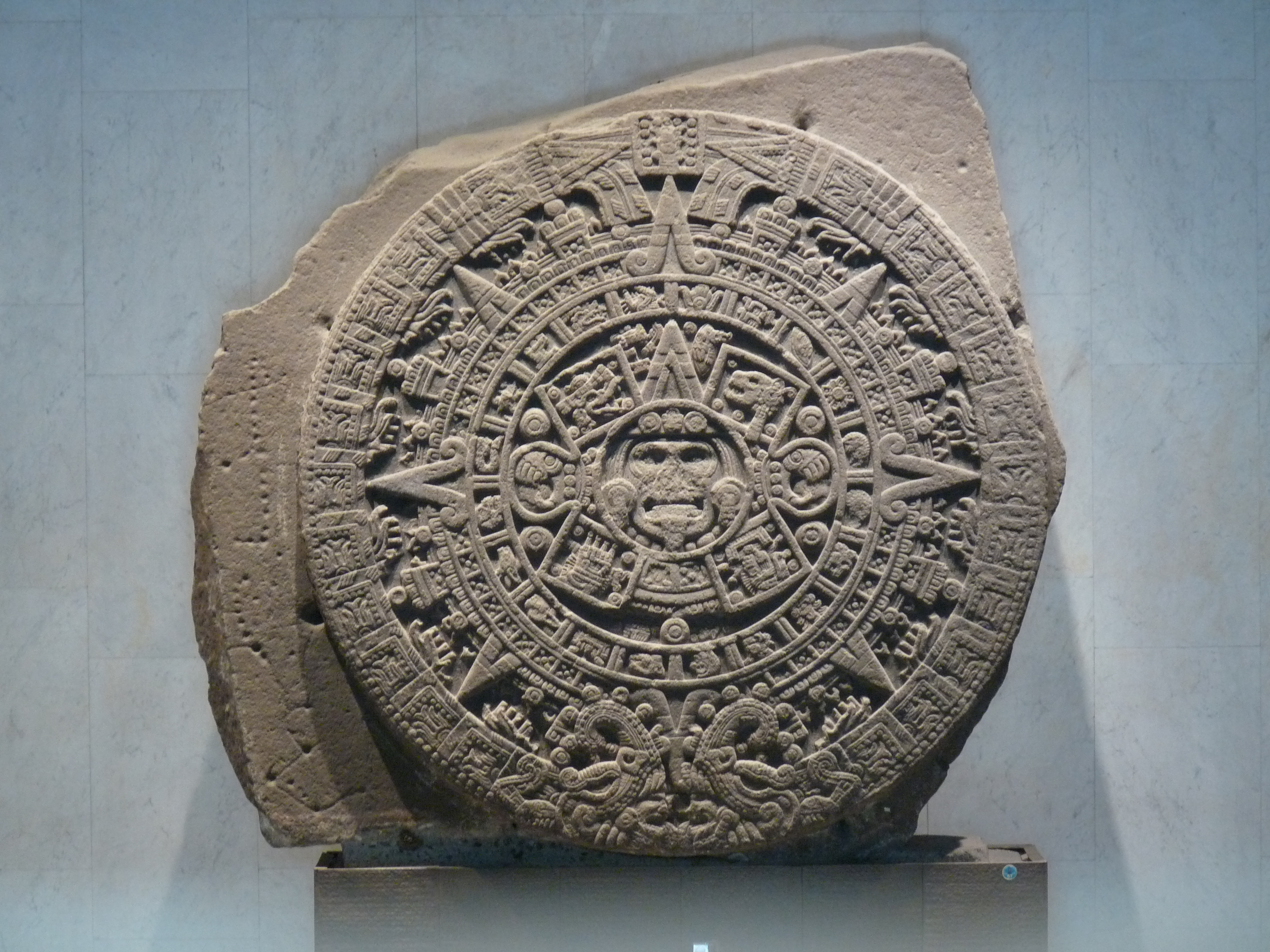
La Piedra del sol o Calendario azteca, emblemático monolito de 3.5 m de diámetro de la civilización mexica.

##### Historia
Según el mito de fundación de Tenochtitlán ocurre en el año de 1325, cuando los mexicas provenientes de Aztlán (‘Lugar de Garzas’) emigran hacia el sur de América en busca de la tierra prometida por su dios Huitzilopochtli quien les ordenó fundar una ciudad en donde encontraran un águila posada sobre un nopal devorando una serpiente.
El 13 de marzo de 1325 los aztecas llegaron a lo que hoy se conoce como el Valle de México, (algunos historiadores dicen que vieron la señal y fundaron México-Tenochtitlan). Entraron al Valle de México llegaron en lo que actualmente es el Bosque de Chapultepec, donde residieron hasta que en una nueva expedición al centro del valle encontraron, el 18 de julio de 1325, en un islote rodeado de agua, una penca donde se encontraba un nopal y sobre el nopal un águila devorando una serpiente. Fue allí donde fundaron la Gran Tenochtitlan, ciudad y capital del imperio mexica.
A la víspera de la llegada de los conquistadores españoles a Tenochtitlan en 1519, el también llamado imperio mexica se extendía desde el Valle de México hacia las costas del Pacífico y del Golfo de México y desde Querétaro en el norte hasta Oaxaca en el Sur, incluyendo áreas de influencia en Chiapas y Guatemala. Este dominio sobre una gran extensión territorial se apoyaba en el poder militar y económico que los mexicas ejercían por medio de sus ejércitos y los tributos que exigían a los pueblos y señoríos conquistados. No obstante, los mexicas no lograron someter del todo a los pueblos huasteco, totonaca y tlaxcalteca.
La civilización mexica que tenía a México-Tenochtitlan como capital, diseño esta ciudad para consolidarla como eje de los pueblos habitantes de la Cuenca de México, cuya serie de lagos chinampeó metro a metro, uniendo las localidades por medio de gigantescas calzadas. El aislamiento natural concedía ventajas militares y económicas que consolidaron su valor estratégico, incluso para el desarrollo de una economía mixta basada en la agricultura, la caza, la pesca y el comercio; con la posibilidad de comunicarse por el agua. El sistema de chinampas se creó acumulando lodo sobre balsas de juncos, ahondar y construir canales, elevar acueductos, así como puentes literalmente sobre el agua; elemento con el que no solo supieron coexistir, sino potencializar su uso en todos los sentidos. La capital tenía a principio del siglo XVI una densidad superior a los 2000 habitantes por kilómetro cuadrado; su traza estaba formada por una red geométrica de canales en un cuadrilátero de 3 km por lado con superficie de casi mil hectáreas; en esa época Roma ocupaba únicamente 386 hectáreas más. 
Su centro ceremonial alcanzó dimensiones sin precedentes: 325 metros de oriente a poniente y 312 de norte a sur, que comprenden una superficie de más de cien mil metros cuadrados. Ahí se edificaban 78 templos y recintos de gobierno, disponía de cuatro accesos cardinales que eran arranques de los ejes viales de la ciudad, construidos sobre los lagos que comunicaban la isla con tierra firme.
Contemporáneas a su época, sólo cuatro ciudades europeas albergaban alrededor de cien mil habitantes, y Sevilla que representaba entonces la más grande en España, contaba con apenas 45 000 habitantes. La población de México-Tenochtitlan, poco antes de la llegada de los europeos, era superior a los 500 000 habitantes, tenía una superficie de 600 km² (incluyendo a toda la cuenca lacustre) y contaba con sistemas públicos de educación, sanidad, alumbrado y agua potable.
A la postre estos pueblos en alianza con los conquistadores españoles y otros pueblos sometidos lograrían doblegar el poderío militar del Imperio Mexica durante el sitio y toma de Tenochtitlan en 1521. Victoria militar que abrió paso a un nuevo orden económico y social durante el largo periodo de conquista de México.

##### Sociedad
El mayor gobernante dentro de los mexicas era llamado huey tlatoani (que significa ‘el que habla’). Los calpulli era un grupo social que relacionaba a varias familias a través de algún ancestro común.
La educación se consideraba obligatoria durante la infancia y parte de la adolescencia. Había dos tipos de escuela: telpochcalli (para los de estratos menores, donde se concentraba en estudios principalmente prácticos y militares) y calmécac (para los de estratos mayores, en los que se enseñaban conocimientos más especializados como escritura, astronomía, teología y liderazgo).

## Conquista

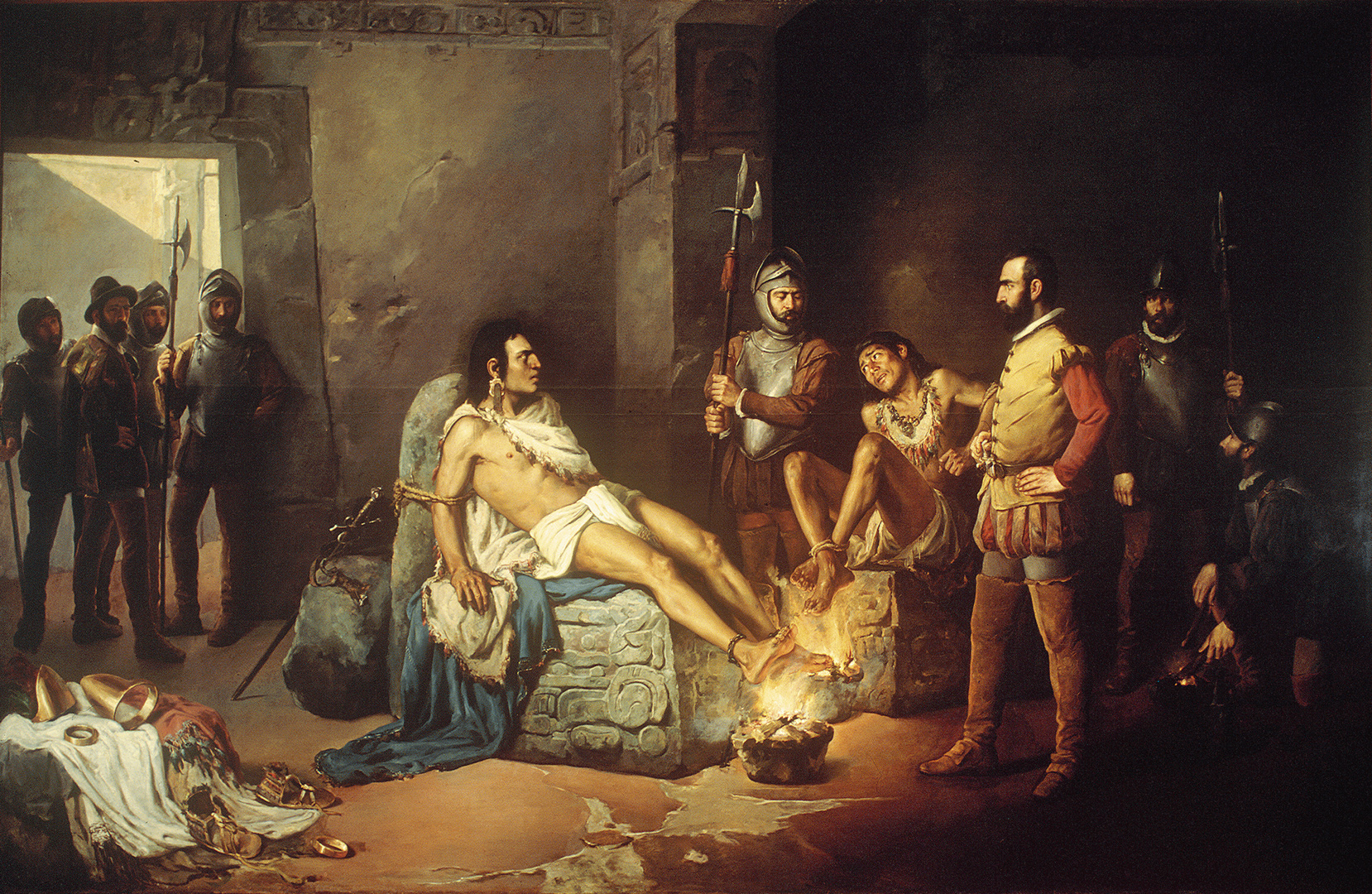
Leandro Izaguirre, El suplicio de Cuauhtémoc (1893).

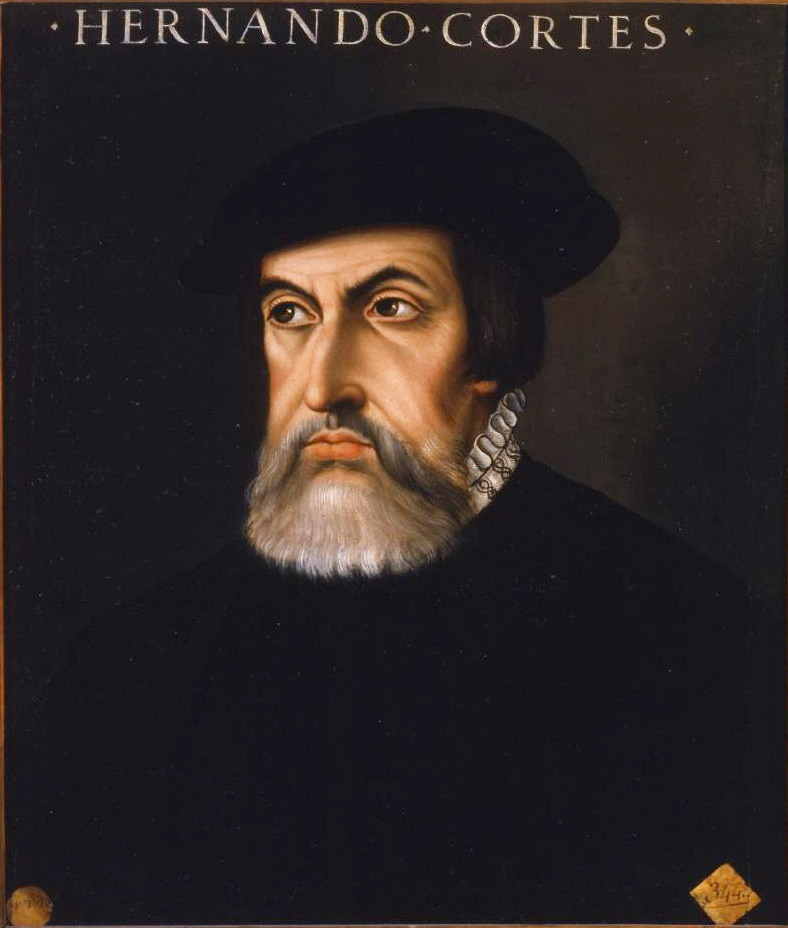
Hernán Cortés.

A finales del siglo XV y principios del XVI, el Reino de España, al igual que otras potencias europeas como Portugal, buscaba intensamente nuevas rutas comerciales hacia Asia. El objetivo era acceder directamente a productos valiosos como la seda, el oro y, especialmente, las especias, evitando los intermediarios comerciales tradicionales. Los viajes de Cristóbal Colón a partir de 1492, aunque inicialmente destinados a encontrar una ruta occidental a Asia, condujeron al descubrimiento de territorios desconocidos para los europeos, denominados genéricamente Indias Occidentales. Estas nuevas tierras se convirtieron rápidamente en un foco de interés para la exploración y la expansión española.
En este contexto de expansión, la isla de Cuba, colonizada por los españoles, se convirtió en la plataforma de lanzamiento para las primeras expediciones hacia el territorio que hoy conocemos como México. Antes de la llegada de los españoles, la mayor parte del territorio mesoamericano estaba dominado por los mexicas, quienes, desde su llegada al altiplano central en 1321, habían extendido su poderío sobre una vasta área desde su capital, Tenochtitlan.

### Primeras expediciones españolas en México
La primera expedición desde Cuba hacia las costas mexicanas fue organizada en 1517 bajo el mando de Francisco Hernández de Córdoba, un militar con el respaldo del gobernador de Cuba, Diego Velázquez de Cuéllar. Hernández de Córdoba partió con tres navíos y en su recorrido inicial llegó a una isla que nombró Isla Mujeres, debido a la notable presencia de figurillas femeninas en el lugar. Continuando su exploración, la expedición arribó a la costa de la península de Yucatán, en un lugar maya llamado Akimpech (actualmente Campeche). Allí, los españoles se enfrentaron con guerreros mayas en un combate donde sufrieron bajas y numerosos heridos, incluyendo al propio Hernández de Córdoba. El resultado de la expedición fue considerado un fracaso en términos de riquezas y asentamiento, y Hernández de Córdoba regresó a Cuba, donde falleció poco tiempo después a causa de las heridas. A pesar de ello, la expedición de Hernández de Córdoba fue crucial, ya que confirmó la existencia de tierras al oeste de Cuba y despertó el interés por futuras exploraciones.
En 1518, se organizó una segunda expedición, esta vez al mando de Juan de Grijalva. Esta expedición exploró la costa del Golfo de México. Grijalva llegó a un río que hoy lleva su nombre, el río Grijalva, y continuó avanzando hasta la zona del río Jamapa, cerca del actual puerto de Veracruz. En este punto, la expedición fue recibida por emisarios de Moctezuma II, el gobernante mexica (tlatoani) de Tenochtitlan. Moctezuma, impresionado por la llegada de los españoles, creyó que podrían ser enviados del dios Quetzalcóatl, cuyo regreso se esperaba según ciertas profecías. Grijalva regresó a Cuba con noticias sobre las riquezas de la región y muestras de oro y otros objetos valiosos, lo que alimentó aún más las expectativas de riquezas y nuevas conquistas.

### Inicio de la Conquista

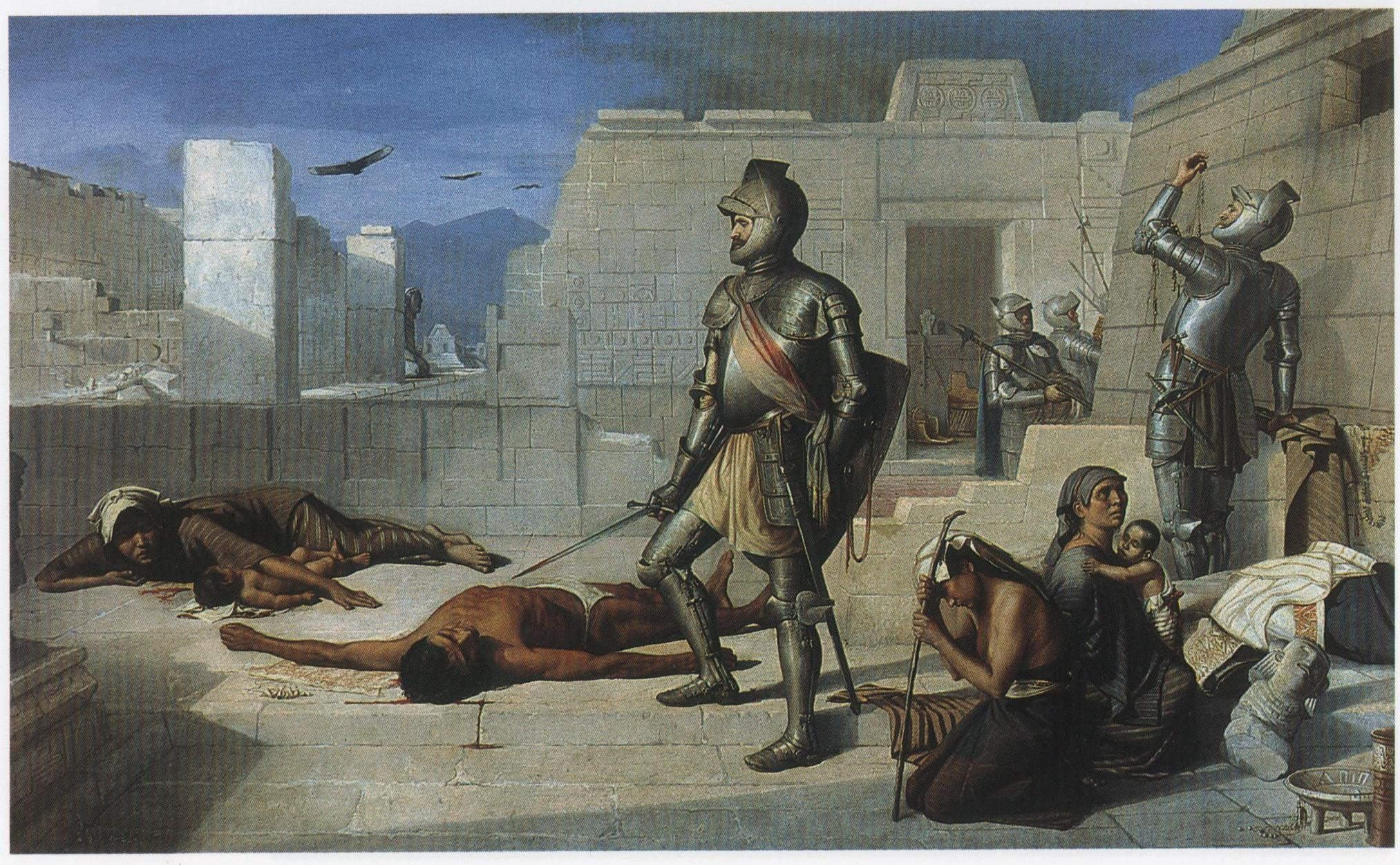
La Matanza de Cholula de 1519. Pintura de Félix Parra (1877).

La primera expedición europea que llegó a alguna zona del actual territorio mexicano, fue la de Francisco Hernández de Córdoba, quien el 1 de marzo de 1517 desembarcó en Isla Mujeres, posteriormente pisaría suelo continental el 5 de marzo desembarcando en el área que hoy es Cabo Catoche, Yucatán. A esta exploración seguiría la de Juan de Grijalva en 1518.La incursión definitiva en el interior del territorio comenzó el 10 de febrero de 1519, Hernán Cortés y su gente arribaron a Cozumel y alcanzaron las costas de Tabasco, donde fueron combatidos por los chontales, en Centla. En esa región, Cortés fundó la Villa de Santa María de la Victoria y recibió como obsequio a la bilingüe náhuatl-maya, Malintzin, una esclava que fungió junto con Gerónimo de Aguilar como intérprete de los extranjeros.
Los españoles se dirigieron a la costa de Veracruz, por donde penetraron al interior de Mesoamérica. Establecieron alianzas con algunos pueblos indígenas y avanzaron a México-Tenochtitlan. En el camino derrotaron a los aliados de los mexicas, como ocurrió en Cholula. Moctezuma Xocoyotzin recibió pacíficamente a los españoles, pero la Matanza de Tóxcatl puso a los mexicas en pie de guerra. Cuitláhuac derrotó a los invasores en 1520, pero murió durante la epidemia de huey cocoliztli.
Los tlaxcaltecas, texcocanos y totonacas, conformaron un conglomerado que se había aliado a los españoles, factor decisivo en las batallas contra los mexicas. Cuauhtémoc, último tlatoani tenochca, fue apresado el 13 de agosto de 1521, y ejecutado en 1525.

## Virreinato de Nueva España
La época colonial fue la base del mosaico cultural y racial del actual México. En su seno se fusionaron a lo largo de los 300 años las culturas indígenas y europeas. Diversos elementos culturales como las lenguas, ritos de culto, expresiones artísticas, tradiciones, usos, costumbres, gastronomias, festividades, prácticas comerciales, cosmovisiones, valores y vestimentas vivieron complejos procesos de sincretismo, que incluso variaron de región a región. Asimismo, se dio una gran cantidad de mezclas raciales.

### Política virreinal
La administración de las nuevas tierras recayó directamente en Hernán Cortés como capitán y gobernador general; la expansión de la conquista y las controversias del conquistador, aceleraron la llegada de autoridades civiles directamente de la península. En 1527 se estableció la Real Audiencia de México; sin embargo para elevar los dominios hispánicos de la llamada América Septentrional al rango de virreinato; y también para corregir las dificultades ocasionadas por el manejo irregular de los cargos anteriores se creó el cargo de virrey. El titular del puesto era nombrado directamente por el monarca español por un periodo de tres años, con la opción de prorrogar su mandato de manera indefinida por decisión del mismo soberano; de la misma forma su remoción o sustitución eran decididas a criterio del rey. En suma, sesenta y un hombres ocuparon el cargo, siendo el primero Antonio de Mendoza y Pacheco, y el último (con la denominación de virrey) Juan José Ruiz de Apodaca y Eliza. Comúnmente la sustitución emergente recaía de forma interina en el arzobispo de México. La Constitución española de 1812 estableció el cargo de jefe político, aunque los dos últimos virreyes ya operaban bajo la carta magna de la península, su aplicación no fue efectiva debido a los conflictos en España y la Nueva España; por ello en la práctica fue Juan O'Donojú (1821) el único que ejerció el cargo de manera efectiva. 
Las Leyes de Indias constituían el conjunto de ordenamientos legales de las colonias españolas en América. En el caso del representante del rey, normaban el cargo de virrey en el llamado libro tercero del recopilatorio, en su título tercero y abarcando un total de 74 leyes que, especificaban las obligaciones, facultades, requisitos y restricciones al cargo. Especificaciones que van desde el mando del ejército imperial asentado en su territorio, en calidad de capitán general; la presidencia de la Real Audiencia de México (encargada de las cuestiones judiciales), que incluía la ejecución de sus determinaciones y las facultades de arbitraje en controversias entre instituciones y determinación de indultos reales; la titularidad de la política fiscal como superintendente de la Real Hacienda; ejecución de las leyes emitidas por el Consejo de Indias; nombrar los cargos responsables de los distintos órganos de gobierno local; participar del nombramiento de los puestos eclesiásticos en coordinación con los obispos del virreinato, en calidad de vice patrono de la Iglesia en la Nueva España; En nombre del rey aprobaba exploraciones, posesión y reparto de nuevas tierras, fundación de guarniciones, pueblos, villas, ciudades y provincias. En su historia, la Nueva España fue regida por 62 virreyes de diferente importancia histórica.

### Territorio del virreinato

El virreinato en su máxima extensión (1794), tras la incorporación de la Luisiana (1764-1803) y antes de la cesión de los territorios de Nutca y Santo Domingo (1795).

El centro de gobierno del Virreinato de Nueva España era la Ciudad de México, que se convirtió en la urbe más importante del Imperio Español fuera de la península, no solo por ser la capital del más rico y extenso de sus virreinatos, sino porque desde ahí se gobernaban de manera directa los territorios en América del Norte, América Central, Antillas, Asia y Oceanía.
La expansión territorial del virreinato fue un proceso espaciado, guiado por el afán de fama y fortuna de muchos exploradores, pero también por la acción evangelizadora de algunos grupos misioneros. En general el método de expansión fue a través, primero, del desplazamiento forzoso y sometimiento violento de los pueblos originarios, después llegaban pequeños grupos de colonizadores que establecen infraestructura para la explotación de la tierra o para el abastecimiento de rutas comerciales, al tiempo que minaban a la habitantes originarios con la introducción de enfermedades desconocidas por ellos, y finalmente llegaban misioneros y autoridades civiles para concretar la aculturación de los asentamientos indígenas que persistían. 
Durante el siglo XVI, la exploración y conquista se limitó a los territorios del occidente, oriente, centronorte, centrosur y suroeste del actual México, y una gran porción de Centroamérica, es decir la mayor parte de la antigua Mesoamérica, salvo la península de Yucatán. Esta era el área más fértil y accesible para los asentamientos humanos, aspecto que la consolidó permanentemente como la zona más poblada del virreinato. En siglo XVII la conquista alcanzó los territorios del noreste, noroeste y sureste; las dos últimas luego de librar extensas guerras de conquista contra los chichimecas y mayas respectivamente. Finalmente, en el siglo XVIII, el virreinato alcanzó su máxima extensión territorial, cuando se establecieron poblaciones de misioneros y puestos militares en el extremo norte de la llamada «América septentrional española», fundandose la Comandancia General de las Provincias Internas; no obstante esta zona era meramente reivindicativa por medio de mapas  y edictos reales, pues el control español efectivo solo alcanzaba la franja costera del sur de California (San Diego —f. 1769— y Los Ángeles —f. 1781—), la zona aledaña al punto final del Camino Real de Tierra Adentro (Santa Fe de Nuevo México —f. 1610—) y las rancherías cercanas a San Antonio (f. 1718); el resto del inmenso territorio estaba bajo dominio de las tribus seminómadas en los valles y planicies áridas, o bien los asentamientos y exploraciones eran poco propicios por el desierto de Arizona. Filipinas, en particular, fue colonizada a través de México, ya que este estaba geográficamente más cerca que la España más distante.
La organización territorial durante la mayor parte del virreinato estuvo determinada por tres estructuras territoriales: en primer lugar estaban los reinos (México, Nueva Galicia, Nueva Vizcaya, Nueva Navarra, Nuevo León, Santa Fe de Nuevo México, Nueva Extremadura, Nuevas Filipinas y Nuevo Santander), estos no incluían a las capitanías generales administradas directamente por el virrey a través de los comandantes militares de la zona; en segundo lugar estaban las provincias, que carecían de un gobierno central, en virtud que el gobernante de la misma era el alcalde de la villa o ciudad más grande; y las alcaldías mayores constituían el tercer nivel de división, eran las ciudades sede de las autoridades civiles y eclesiásticas, bajo la jurisdicción de su ayuntamiento estaban las poblaciones de menor nivel, como los «pueblos de indios», presidios, rancherías, misiones, entre otros. En 1786 se implementó la centralización del gobierno en las provincias, que se transformaron en intendencias, tomando como base las regiones que agrupan a varias alcaldías mayores, ante esto desaparecieron los reinos, y los ayuntamientos se vieron subordinados por completo al intendente; varias de las intendencias tomaron el nombre de su alcaldía más grande, de ahí que varios estados actuales sean homónimos a sus capitales. La Constitución de Cádiz de 1812 había creado una estructura nueva de diputaciones provinciales para agrupar de manera regional a los ayuntamientos y disminuir el poder de las intendencias, pero su aplicación fue limitada debido a las guerras en la metrópoli y el propio virreinato.

### Sociedad novohispana

#### Castas

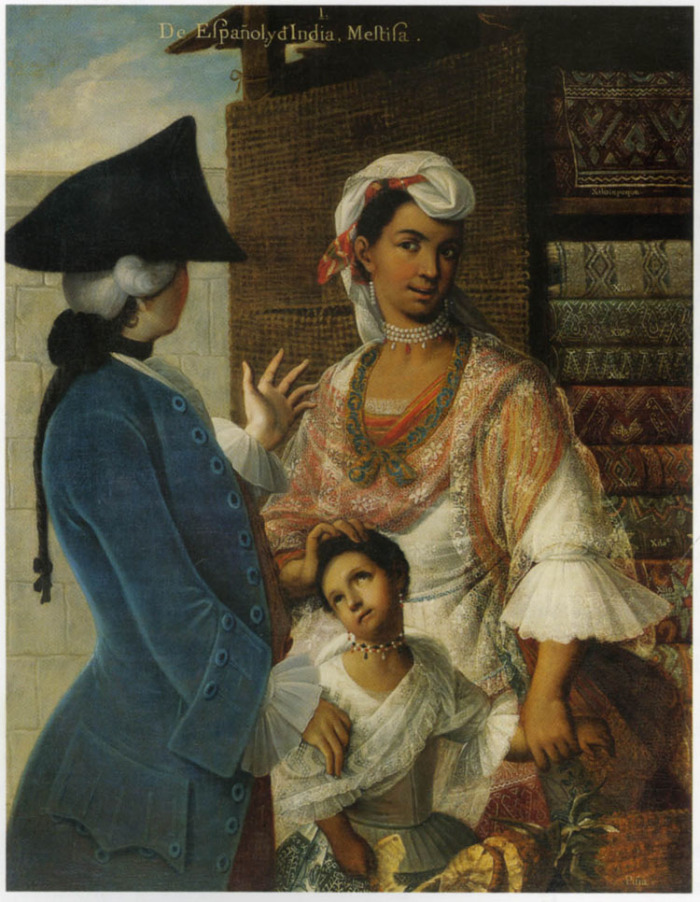
De español e india, mestizo. Miguel Cabrera, 1763

La sociedad novohispana estaba fuertemente segmentada: estaba dividida en vasallos del rey y castas. Los primeros eran los españoles, los criollos y los indios. Las castas estaban formadas a partir de la codificación acerca de las relaciones entre los grupos étnicos. Se permitió el intercambio cultural y el mestizaje biológico, sí había una definición de la posición que una persona ocupaba en la escala social de acuerdo con una supuesta mezcla de sangres. Mientras más sangre española, mejor posición, sobre todo si los hijos eran de matrimonio. Los españoles peninsulares, o sea los venidos de la península, llamados despectivamente gachupines, ocupaban las posiciones de privilegio.
México también fue el punto de origen de la inmigración y colonización de Filipinas. La migración no fue solo de españoles, mexicanos y peruanos a Filipinas, sino también de filipinos hacia México; Guerrero, que es un estado en el oeste de México, tiene una alta concentración de filipinos. El comercio coadyuvó al florecimiento de estos puertos, de la Ciudad de México y de las regiones intermedias entre ambos.
El imperio español introdujo esclavos africanos para explotar en industrias diversas.

#### Religión

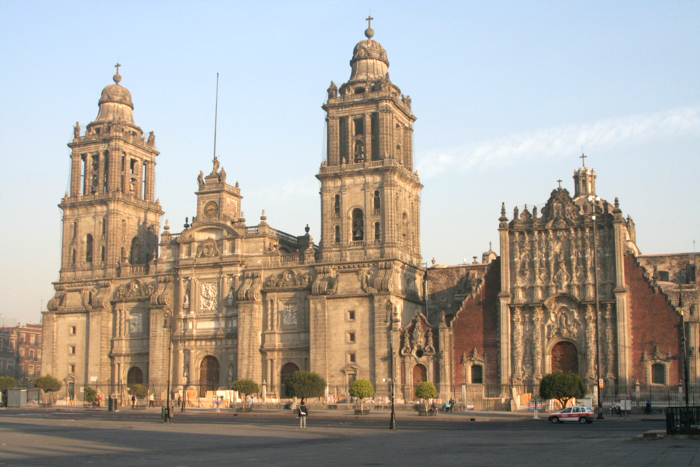
Catedral metropolitana de la Ciudad de México.

El proceso de evangelización consistió en la imposición de las creencias de la Iglesia católica sobre las distintas regiones originarias del territorio. Se puede considerar que hubo órdenes religiosas que se introdujeron a Nueva España: franciscanos, jesuitas, carmelitas, agustinos y dominicos. El proceso de sincretízación fue primordial para formar la identidad novohispana y se obtuvo a través del sometimiento (en sus orígenes) y posteriormente a voluntad (con el paso del tiempo y respetando ciertos privilegios entre los primeros que se adoptaron al nuevo orden).

### Economía
Entre las principales actividades económicas se puede identificar la agricultura, ganadería, comercio y minería, siendo esta última una de las más importantes debido a las grandes proporciones de dinero que se manejaban.

#### Agricultura y ganadería

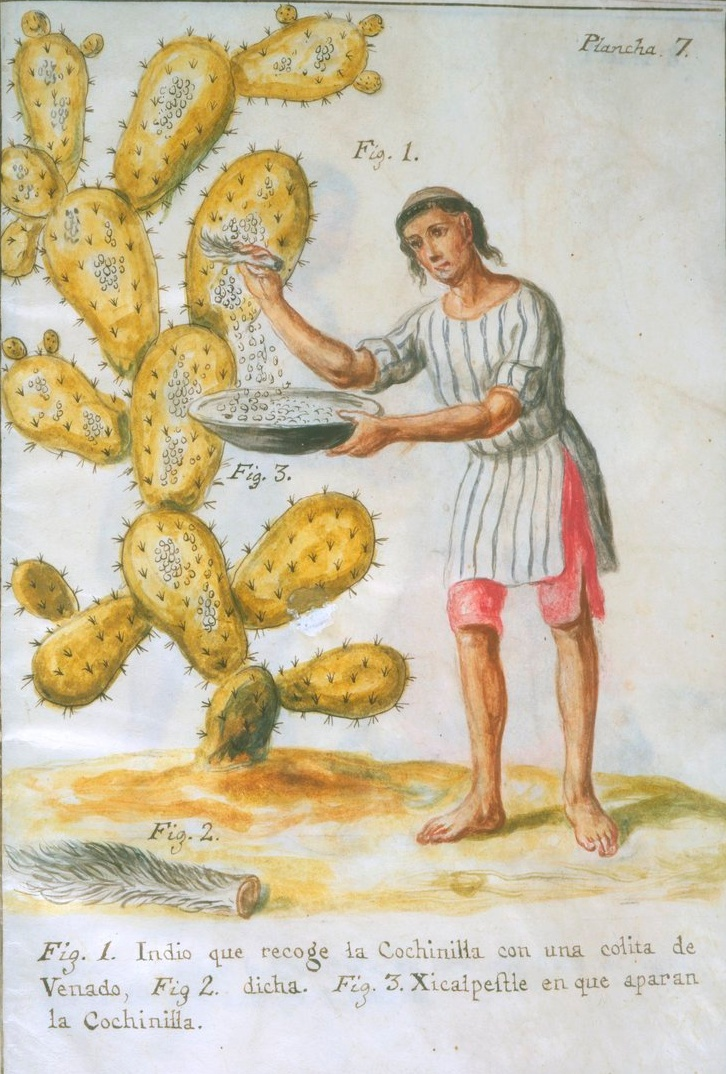
Indio que recoge la Cochinilla con una colita de Venado, dibujo coloreado sobre vitela.

La agricultura no era considerada la principal actividad en Nueva España, pues con el descubrimiento de numerosos yacimientos minerales, lo era la minería. Se podría considerar que la demanda de producción era únicamente para satisfacer las necesidades alimenticias de la población. 
Ocurrió un proceso de sometimiento de las poblaciones indígenas, en las que los peninsulares explotaron a los indígenas a trabajar en las secciones de tierras que confiscaban para su beneficio.
La agricultura tradicional sufrió una serie de cambios:
- Durante los primeros años de la colonia, los indígenas siguieron sembrando de manera tradicional sus antiquísimas plantas (principalmente maíz, frijol, calabaza y chile). Poco después, los españoles introdujeron nuevas especies para entonces desconocidas en América, tales como el arroz, la caña de azúcar, trigo, árboles frutales (principalmente de manzana, peras y naranjas), cebolla y ajo.
- Además, los nativos no estaban acostumbrados a la ganadería (debido a la ausencia de tales especies en el territorio) y se tuvieron que adoptar a las nuevas técnicas —incluso de agricultura— como el uso de la rueda, el arado con punta de acero y los animales de tiro (buey) y carga (caballo y asno, principalmente).

Con el tiempo también se implementó el monocultivo, es decir, en territorios donde antiguamente había cierta diversidad en las plantaciones, se restringió a únicamente una especie bajo ciertas secciones. En la actualidad —como producto de aquella herencia— se han producido daños ecológicos debido a las afecciones ambientales por tales prácticas; un ejemplo de ello es la producción de palma de aceite en Chiapas.

#### Minería
El descubrimiento de nuevos yacimientos de distintos minerales en el centro y norte del territorio (desde Sonora hasta el sur de la provincia de México) permitió que gradualmente la Nueva España ocupara el lugar de privilegio, especialmente en la extracción de plata. La minería permitió el desarrollo de otras actividades asociadas, especialmente los obrajes y la agricultura, que convirtieron a las regiones del Bajío o los valles de México y Puebla en prósperas regiones agrícolas y de actividad industrial incipiente.

#### Comercio
El comercio del virreinato era realizado a través de dos puertos, Veracruz en el golfo; y Acapulco en el Pacífico, a este llegaba la Nao de China, una nave que transportaba productos de las islas Filipinas a la Nueva España y de ahí a la metrópoli. Filipinas dependía particularmente de México para su sustento y, por lo tanto, la mayoría de los colonos enviados a Filipinas eran mexicanos, no españoles. Su colonización tampoco era rentable debido a las guerras, por lo que el territorio estaba subsidiado por plata mexicana. Fue una empresa más difícil compara los españoles en España, ya que España no estaba sola en las cruzadas contra turcos y marroquíes en Europa y el Mediterráneo, ya que tenía aliados como Portugal, Francia e Italia. Mientras tanto, Filipinas era el único territorio de mayoría católica en Asia. Filipinas estaba rodeada por China, el país budista más grande, y por Indonesia, el país musulmán más grande, y un imperio hostil de Japón, pero aun así se defendió con la ayuda de México. Un logro mucho más grandioso que la guerra de España contra los otomanos en Europa y Mar Mediterráneo.
Cabe señalar que hasta finales del siglo XVIII, con la introducción de las reformas borbónicas, el comercio entre los virreinatos no estaba permitido.

## Guerra de Independencia

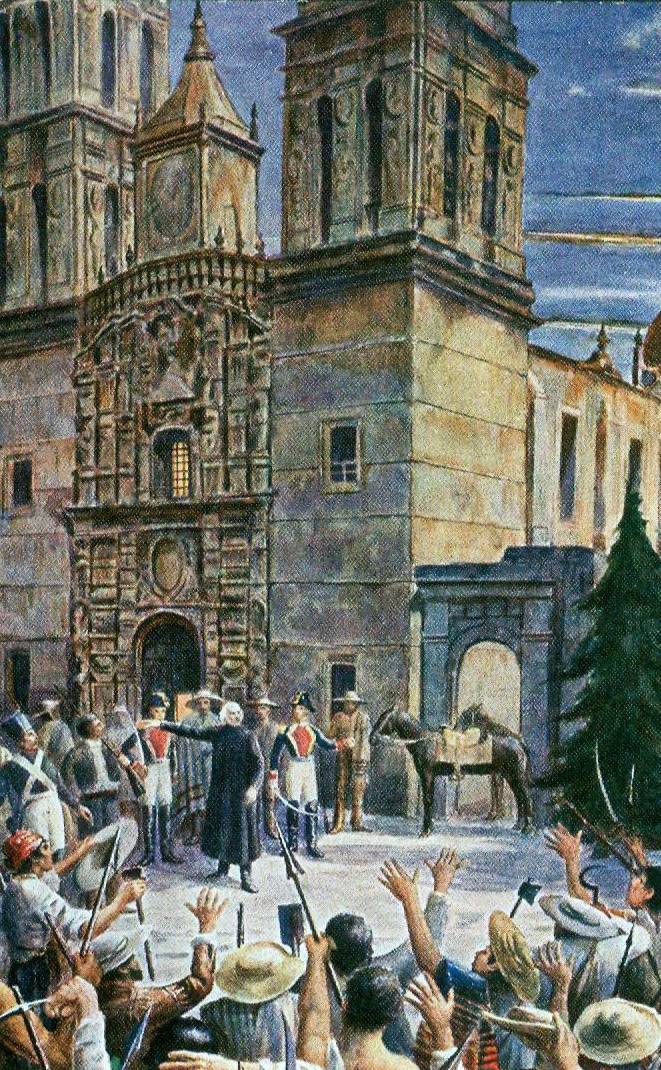
Grito de Dolores, 16 de septiembre de 1810.

### Antecedentes
Las reformas borbónicas que el gobierno de la metrópoli comenzó a implementar en las colonias del Imperio español en América, a partir de la década de 1740, con el fin de revitalizar la influencia y poderío español, perdidos luego de las guerras de principio de siglo, iniciaron un proceso de degradación del orden político, económico y social que el llamado «Siglo de Oro» había legado a las colonias americanas. 
La centralización del poder político en Madrid, restó algunas facultades autónomas desarrolladas por las autoridades civiles y eclesiásticas; el aumento de la carga tributaria que las posesiones debían entregar a la metrópoli causó un déficit en las finanzas de cada territorio; en plena revolución industrial se restringió la capacidad de los virreinatos para desarrollar o incentivar la industria local. En el plano socioeconómico esto profundizó la desigualdad en el sistema de castas, acrecentando las condiciones de miseria de indígenas, mestizos y afrodescendientes; no obstante el descontento se generalizó hasta que los criollos vieron menguadas sus libertades políticas y económicas, derivado del despotismo ilustrado español; por lo que comenzaron a desarrollar, influenciados por las ideas liberales de la Revolución francesa y la independencia estadounidense, pensamientos identitarios y autonomistas.
Uno de los pretextos tomados por los criollos para reclamar la independencia de los virreinatos fue la ocupación de España por Napoleón Bonaparte y las tropas francesas en 1808. En varias partes de América Latina tuvieron lugar rebeliones independentistas, algunas más exitosas que otras. México no fue la excepción. Los primeros intentos separatistas de Nueva España corresponden los hechos ocurridos durante la Crisis política de 1808 en México, se formó una Junta de Gobierno la cual contaba con cierta simpatía del virrey José de Iturrigaray, pero un golpe de Estado realizado por Gabriel de Yermo depuso al virrey y a consecuencia se encarceló a los promotores de la junta: Melchor de Talamantes, Juan Francisco Azcárate y Lezama, Francisco Primo de Verdad y Ramos y José Antonio de Cristo. La Real Audiencia, que favorecía a los golpistas, nombró a Pedro de Garibay como virrey interino y toda idea de separatismo fue sofocada. Las reuniones entre criollos continuaron, pues la inconformidad con su situación secundaria en la sociedad novohispana y la ocupación francesa de la metrópoli eran la oportunidad para conseguir un gobierno local. El siguiente intento por establecer un congreso independiente y autónomo fue la Conjura de Valladolid en 1809, pero fue descubierta y sus miembros fueron procesados.
La conspiración de Querétaro sería finalmente la que desataría la revolución de Independencia de México. En la conspiración participaron, entre otros, los corregidores de la ciudad de Querétaro, Josefa Ortiz de Domínguez y Miguel Domínguez; Miguel Hidalgo y Costilla, Ignacio Allende, Mariano Abasolo, Juan Aldama e Ignacio Aldama.

### Iniciación

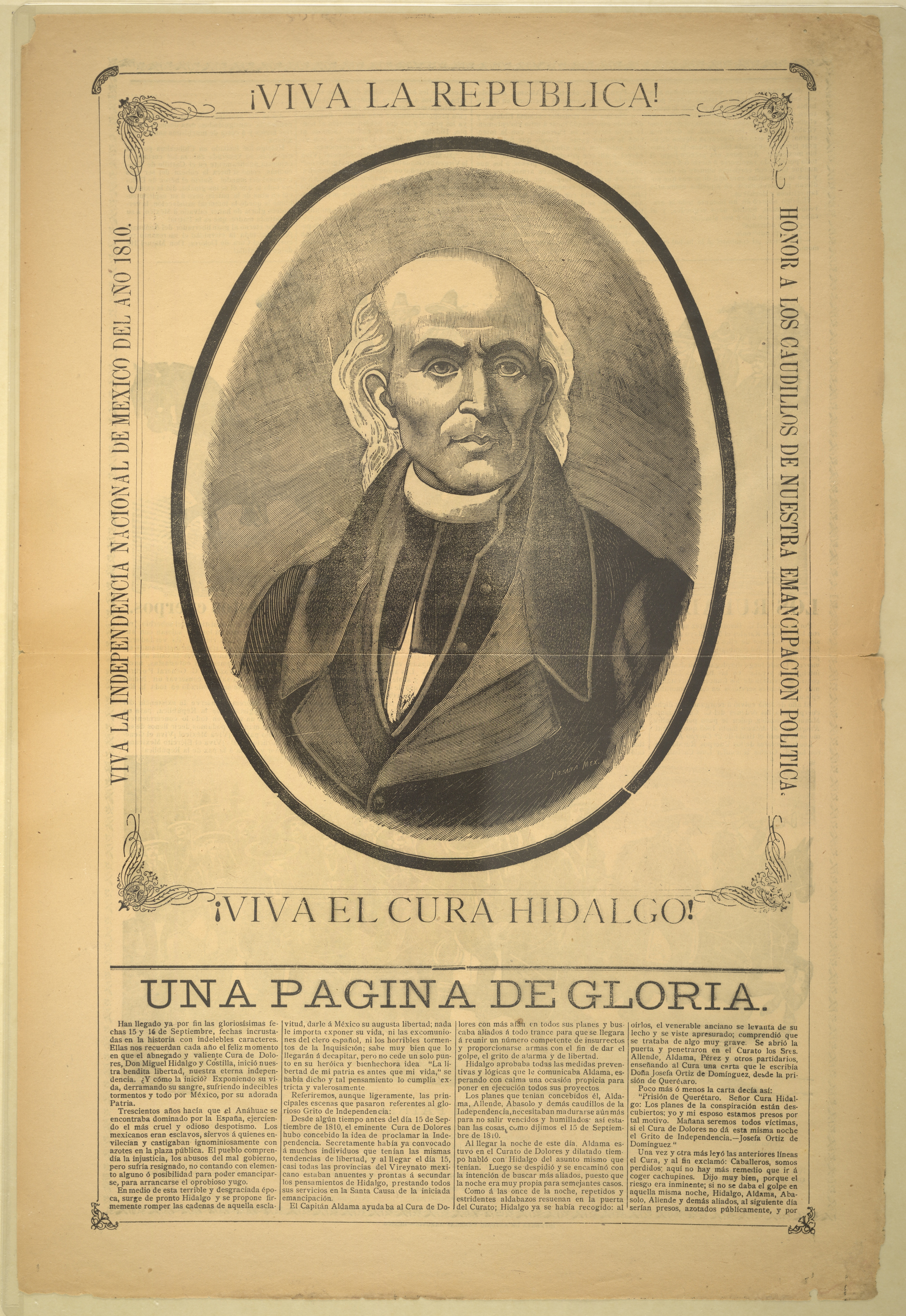
Miguel Hidalgo y Costilla. Iniciador de la Independencia, es considerado Padre de la Patria en México.

La conspiración de Querétaro fue denunciada por un antiguo miembro de esta; ante ello la Josefa Ortiz de Domínguez alerta a Ignacio Allende, quien se lo comunica a Hidalgo. El 16 de septiembre de 1810, Miguel Hidalgo y Costilla llamó a la insurgencia al pueblo de Dolores (Guanajuato), dando inicio a la guerra de independencia. Cabe especificar que, ya que ningún testigo directo llegó a escribir las palabras textuales proclamadas aquel día, hay muchas versiones que rondan entre cosas diferentes; sin embargo, entre las más antiguas se encuentran las siguientes:

¡Viva nuestra madre santísima de Guadalupe!, ¡viva Fernando VII y muera el mal gobierno!
¡Viva la América!, ¡viva Fernando VII!, ¡viva la religión y mueran los gachupines!
Versiones de Manuel Abad y Queipo (derecha) y Diego de Bringas (izquierda), ambos en 1810

El componente de arrastre popular permitió un significativo avance de la revuelta social armada. Toma sin combate San Miguel el Grande (17 de septiembre) y Celaya (19 de septiembre), el día 21 en esta localidad son nombrados como jefes militares del movimiento insurgente Hidalgo, Allende, Abasolo y los hermanos Aldama; para entonces miles de personas de los pueblos y ciudades recorridas ya se habían unido al ejército insurgente. El 28 de septiembre se libra la primera gran batalla al capturar Guanajuato, ahí se une al movimiento José Mariano Jiménez. El 17 de octubre, ante el temor de un saqueo violento como el de Guanajuato, se rinde Valladolid. 
El 30 de octubre se produce el triunfo más importante al derrotar al ejército realista en la Batalla del Monte de las Cruces, sin embargo no capturan la Ciudad de México, ya que los diferendos entre Hidalgo y Allende sobre los pasos a seguir, ocasionan que se retiren rumbo al occidente. En Guadalajara (tomada desde el 11 de noviembre por un grupo insurgente simpatizante local), el 29 de noviembre de 1810, Hidalgo emitió el Decreto contra la esclavitud, las gabelas y el papel sellado. El ideario político del líder insurgente plantea la conformación de un gobierno rebelde en dicha ciudad, convocar a un congreso nacional con representantes de todo el virreinato y el eventual establecimiento de una república; sin embargo es convencido de moderar su propuesta por un gobierno monárquico autónomo que encabezará el mismo Fernando VII de España, para hacer frente a la invasión francesa de la península; esto para poder sostener la simpatía de los sectores moderados de criollos que empezaban a respaldarlo y para cumplir su propósito de generalizar el movimiento armado en toda la Nueva España, que ya contaba con algunos brotes independentistas en varias regiones.
Sin embargo la falta de preparación militar del enorme ejército encabezado por Hidalgo y luego por Allende (luego de relevar a Hidalgo con apoyo de los militares de carrera en el movimiento) comienzan a hacer mella entre los rebeldes a principios de 1811; partir de ahí la rebelión popular comienza una serie de derrotas a manos del general Félix María Calleja, que debilitan a los insurgentes de tal manera, que sus líderes optan por marchar hacia las intendencias del norte, hasta llegar a la frontera con Estados Unidos para abastecerse con armas. En marzo de 1811, Hidalgo, Allende, los Aldama, Jiménez y Abasolo son apresados; entre junio y julio son fusilados.

### Organización

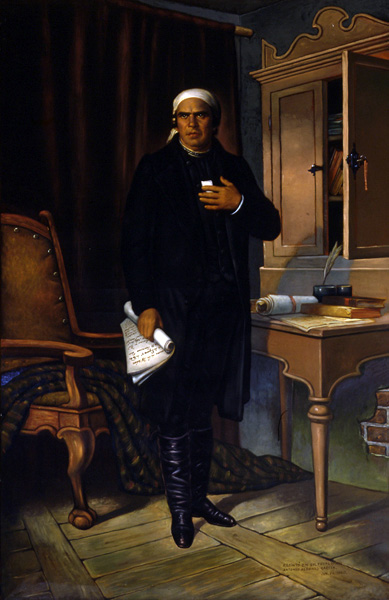
José María Morelos y Pavón, militar de la guerra de Independencia de México.

El 19 de agosto de 1811 se instituyó el primer órgano deliberativo que pretende normar el movimiento insurgente y establecer un gobierno autónomo, la Suprema Junta Gubernativa de América en Zitácuaro, dirigida por Ignacio López Rayón, y que publica el primer documento insurgente; esta institución nombra a José María Morelos y Pavón como nuevo líder de la insurgencia; él ya había iniciado su participación desde que fue encomendado por Hidalgo para comenzar el levantamiento en el sur, haciendo hincapié en la costa del Pacífico, especialmente en la toma de Acapulco, el principal puerto novohispano.
Para este tiempo, la insurgencia se había hecho fuerte en las intendencias de México, Valladolid, Oaxaca, Veracruz, Puebla y Guanajuato, atrayendo sectores de la población criolla que colaboraron con el movimiento de manera activa como Leona Vicario y Andrés Quintana Roo. Al frente de la tropa se hallaba José María Morelos, quien había recibido la orden directa de Hidalgo de encabezar la revolución en la Sierra Madre del Sur, se desenvolvería como jefe militar de manera destacada a pesar de carecer de preparación, pero fundamentado sus avances en el conocimiento geográfico y social que tenía de la zona sur novohispana. Entre los triunfos más sonados de Morelos y su ejército, del que formaban parte, entre otros, Hermenegildo Galeana, Mariano Matamoros y Nicolas Bravo, se encuentra el sitio de Cuautla (1812), que fue roto tras casi un año de asedio realista, la toma de Oaxaca (1812) y el sitio de Acapulco (1813). Morelos emprendió cuatro exitosas campañas; logrando ocupar buena parte de las provincias de Michoacán, México, Oaxaca y Puebla. Controló un
amplio radio de acción que iba del puerto de Acapulco (en el Pacífico) hasta Orizaba (cerca de Veracruz en el Golfo de México) y de ahí a Oaxaca.
La profundización y radicalización del movimiento insurgente llevó a la convocatoria, de parte de Morelos (luego de la desaparición de la Junta de Zitácuaro) de una asamblea nacional para gestar la independencia absoluta. El 13 de septiembre de 1813 el Congreso de Anáhuac reunido en Chilpancingo, abrió con la lectura de un manifiesto político con contenido liberal y social conocido como «Sentimientos de la Nación» escrito por el propio Morelos, posteriormente ese mismo día se promulgó el Acta Solemne de la Declaración de Independencia de la América Septentrional; y poco más de un año después se dotó al nuevo país de su primera constitución, promulgada en Apatzingán en 1814.
Cuando Bonaparte y los franceses se retiraron de España, y regresó el rey Fernando VII, se envió refuerzos a Nueva España y los realistas terminaron por minar la capacidad bélica del ejército insurgente. Morelos fue derrotado en la Batalla de Temalaca, Puebla y conducido a la Ciudad de México, donde fue enjuiciado, degradado y excomulgado. Finalmente, fue fusilado en San Cristóbal Ecatepec, que hoy se llama Ecatepec de Morelos en su memoria, el 22 de diciembre de 1815.

### Resistencia

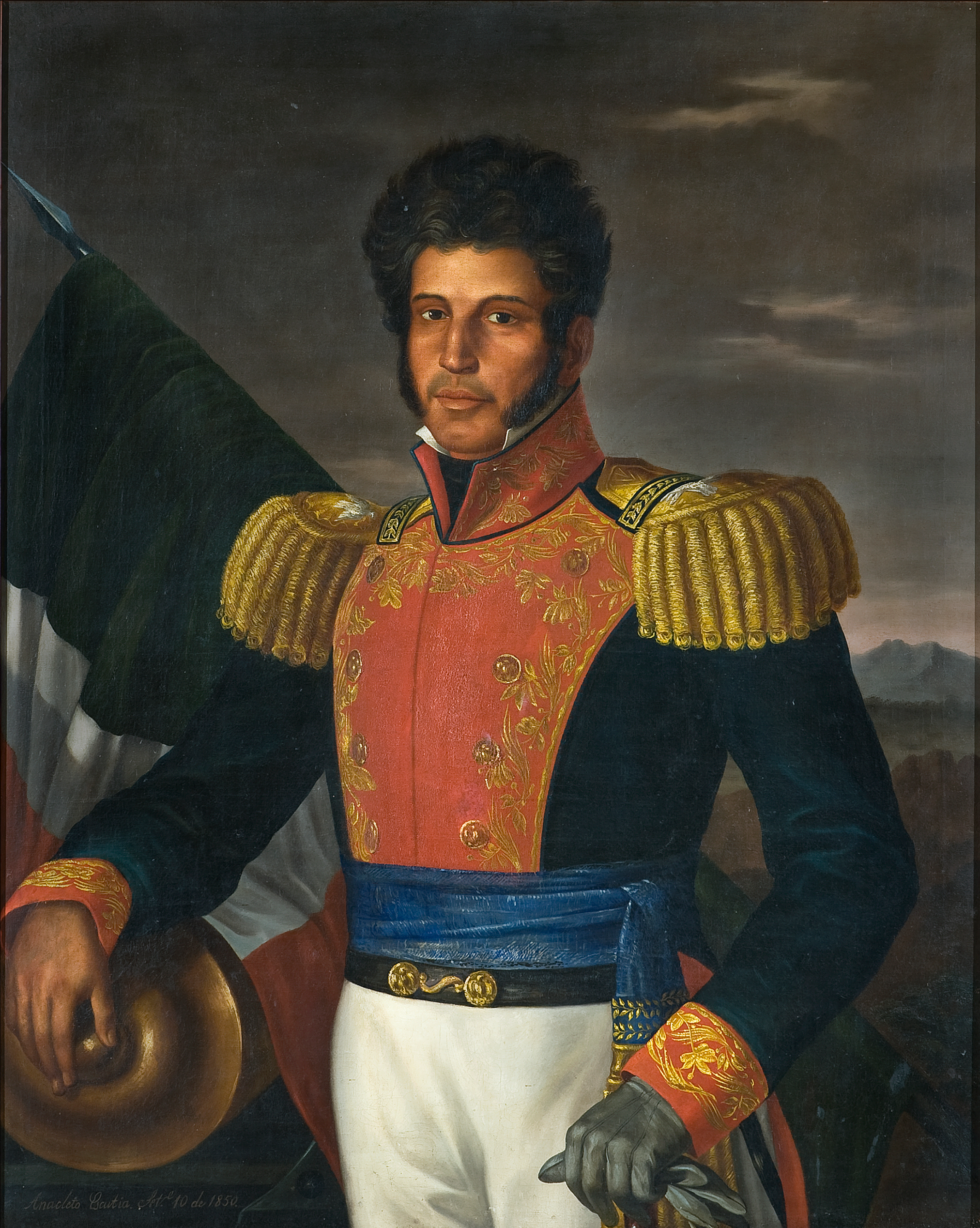
Vicente Guerrero sostuvo la resistencia insurgente.

A partir de 1815 los independentistas entraron en una guerra defensiva y fragmentada. La campaña de Pedro Moreno y Francisco Xavier Mina en 1817 avanzó rápidamente desde Tamaulipas hacia el centro del virreinato, pero fue finalmente derrotada en Guanajuato; Mina, un combatiente liberal de la Guerra de la Independencia Española, había sido convencido por el sacerdote novohispano fray Servando Teresa de Mier en España, de unirse al movimiento insurgente en la Nueva España para, en sincronía con el resto de los procesos independentistas en América, derrotar a la tirania de Fernando VII y restablecer la constitución de 1812. 
Los principales focos de resistencia popular entre 1816 y 1820 los encabezan Vicente Guerrero y Guadalupe Victoria. En el caso del primero, concentró sus esfuerzos en atacar y hostigar a las poblaciones ocupadas por las tropas realistas desde la cuenca del río Mezcala hasta la costa del Pacífico, atreviéndose a atacar al puerto de Acapulco. Hizo de la guerra de guerrillas el medio para mantener vivo el movimiento en el suroeste y sureste del país; en tanto el segundo combate en la sierra de Oaxaca, Nautla y el Puerto de Veracruz.
De esta manera, la revolución popular de independencia mexicana se hallaba muy lejos del triunfo. El virrey Apodaca había ofrecido indulto a los insurgentes, lo que minó el ejército en resistencia. La oferta llegó a Guerrero por conducto de su padre, y la rechazó con la célebre frase «la Patria es primero», que hoy está escrita con letras de oro en el Palacio Legislativo de San Lázaro.

### Consumación

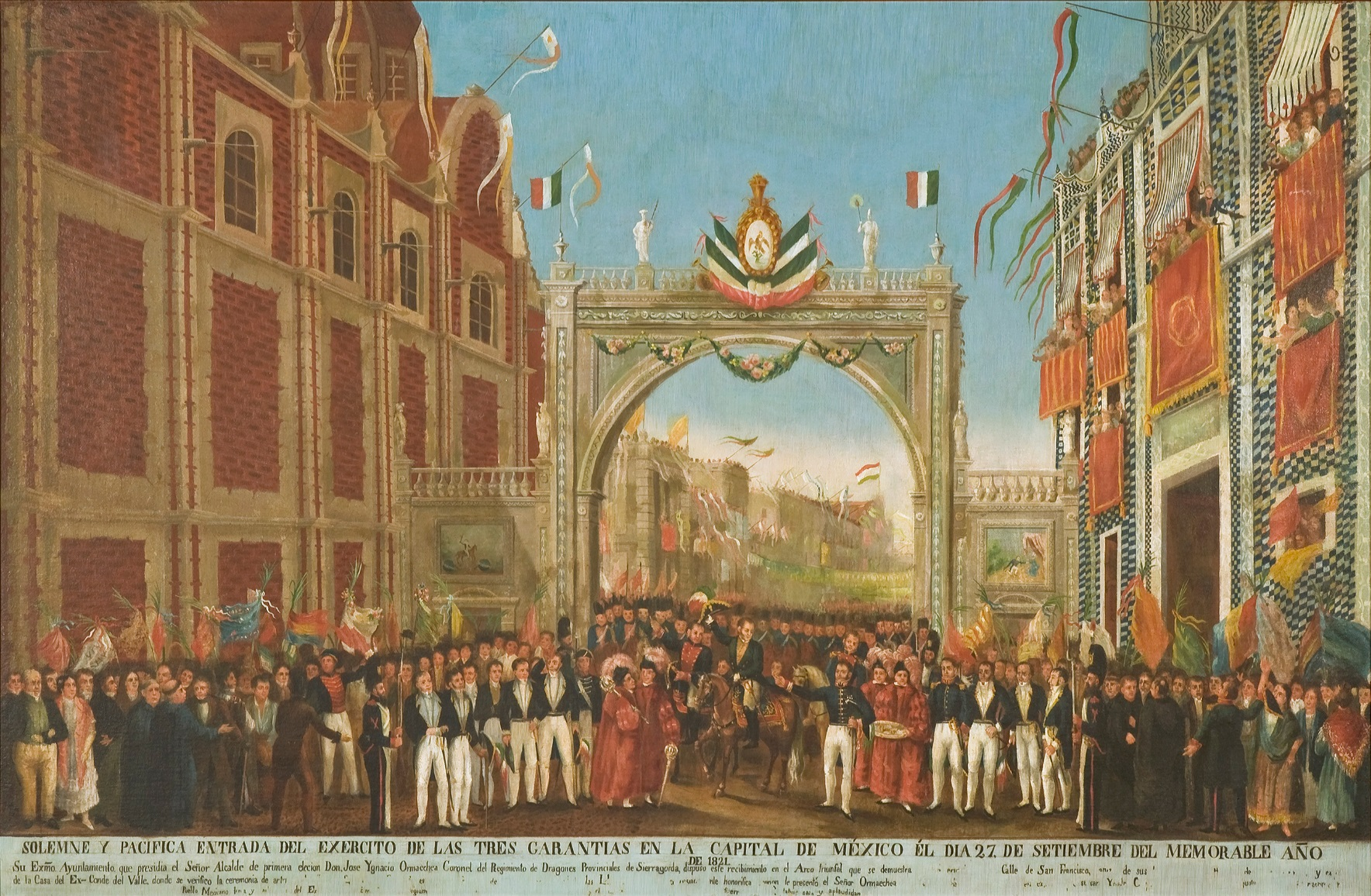
Entrada del Ejército Trigarante en la Ciudad de México.

La rehabilitación de la Constitución de Cádiz en 1820 afectó a la élite novohispana, que organizada en la Conspiración de La Profesa inician un proceso para separarse de España; sin embargo consideran que para ello es necesario derrotar las revueltas populares independentistas, por lo que nombran al militar realista Agustín de Iturbide como encargado de vencer a los últimos insurgentes. No obstante Iturbide, que además de ser consciente de la dificultad de vencer a los rebeldes en su territorio, pretende dar vuelta a las pretensiones de La Profesa para gestar su propio proyecto, decide pactar con los insurgentes la independencia del virreinato. 
El 10 de febrero de 1821, se reunió con Vicente Guerrero y acordaron en Acatempan la unión de ambos movimientos; posteriormente promulgaron el Plan de Iguala el 24 de febrero de 1821 para definir los pormenores del final de la lucha; el documento se resumía en alcanzar el objetivo sosteniendo tres garantías comunes: independencia, unión y religión, así como el establecimiento de una monarquía constitucional como forma de gobierno. El avance del llamado Ejército Trigarante no pudo ser contenido por las disminuidas fuerzas realistas; el último combate armado ocurrió el 19 de agosto en Azcapotzalco. Cuando Juan O'Donojú —último gobernantes designado por la metrópoli— llegó a Nueva España, firmó los Tratados de Córdoba el 24 de agosto del mismo año, reconociendo la independencia del nuevo país. El 27 de septiembre de 1821, el ejército trigarante entró a la Ciudad de México y al día siguiente en el antiguo Palacio Virreinal se firma el Acta de Independencia del Imperio Mexicano.

## Primer Imperio

### Primera y segunda regencias

Sello utilizado por las regencias del Primer Imperio.

El 28 de septiembre de 1821 se instaló un gobierno provisional, que de conformidad con los documentos fundacionales (Plan de Iguala, Tratados de Córdoba y Acta de la Independencia) estableció una Monarquía parlamentaria, instalando primero una regencia como poder ejecutivo, la cual debía operar mientras se aceptaba o rechazaba el ofrecimiento del trono a algún miembro de la familia real española; la regencia estaba conformada por un presidente y cuatro consejeros: Agustín de Iturbide (presidente), Juan O'Donojú, Manuel de la Bárcena, José Isidro Yáñez y Manuel Velázquez de León y Pérez. También el mismo día, José María Fagoaga asumio como presidente de la Junta Provisional Gubernativa. Pocos días después, el 8 de octubre, O'Donojú falleció y fue suplido por Antonio Pérez Martínez y Robles.
La ley del 17 de noviembre de 1821, expedida por la Junta Gubernativa para convocar a la conformación del Congreso Constituyente; asumirá formalmente que las zonas que la ratifican serán las integrantes del Imperio. De ello se desprendió que el naciente país lo componían veintiún provincias: Las 17 provincias y los dos territorios (Las Californias y Santa Fe de Nuevo México) que conformaron la Nueva España, además de la provincia de Chiapas (integrante en ese momento de la Capitanía General de Guatemala) y la Capitanía General de Yucatán, elevada a rango provincial, igual que los territorios del norte. El 5 de enero de 1822 la antigua Capitanía General de Guatemala (que incluía, —además de la ya incorporada Chiapas— el Soconusco, y las actuales Guatemala, Honduras, El Salvador, Nicaragua y Costa Rica), cuyos territorios componentes habían declarado su independencia el 15 de septiembre de 1821, proclamó su adhesión al Plan de Iguala y los Tratados de Córdoba, y en consecuencia su incorporación plena al Imperio Mexicano.
El 13 de febrero de 1822, España rechazó los Tratados de Córdoba y por consiguiente, se negó a aceptar la independencia del nuevo país y mandar a un monarca para gobernar México. El 24 de febrero de 1822 se instaló el «Congreso Constituyente del Imperio», que consistía de ciento un diputados; nombraron como presidente del Congreso a Carlos María de Bustamante.
Cuando llegaron las noticias a la capital del país, el Congreso y la Regencia entraron en conflicto casi de inmediato, pues el primero se había proclamado «único representante de la soberanía nacional». Luego de un conflicto interno breve, se relegaron los poderes del gobierno provisional: el poder ejecutivo a la Regencia, el legislativo al Congreso y el poder judicial a los tribunales del Imperio.
A principios de marzo de 1822 las tensiones entre el Congreso y la Regencia (liderada por Agustín de Iturbide) se volvieron cada vez más evidentes cuando estos discutían sobre el número apropiado de efectivos del Ejército Imperial y la acusación de Iturbide sobre ser un traidor; al final, se solucionaron ambos asuntos después de varias discusiones.
Mientras hubo discusiones políticas, una contrarrevolución española había iniciado al sureste de la capital. Sin embargo, se nombró a Anastasio Bustamante al mando de cuatrocientos hombres para apagar ese levantamiento. Esta pudo ser derrotada cuando los hombres de Bustamante contuvieron el movimiento español en Cuautla que había salido de Texcoco.

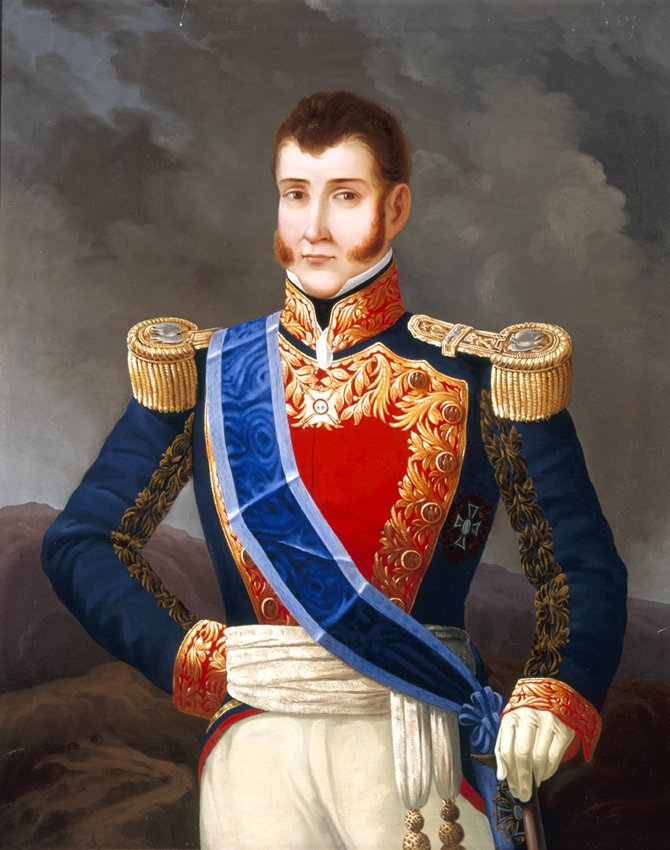
Retrato de Agustín de Iturbide.

Cuando resultaron victoriosos, el Congreso felicitó a la Regencia, sin embargo, se llegó al consenso de reformar esta última con el cambio de tres de sus integrantes. El 11 de abril del mismo año se disolvió la regencia y se transformó en la «Segunda Regencia del Imperio». Los miembros fueron Agustín de Iturbide (presidente), José Isidro Yáñez, Miguel Valentín y Tamayo, Manuel de Heras Soto y Nicolás Bravo, siendo integrados estos últimos tres en reemplazo de los anteriores.
A principios de mayo de 1822 las tensiones entre el Congreso y la Regencia se habían vuelto a presentar. Durante una lectura de un documento en una sesión del Congreso, se había filtrado en el mismo un enunciado donde se mencionaba que se debía de adoptar un «sistema republicano parecido a la de otros países que habían logrado su independencia de España»; esto rompía con lo acordado en los Tratados de Córdoba que establecía que en el caso de que los aspirantes españoles a la corona mexicana la rechazaran (cosa que había ocurrido hacía unos meses), el congreso debía de nombrar a un nuevo monarca, sin especificar si este podía ser europeo o mexicano; los diputados sospecharon que esto había sido causado por Bravo, por lo que se hizo evidente que ya no apoyaba a Iturbide.
Además, la división del Ejército Imperial también se había hecho evidente: entre los generales que apoyaban a Iturbide se encontraban Anastasio Bustamante, Antonio López de Santa Anna y Luis Quintanar; entre los generales que estaban en contra de este destacaban Miguel Barragán, Guadalupe Victoria, Pedro Celestino Negrete, Nicolás Bravo y Vicente Guerrero.
Durante los siguientes días, la división tanto política como militar se había hecho más que evidente en el país. Todos estaban divididos entre los monárquicos, que seguían aspirando que se cumpliera lo acordado en los Tratados de Córdoba, los que sospechaban que apoyaban a Iturbide para ser el nuevo emperador, y los republicanos, que simpatizaban con la idea de adoptar la otra forma de gobierno para tener el poder de decidir a sus gobernantes. Cabe destacar que, la mayoría de los republicanos formaban parte de una secta masónica; en una reunión de la misma, se había explorado la idea de levantarse en armas en contra de Iturbide para impedir su posible ascenso al trono: mismos noticias que luego llegaron a Iturbide.
En la noche del 18 de mayo de 1822, un grupo de soldados simpatizantes de Iturbide comenzaron a vitorearlo en la capital del país; el sargento Pío Marcha hizo tomar las armas a la tropa de su cuartel. El grupo se lanzó a la calle proclamando a Iturbide como «Agustín I»; parte de la población se unió al grupo. El coronel Rivero irrumpió en el teatro, e Iturbide proclamó que el pueblo y guarnición lo habían «nombrado emperador»: misma afirmación que tuvo un gran recibimiento entre los habitantes de la ciudad, pues a nadie le había disgustado la idea. A la mañana siguiente, el 19 de mayo, Iturbide declaró que el pueblo y ejército de la capital ya habían «tomado partido» y que correspondía al resto de la nación aprobarlo o no; aunque, también llamó a la calma para que nadie se levantara en armas pues le correspondía al Congreso la elección la representación legal de la nación.
Ante tal situación, el Congreso se vio obligado a tener una sesión extraordinaria instantánea. Junto a un séquito de seguidores suyos de diversas índoles, Iturbide se presentó a ésta, cuando fue llamado; aquello obligó al Congreso a hacer una «reunión pública». Los diputados recurrieron a discutir el asunto en medio de gritos donde expresaban sus opiniones, pero al final decidieron votar una vez que habían acordado que serían los futuros resultados serían definitivos y que no se ocupaba la notificación a las provincias. Votaron, e Iturbide ganó con 67 sufragios contra 15: tal decisión no había sido definitiva, pues ocupaba el total de votos de los diputados (pues no había asistido todo el Congreso por la falta de anticipación); sin embargo, al día siguiente votaron los restantes y fue ratificada su victoria.

### Gobierno de Agustín de Iturbide

#### Antes del Plan de Casa Mata
Se organizaron los preparativos para la administración del nuevo imperio: el discurso que proclamaría en su coronación, el orden de sucesión del trono, los miembros y tratamientos de la Familia Real, las condecoraciones, grados y títulos que podría nombrar el emperador, etc. El 21 de julio de 1822 Agustín de Iturbide fue coronado en la Catedral Metropolitana como «emperador constitucional de México» bajo el título de «Agustín I».
Después de su proclamación como emperador las situación interna no se sosegó: algunos antiguos partidarios de los Tratados de Córdoba se sintieron defraudados por no tener a un príncipe europeo como emperador; y dentro del Congreso seguía habiendo la inquietud de la posibilidad de establecer una república.

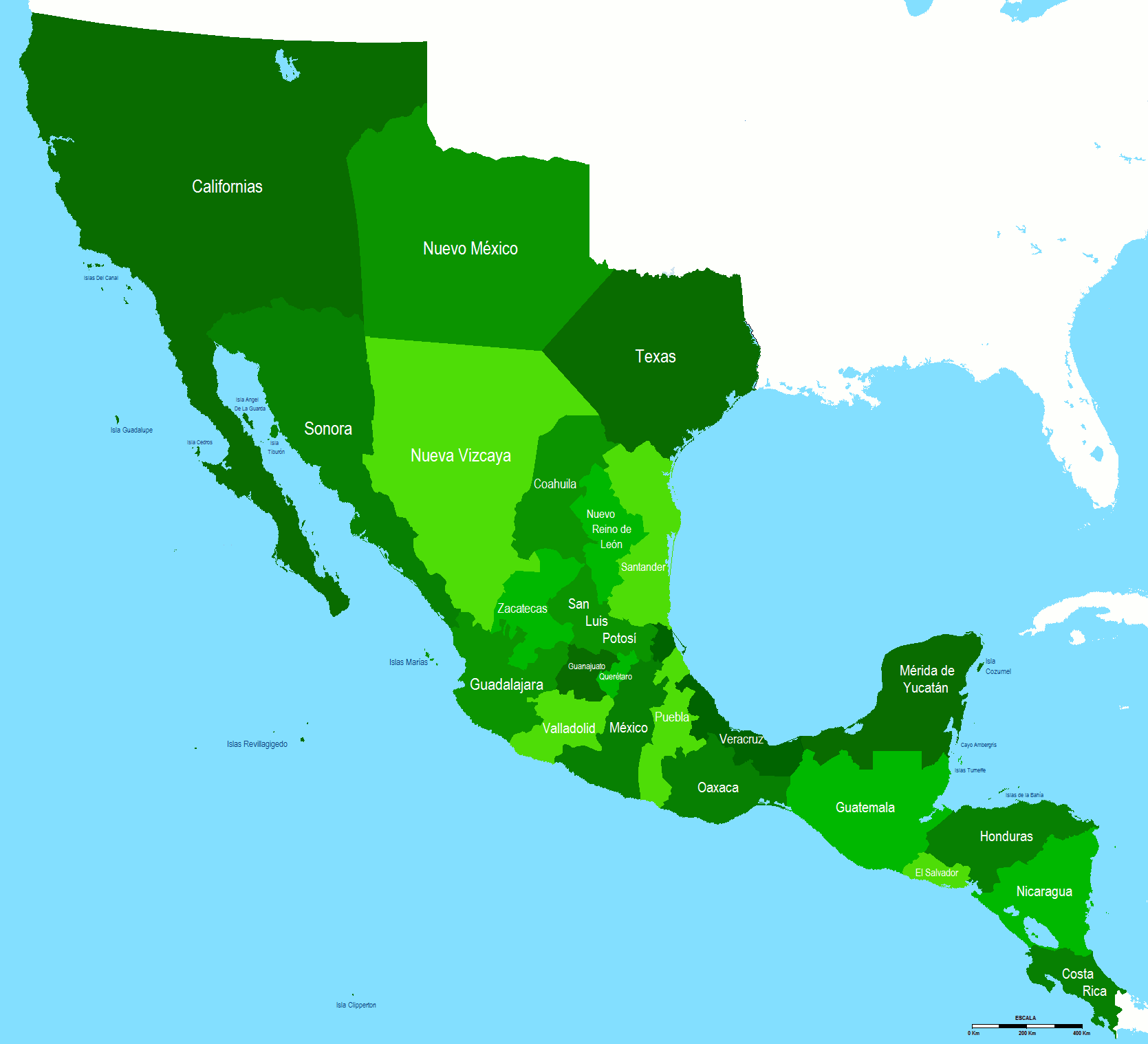
Primer Imperio Mexicano. Primera división política en la historia del país.

El 26 de agosto de 1822 Iturbide mandó a arrestar alrededor de veinte diputados, pues estos conspiraban en su contra; el Congreso le reclamó por ello, sin embargo, pidió calma y dijo que el arresto había sido legal a cusa de conspiración y que esperaría la resolución de los tribunales.
Además, al día siguiente, Iturbide recibió una misiva del general De la Garza junto a autoridades políticas y clericales locales de la provincia de Nuevo Santander en la que apoyaban las quejas del Congreso: Iturbide lo consideró como sublevación, mandó al general Zenón Fernández a abatir el movimiento y le dio Manuel Gómez Pedraza el mando de la región; se arrestó a De la Garza, al mismo tiempo en la que varios exdiputados estaban arrestados.
El 27 de septiembre de 1822, Lorenzo de Zavala propuso reformar al Congreso debido a la poca equidad en la representación de las provincias; sin embargo, tal propuesto fue rechazada poco después.
Ya para esas fechas se habían unido como provincias gran parte de los antiguos territorios que se habían independizado de España simultáneamente que México. Estas anexiones se habían hecho a voluntad desde finales de 1821 por lo atractivo que resultaba para ellas una monarquía moderada en América y lo conveniente que era unirse a la nueva nación. En total se unieron cinco países centroamericanos como provincias: Guatemala, Honduras, El Salvador, Nicaragua y Costa Rica.
El 31 de octubre de 1822 Iturbide decretó la disolución del Congreso por calificar su labor como contraria a los intereses nacionales; esto se consideró muy impopular entre los diputados republicanos. Dos días después, el 2 de noviembre de 1822 se creó la Junta Nacional Instituyente como reemplazo del poder legislativo que había sido revocado con el Congreso; estaba conformada por cuarenta y siete hombres que apoyaban Iturbide, esto como representación de las provincias del imperio. El objetivo de la nueva Junta Nacional era diseñar un nuevo método efectivo para nombrar los miembros de un nuevo Congreso Imperial; mientras tanto emite un ordenamiento legal temporal.
La situación económica era un asunto urgente que le incumbió a la Junta Nacional. El erario público estaba devastado por las bajas en las actividades económicas (especialmente el comercio y la minería). Se hizo una revisión del tesoro imperial. El Imperio negoció un préstamo con Reino Unido, el cual nunca llegó, y otro más con Diego Berry, pero tampoco pudo concretarse. Ante la difícil situación económica, se impuso un préstamo de 2 800 000 de pesos con la hipoteca de una contribución general de todos los habitantes del imperio. También se prohibió la exportación de dinero a los españoles que querían migrar, y solamente se les permitió viajar con la ropa de uso y muebles necesarios. Además, la Junta Nacional decretó otras medidas como la restricción de la libertad de prensa y penas contra conspiradores. Otra medida de Iturbide fue la autorización expedida a Stephen Austin, el 3 de enero de 1823, para colonizar Texas.
Durante todo ese tiempo, Iturbide había nombrado a Antonio López de Santa Anna como encargado militar de la provincia de Veracruz y se habían llevado bastante bien hasta el punto de escribirse cartas personales. Sin embargo, el 16 de noviembre del mismo año Iturbide visitó Xalapa diciendo que necesitaba supervisar una acción política que se realizaría, sin embargo, se cree que en realidad quería proclamar la destitución de Santa Anna de su puesto. Poco a poco las relaciones entre ambos se fueron tensando, a tal punto que Santa Anna se negó a ir a la Ciudad de México cuando Iturbide se lo había solicitado.

#### Rebelión del Plan de Casa Mata

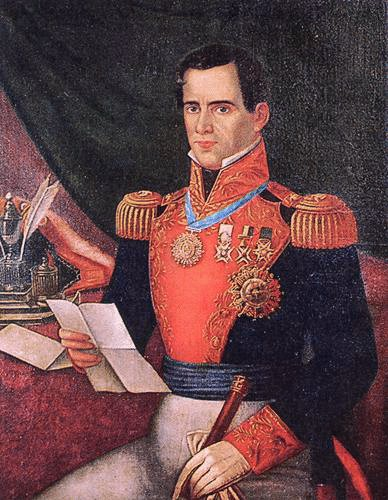
Antonio López de Santa Anna fue el artífice de múltiples movimientos armados a lo largo de los primeros 30 años de la historia independiente del país.

Ya para el 2 de febrero, Santa Anna, con apoyo de Victoria, se opuso públicamente a Iturbide proclamando el Plan de Veracruz en el que invitaba al Ejército a una sublevación para ponerle fin al imperio y volver a instalar el Congreso con una nueva forma de gobierno que posteriormente se decidiría:

Se creará un ejército libertador, y se compondrá de los cuerpos ya formados que se adhieran al sistema de la verdadera libertad. […] Que se observen inviolablemente las tres garantías publicadas en Iguala. […] ¡Viva la Nación! ¡Viva el soberano Congreso libre! ¡Viva la verdadera libertad de la patria! ¡Sin admitir ni reconocer jamás las ordenes de don Agustín de Iturbide!

Desde que le llegó a Iturbide la información sobre la sublevación, mandó una contradefensa a manos de los generales José Antonio de Echávarri, Luis Cortazar y Rábago y José María Lobato. Francisco Lemaur, un español a favor de Fernando VII, se comunicó con Santa Anna debido al interés de la rebelión y firmaron un armisticio a favor de la mutua convivencia; Echávarri y Lobato consideraron que realizar aquel acto —debido a que pactó un acuerdo con alguien en contra de la soberanía del Estado mexicano— era traición a la patria. Posteriormente Santa Anna le propuso a Echávarri unirse a la rebelión; sin embargo, el 16 de diciembre se negó públicamente.
El 21 de diciembre Echávarri pudo replegar el ejército de Santa Anna que marchaba para Ciudad de México; aunque, poco después (debido a Iturbide no estuvo concentrado en la estrategia militar por unos días) Victoria pudo reorganizar el Ejército y conseguir nuevos soldados. El 13 de enero de 1823 ocurrió la Batalla de Almolonga (en el actual estado de Guerrero) entre las fuerzas de Nicolás Bravo y Vicente Guerrero (que se habían unido al plan) y Epitacio Sánchez y Gabriel de Armijo; el resultado fue una victoria pírrica por parte de los realistas, ya que Sánchez murió en batalla.
El 1 de febrero de 1823 Santa Anna proclamó el Plan de Casa Mata cuya función principal era ratificar sus intenciones de la sustitución de Iturbide y dotarle de organización al movimiento (como el nombramiento de los próximos diputados para el nuevo congreso y la conservación de los rangos militares y puestos de trabajos por parte de civiles):

Siendo inconcuso que la soberanía reside esencialmente en la Nación, se instalará el Congreso a la mayor posible brevedad. […] Se nombrará una comisión que con copias del acta, marche a la capital del Imperio a ponerla en manos de S.M. el emperador.

Las pérdidas y fracasos militares del movimiento rebelde indicaban la posibilidad del fracaso; sin embargo, aquel mismo día ocurrió un giro inesperado: Echávarri, Lobato y Cortázar se adhirieron al Plan de Casa Mata, poniendo fin a la mayor resistencia imperialista. Las hipótesis sobre el cambio de ideología de los tres generales iturbidistas son varias: según el mismo Santa Anna, se debió al apoyo de Lemaur; sin embargo, Alamán señaló la posibilidad de que se debiera a la influencia de las diversas logias masónicas; además, según Nettie Lee Benson, historiadora estadounidense del siglo xx, Miguel Ramos Arizpe y José Mariano de Michelena habían influenciado a los tres de aceptar.
En los días siguientes de la publicación del Plan de Casa Mata, antiguos aliados de Iturbide se fueron uniendo debido a lo atractivo que resultaban las propuestas. El 4 de marzo de 1823 Iturbide decretó la reinstalación del Congreso, mismo que se reunió el 7 de marzo, y en el que Iturbide se reservó a proclamar un discurso en son de paz.
En la tercera sesión desde la reinstalación del Congreso, el 19 de marzo un ministro de Iturbide presentó su carta de abdicación:

La corona la admití con suma repugnancia, sólo para servir a la patria; pero desde el momento en que entreví que su conservación podría servir si no de causa, al menos de pretexto para una guerra intestina, me resolví dejarla. No hice yo abdicación de ella, porque no había representación nacional reconocida generalmente y por lo mismo era inútil toda gestión sobre la materia, y aún habría sido tal vez perjudicial; hay ya el reconocimiento, y hago por tanto la abdicación absoluta.

Al día siguiente, debido a la falta de la totalidad los diputados, se realizó una revisión de la misma, en donde se avaló y se confirmó su autenticad, dando fin oficial al Primer Imperio Mexicano.

## Gobierno Provisional

Bandera utilizada según el decreto del 14 de abril de 1823.

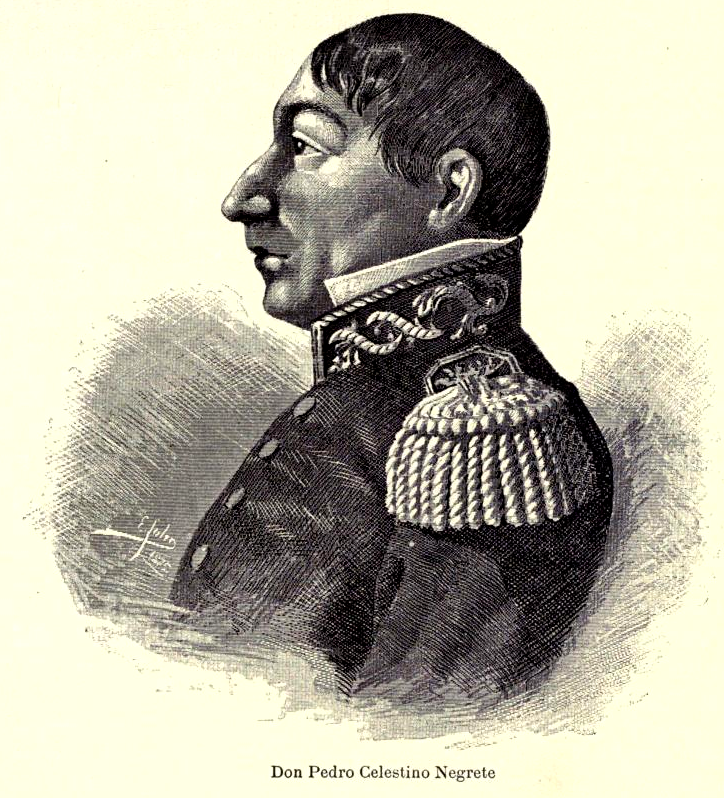
Pedro Celestino Negrete fue el primer presidente del Gobierno provisional.

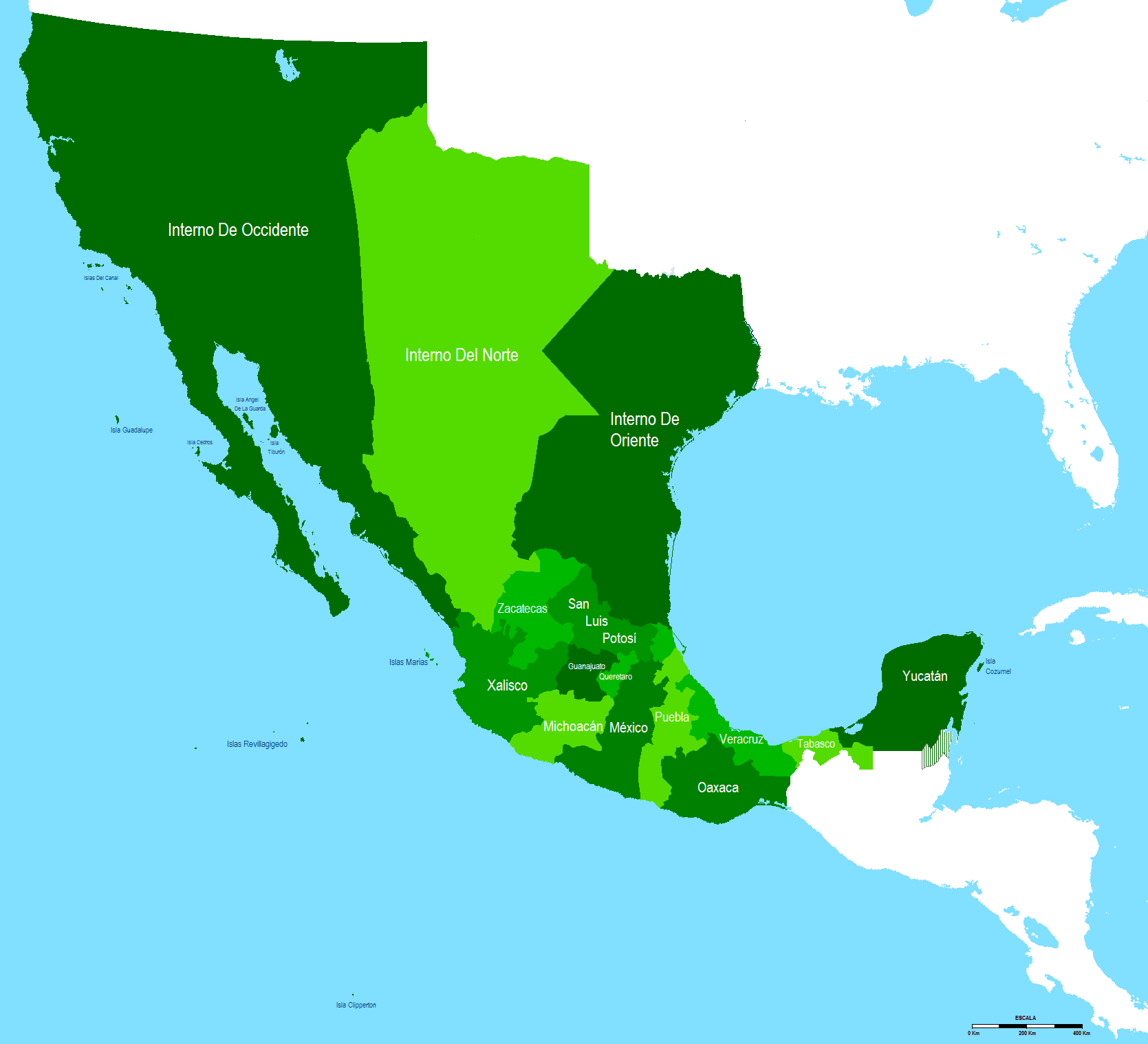
Organización territorial de las provincias durante el Gobierno provisional.

Con gobierno provisional de México se refiere al periodo entre el fin del Primer Imperio el 19 de marzo de 1823 y el inicio de la Primera República Federal el 10 de octubre de 1824. Es considerado un gobierno de transición que fue denominado oficialmente «Supremo Poder Ejecutivo de la Nación Mexicana» y que fue decretado por el Congreso el 31 de marzo de 1823, doce días después de la disolución del Imperio, lo que constituyó una vacante en la titularidad del Ejecutivo.
La situación del país era difícil económicamente hablando. La producción de cualquier tipo de bien estaba paralizada. La agricultura —que fue una de las que más sufrió— decayó por falta de mano de obra y el descuido de los centros agrícolas. La minería que había sido uno de los fuertes en la Colonia estaba casi abandonada. En el aspecto del comercio, el hecho de los caminos fueran poco transitables provocaba gran inseguridad que era alimentada con el hecho de que los medios de transporte eran ineficientes.
El endeudamiento del gobierno desde la consumación zozobró las finanzas públicas y la entorpeció por la deuda pública; incluso en la actualidad es una situación constante que no ha podido ser remediada. Entre los principales factores que participaron en la creación de una creciente deuda externa tan solo en los primeros años de vida independiente se encuentran, además del estancamiento por la Guerra, el mantenimiento de un ejército meramente inútil y una pésima administración gubernamental provocaba por corrupción política.
En el aspecto social se conservaron muchas de las costumbres y relaciones vigentes en el Virreinato, situación que se fortaleció durante el breve periodo del Imperio. En realidad del poder del Clero no terminó si no hasta muchos años después. Mientras tanto su influencia en la sociedad era hegemonizante, pues seguían siendo dueños de grandes tierras y sus ingresos procedían de ofrendas, limosnas, diezmos, servicios, créditos, hipotecas y usura. Los terratenientes eran un su mayoría criollos y por consiguiente un pequeño grupo de herederos de españoles que conservaban la tradición nobiliaria —incluso después de la caída del Imperio— y que en años anteriores habían sido dueños de esclavos. Contrastado a lo anterior, las clases trabajadoras eran los que antiguamente habían sido esclavos de varias castas y que habían sido liberados ya en 1821. Trabajaban en el pequeño comercio (cómo artesanías), eran la servidumbre o laboraban en otros medios difíciles (como el campo) en los que vivían en una situación precaria. Pasarían más de cincuenta años hasta la introducción de las industrias en el país.
Volviendo a la situación política, el gobierno provisional era dirigido por un triunvirato que a su vez tenía un presidente que era rotado mensualmente. Los tres miembros fueron Pedro Celestino Negrete —que fungió como primer presidente— y los exinsurgentes Nicolás Bravo y Guadalupe Victoria, que por no encontrarse en la Ciudad de México se nombra como suplentes a José Mariano Michelena y Miguel Domínguez, respectivamente; aunque tiempo después tuvo que nombrarse a Vicente Guerrero por la falta de los titulares y sus suplentes.
Aunque no era formal, que no existiera la posibilidad de reinstaurar la monarquía, sí lo era de facto debido a las consignas de la Revolución de Casa Mata; así que quedaba propiamente el bando republicano, pero que estaba fragmentado en distintas ramas que se concentraban en los dos modos políticos republicanos: centralismo y federalismo. Propiamente el Virreinato había sido centralista, por lo que el federalismo era partidario de cambios en la sociedad, que aún estaba bajo la influencia colonial. Asimismo, se planteó la necesidad de que el individuo común participara más en las actividades económicas y políticas. Servando Teresa de Mier fue uno de los partidarios del federalismo, pero uno muy moderado.
El 31 de enero de 1824 se proclamó el Acta Constitutiva de la Federación Mexicana, en ella las entidades federativas que integraban el país en aquel entonces formalizaron su unión bajo una futura república federal. Las quince provincias en las que se dividió el país durante el gobierno provisional se convirtieron en dos tipos de entidad federativa: estados libres y soberanos —caracterizados por poseer un gobernador y congreso propio, así como la facultad, por consiguiente, de tener una constitución interna— y territorios federales —caracterizados por su baja población y ser gobernados directamente por el gobierno federal, además de no tener una constitución interna—. Cada provincia territorial que no tenía la denominación de «Interno» se constituyó prácticamente igual como estado, por excepción de Xalisco de donde salió, además del Estado de Jalisco, el territorio de Colima. Mientras que, las provincias provisionales con la denominación de «Interno», debido a sus grandes territorios, se dividieron en varias entidades: Interno de Occidente se dividió en el Estado de Sonora y Sinaloa y en los territorios de Alta California y Baja California, Interno del Norte se dividió en los estados de Chihuahua y Durango y en el territorio de Nuevo México y, por último, Interno de Occidente se dividió en los estados de Nuevo León, Coahuila y Texas y Tamaulipas. Finalmente cabe mencionar que Chiapas —que formaba parte de Guatemala— decidió volver a unirse a México como un estado más.
Finalmente el Congreso Constituyente promulgó la Constitución de 1824 el 4 de octubre de 1824, considerada como la primera carta magna de la nación. El documento asentaba que la nación adopta como forma de gobierno la república federal con la división de los tres poderes basados en El espíritu de las leyes de Montesquieu, que en próximos años serían llamados en el país como los Poderes de la Unión. Estaba inspirada en las constituciones de Estados Unidos y de Cádiz. Su base ideológica, debido a las características que optó fue, por lo tanto, obra de la Ilustración.

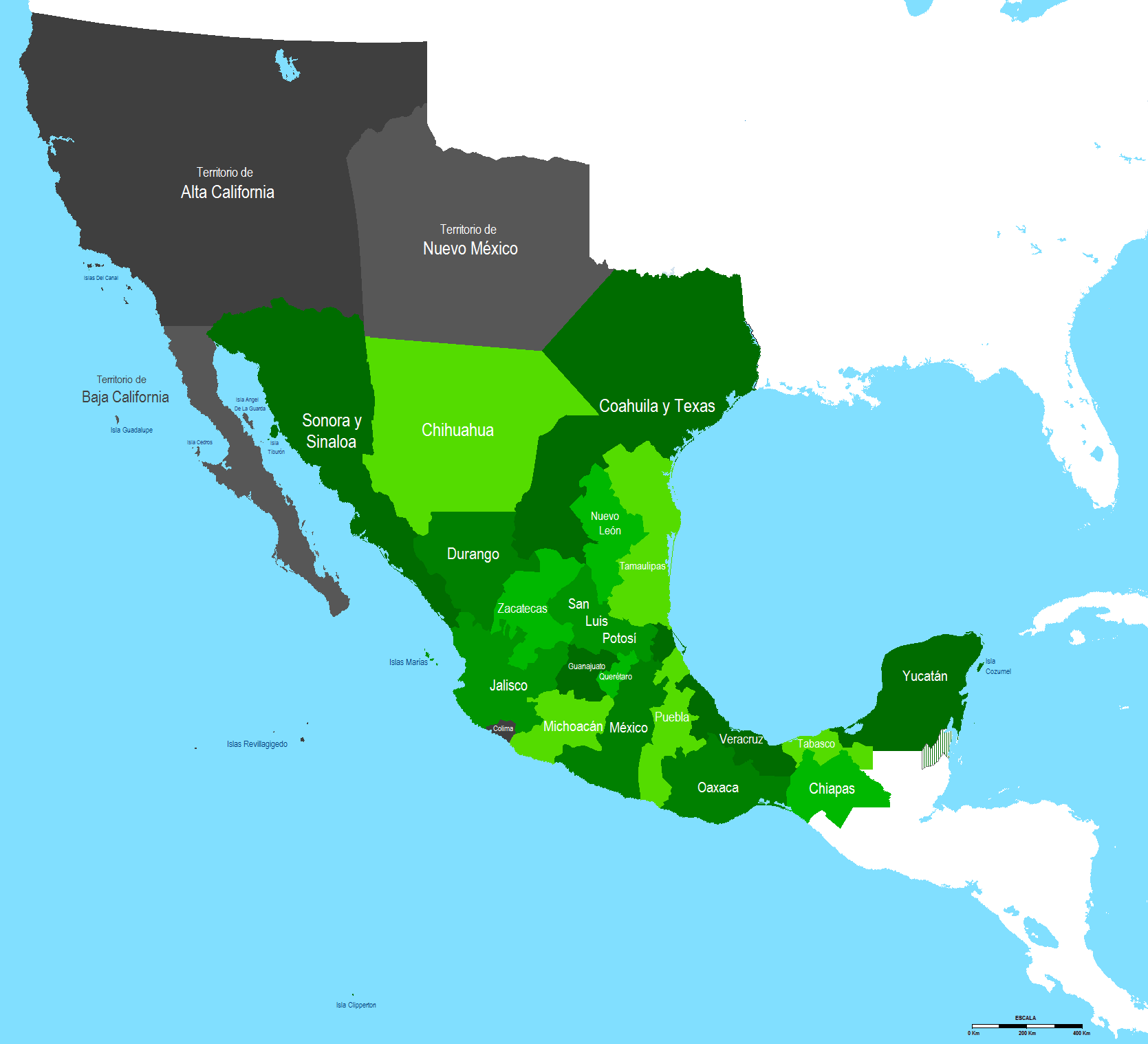
Organización territorial tras la promulgación de la Constitución de 1824.

Previamente, Agustín de Iturbide regresó al país sin conocimiento de que el Congreso lo había declarado fuera de la ley y traidor. En Soto La Marina (Tamaulipas) fue capturado y fusilado en Padilla (Tamaulipas) el 19 de julio de 1824.

## Primera República Federal

### Gobierno de Victoria

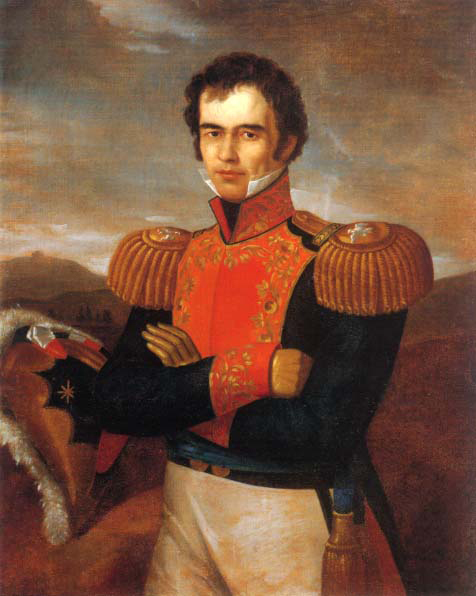
Guadalupe Victoria, primer presidente; anteriormente había servido como miembro y presidente del Poder Ejecutivo durante el gobierno provisional.

El Congreso convocó a las elecciones federales de 1824 en las que salió electo Guadalupe Victoria como presidente para el período de 1824 y 1828 y Nicolás Bravo como su vicepresidente. Cabe mencionar que fue el único periodo presidencial que se completó enteramente hasta la segunda mitad de este siglo.
Sin embargo, la nueva nación se halló ante una serie de estructuras políticas, económicas y sociales debilitadas por la larga guerra independentista; se sumaba a ello las pugnas entre liberales y conservadores (en cualquiera de sus variantes como bandos antagónicos: republicanos contra monárquicos y federalistas contra centralistas), estos últimos con mayor fuerza al contar con apoyos en el clero, el ejército y la incipiente burguesía mexicana, para defender los fueros y privilegios que la ley les había permitido conservar; también entraba como factor de desestabilización la inmensidad de un territorio desconectado que contrastaba de región a región por su condiciones generales. El gobierno de Victoria hizo frente a intentos españoles de reconquista.

### Gobiernos posteriores
La sucesión presidencial comenzaría a ser una coyuntura conflictiva desde el primer momento, cuando una revuelta en la capital logró la anulación de las elecciones de 1828 ganadas por Manuel Gómez Pedraza; el congreso, que era el verdadero ente de poder político en México, designó a Vicente Guerrero como presidente en 1829; el antiguo líder insurgente hizo frente al último intento de reconquista y elevó a la constitución la prohibición de la esclavitud; sin embargo, ese mismo año un golpe de Estado de su vicepresidente Anastasio Bustamante lo derroca, a él y su sustituto José María Bocanegra. El golpista, que era un antiguo militar realista, se apropia de la presidencia; no obstante, y después de ordenar en 1831 el asesinato de Guerrero, el propio Bustamante cae por una rebelión popular en 1832, encabezada por Antonio López de Santa Anna. Luego del interinato de Melchor Múzquiz y la reinstalación de Gómez Pedraza en su mandato original, Santa Anna se postula y gana las elecciones de 1833; sin embargo el carácter displicente de este hacia el ejercicio público, ocasiona que entre y salga en tres ocasiones de la presidencia en su primer año de gobierno, siempre sustituido por su vicepresidente, el liberal Valentín Gómez Farías.

## República centralista

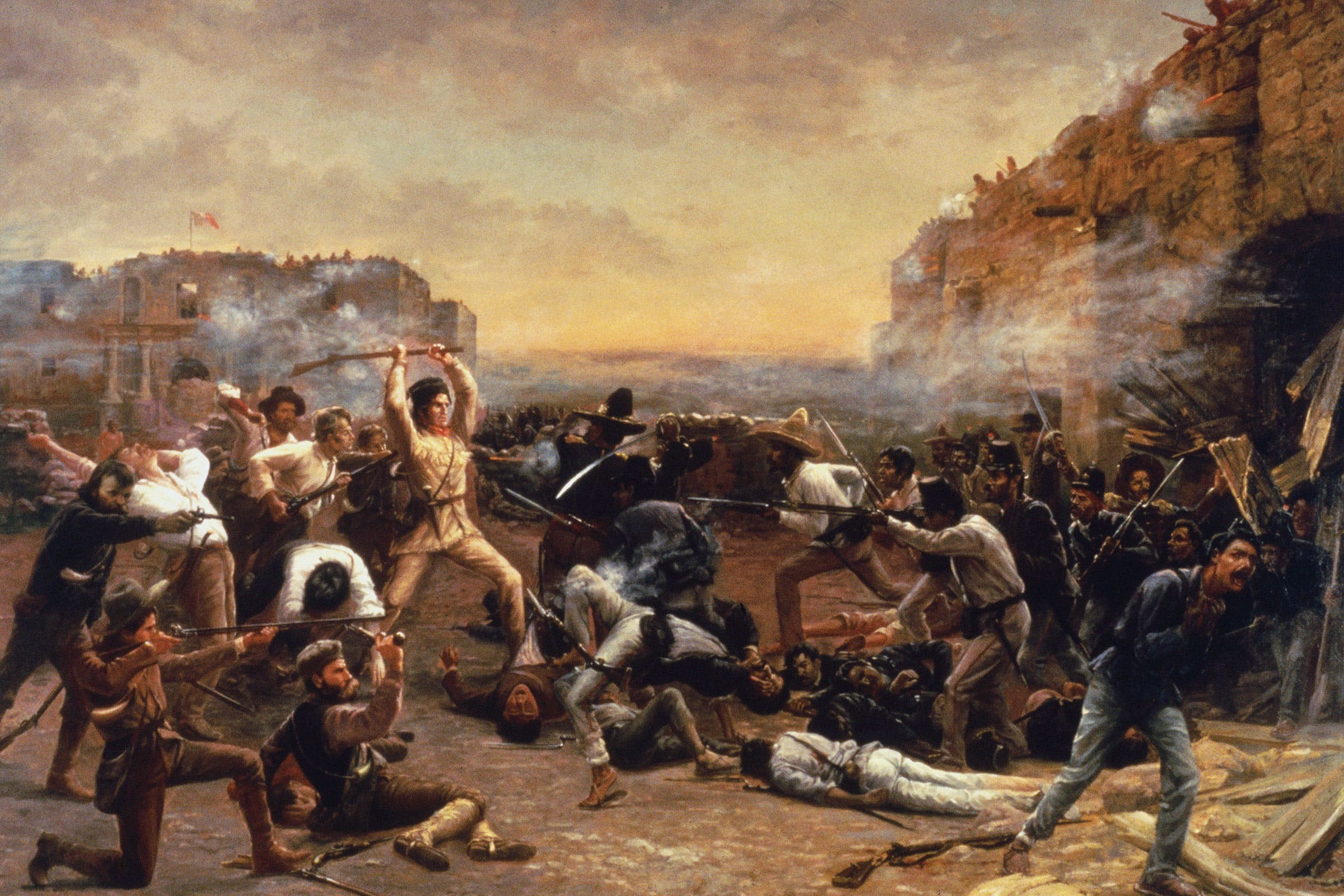
Ejército mexicano enfrentando a los esclavistas e insurrectos estadounidenses en la batalla del Álamo, Texas, 1836.

En su cuarto interinato para suplir a Santa Anna (diciembre de 1833-abril de 1834), el presidente Valentín Gómez Farías, apoyado por José María Luis Mora, dispuso una serie de reformas liberales para sanear las finanzas del país y consolidar el federalismo mediante la ampliación de libertades civiles; las medidas provocaron la reacción conservadora, obligando la renuncia de Gómez Farías y el regreso de Santa Anna. Influenciado por los grupos conservadores que lo apoyaron, inició un proceso de contrarreformas antes de pedir licencia nuevamente, en esta ocasión se le sustituyó con un ex insurgente moderado, Miguel Barragán; el nuevo presidente proclamó el 23 de octubre de 1835 la República Centralista y la convocatoria a un congreso constituyente. Barragán murió en febrero de 1836, antes de concretarse la promulgación de las Siete Leyes en diciembre del mismo año, la constitución unitaria eliminó la soberanía de los estados sustituyendolos por departamentos, ahora bajo control de los poderes nacionales en la capital. 
En ese lapso, el sustituto de Barragan, José Justo Corro enfrenta el descontento generalizado de la mayoría de los ahora departamentos; descontento que escaló en movimientos separatistas en varias zonas, siendo el más violento y de peores resultados, el que aconteció en Texas. No obstante, el movimiento emancipador texano estuvo influido e instigado por la creciente población estadounidense, que desde 1819 habían comenzado a poblar el territorio; los estadounidenses promovieron la separación de la entidad, en aras de establecer un sistema esclavista que ningún régimen en México les había admitido (ni el virreinato, ni el imperio, ni federalistas, ni centralistas), por lo que aprovecharon la coyuntura para levantarse en armas; recibiendo apoyo de Estados Unidos, Texas consumó su independencia en 1836.
Los movimientos separatistas se extendieron por todo el país (Zacatecas, San Luis Potosí, Veracruz. Tabasco y la autoproclamada República del Río Grande) y se mezclaron con las continuas rebeliones federalistas. En 1837 fue electo Anastasio Bustamante para un periodo de siete años según la ley vigente; pero sus constantes salidas a combatir los conflictos mencionados derivaron en constantes sustituciones (Santa Anna, Bravo y Echeverría), entre 1839 y 1841. A las presiones internas se sumaron las externas, mientras la República de Texas iniciaba sus reclamaciones limítrofes, entre 1838 y 1839 la llamada «Guerra de los pasteles», por parte de Francia, significó la primera agresión extranjera desde los intentos de reconquista. En 1841 Yucatán se separó de México y no se reincorporó al país hasta 1848. También en 1841, una rebelión federalista logró un triunfo momentáneo al derrocar a Echeverría (y en consecuencia a Bustamante), nombrando a Santa Anna una vez más, quien prometió reinstalar la constitución de 1824; sin embargo al año siguiente, los conservadores se hicieron del control del congreso constituyente, nombraron a Nicolás Bravo presidente y redactaron una nueva constitución de corte centralista, las Bases Orgánicas, promulgadas en 1843. El nuevo documento no trajo estabilidad, continuando una serie de sucesiones presidenciales persistentes (Santa Anna, Canalizo y Herrera), solo detenidas en 1845 por el golpe de Estado de Mariano Paredes y Arrillaga, de corte dictatorial y pro monárquico.

## Segunda República Federal

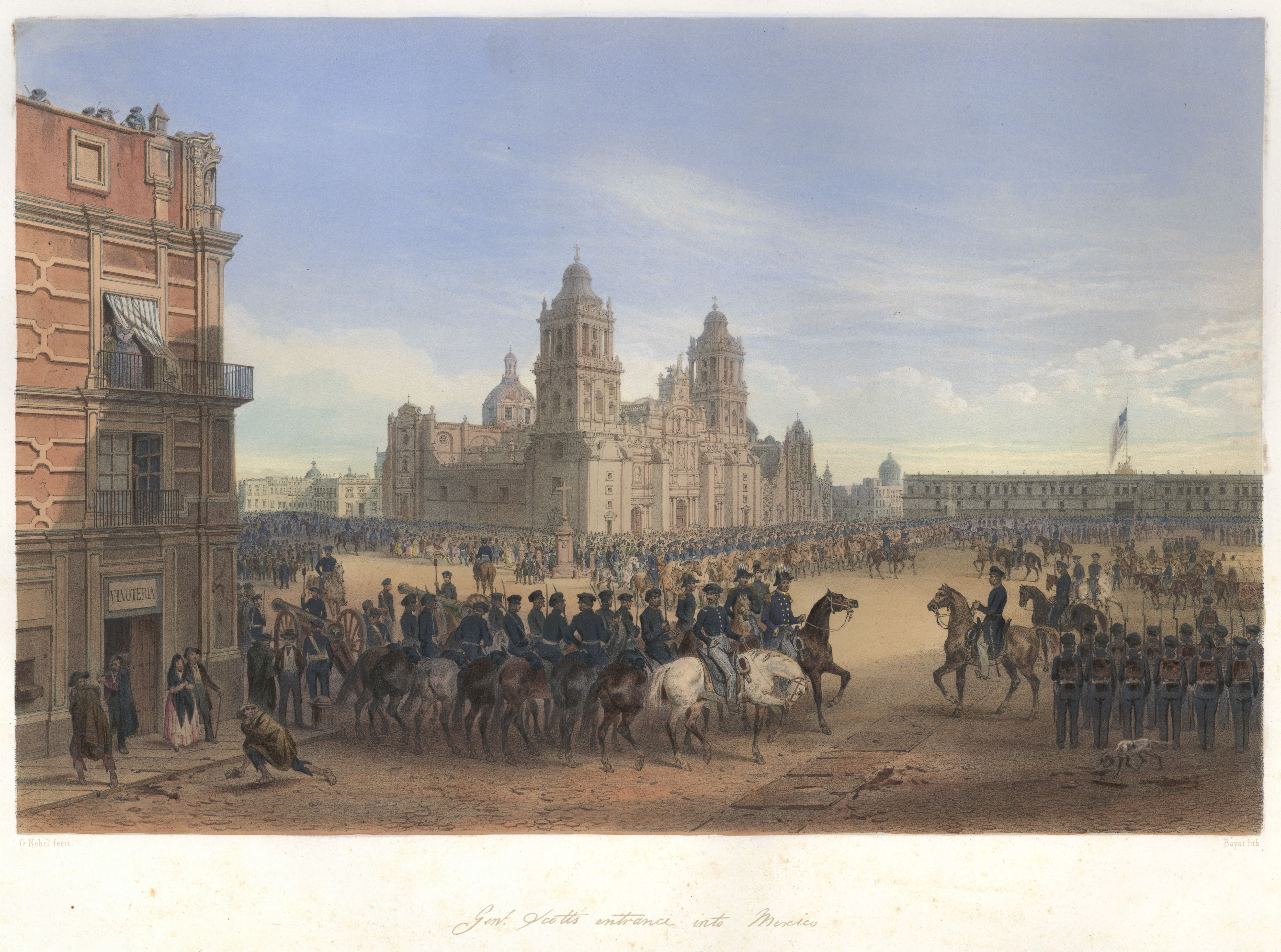
Ocupación de las tropas estadounidenses a la capital tras la batalla de la Ciudad de México.

### Intervención estadounidense en México
Luego de que la República de Texas se anexara formalmente a Estados Unidos en 1845, el gobierno de aquel país reanudó los reclamos limítrofes de la otrora nación separada de México; la exigencia sostenía que el territorio texano abarcaba hasta el Río Bravo, cuando en realidad desde tiempos coloniales la franja territorial entre este y el Rio Nueces (límite sostenido por México) era territorio de Coahuila y Tamaulipas, incluso cuando el primero y Texas habían formado una unidad. No obstante, el diferendo era un pretexto para instigar, en el mejor de los casos, la compra de los extensos territorios de Alta California y Nuevo México, o incluso la toma violenta de estos. Los afanes expansionistas de Estados Unidos, también se hallaban en el contexto de la disputa entre estados esclavistas y no esclavistas por extender sus territorios.
El 26 de mayo de 1846 tropas invasoras en la mencionada franja entre los ríos Bravo y Nueces, fueron emboscados por soldados mexicanos; esto desató la guerra entre ambos países. México enfrentó la invasión estadounidense entre 1846 y 1848; la superioridad numérica, armamentística y de disponibilidad de recursos, inclinó la balanza a favor de los estadounidenses. En contra de México no sólo jugaron los factores por inferioridad de capacidades para su defensa, sino la situación caótica en las disputas por el poder en la capital, pues nueve cambios en la presidencia de la república ocurrieron, en pleno conflicto, entre siete personajes (Paredes Arrillaga, Bravo, Salas, Gómez Farías, Santa Anna, Anaya y De la Peña); incluso en medio de la guerra, los federalistas reinstalaron la Constitución de 1824; también se añade la indiferencia de algunos estados para proveer la defensa nacional y las divisiones entre los combatientes. 
Salvo la resistencia popular en el sur de California (Los Ángeles y San Diego), la rebelión indígena en Nuevo México, las guerrillas locales en Tabasco, Chihuahua, Michoacán, Jalisco y Durango, y los enfrentamientos del ejército en Nuevo León, Coahuila y la Ciudad de México (destacando la celebre defensa del Castillo de Chapultepec), no hubo mayor contención al avance invasor. Estados Unidos ocupó la capital el 14 de septiembre de 1847. El gobierno mexicano se vio forzado a firmar el Tratado de Guadalupe-Hidalgo el 2 de febrero de 1848, por el cual entregó más de la mitad del territorio nacional a los Estados Unidos (los actuales estados de California, Arizona, Nuevo México, Nevada y Utah; y porciones de Colorado, Oklahoma, Kansas y Wyoming).

### Gobierno dictatorial de Santa Anna

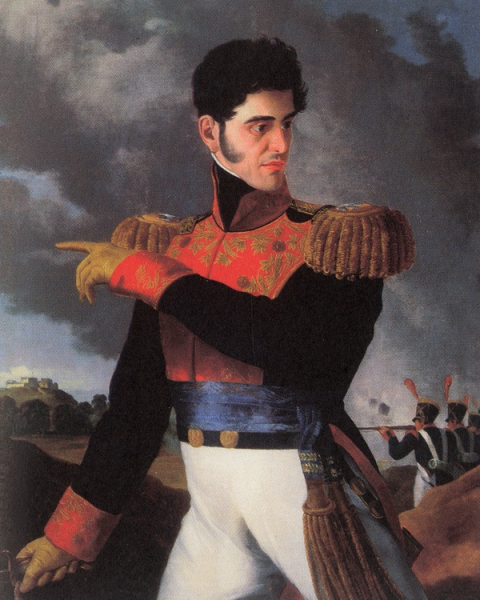
Antonio López de Santa Anna (1794–1876) fue un político y militar mexicano, en 11 ocasiones presidente de México.

Al terminar la guerra José Joaquín de Herrera fue presidente para un periodo especial y poder reorganizar el país, no obstante prosiguieron los enfrentamientos entre facciones políticas, un enésimo golpe de Estado (1853) derrocó al presidente electo en 1851 Mariano Arista y su sucesor emergente Juan Bautista Ceballos; el líder de este, Manuel María Lombardini, propició la llegada por undécima y última ocasión de Santa Anna al poder (1853-1855), que ejerció con carácter dictatorial. En 1853 se hizo efectiva la venta de La Mesilla, territorio de la actual Arizona que Estados Unidos compró a México en su afán expansionista, siendo la última pérdida importante de territorio nacional. En 1854 los liberales se levantaron en armas encabezados por Juan Álvarez; la insurrección depuso a Santa Anna, sus efímeros sucesores (Carrera y De la Vega) no pudieron contener el avance de los liberales, esta vez con una carga de arrastre popular.

### Guerra de Reforma

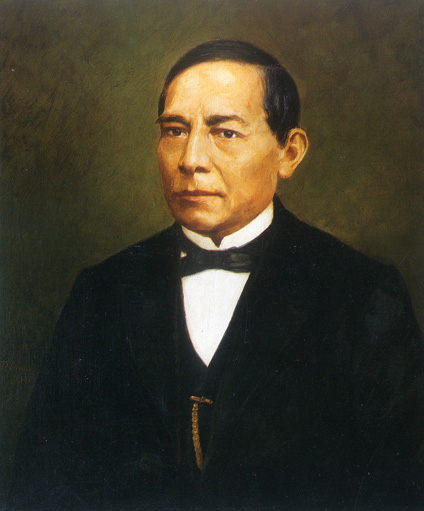
Benito Juárez presidente entre 1858 y 1872; protagonizó los convulsos años de consolidación del estado mexicano, encabezando la resistencia por el orden constitucional contra los conservadores, y por la soberanía nacional contra la invasión francesa.

Juan Álvarez integró en su gabinete a una destacada generación de políticos liberales (Benito Juárez, José María Lafragua, Miguel Lerdo de Tejada, Melchor Ocampo, José María Iglesias, entre otros) que instrumentaron la promulgación de las Leyes de Reforma, un conjunto de ordenamientos de corte liberal, entre 1855 y 1856, afectando los intereses de varios grupos, particularmente de la Iglesia; ya que las más importantes eliminaron los fueros especiales del clero y el ejército; nacionalizaron los bienes eclesiásticos y otorgó la titularidad de las facultades jurídicas en materia de derecho civil al estado (importante para la política poblacional y fiscal). A finales de 1855 Álvarez renunció y su lugar fue ocupado por Ignacio Comonfort; este convocó a un congreso constituyente para reemplazar definitivamente a la constitución de 1824. El 5 de febrero de 1857 se promulgó la nueva Carta Magna mexicana, entre otras cosas, el documento estableció en México un Estado laico; su relevancia se centró en consagrar garantías políticas y derechos humanos plenos a la ciudadanía, así como eliminar la estructura sociopolítica conservadora heredada de la colonia.
Los sectores reaccionarios del clero y la iglesia instigaron con el presidente Comonfort para dar marcha atrás al documento. Tras el autogolpe de Estado de Ignacio Comonfort en diciembre de 1858, Benito Juárez asumió la presidencia de la república al ser presidente de la Corte, aunque se vio obligado a salir de la capital y establecerse en Veracruz; mientas en la Ciudad de México se establecieron, aunque de forma inestable, varios gobernantes conservadores (Felix Zuloaga, Miguel Miramón, Manuel Robles Pezuela, José Mariano Salas y José Ignacio Pavón). 
Inició entonces la guerra de Reforma en marzo de 1858; Los conservadores consiguieron el apoyo social y sobre todo financiero de la Iglesia católica mexicana, aunque ejército y clero no tuvieron una buena relación. Los conservadores no lograron derrotar a los liberales de forma definitiva en las primeras campañas. Las victorias tenían una importancia más propagandística que estratégica, por lo que los liberales pudieron recuperarse de estos desastres iniciales. El ejército conservador inició una serie de purgas dentro de su seno. En las mismas se eliminó y despidió a los jefes que eran leales a los liberales y por el contrario se reincorporó a filas a los oficiales que eran de sentimientos conservadores. En su mayor auge el ejército consiguió tener en filas cerca de 22 000 hombres divididos en 15 500 de infantería y algo más de 6400 de caballería. Este ejército consumía grandes recursos del pequeño Estado conservador, lo que limitaba las campañas.
El ejército liberal se forjó con base a la denominada «Guardia Nacional». Un buen número de guarniciones se unieron a la causa liberal, aunque las derrotas a manos de los conservadores provocaron un cambio de bando de algunas de estas unidades. De todas formas, la Guardia Nacional sirvió como modelo y ejemplo para el nuevo ejército liberal que se estaba creando entonces. Pasados los primeros momentos más duros, el incipiente ejército liberal logró llevar a cabo útiles campañas de reclutamiento entre las poblaciones y llegar a un equilibrio de fuerzas frente al enemigo. Los líderes del ejército liberal también fueron aprendiendo a medida que el conflicto se fue alargando. Entre ellos destacaba Santiago Vidaurri y Santos Degollado.
Los frentes de la Guerra de Reforma eran tres: el Norte (Chihuahua, Coahuila, Durango, Guanajuato, Nuevo León, San Luis Potosí, Sinaloa, Sonora, Tamaulipas y Zacatecas), el Centro (Colima, Jalisco, México, Michoacán, Puebla, Tlaxcala y Veracruz) y el Sur (con los estados restantes).
Entre el inicio de hostilidades en febrero y abril de ese mismo año 1858. El ejército conservador al mando del general Luis G. Osollo logra sendos triunfos en los campos de batalla, que por lo general están alejados de los centros de población. La presidencia de Benito Juárez corre peligro y desde Guanajuato y se traslada a Veracruz. Incluso tras una serie de derrotas debe abandonar el país por temor a ser capturado. Finalizado este primer impulso conservador se llega a una situación de equilibrio.
Entre mayo de 1858 y junio de 1860, el gobierno liberal consigue un equilibrio de fuerzas frente a los conservadores. Las batallas normalmente se efectúan alejadas de los centros urbanos, en zonas abiertas. Hay derrotas liberales, pero también se suceden derrotas conservadoras. El equilibrio básicamente se basaba en un avance liberal continuo que era frenado por los ejércitos del gobierno conservador. Las derrotas constitucionalistas eran de consideración en esta etapa. De todos modos, las victorias del ejército conservador cada vez se hicieron más raras y, por lo tanto, ese equilibrio se fue convirtiendo en una incipiente ventaja liberal.
Por último, de junio a enero de 1861, el ejército del gobierno liberal de Benito Juárez consiguió conquistar las importantes plazas que estaban en manos de los conservadores. El 22 de diciembre de 1860 en las inmediaciones de San Miguel Calpulalpan, Jesús González Ortega libró la última batalla de la guerra. El día 11 de enero de 1861, Benito Juárez hizo su entrada en la capital mexicana y organizó un nuevo gabinete. Tras proclamar elecciones se convirtió en el presidente del país.

## Intervención francesa y Segundo Imperio

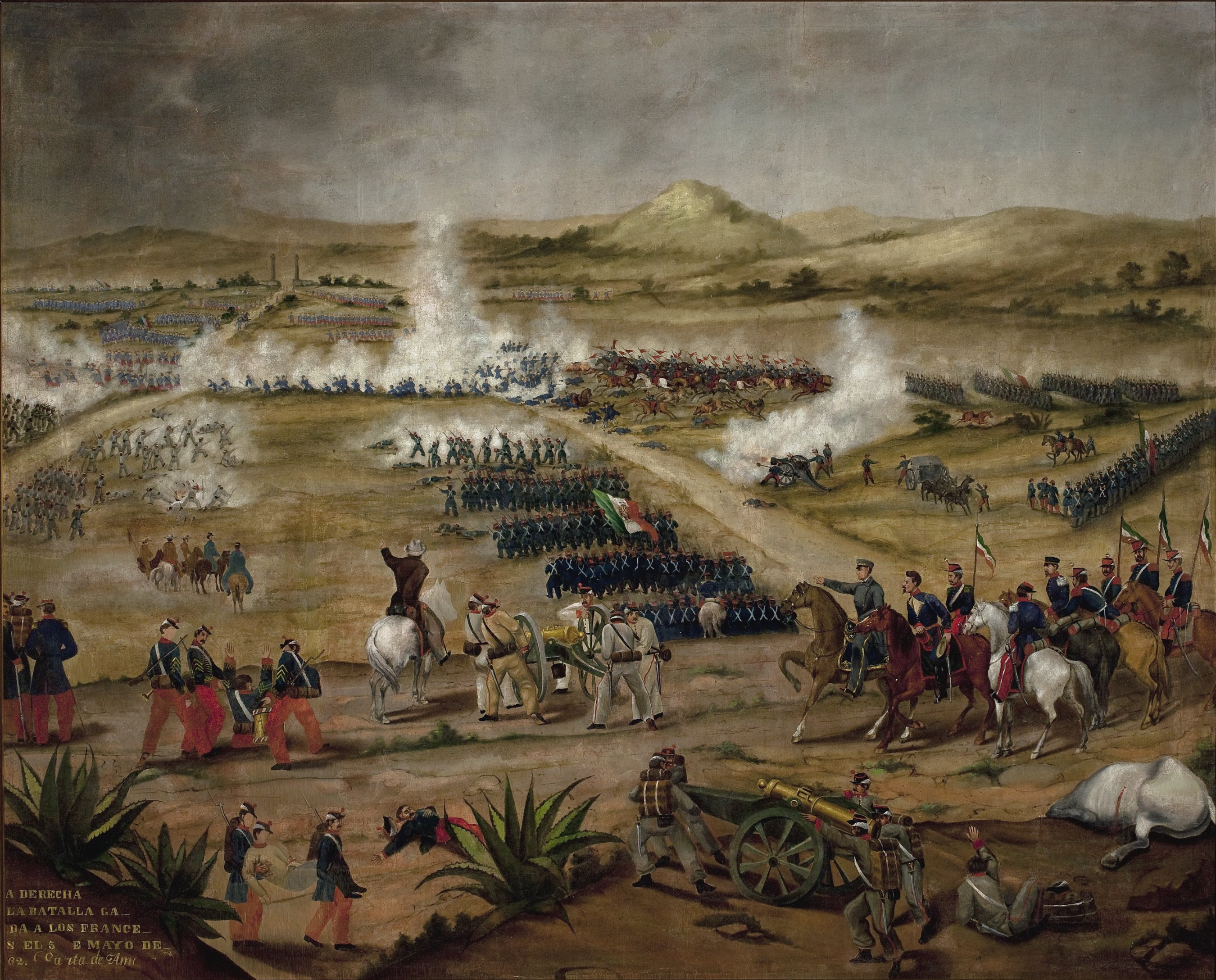
Batalla de Puebla el 5 de mayo de 1862.

Electo constitucionalmente, Benito Juárez asumió las riendas del país ante un nuevo desastre bélico, por lo que tuvo que decretar la Ley de suspensión de pagos; esto ocasiona el reclamo de España, Reino Unido y Francia, que se apostaron en las costas mexicanas en febrero de 1862 exigiendo su pago; las negociaciones conducidas por Manuel Doblado, logran la partida de los dos primeros países; pero Napoleón III aprovecharía la ocasión para llevar a cabo sus planes de establecer un imperio satélite en América que contuviera a Estados Unidos.
Los franceses enviados por Napoleón III, al mando del Conde de Lorencez, dieron comienzo a las hostilidades militares. En abril de 1862, con el apoyo del bando de los conservadores mexicanos, los franceses emprendieron, desde Córdoba, Veracruz, la campaña militar hacia el centro de la República; después de algunos combates los franceses rompieron las líneas defensivas mexicanas. El siguiente lugar en la ruta a la capital era la ciudad de Puebla. 
Ante la amenaza de una intervención armada, el presidente Juárez dispuso la organización de las Guardias Nacionales y del Cuerpo del Ejército de Oriente, comandado entonces por Ignacio Zaragoza, quien decidió concentrar sus fuerzas en la Ciudad de Puebla y ponerla en estado de defensa, con el objetivo de enfrentar en ese lugar a las fuerzas invasoras. El 5 de mayo de 1862 Francia concentró su esfuerzo en atacar el Fuerte de Guadalupe y lanzó un primer embate a este punto. A pesar de la superioridad en armamento de las fuerzas del francés Lorencez, estas fueron detenidas por las tropas mexicanas. La primera carga de los franceses fue detenida por los indígenas voluntarios, originarios de Tetela del Río, hoy Tetela de Ocampo, que conformaban el grueso del batallón con 115 hombres, que junto con el coronel Juan N. Méndez, fue el primer cuerpo del Ejército de Oriente en hacer frente a los invasores. Zaragoza dispuso que la brigada de Porfirio Díaz, constituida por los Batallones de Guardia Nacional de Oaxaca, Guerrero y Morelos cubrieran el acceso a la ciudad por el camino de Veracruz. Los generales Felipe Berriozábal, Francisco Lamadrid y Antonio Álvarez comandaron la defensa del flanco derecho del fuerte de Guadalupe con las tropas del Estado de México y San Luis Potosí; el lado izquierdo, en el cerro de Acueyametepec ubicado en el norte de la ciudad y en cuya cumbre se ubicaban los Fuertes de Loreto y Guadalupe, con el general Miguel Negrete a la cabeza de la Segunda División de Infantería, el resto de artillería con Santiago Tapia dentro de Puebla, además de Ignacio Mejía, el coronel José Solís, entre otros. Estos militares mexicanos junto con grupos voluntarios de poblaciones indígenas como los zacapoaxtlas, xochiapulcos, y los tetelenses, entre otros que, con machetes, y sin entrenamiento, jugaron un papel importante en la derrota de los franceses en la batalla de Puebla.
Ante la derrota, el emperador envió más tropas al mando de Frédéric Forey, quien obtuvo varias victorias para los franceses, que tomaron la capital en junio de 1863. Posteriormente, fue sustituido por François Achille Bazaine.
El gobierno republicano, con Juárez a la cabeza, se trasladó a San Luis Potosí el 31 de mayo. Fue perseguido por los franceses, y finalmente se estableció en Paso del Norte. Mientras tanto, en la capital, el 10 de julio la Asamblea de Notables nombró como emperador de México a Maximiliano de Habsburgo.

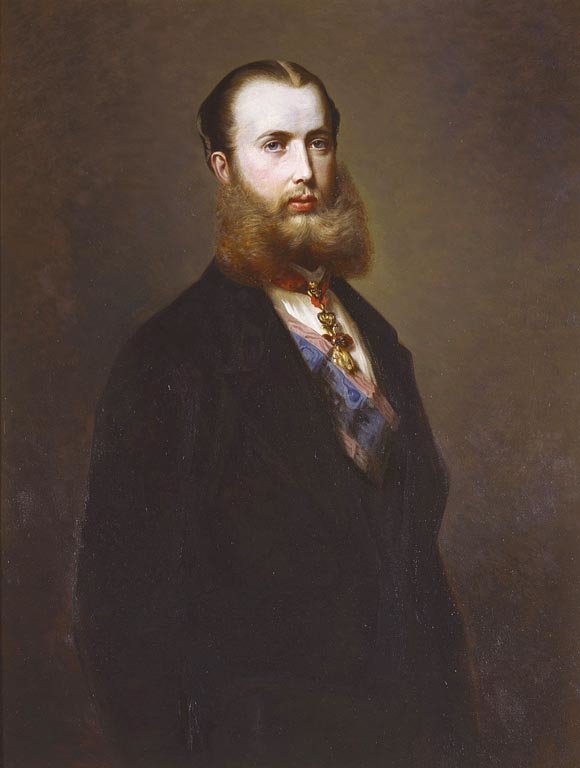
Maximiliano de Habsburgo, emperador de México de 1863 a 1867.

Retrato de la emperatriz Carlota, por Francisco Javier Winterhalter, en el Castillo de Chapultepec.

Para Maximiliano, la justicia y el bienestar fueron los objetivos que declaraba más importantes para él. Uno de sus primeros actos, como emperador, fue el restringir las horas de trabajo y abolir el trabajo de los menores. Canceló todas las deudas de los campesinos que excedían los diez pesos y restauró la propiedad común. También rompió con el monopolio de las «tiendas de raya» y decretó que la fuerza obrera no podía ser comprada o vendida por el precio de su decreto. Maximiliano también se interesó por el peonaje y las condiciones de vida de los indígenas en las haciendas: si bien la mayoría de los indígenas de los pueblos gozaban de libertad, los de las haciendas eran sometidos a un amo que pudiera castigarlos con prisión o torturas con hierro o látigo.
Para consternación de sus aliados conservadores que lo llevaron al poder, Maximiliano defendió varias ideas políticas liberales propuestas por la administración republicana de Juárez: las reformas agrarias, la libertad de religión y la extensión del derecho al voto más allá de las clases privilegiadas. El temperamento liberal de Maximiliano ya se había expresado en Lombardía y, al igual que en tierras italianas donde se esforzaba por defender los intereses de quienes lo habían puesto en el trono y la construcción del Estado estaba limitada por las tropas, en México ocurrió una situación similar en la que oscilaba entre ideales liberales y conservadores, pero no ejercía un dominio indiscutiblemente real sobre el país: las medidas tomadas por su gobierno solo se aplicaban a territorios controlados por guarniciones francesas.
Pronto Maximiliano alienó a los conservadores y al Clero al ratificar la secularización de la propiedad eclesiástica en beneficio al dominio nacional, e incluso decretó la amnistía de todos aquellos liberales que quisieran unirse a su causa. Pedro Escudo y José María Cortés y Esparza, que habían participado en el Congreso Constituyente de 1856, se unieron a su consejo de ministros.
En su corto reinado, Carlota de México asumió las funciones propias de su rango, y durante algunos meses, mientras Maximiliano visitaba el interior del país, encabezó la regencia del Imperio. La emperatriz llegó a promulgar la abolición de los castigos corporales y una justa limitación de las horas de trabajo; impulsó empresas como los ferrocarriles, el telégrafo, el transporte a vapor y la beneficencia. Retomó, con su esposo, el proyecto del monumento a los Héroes de la Independencia que Santa Anna había dejado inconcluso y encargó a Ramón Rodríguez Arangoity la remodelación integral del Zócalo. Fundó un conservatorio de música y una academia de pintura. Gastó enormes cantidades de dinero en obras de caridad. Abrió guarderías, asilos y casas de cuna. Expulsó a los ladrones de los alrededores de la ciudad. En el conflicto entre el Segundo Imperio y la Iglesia católica, Carlota jugó un papel muy importante: ferviente católica, pero escéptica del clero mexicano, negoció sin ceder haciendo que se rompiera definitivamente la relación entre el Estado y la Iglesia. Promulgó la ley de instrucción pública en la cual se garantizaba la educación primaria, obligatoria y gratuita. Su actitud y determinación frente al ejercicio del poder, sumadas a sus ideas liberales y la influencia que ejercía a su esposo, no solo la volvieron un importante contrapeso en el poder, sino que era vista como una figura que podría fortalecer la posición del imperio frente al avance republicano, a tal grado que fue apodada como "La roja" por sus posturas radicales.
A pesar de las intenciones liberales de los monarcas extranjeros (por lo que chocaron con su aliados conservadores), el imperio careció de apoyo popular, ligado más a la resistencia republicana encabezada por Juárez, quien después de varias escapatorias se estableció en El Paso del Norte. La revuelta popular del ejército republicano, acompañada del abandono parcial francés y la injerencia estadounidense para generar presión internacional, debilitaron a los invasores y sus cómplices mexicanos. En el caso del bando republicano, se promovió la guerra con la acción combinada de guerrillas y del ejército. La guerrilla popular, conocidos como «chinacos», tuvo un papel destacado: atacaban a las tropas invasoras por sorpresa y capturaban su abastecimiento. Esa estrategia produjo numerosas bajas y un gran desgaste económico al ejército francés. Las mujeres tuvieron una actividad relevante en la resistencia liberal. Se desempeñaban en labores de espionaje y transmitían mensajes. A las mujeres que actuaban junto con los guerrilleros se les llamaba chinacas
rojas. 
Dos eventos internacionales comenzaron a incidir en el rumbo de la guerra. Por un lado, en 1866 Francia comenzó a trasladar parte de sus tropas en México a Europa, ya que luego de la guerra austro-prusiana, el emperador galo temía el avance de Prusia hacía Francia; y por otro lado, el fin de la guerra de Secesión en Estados Unidos en 1865, activó la política injerencista estadounidense para presionar a Francia a salir de su área de influencia continental; incluso comenzó a vender armas al bando republicano.
La toma de la ciudad de Puebla el 2 de abril de 1867, a manos de Porfirio Díaz, acorraló a las últimas huestes invasoras y conservadoras; ante ello el emperador Maximiliano decidió trasladarse a la ciudad de Querétaro para organizar una resistencia, aun en espera de refuerzos. La guerra culminó con la retirada del ejército francés y la rendición de los conservadores, así como el juicio y fusilamiento del emperador en el Cerro de las Campanas (Santiago de Querétaro) el 19 de junio de 1867. El 15 de julio de 1867 Juárez entró a la Ciudad de México marcando el fin del Segundo Imperio:

El Gobierno nacional vuelve hoy a establecer su residencia en la Ciudad de México, de la que salió hace cuatro años. Llevó entonces la resolución de no abandonar jamás el cumplimiento de sus deberes [...]. Fue con la segura confianza de que el pueblo mexicano lucharía sin cesar contra la invasión extranjera, en defensa de sus derechos y de su libertad.
Manifiesto del Presidente al ocupar la Capital.

## República Restaurada
Tras el fusilamiento de Maximiliano, el país entró a un periodo llamado la «República Restaurada» o «República Triunfante» que se caracterizó por dos gobiernos presididos por los políticos liberales civiles Benito Juárez y Sebastián Lerdo de Tejada, quienes tenían en mente reconstruir un país diezmado por la guerra civil, impulsar la consolidación del país como un Estado fuerte y abatir las rezagos socioeconómicos poblacionales a través de posturas liberalistas.

### Gobiernos de Benito Juárez

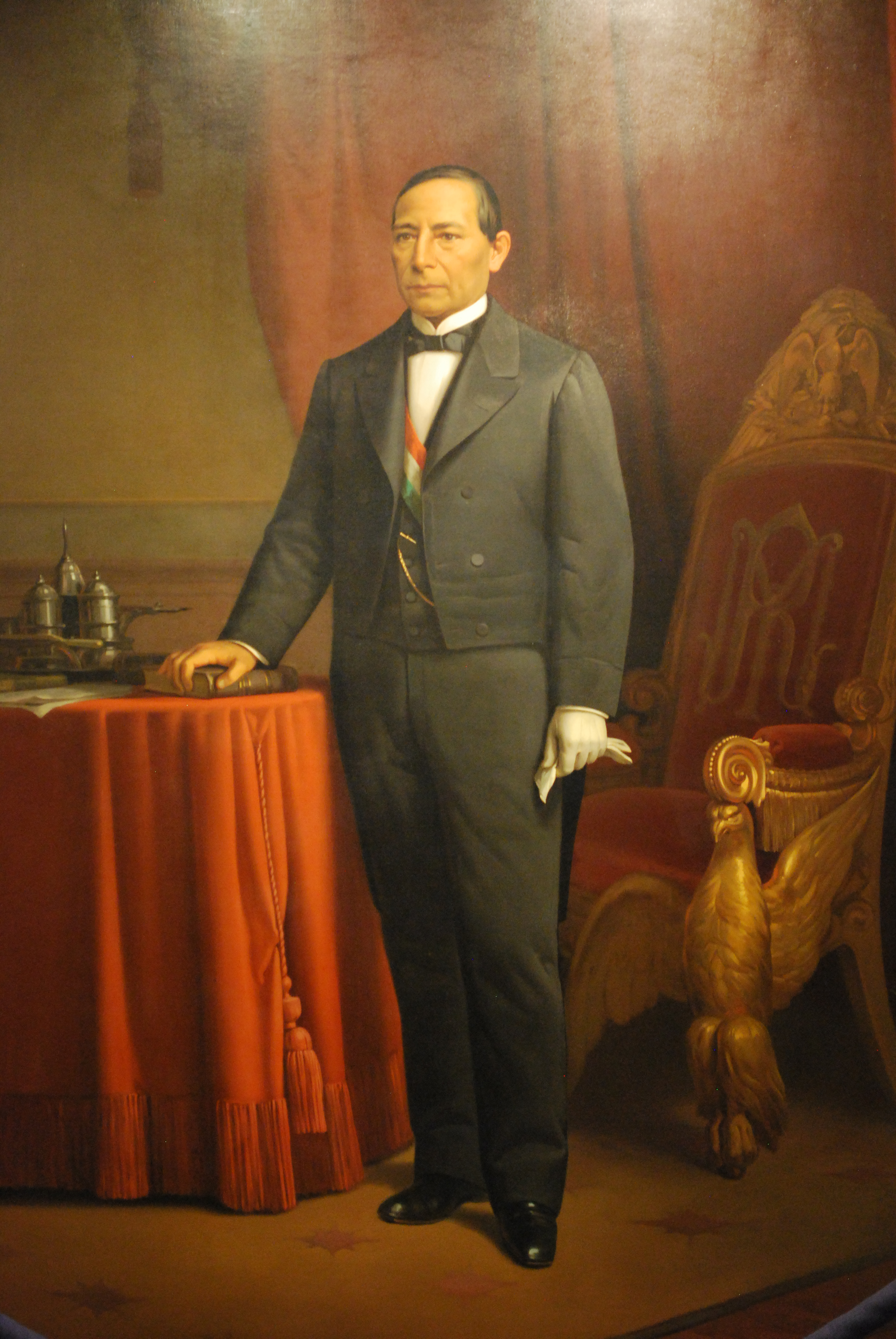
Benito Juárez, en este periodo, fue electo para dos periodos ordinarios: los cuatrienios de 1867-1871 y de 1871-1875; sin embargo, no pudo completar este último debido a su fallecimiento.

En julio de 1867, Juárez estableció su gobierno en la Ciudad de México. La República se consolidó siendo la última vez en el que el Estado mexicano cambió de forma de gobierno. Se restableció el modelo político planteado en la Constitución de 1857 y las Leyes de Reforma.
En aquel entonces, la burguesía liberal representaba un gran poder y la economía y las finanzas nacionales se encontraban en ruina, por lo que Juárez consideraba que era necesario ordenar el gobierno y la economía. Con la restauración de la República inició la reestructuración de las finanzas públicas y se buscó optimizar el aprovechamiento de los ingresos del gobierno para cubrir sus gastos de operación. Juárez realizó los siguientes cambios constitucionales: 
- Establecimiento del Senado al dividir el poder legislativo en la cámara alta y baja y restricción de las facultades de los diputados.
- Permitió al poder ejecutivo vetar disposiciones del Congreso.
- Debilitamiento del papel político de los militares. Se reorganizó el ejército a treinta mil efectivos bien disciplinados,[174] el cual se destina el 70 % de la renta pública[175].
- Establecimiento de una política de centralización administrativa y política para reducir la gran cantidad de proyectos locales y lograr la unidad nacional. La política encontró fuerte oposición entre los caciques y los caudillos, pues buscaba disminuir su poder.

Juárez había gobernado con facultades extraordinarias debido a la guerra de Reforma, la intervención francesa y el Imperio de Maximiliano; pero entonces, para regularizar la situación política convocó a las elecciones de 1867, que se llevaron a cabo el 22 de septiembre para presidenciales, en las que resultó electo él mismo con el 71.5 % de los votos, y el 7 de octubre para el presidente de la Suprema Corte de Justicia, en la que resultó electo Sebastián Lerdo de Tejada, y diputados.
Se apoyó a la empresa privada y sobre todo se buscó atraer inversión extranjera para poner en marcha sectores como la agricultura, mediante la introducción de nuevos cultivos, incorporar nuevas zonas productoras y aplicar nueva tecnología. Asimismo, se buscaba invertir en minería, industria y medios de comunicación para integrar al país y lograr la tan ansiada unidad nacional. El principal problema consistía en que no se podía atraer inversión extranjera sin el reconocimiento y confianza de los principales mercados internacionales. Las circunstancias políticas y económicas del país, así como el historial de endeudamiento y suspensión de pagos, no permitían que llegaran dichos capitales.

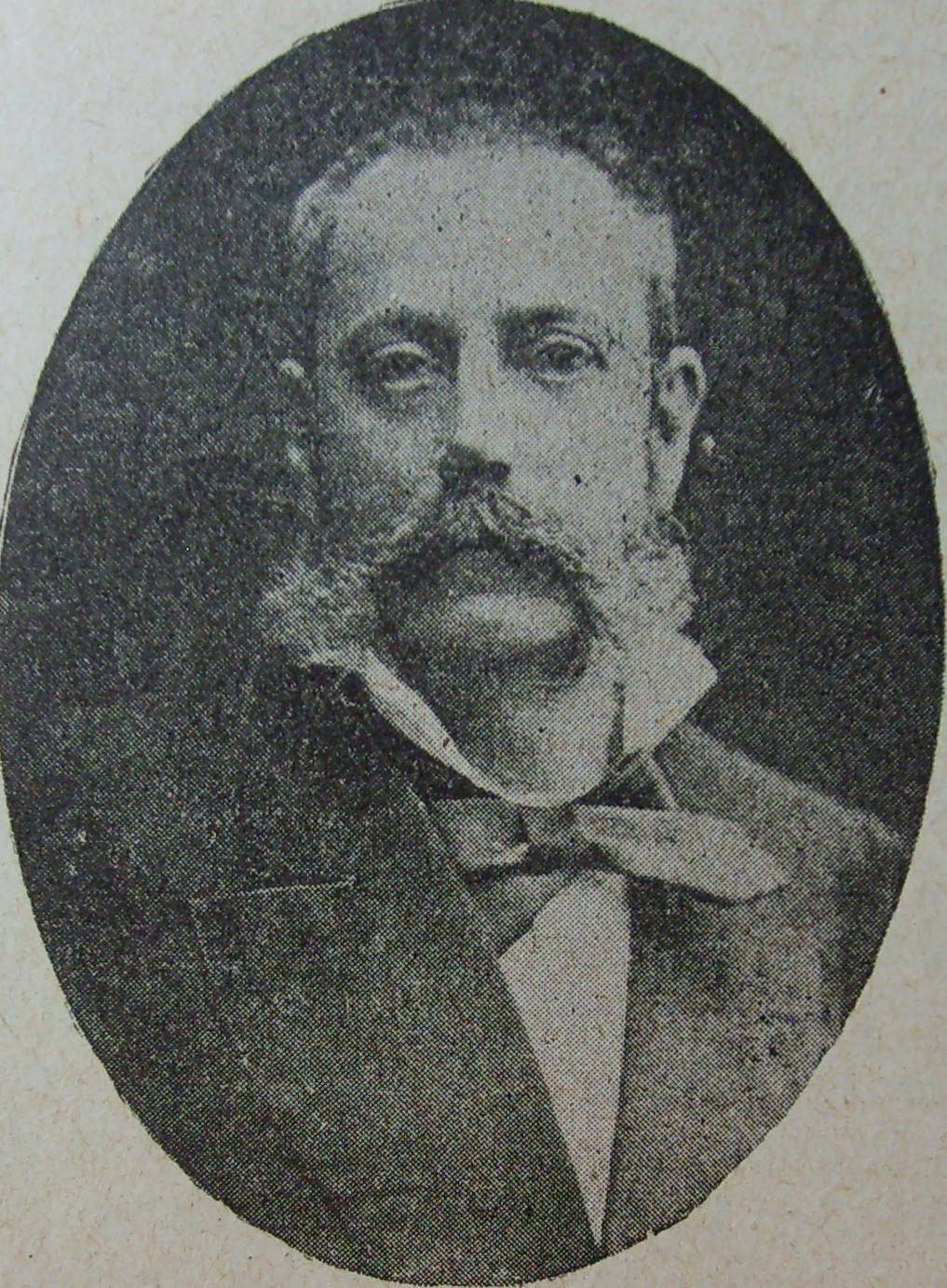
Gabino Barreda, primer director de la Escuela Nacional Preparatoria.

Uno de los proyectos juaristas fue extender la educación pública en todo el territorio para modernizar al país. La intención de unificar los sistemas escolares tropezó con grandes obstáculos, como la inercia de un México católico y la gran diversidad cultural y regional. El liberalismo juarista defendía la educación como arma para contrarrestar la influencia de la Iglesia en la sociedad y, para ello, el 2 de diciembre de 1867 dictó la Ley Orgánica de Instrucción Pública, en la que se eliminó de la educación todo contenido religioso. La política benefició a las clases medias urbanas.
La filosofía predominante del gobierno federal era el positivismo, que se vinculó con la vida nacional; la filosofía de Auguste Comte llegó al país y se adoptó en el campo educativo y en la política. Gabino Barreda, discípulo de Comte, a solicitud del presidente creó en 1867 la Escuela Nacional Preparatoria, quien resumió en tres palabras el proyecto educativo: libertad, orden y progreso. Además se creó la escuela para invidentes y la Biblioteca Nacional, ya que antes no existía ninguna de éstas.
Las facultades extraordinarias —aun en un periodo donde la presidencia no era extraordinaria— habían excedido los límites del poder. Juárez tenía la capacidad de vetar las decisiones de los otros dos poderes, por lo que su gobierno presentaba un carácter dictatorial y anticonstitucional; aquella situación fue criticada incluso por los mismos liberales y causó rebeliones en varios estados, que más tarde sería uno de los motivos que propiciaría levantamientos armados en su contra.

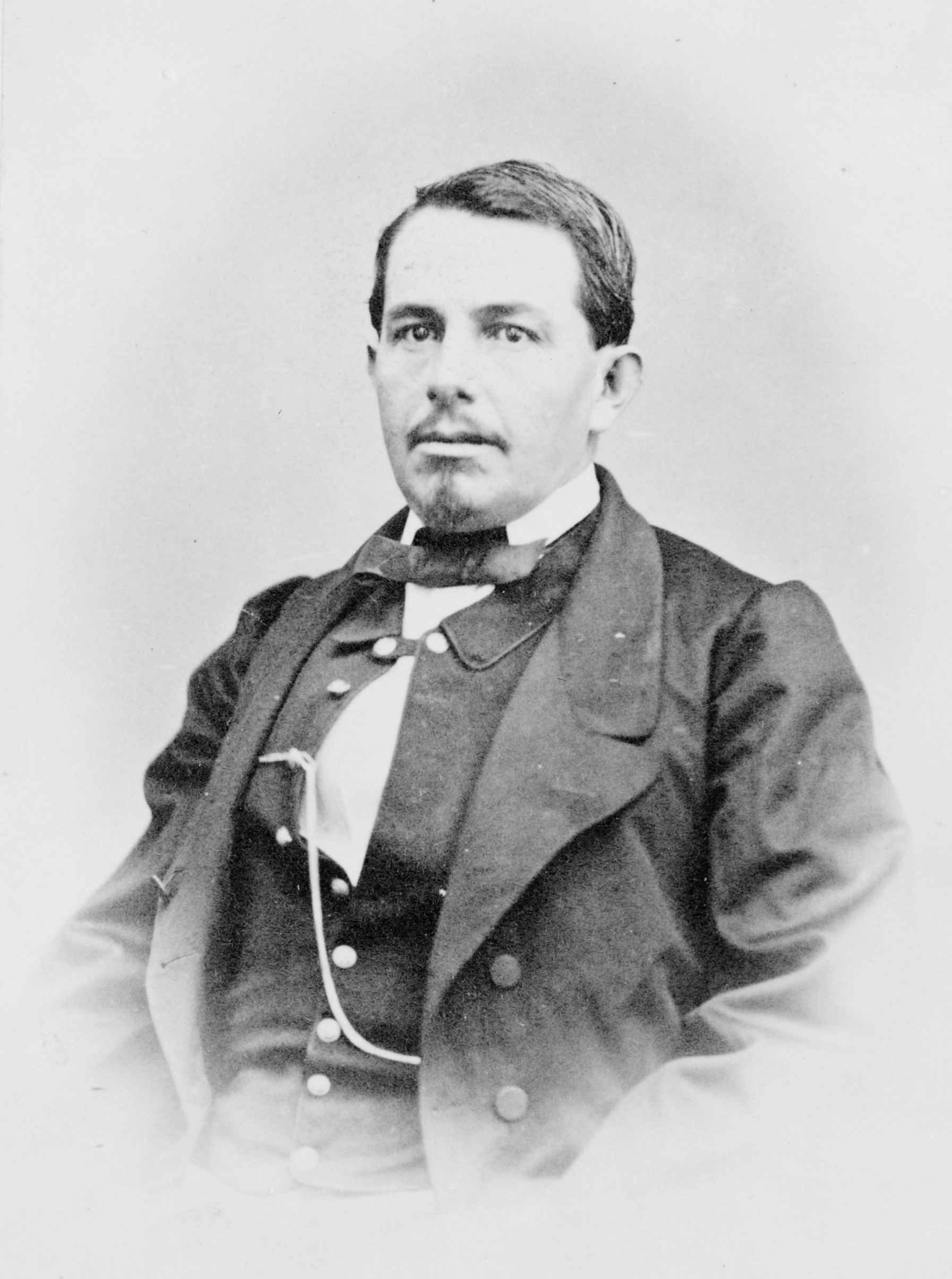
Miguel Negrete ya había sido ministro de Guerra y Marina de Juárez durante un mes de 1863; sin embargo, se levantó en armas contra Juárez en tres ocasiones.

El 20 de abril de 1869, Julio Chávez López proclamó en Chalco (Estado de México) el Manifiesto a todos los oprimidos y los pobres de México y del universo, en la que postulaba ideas socialistas para la nación y acusaba a Juárez por permitir el despojo de tierras comunales y las masacres que había ordenado. El movimiento armado inició en Texcoco con el apoyo del general Miguel Negrete, que tomó los fuertes de Loreto y Guadalupe; pronto fue vencido, aprehendido, procesado por la ley y sentenciado a muerte; sin embargo, el general Porfirio Díaz le concedió su indulto por su pasado en la participación en el sitio de Puebla.
A la par de impulsar el progreso y permitir la libertad de expresión, el gobierno de Juárez tenía que lograr la pacificación del territorio. Numerosos levantamientos fueron ocasionados por la desamortización de las propiedades comunales indígenas; terratenientes y militares fueron los culpables de estas arbitrariedades, que originaron rebeliones, entre ellos, las que suscitaron en Yucatán, Nayarit, Sonora y Chiapas, de cualquier forma, el gobierno federal las calificaba como clericales y las reprimió en forma sangrienta.
A finales de 1871 acabaría el primer cuatrienio de Juárez, por lo que se postuló para la reelección en las elecciones de 1871 y se efectuó el 27 de agosto de 1871. Los resultados fueron revelados por el Congreso el 7 de octubre, en los que Juárez resultó con el 47.22 % rebasando al otro candidato, Porfirio Díaz; sin embargo, su victoria se vio opacada y acusada fuertemente de fraudulenta.
El 19 de octubre de 1871 ocurrió un intento de golpe de Estado realizado por los generales Miguel Negrete, Aurelio Rivera y Jesús Toledo. Aquel levantamiento no duraría más que unas horas, pues los primeros tres generales lograron escapar gracias al efectivo contraataque realizado por el general Sóstenes Rocha siguiendo las órdenes del mismo Juárez; sin embargo, sí fue detenido un teniente que apoyaba el movimiento armado, por lo que fue fusilado junto a otros oficiales. Sin embargo, entre las bajas del bando federal se puede destacar a José María Castro, herido por un disparo de bala, quien era el gobernador del Distrito Federal (nombrado por Juárez tan solo desde septiembre del mismo año).

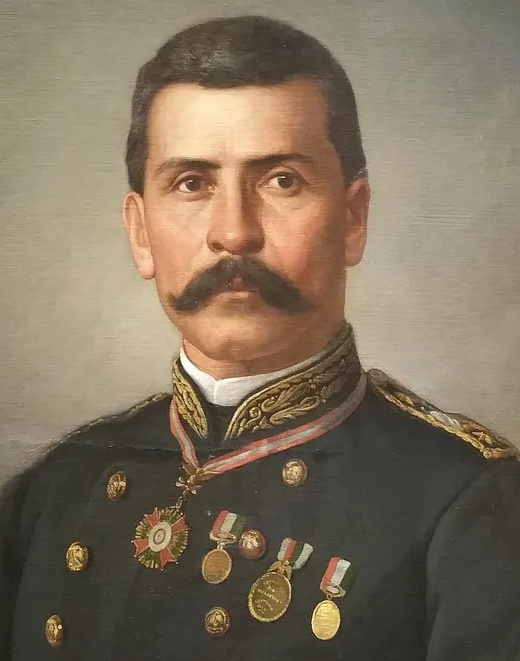
Porfirio Díaz para aquel entonces ya era un destacado militar que había brillado en múltiples campañas militares.

Sin embargo, 8 de noviembre de 1871 Díaz, al meditar y negarse (a diferencia de Lerdo de Tejada) a aceptar los resultados electorales claramente fraudulentos, lanzó el Plan de la Noria, en la que se oponía al intento de reelección de Juárez e instaba al pueblo mexicano a levantarse en armas:

La reelección indefinida, forzosa y violenta, del Ejecutivo Federal, ha puesto en peligro las instituciones nacionales.
En el Congreso una mayoría regimentada por medios reprobados y vergonzosos, ha hecho ineficaces los nobles esfuerzos de los diputados independientes y convertido á la Representación Nacional en una cámara cortesana, obsequiosa y resuelta á seguir siempre los impulsos del Ejecutivo.

En la Suprema Corte de Justicia, la minoría independiente que había salvado algunas veces los principios constitucionales de este cataclismo de perversión é inmoralidad, es hoy impotente por falta de dos de sus más dignos representantes. [..] Ninguna garantía ha tenido desde entonces el amparo; los Jueces y Magistrados pundonorosos de los Tribunales Electorales son sustituidos por agentes sumisos del Gobierno [...].

Pronto se adhirieron al plan Manuel Gónzalez Flores (amigo de Díaz que en ese entonces había sido elegido diputado por Oaxaca) y los gobernadores de Oaxaca (Félix Díaz Mori, quien además era hermano de Díaz), Guerrero y Chiapas, renunciando a sus respectivos cargos.

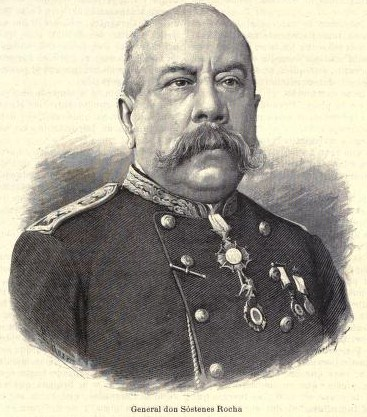
Sóstenes Rocha fue un destacado militar, siendo el autor de las victorias juaristas durante muchos años.

El 1 de diciembre de 1871 comenzó oficialmente el siguiente mandato presidencial de Juárez que cubriría el periodo de 1871-1875. Aunque Díaz pudo marchar triunfante hasta Toluca, no pudo completar sus planes de llegar hasta la toma de la Capital debido a la intervención federal a manos de Ignacio Mejía y Sóstenes Rocha; tuvieron una serie de derrotas hasta básicamente debilitarse y propiamente perder.
El 5 de diciembre de 1871 Donato Guerra, Jerónimo Treviño y Trinidad García de la Cadena (todos ellos adheridos al Plan de la Noria) tomaron Saltillo.
El 23 de enero de 1872, Díaz Mori fue capturado en Juchitán de Zaragoza (Oaxaca) cuando, junto a Díaz, intentaba huir hacia Panamá; sin embargo, Díaz Mori ahí mismo fue torturado (entre otras cosas, castrado) y ejecutado por los habitantes del pueblo.
A finales de abril Yucatán se unió a la causa porfirista, sin embargo, pronto fueron vencidos a manos
Entre el 2 de mayo y el 11 de junio se suscitó el Levantamiento de Tamaulipas, en la que una facción rebelde del estado que simpatizaba con Díaz se sublevó. El sitio de la batalla llegó a prolongarse durante muchísimos días; sin embargo, tras la victoria de los juaristas encabezada por Sóstenes Rocha y José Cevallos Cepeda, los simpatizantes de Díaz fueron pasados por las armas.
Los rebeldes pudieron tomar Monterrey y mantenerla por casi dos meses. Sin embargo, el 30 de mayo del mismo año ocurrió la Batalla de Monterrey, que fue decisiva en el Plan de la Noria ya que, debido a la pérdida del porfirista Diódoro Corella a manos del general juarista Jerónimo Treviño, marcó una pauta para que la victoria de Díaz en su plan se viera lejana a suceder.
Desde el 17 de julio de 1872 Juárez no se sentía bien: aquel día no quiso salir como acostumbraba, se limitó a tomar únicamente un atole y tuvo fuertes dolores y náuseas. Al día siguiente, Juárez llamó a su médico personal, Ignacio de Alvarado, para que lo revisara; sin embargo, éste lo diagnosticó con algo terminal. Posteriormente llamaron a los dos doctores más prestigiosos de la época al Palacio Nacional: Gabino Barreda y Rafael Lucio; sin embargo, ellos tampoco pudieron hacer algo al respecto. A las 23:35 fue declarado muerto por angina de pecho.

### Gobierno de Sebastián Lerdo de Tejada

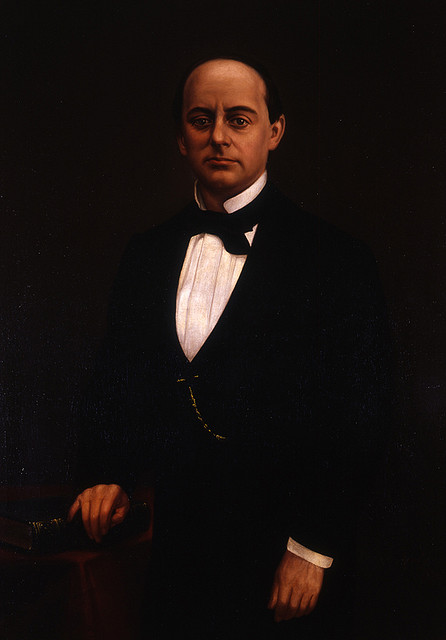
Sebastián Lerdo de Tejada, antes de asumir la presidencia interinamente, ya se había postulado en múltiples ocasiones.

Tras la muerte de Juárez, todos los adheridos al Plan de la Noria, una vez que vieron que el poder se había depositado conforme a la ley —y sin un motivo pues había muerto a quien intentaban combatir—, acordaron el cese al fuego cuando se enteraron de que Lerdo de Tejada había expedido una amnistía. El 28 de julio de 1872 se publicó en el Diario Oficial las condiciones de la rendición (que incluía la pérdida de sus honores, empleos y pensiones) y Díaz se marchó de la vida pública.
Se realizaron las elecciones extraordinarias de 1872, en se erigiría los cargos de presidente y presidente de la Suprema Corte de Justicia de la Nación para un nuevo cuatrienio (1872-1876); según la Constitución de 1857, tras la falta permanente de un presidente, el presidente de la Corte de Justicia de la Nación ascendería como presidente interino —tal y como ocurrió con Lerdo de Tejada— y se convocarían a elecciones extraordinarias donde no se tomaría a consideración el tiempo transcurrido del anterior cuatrienio incompleto. Los únicos sufragios que se postularon para presidente fueron el mismo Lerdo de Tejada y Díaz ganando el primero con el 92.32 % de los votos, mientras que, para ocupar el puesto de presidente de la Corte de Justicia de la Nación, ganó José María Iglesias; no hubo mayor incidencia como en años anteriores.
Estableció una política fuertemente anticlerical; entre sus principales acciones en el ámbito se encuentran la prohibición de cualquier manifestación religiosa en público, la expulsión de los jesuitas del país y la disolución de la orden de las Hermanas de la Caridad; aquello provocó el descontento de la Iglesia y múltiples revueltas en Michoacán dirigidas por cristeros. Además, se integraron las Leyes de Reforma para que formaran parte, por sí mismas, de la Constitución de 1857.
Manuel Lozada se levantó en armas contra el gobierno en Tepic y exigió una «política progresista»; sin embargo, tomó decisiones que fueron tomadas por la opinión públicas como «contradictorias», ya que pidió concesiones a favor de la Iglesia y los conservadores. Sin embargo, el 14 de julio de 1873, fue capturado y posteriormente enjuiciado y pasado por las armas, así acabando en su totalidad con la rebelión.

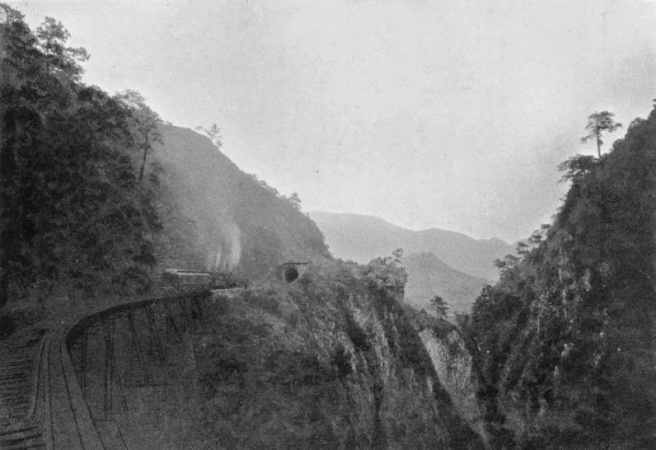
Fotografía de la época de un túnel y vía férrea en Veracruz, parte de la ruta México-Veracruz.

En materia económica, la administración de Lerdo siguió los mismos pasos juaristas. No existía una producción agraria que pudiera sostener al país; mexicanos y extranjeros fueron favorecidos con la creación de nuevos latifundios que dominaron el campo. Sin embargo, a pesar de estos intentos por impulsar la producción agrícola, ésta continuó siendo básicamente para el autoconsumo, por no mencionar que el desempleo estaba extendido y los peones y campesinos vendían, en ocasiones, sus tierras para poder sobrevivir.
En el ramo estrictamente industrial hubo algunos avances: se mecanizó la planta industrial en la rama textil y la línea de ferrocarril México-Veracruz, apodada el «potro de hierro», fue inaugurada en 1873 gracias a las concesiones otorgadas a los británicos (durante el gobierno de Juárez) que siguió apoyando Lerdo de Tejada.
La postura liberal tomada por el gobierno federal fue atractiva para extranjeros, y así mismo, el gobierno quería atraerlos con las ventajas que podría atraer, especialmente con la posible mejora de la agricultura. Algunos extranjeros se asentaron en el país, sin embargo, cabe destacar que fue únicamente en las grandes ciudades y que se dedicaron, en su gran mayoría, únicamente al comercio.
Cabe mencionar que, debido a todo lo anterior, ocurrió un proceso de polarización: mientras que en los grandes centros urbanos se concentraron posturas más liberales (como el mismo liberalismo mexicano o socialismo) por la mayoría de su población, alejados de las grandes ciudades, se había tomado una postura acorde a las ideas conversadoras.
Debido a la postura política del gobierno liberal, a favor de la libertad de reunión y prensa, ocurrieron dos cosas:
- Se fundaron organizaciones laborales (debido al crecimiento del proletariado urbano por la industrialización) como el Círculo de Obreros Libres —que integraba además artesanos— y Sociedades Mutualistas, que promovieron el aumento de salarios, la formación de cooperativas y el emplazamiento a huelga[184]; también cabe destacar que, en algunos de los miembros de aquellos grupos, se permearon ideas socialistas.[185]
- Acaeció el esplendor de ciertos periódicos, que además de informar sobre eventos cotidianos a la población, también publicaban artículos de opinión donde criticaban diversos aspectos de la vida diaria, especialmente sobre política; ejemplo de ello fueron los periódicos liberales El Monitor Republicano y El Siglo XIX.

Además, en el país ocurrió un auge cultural gracias a varios hombre de la época considerados sobresalientes en ámbitos artísticos y científico: Manuel Payno (escritor), Manuel José Othón (poeta y dramaturgo), Ignacio Manuel Altamirano (novelista), José María Vigil (escritor, periodista, historiador y lingüista), Justo Sierra (escritor, historiador, periodista y poeta), Manuel Acuña (poeta), Ignacio Ramírez (escritor, poeta y periodista), Guillermo Prieto (poeta, escritor, periodista e historiador), Manuel María Flores (escritor y poeta), Juventino Rosas (músico), Francisco Zarco (periodista e historiador) y José María Iglesias (escritor e historiador); aunque los distintos artistas produjeron obras de distintos movimientos, hubo fuerte influencia del costumbrismo por aquellos años. En el ámbito científico, destacó Rafael Lucio Nájera (doctor y científico). Además, en el ámbito educativo, Gabino Barreda seguía ejerciendo una poderosa influencia en la educación del país; fue en esta época cuando se introdujo en el país lemas propios del positivismo como «Orden y progreso».
Antes de 1875, Lerdo de Tejada había logrado mantener pacífico al país; sin embargo, para esas fechas, el descontento y división de la nación había florecido de nuevo: 
- Promulgó una ley para atraer colonos extranjeros con el fin de poblar algunas zonas deshabitadas del país; aunque, a pesar de las facilidades ofrecidas, no tuvo gran efecto. También en este periodo se agravó el problema de la tenencia de la tierra al intentar el establecimiento del minifundio, mediante el reparto de tierras comunales indígenas y más venta de terrenos baldíos. Numerosos campesinos con tierras despojadas emigraron a las ciudades.[185]
- El 19 de mayo del mismo año, Lerdo de Tejada promulgó un ley donde restringió algunas de las facultades de la Corte, lo que dejaba elegir a voluntad los jueces de distrito (dirigentes de un juzgado de distrito, órganos locales jurisdiccionales del poder judicial federal[187]) y de circuito. Aquello molestó en gran medida a Iglesias, pues al ser presidente de la Corte consideraba que vulneraba el tercer poder de la federación.
- Cambió su gabinete porque buscaba la reelección para las próximas elecciones. Aquello molestó y distanció a los juaristas y el Ejército.

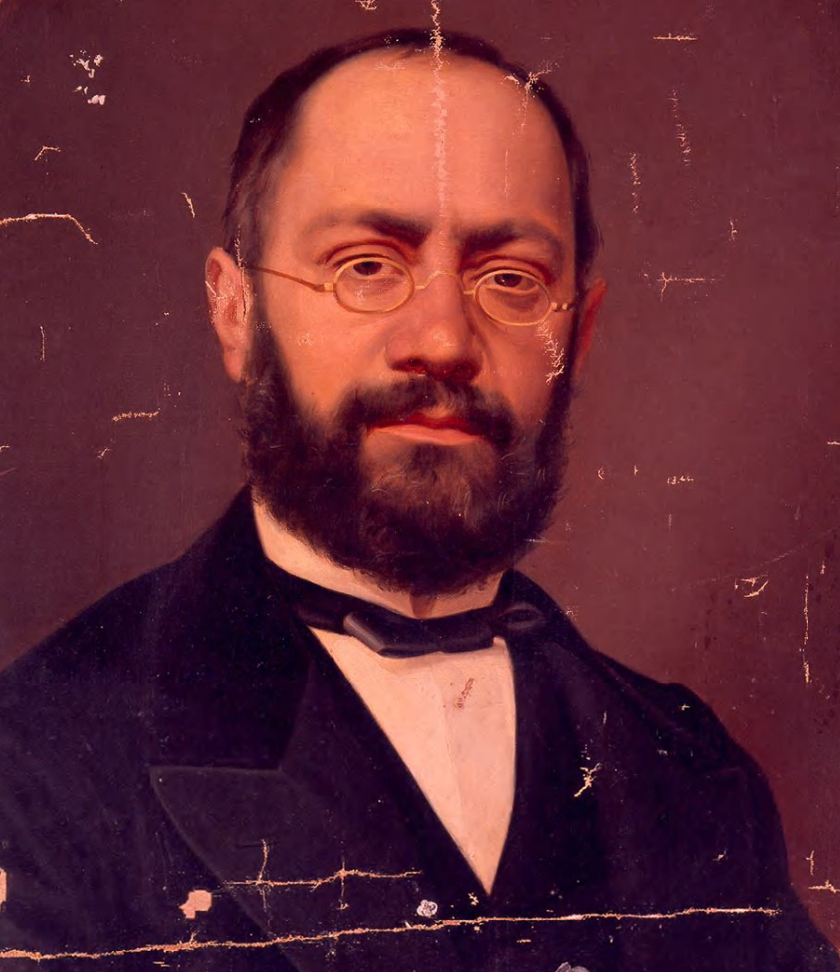
José María Iglesias había proclamado que no tenía un mayor interés en ocupar la presidencia después de la revolución fuera concluida.

El 15 de enero de 1876 se volvió a dividir el país cuando Díaz lanzó el Plan de Tuxtepec donde, principalmente y entre otras cosas, desconocía a Lerdo de Tejada como presidente del país y a cualquiera que tuviera un puesto nombrado por lo que llamaba al pueblo a levantarse en armas:

[...] la República Mexicana está regida por un gobierno que ha hecho del abuso un sistema político, despreciando las instituciones y haciendo imposible el remedio de tantos males por la vía pacífica; [...] el sufragio político se ha convertido en una farsa, [...] el Presidente y sus amigos por todos los medios reprobados hacen llegar a los puestos públicos a los que llaman sus candidatos oficiales, rechazando a todo ciudadano independiente; [...] el poder municipal ha desaparecido completamente, pues los ayuntamientos son ya simples dependientes del Gobierno para hacer elecciones; que los protegidos del Presidente perciben tres y hasta cuatro sueldos por los empleos que sirven con agravio a la moral pública [...].

El ejército rebelde se identificó como el «Ejército regenerador». Díaz intentó pactar con Iglesias una alianza ya que éste también consideraba inmorales los actos de Tejada; lo llamaron el Convenio de Acatlán, sin embargo, tras varias negociaciones que iban en contra de la ética pacifista de Díaz, se negó a firmar un pacto con él.
Ya para el 26 de noviembre de 1876, Iglesias se había autoproclamado presidente por las facultades que le otorgaba ser el presidente de la Suprema Corte y su interpretación personal sobre las «capacidades de Lerdo». Fungió como presidente de iure una vez que Lerdo renunció oficialmente diez días después; sin embargo, no tuvo poder político verdadero debido a que Díaz se había autoproclamado presidente provisional de facto.

## Porfiriato

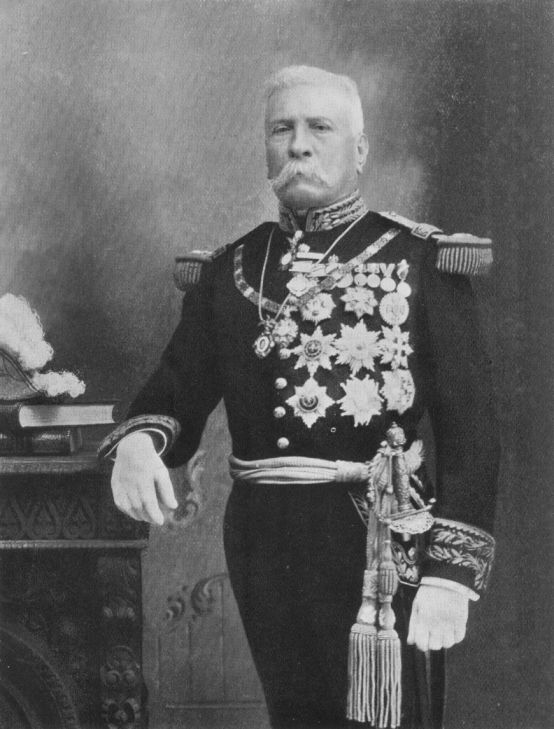
Porfirio Díaz.

El porfiriato es la etapa histórica que transcurrió desde el primer ascenso a la presidencia de Porfirio Díaz (de forma interina y de facto) a finales de 1876 hasta su renuncia en mayo de 1911. A partir de ahí, e incluyendo los periodos de sus allegados (Juan N. Méndez brevemente en 1876 y Manuel González entre 1880 y 1884) estableció un régimen dictatorial que sostuvo el control político, económico y social del país a través de varios pasos: construyó de un aparato estatal controlado a través de las alianzas con grupos e individuos a los que colocaba en el Congreso, la Suprema Corte y las Gubernaturas; subordinación o paulatino desplazamiento (incluso la eliminación física) como opciones para aliados u opositores en el ejército, la prensa y los grupos intelectuales; conciliación de intereses con la iglesia, los latifundistas, empresarios y las potencias extranjeras inversionistas en el país; desactivación y persecución de movimientos sociales, entre otras; estas medidas eran en lo esencial el primer tramo del asumido postulado positivista de «Orden y Progreso», así comenzó el Porfiriato.
Durante su gobierno México sufrió una serie de impactantes cambios: la estructura económica fue totalmente reformada, el poder político fue centralizado, se potencializó la vida cultural del país bajo ciertas influencias y, al mismo tiempo, se agudizaron las diferencias de las distintas clases sociales bajo la justificación del progreso positivista.

### Política

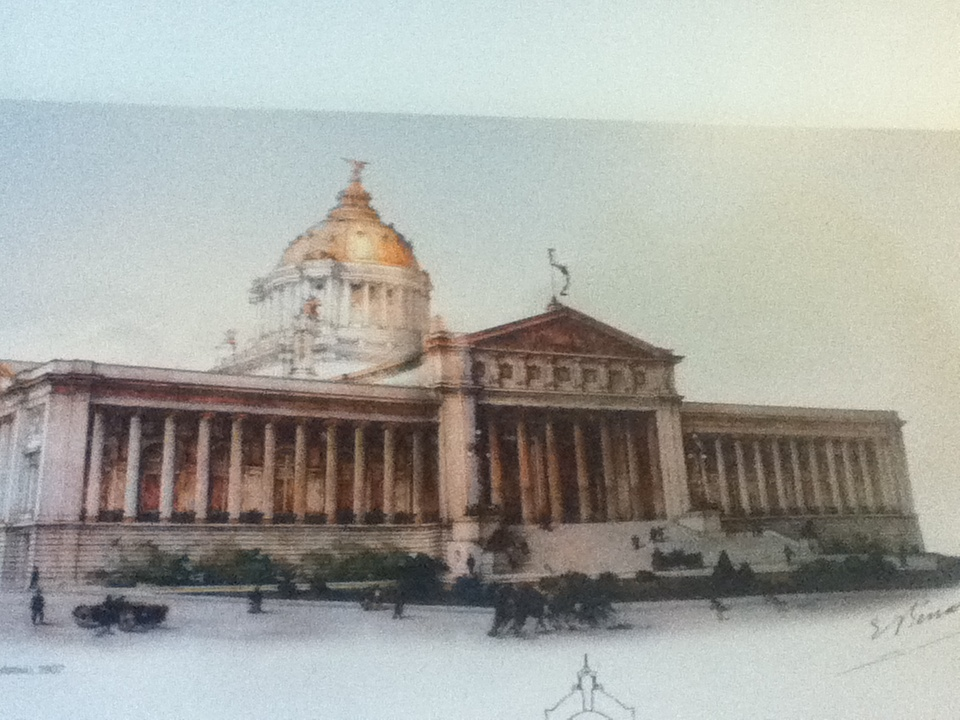
Proyecto del Palacio Legislativo de Emile Bernard, planeado en el Porfiriato, que debía albergar a las dos cámaras del Congreso.

#### Primer periodo de Díaz
Distribuyó cargos públicos entre miembros destacados de cada grupo y, asimismo, propició el acercamiento del clero al poder político, que tan alejado del gobierno había permanecido durante los gobiernos de Juárez y Lerdo.
Sin embargo, en poco tiempo, Díaz decidió combinar dicha política de conciliación con el uso de la fuerza, pues muy pronto algunos grupos de adversarios comenzaron a organizar levantamientos en distintas regiones del país. Así, Díaz no titubeó en perseguir, someter y castigar a numerosos generales rebeldes, entre los que se contaban algunos lerdistas. Además, combatió abiertamente a los llamados “indios bárbaros” de Sonora y Chihuahua, y persiguió el bandolerismo que había cobrado gran popularidad con personajes como Jesús Arriaga, alias Chucho El Roto, y Heraclio Bernal, alias El Rayo de Sinaloa, dedicados a favorecer a los humildes.
Para ello, el gobierno de Díaz echó mano de la policía rural (“los rurales”), que existía desde la época juarista y fue famosa por su brutalidad y por aplicar de manera regular la llamada Ley fuga, a todo aquel que supuestamente intentaba huir de la fuerza pública.
Ante las presiones de los gobernadores estatales y los grupos extendidos a lo largo del país, Díaz dedicó sus esfuerzos en concentrar el mayor poder posible en la figura del propio presidente, de modo que las decisiones más importantes en materia político-electoral, económica y social tuvieran que pasar por su autorización.

#### Presidencia de Manuel González
Al finalizar los primeros cuatro años de su gobierno, se convocó a elecciones que dieron el triunfo y la presidencia a Manuel González, quien ejerció el cargo de 1880 a 1884. La causa liberal se vio fuertemente representada por este militar, pero su valor en el campo de batalla contrastó con su inexperiencia en administración pública y política.
Al concluir su periodo presidencial, el único candidato a sucederlo en 1884 fue Porfirio Díaz, quien pudo ocupar el cargo gracias a que la Constitución no consideraba este nuevo periodo como reelección, pues entre la primera ocasión en que ocupó la presidencia, y esta segunda, había transcurrido el gobierno de González.

#### Segundo periodo de Díaz
A partir de su segundo periodo presidencial, Díaz pudo por fin centralizar el poder, dejando bajo su control al Poder Legislativo y al Judicial y, al mismo tiempo, asumió bajo su dominio la soberanía de los estados. Como consecuencia, Díaz nombró, negoció o removió, de acuerdo con sus intereses, preferencias o necesidades, a los gobernadores y a los integrantes de las cámaras, fortaleciendo aún más la centralización del poder.
Los gobernadores de los estados fueron servidores incondicionales del presidente, le otorgaron autoridad política y fuerza material, ejercida a través de jefes políticos y caciques. Se creó una jerarquía de sumisión de poderes y de funcionarios. La voluntad de Porfirio Díaz fue imperando y, conforme se perpetuaba en el poder, se convirtió, como lo llamaba la prensa, en el Gran Protector y Árbitro Supremo de la vida política nacional, en un ámbito donde la mayoría de la población desconocía lo que era el Estado, los poderes públicos y las instituciones sociales y políticas.
Las siguientes reelecciones de Díaz también se realizaron con base en movilizaciones de apoyo. Manuel Romero Rubio, suegro del presidente, en 1892 fundó el Partido Unión Liberal, cuyos miembros instalaron en la Ciudad de México la Convención Nacional y, ante los representantes de los 22 estados de la Federación, declararon candidato a Porfirio Díaz. Por su parte, los periódicos El Monitor Republicano, El Diario del Hogar y El Hijo del Ahuizote brindaron su apoyo a la marcha de estudiantes en la capital desafiando al gobierno; sin embargo, éste los persiguió y encarceló, asegurando de este modo que no hubiera una oposición electoral fuerte ni real.
Una vez concluido este nuevo periodo presidencial, en 1896, sin mayor preámbulo, la Cámara de Diputados, erigida en Colegio Electoral, declaró presidente a Díaz, una vez más. Y de la misma manera continuó siendo reelegido legal y periódicamente, hasta 1910. Las elecciones que se celebraban cada periodo, constituían el rito de paso que servía para guardar las formas, es decir, la apariencia de que en México había un gobierno elegido por el pueblo. Pero sólo era una apariencia.

### Economía
El gobierno de Díaz favoreció la inversión extranjera. A partir de 1893, la cabeza de este plan de desarrollo económico fue José Yves Limantour, de ascendencia francesa y miembro del grupo de Los Científicos. Buena parte del capital invertido en México era francés, sobre todo en banca, comercio, textiles y minería. En los ferrocarriles, la minería y el petróleo eran de gran importancia las inversiones inglesas, estadounidenses, alemanas y españolas. Minas, petróleo, ferrocarril, textiles, plantaciones de azúcar: la mayoría tenía capital extranjero. Aparentemente el país prosperaba, creando estabilidad económica, pero ciertos sectores de la sociedad seguían en su miseria ancestral.
Díaz crea nuevas haciendas privadas y ampliar las antiguas. Hasta 1910, aproximadamente once mil haciendas controlaban 57 % del territorio nacional mientras quince millones de campesinos, alrededor de 95 % de las familias rurales, carecían de tierra.
El acelerado desarrollo científico y técnico de este periodo histórico dio lugar a la expansión económica y a la revolución agrícola, industrial y social. Los medios de comunicación tuvieron grandes avances, facilitaron el comercio y el desarrollo industrial, así como la emigración y los cambios sociales. La industrialización propició que se acentuaran cada vez más las diferencias existentes entre las clases sociales. Para aquellos beneficiados por el progreso la nueva sociedad era representada de manera bella y amable (Bella época) o como “sociedad de consumo”, integrada por la burguesía que buscaba un alto nivel de vida. Esta visión expresaba los ideales de su tiempo y contrastaba con la que se vivía dentro de minas, fábricas y talleres, donde la calidad de vida era infrahumana. Con el crecimiento de la industria en el mundo, también aumentó la mano de obra asalariada y, casi al mismo tiempo, se fortalecieron los movimientos obreros que lucharon por sus derechos políticos y sociales alrededor del mundo. Esta ola fue expresada en el fortalecimiento del sindicalismo y el socialismo.
La influencia de las potencias imperialistas se reflejó en México a partir de la primera década del Porfiriato, cuando dio inicio el reordenamiento político y socioeconómico del país, periodo en que se alcanzó significativo desarrollo en ramos como la siderurgia, las comunicaciones y los transportes. Las consecuencias más importantes de estas transformaciones fueron, por una parte, la integración como nación independiente al mercado mundial pero subordinada a los capitales extranjeros, y por otra, el fortalecimiento del poder centralizado del Estado.

#### Huelgas

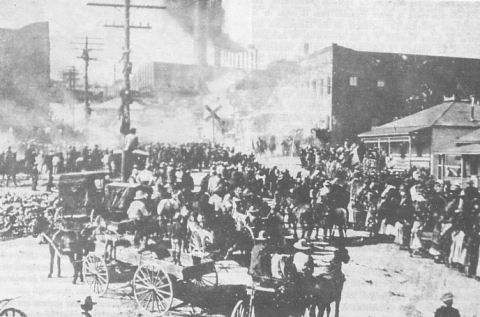
Huelga de Cananea.

La política de conciliación pactada por Díaz con los grupos de poder nunca se extendió hacia la sociedad, por el contrario, mientras mayores eran los apoyos económicos y gubernamentales a las compañías y terratenientes, mayor resultaba la explotación sobre los trabajadores y las clases sociales desposeídas. Como consecuencia de estas condiciones de desigualdad y abusos, se presentaron múltiples levantamientos de peones y jornaleros, trabajadores de las haciendas, que eran mantenidos en condiciones de explotación y miseria.
Por su parte, las comunidades indígenas lucharon por mantener sus tierras y su autonomía. Especialmente combativos fueron los indios yaquis de Sonora, quienes se levantaron en armas al perder sus tierras, como consecuencia de las concesiones oficiales otorgadas a los especuladores. Los mayas, que vivían en la península yucateca, tuvieron la misma suerte y fueron trasladados de manera forzada al norte del país. Durante este periodo, todos los levantamientos indígenas fueron reprimidos.

### Sociedad

#### Periodismo

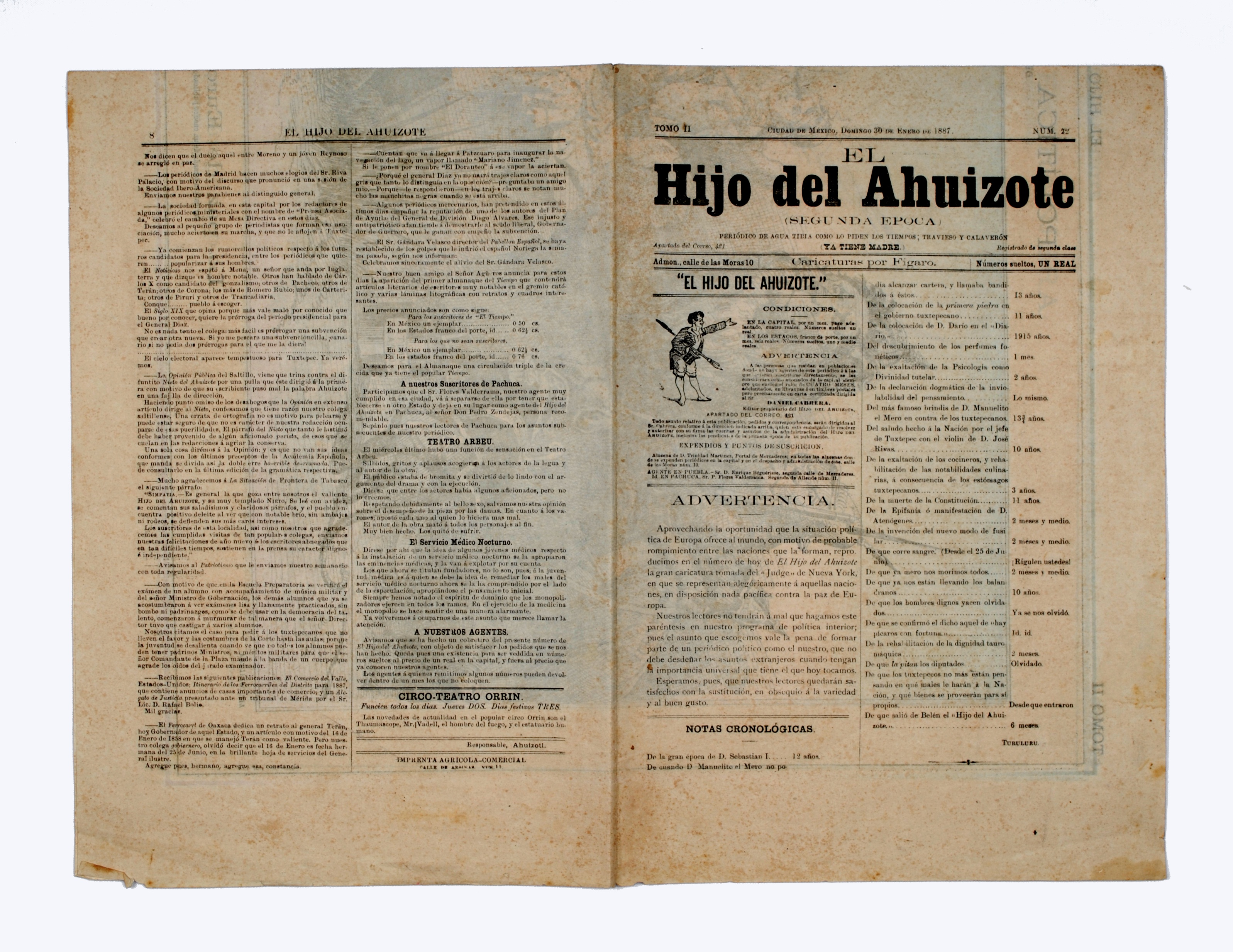
Hojas del Hijo del Ahuizote en una edición de 1887.

Las principales muestras de descontento hacia la dictadura de Díaz se iniciaron desde principios del siglo XX. Los opositores utilizaron las páginas de periódicos como Regeneración, El Hijo del Ahuizote, Diario del Hogar y Tilín Tilín para fundamentar y divulgar las razones de la inconformidad popular; entre los articulistas más críticos hacia el régimen destacaron por su activismo Filomeno Mata, Antonio Díaz Soto y Gama, Antonio I. Villarreal, Camilo Arriaga, Luis Cabrera y los hermanos Ricardo, Enrique y Jesús Flores Magón, quienes en 1900 formaron el Club Liberal Ponciano Arriaga, desde el cual demandaron reformas sociales en favor del proletariado e intentaron unir a la oposición democrática. En 1903 fundaron el Círculo Liberal.
En respuesta, el gobierno intensificó las presiones en contra de los hermanos Flores Magón y otros periodistas liberales. El periódico Regeneración fue censurado y prohibido, lo que ocasionó la huida de los hermanos hacia Estados Unidos para continuar su lucha desde San Luis Misuri, donde reanudaron la publicación de su periódico, fundaron el Partido Liberal Mexicano y publicaron el Plan Liberal. Éste se dio a conocer en toda la República y dio lugar a un levantamiento que tuvo eco en Acayucan, Veracruz.

#### Entrevista Díaz-Creelman

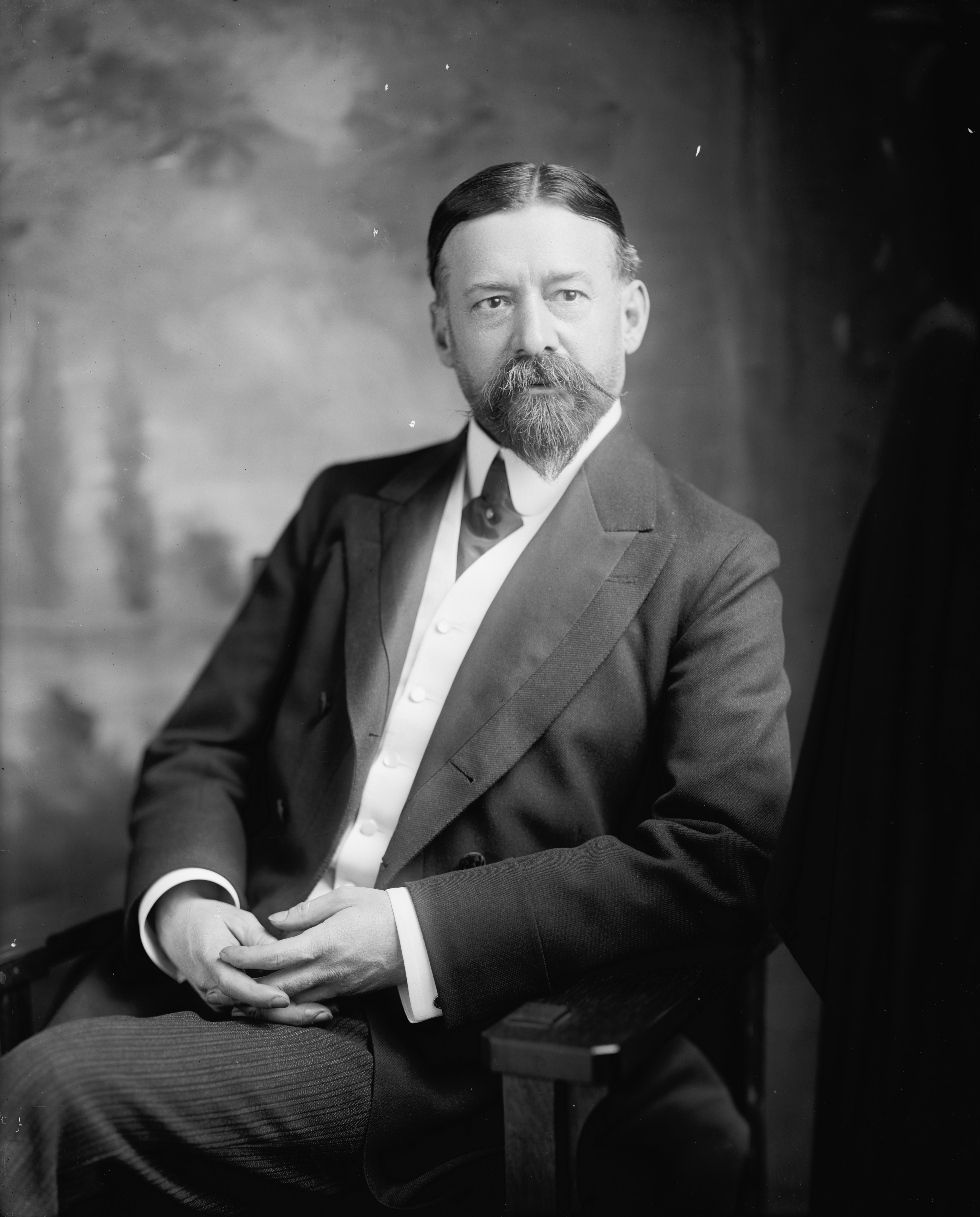
James Creelman.

En 1904 Porfirio Díaz se reeligió, pero introdujo dos cambios en el sistema: la vicepresidencia de Ramón Corral y el sexenio, en vez del cuatrienio acostumbrado. El objetivo era no reelegirse más.
Para 1908 Díaz estaba cercano a los ochenta años de edad. Se realizó una reunión en el Palacio Nacional entre James Creelman (periodista del Pearson's Magazine) y Díaz en que este último anunció que ya no competiría por la presidencia en las elecciones de 1910, convulsionando al país:

He esperado pacientemente el día en que el pueblo de la República Mexicana estuviera preparado para escoger y cambiar a sus gobernantes en cada elección, sin peligro de revoluciones armadas y sin daño para el crédito y el progreso nacionales. ¡Creo que ese día ha llegado! [...] Cualesquiera que sean las opiniones de mis amigos y partidarios, me retiraré del poder al concluir el actual periodo de gobierno... La nación está bien preparada para entrar definitivamente en la vida libre.
Porfirio Díaz.

En la actualidad se considera que Díaz quiso aparentar una verdadera democracia ante los ojos públicos y, totalmente fuera de lo planeado, provocó que el país se convulsionara políticamente hablando.

#### Agitación social
El presidente Díaz comenzó a preocuparse por los acontecimientos que se suscitaban en el país entre 1908 y 1910, entre ellos: 
- La publicación del libro La sucesión presidencial, escrito por Francisco I. Madero.
- La profusa difusión de obras que influyeron en la actividad política del país, como ¿Hacia dónde vamos? de Querido Moheno, La reelección indefinida de Emilio Vázquez Gómez, La vicepresidencia de la República y Cuestiones electorales de Manuel Calero, entre otras.
- La creación del Centro Antirreeleccionista en la Ciudad de México, encabezado por Emilio Vázquez Gómez, Francisco I. Madero, Filomeno Mata, Roque Estrada y Luis Cabrera.
- La circulación del periódico de oposición El Antirreeleccionista, dirigido por Félix Palavicini.
- La postulación del general Bernardo Reyes como candidato del Partido Democrático, así como la organización de clubes reyistas y el Club Soberanía Popular.

## Revolución

### Antecedentes

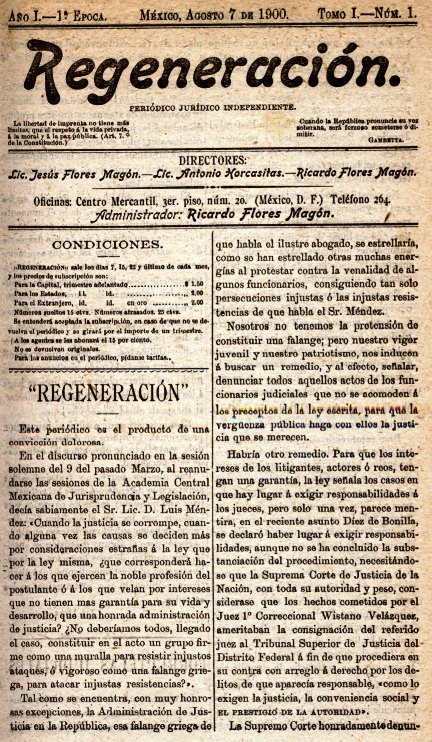
Portada del primer número de Regeneración, con el lema Periódico Jurídico Independiente.

El 7 de agosto de 1900, apareció el primer número del diario «Regeneración», fundado por Jesús Flores Magón, Antonio Horcasitas y Ricardo Flores Magón; el periódico de ideología anarquista se convirtió en férreo crítico del porfirismo, no solo divulgaba información referente a las deficiencias del aparato estatal y la burguesía mexicana; sino que comenzó una línea editorial de promoción de las luchas sociales, a través de la difusión de conceptos y preceptos sindicalistas, comunales o de autogestión para incentivar la organización obrera, popular o campesina. El día 30 de ese mismo mes, en San Luis Potosí, el exdiputado y activista Camilo Arriaga publicó un manifiesto llamado «Invitación al Partido Liberal», para la conformación de un organismo político opositor al régimen. 
Al año siguiente, múltiples clubes liberales de ideas anarquistas y socialistas, se unieron para el conformar el «Primer Congreso Liberal», entre los asistentes estaban Arriaga y los Flores Magón; la persecución del gobierno y los diferendos ideológicos hacen fracasar el congreso, pero la reunión permitió la diseminación de las ideas de lucha popular en amplias zonas del país. En 1905 se funda la Junta Organizadora del Partido Liberal Mexicano. El 1 de julio de 1906, después de casi un año de discusión sobre la situación política, económica y social del país, se publicó el «Manifiesto y Programa del Partido Liberal Mexicano» que constituía formalmente al organismo. Entre los principales postulados del programa estaban la jornada de ocho horas, prohibición del trabajo infantil, salario mínimo, indemnización patronal por accidente de trabajo, educación laica obligatoria y gratuita garantizada hasta los 14 años, supresión de la reelección y la pena de muerte, expropiación de latifundios y reparto agrario, entre otros.
Previamente, el 1 de junio de 1906 trabajadores de la compañía minera Cananea Consolidated Copper Company, ubicada en la localidad homónima en Sonora, iniciaron una huelga exigiendo un aumento de salario, la reducción de la jornada laboral a ocho horas y el mejoramiento de sus condiciones de trabajo. Empleados estadounidenses de la mina dispararon contra los huelguistas, lo que desencadenó protestas y enfrentamientos. El día dos al acudir con el gobernador a exponer su pliego petitorio fueron agredidos por milicias estadounidenses que habían cruzado la frontera. Al día siguiente la huelga fue rota definitivamente de manera violenta por el cuerpo de guardias rurales. El 7 de enero de 1907 en la fábrica de huaraches de Río Blanco, en Veracruz, una segunda huelga cimbró el orden porfirista, la respuesta fue más rápida y violenta que en Cananea, al menos 400 obreros fueron asesinados para poner fin al paro de labores.

### Derrocamiento de Díaz

Bombardeo revolucionario en la Toma de Ciudad Juárez

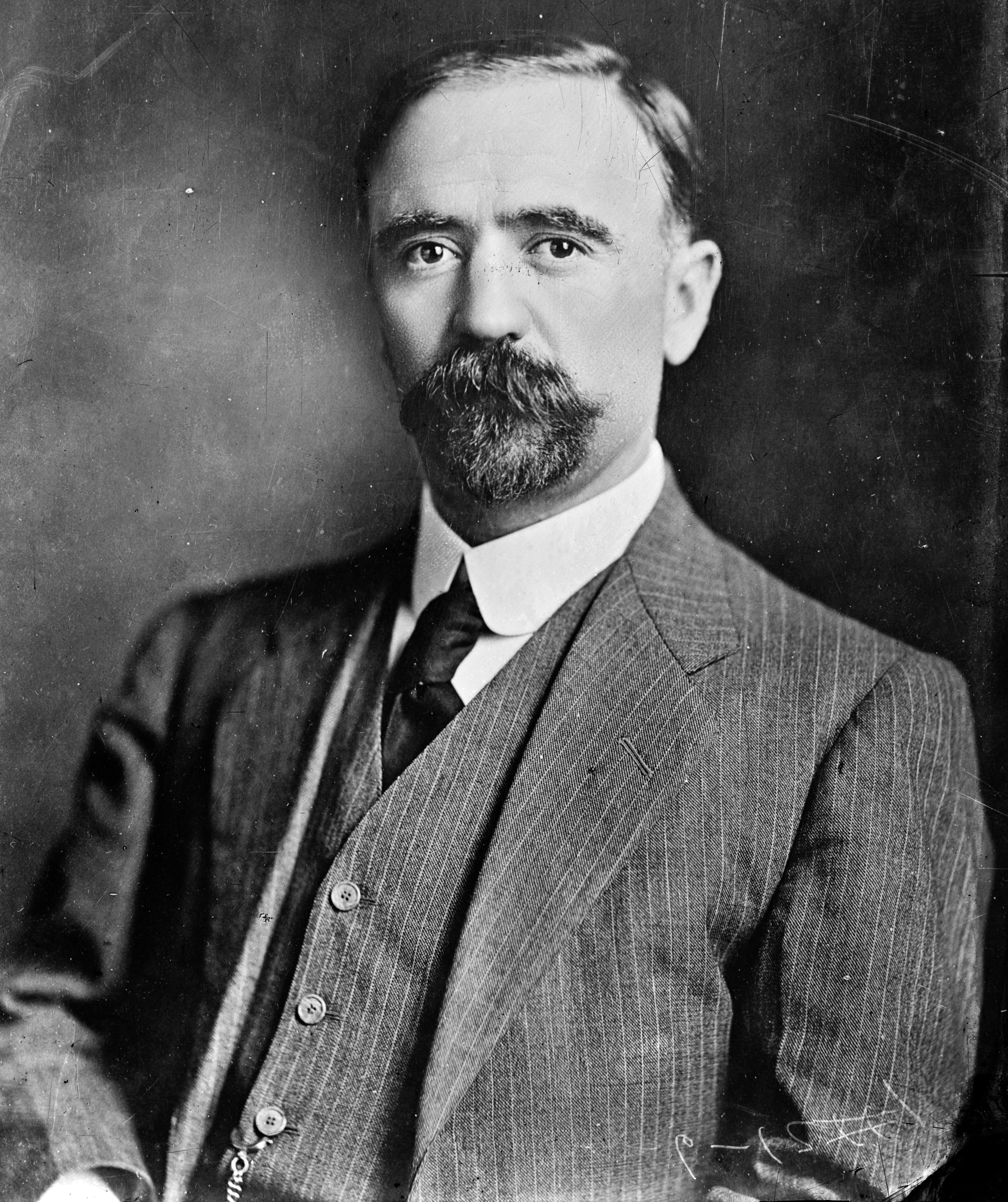
Francisco I. Madero.

Desde el 18 de junio de 1909, Francisco I. Madero inició una gira por el país difundiendo el plan y proyecto del Partido Nacional Antirreeleccionista; aunque este habla más de democratizar el sistema político, que de justicia social, aun así comienza a reunir miles de simpatizantes en cada zona que se presenta, muchas veces boicoteado por las autoridades locales. En el proceso electoral de 1910, Porfirio Díaz, quien con su entrevista de 1908 a un periodista estadounidense, había dejado implícito que no se presentaría a la elección, cambió de parecer, primero desplazando a quien se asume como su sucesor, Bernardo Reyes, quien ya tenía un conglomerado de organizaciones afines para respaldarlo; Díaz lo envió a una comisión diplomática militar a Francia. Su siguiente paso fue debilitar la campaña de Madero a través del acoso a sus mítines y grupos afines. El crecimiento de la movimiento maderista lleva a la decisión de Díaz de tomar medidas más drásticas; el 7 de junio de 1910, acusado de sedición, Madero es apresado en San Luis Potosí. Las elecciones primarias del 26 de junio dan el triunfo al presidente Díaz, las elecciones secundarias del 10 de julio lo confirman, y empiezan manifestaciones de los partidarios de Madero acusando que se había cometido fraude electoral. El 6 de octubre Madero se fuga de la cárcel y se dirige hacia San Antonio. El 5 de octubre Madero emite el Plan de San Luis para llamar a la insurrección popular a partir del 20 de noviembre de 1910. Dos días antes de la fecha pactada se produce un violento cateo a la casa de la familia Serdán en Puebla (activistas políticos y partidarios de Madero) que termina con la muerte de Máximo y Aquiles Serdán, y el encarcelamiento de su hermana Carmen y su madre.
El 20 de noviembre de 1910 ocurrieron un total de treinta y un levantamientos armados en diversas zonas del país, que en su mayoría eran de regiones rurales, entre los cuales se puede destacar: Jesús Agustín Castro en Durango; Emiliano Zapata en Morelos; Rómulo Figueroa Mata y Ambrosio Figueroa Mata en Guerrero; José de la Luz Blanco, Abraham González, Pascual Orozco y Francisco Villa en Chihuahua; José María Maytorena, Cesáreo Castro, Eulalio Gutiérrez y Luis Gutiérrez en Coahuila; Candido Aguilar en Veracruz; Felipe Carrillo Puerto en Yucatán y Candido Navarro en Guanajuato.
Los levantamientos, motines y revueltas se extienden por todo el país, con un componente parecido al del levantamiento de Hidalgo de 1810 y la resistencia republicana de la década de 1860: el arrastre popular, pues cientos de campesinos, obreros, trabajadores de oficios e incluso profesionistas se enlistan directamente con los jefes revolucionarios; el avance vertiginoso de las tropas revolucionarias les permite ocupar la mayor parte del norte del país y tener prácticamente sitiadas a las tropas federales en centro y sur. Ante esto Díaz implementa algunas medidas para satisfacer las exigencias políticas revolucionarias, como la renuncia de la mayor parte de su gabinete y organiza una comisión que negocie directamente con Madero; sin embargo, para entonces, aunque Madero es reconocido como líder de todo el movimiento, el conjunto de causas en cada región supera a las de la revolución maderista, coincidiendo solo en una, la renuncia de Porfirio Díaz; por lo que cualquier negociación tendría que partir de esa exigencia.
Las tropas federales que habían combatido a las revueltas del norte del país, son sitiadas desde el mes de abril de 1911 en Ciudad Juárez, del 8 al 10 de mayo se libró la toma definitiva de la ciudad por parte de Francisco Villa y Pascual Orozco. La derrota en el norte y la posibilidad de que las rebeliones del sur tomasen la capital, produjo lo inevitable, el 21 de mayo de 1911 se firmaron los Tratados de Ciudad Juárez, mediante los cuales Porfirio Díaz y su vicepresidente Ramón Corral renunciarán a sus cargos. La dimisión de Díaz se hace efectiva el 26 de mayo, siendo sustituido por Francisco León de la Barra.

### Gobierno de Francisco I. Madero

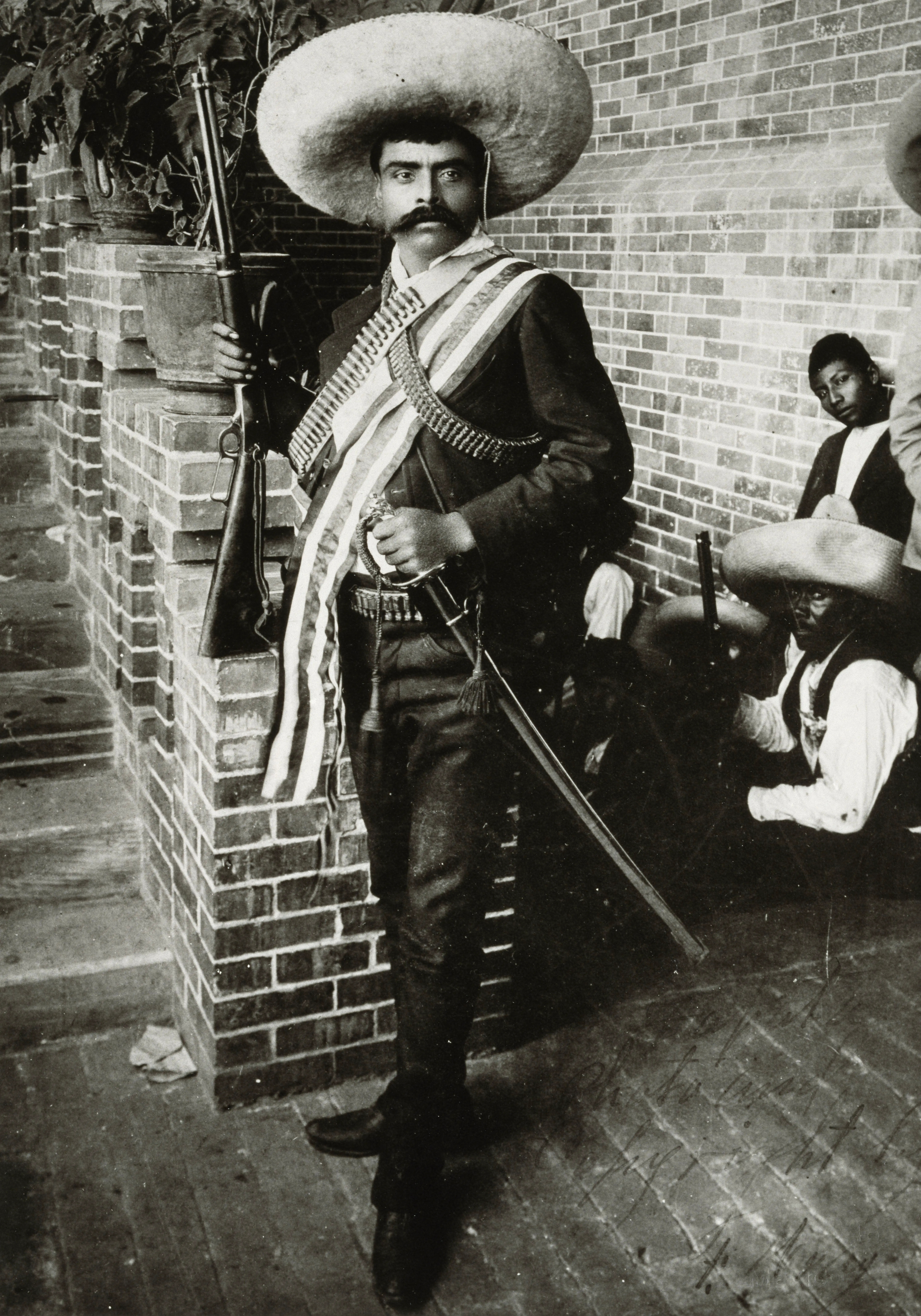
Emiliano Zapata en 1911.

En octubre de 1911 se realizaron las elecciones extraordinarias donde salió victorioso Madero y, al mes siguiente, asumió la presidencia. El Congreso se opuso a realizar cualquier cambio que afectara a los interés bancarios, industriales y agrícolas de los grupos adinerados. La mayor parte de la estructura política del porfirismo se mantenía aún intacta, eso incluía el peso específico que ejercían los empresarios, la élite social de la capital, la prensa ligada al régimen derrocado y el ejército, donde incluso militares derrotados por los revolucionarios se mantenían en sus puestos. Madero fue víctima del descrédito de la prensa capitalina, al tiempo que recibía presiones de las fuerzas armadas para ejecutar el licenciamiento (es decir que se incorporaran al ejército regular) de las tropas revolucionarias o deponer las armas. Madero trató infructuosamente de conciliar las posturas de justicia social de los múltiples líderes que lo respaldaron en la lucha armada, con el vigente sistema porfirista que no estaba dispuesto a perder sus privilegios. El gobierno de Madero estuvo plasmado de grandes presiones zapatistas y de grupos y sindicatos obreros que reclamaban sus derechos. Esto trajo como consecuencia dos rebeliones que prolongarán el conflicto armado, aparentemente cesado.    
El presidente trató de convencer al movimiento zapatista que un abrupto reparto agrario sería perjudicial para la población en general. Por consiguiente, el 28 de noviembre de 1911 Emiliano Zapata publicó el Plan de Ayala donde se declaraba en contra de Madero por no respetar el reparto agrario plasmado en las distintas proclamas que acompañaron la rebelión que lo había llevado a la presidencia; su lema era «Tierra y Libertad». La lucha por la propiedad de la tierra tenía su origen en la Ley Lerdo de 1856, cuando fueron expropiadas las propiedades de la iglesia, que no obstante, en el caso de las tierras cultivables, estas pertenecían por el sistema comunal (diseñado en la época colonial) a las comunidades campesinas, que únicamente resguardaban sus títulos de propiedad en las parroquias. El vacío legal de aquella norma, permitió el despojo de muchas tierras en todo el país. La nueva revuelta constituye el Ejército Libertador del Sur, que mantuvo una guerra de guerrillas en Morelos, Puebla y el Estado de México, sin grandes avances, pero extendiendo su ideario político al resto del país. El descontento también llevó a la rebelión orozquista de Pascual Orozco el 25 de marzo de 1912, en Chihuahua, en este caso la revuelta brotó por la inconformidad a la postura conciliadora de Madero con el antiguo régimen e incluso por el abierto combate contra los zapatistas en Morelos; Orozco fue derrotado por Victoriano Huerta en agosto y se exilió del país.

#### Decena Trágica

Fuerzas federales en el Zócalo de la Ciudad de México durante la Decena Trágica, 19 de febrero de 1913.

La decena trágica entre el 9 y 19 de febrero de 1913, constituyó el episodio bélico más violento y destructivo de la Ciudad de México desde la toma de Tenochtitlan en 1521. El golpe de Estado encabezado por Manuel Mondragón (acompañado por Bernardo Reyes y Félix Díaz luego de sacarlos de prisión), concretado por Victoriano Huerta e instigado por el embajador estadounidense Henry Lane Wilson, se extendió por todo el Distrito Federal, primordialmente en el centro y norte de la capital. El alzamiento comenzó en Tlalpan y Tacubaya, se partió en dos grupos, uno que avanzó hacia el centro y otro que se dirigió a la prisión de Tlatelolco (para permitir la fuga de Reyes y Díaz). 
Palacio Nacional se convirtió en una fortaleza, donde las tropas leales a Madero combatieron contra las huestes golpistas, asentadas en los edificios vecinos disparando indiscriminadamente contra la sede del ejecutivo. La resistencia de la guardia presidencial y la enorme cantidad de civiles que murieron en el fuego cruzado, hizo retroceder a los golpistas que se atrincheraron en La Ciudadela, lugar donde se guardaba el armamento de la capital. Al día siguiente, en un acontecimiento conocido como la «Marcha de la Lealtad», tropas del Colegio militar escoltaron al presidente Madero de su residencia en el Castillo de Chapultepec al Palacio Nacional, el gesto no solo sirvió para proteger al mandatario, sino para hacer de conocimiento público la acción golpista; ante ello, grupos de civiles se adhirieron a las fuerzas leales al presidente. Sin embargo, al mismo tiempo civiles de los sectores acomodados de la capital se dirigieron a La Ciudadela para integrarse a las fuerzas golpistas, aunque en menor número. 
Huerta, que encabeza las tropas que combatían el atrincheramiento de La Ciudadela, se reunió con Félix Díaz, no para negociar su rendición, sino su alianza; no obstante pretende seguir fingiendo el ataque a la plaza para ganar tiempo, toda vez que el apoyo popular y de todos los estados hacia Madero es mayoritario. En el cuarto y quinto día comenzaron los saqueos e incendios, civiles de ambos bandos tomaron represalia contra casas y negocios del grupo contrario. En el sexto día, intentos de pactar un alto al fuego por razones humanitarias aparecieron, pero Félix Díaz los desechaba ante su necedad de ver rendido y dimitido al presidente Madero. Miembros de la diplomacia extranjera y de la clase política opositora presionaron en el séptimo día para que Madero renunciara, este se negó defendiendo la postura de legitimidad de su gobierno y la ilegalidad de la asonada cívico-militar. Ese mismo día se recrudecieron los combates, mientras el grueso de la población ya empezaba a padecer la escasez de alimentos. 
Durante el octavo día Madero promovió un alto al fuego, aprovechado por la población para reabastecerse, sin embargo los golpistas no lo respetaron e incluso dispararon contra los habitantes que volvieron a los negocios de abastos. En el noveno día Huerta concretó su traición al reunirse con los golpistas y el embajador estadounidense. El 19 de febrero los golpistas tomaron Palacio Nacional, no lograron apresar a Madero gracias a la intervención del Estado Mayor Presidencial. Ese mismo día Madero y vicepresidente José María Pino Suárez, renunciaron, esto llevó llevó a la sustitución constitucional del secretario de relaciones exteriores, Pedro Lascuráin, quien en solo 45 minutos, nombró a Huerta secretario de gobernación y renunció, lo cual legalizó la usurpación del cargo en favor de Huerta. Tres días más tarde el usurpador ordenó el asesinato de Madero y Pino Suárez.

### Dictadura militar de Victoriano Huerta

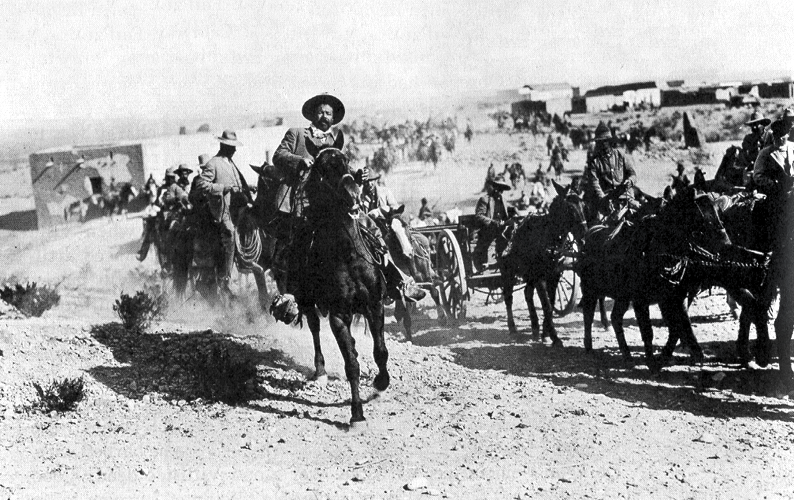
El general Pancho Villa a la entrada de Ojinaga.

Victoriano Huerta recibió el respaldo de la vieja estructura porfirista, incluyendo algunos gobernadores y jefes políticos, no obstante careció de cualquier respaldo popular. Huerta durante su corto mandato persiguió, asesinó y mató a sus contrincantes políticos, entre ellos, a un gran número de legisladores como el senador Belisario Domínguez.
El 26 de marzo de 1913, el gobernador de Coahuila Venustiano Carranza proclamó el Plan de Guadalupe donde desconocía el gobierno de Huerta, instaba al resto de los gobernadores a hacer lo mismo, llamaba a la insurrección popular y declaraba desaparecidos los poderes de la unión, así como a las fuerzas armadas leales al usurpador, para sustituir a estas por el Ejército Constitucionalista. El llamamiento tuvo un efecto significativo, pues incluso superando el movimiento maderista, miles de hombres y mujeres de todas las clases sociales y orígenes, especialmente trabajadores del campo y la ciudad, se enlistaron al grupo armado local, coloquialmente conocido como unirse a «la bola». Esta etapa de la lucha tuvo un efecto trascendente, culturalmente hablando, la masiva respuesta del pueblo para enlistarse en las tropas revolucionarias, generó una cohesión social manifestada en elementos identitarios surgidos de la vida en el combate, tales como corridos, vocabularios, narrativas, vestimentas, entre otros.
Los estallidos se fueron dando uno tras otro para respaldar a Carranza; destacaron Emiliano Zapata y el Ejército Libertador del Sur en esa región del país; Francisco Villa y la División del Norte en Chihuahua; acompañando a los constitucionalistas, Álvaro Obregón en Sonora, Abraham González y Felipe Ángeles en Chihuahua. Uno de los combates más significativos, fue la Toma de Zacatecas el 23 de junio de 1914, a manos de Francisco Villa, el triunfo de la División del Norte fue el punto de inflexión para cortar las líneas de suministro del ejército federal, además de cercar las posiciones de este, para que no pudiese evitar una marcha definitiva de las tropas revolucionarias hacia el centro del país.
El avance revolucionario y la degradación del régimen huertista, influyen en la decisión de Estados Unidos de tomar partido en favor de Carranza, aprovechando un incidente entre tropas federales y marinos estadounidenses en Tampico el 9 de abril de 1914, el presidente Woodrow Wilson declaró un bloqueo al gobierno mexicano, y el 21 de abril ocupa el puerto de Veracruz, no obstante, todas las facciones revolucionarias rechazan la invasión, e incluso se producen combates encabezados por marinos y estudiantes de la Escuela Naval Militar. La ocupación concluye en noviembre.
El 15 de julio de 1914 Huerta renuncia a la presidencia y huyó del país; su sustituto Francisco Carvajal firma los Tratados de Teoloyucan, mediante los cuales este renunciaba a la presidencia, se disuelve el congreso, desaparece el ejército federal y se declaran válidos los principios del Plan de Guadalupe. El Ejército constitucionalista ocupa la capital de la república y Carranza asume como presidente interino.

### Lucha de facciones

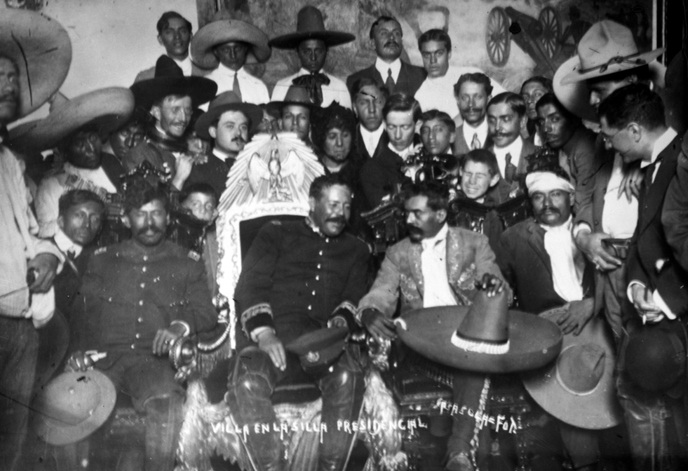
Fotografía de Zapata y Villa en Palacio Nacional en 1914.

En junio de 1914, en la parte final de la lucha contra Huerta, se firmó el Pacto de Torreón para conciliar las posiciones de la División del Norte y el Ejército Constitucionalista, entre los puntos se acordó convocar a una cumbre de líderes revolucionarios y gobernadores partidarios del movimiento para la reorganización del país. A pesar de la desconfianza que villistas y zapatistas tenían hacia Carranza, accedieron a la convocatoria una vez terminó el conflicto. El 1 de octubre de 1914 en la Ciudad de México se instaló la Soberana Convención Revolucionaria; la renuencia de Villa a trasladarse a la capital y el desconocimiento de la autoridad carrancista por parte de Zapata, ocasiona el traslado de la asamblea a Aguascalientes el 5 de octubre; ahí el villismo se impuso con mayoría de delegados. La finalidad de la Convención era la de lograr un acuerdo sobre el proyecto político de la revolución triunfante, sin embargo las discrepancias ideológicas reinaron al interior en las semanas siguientes. El 6 de noviembre de 1914, la Convención nombró presidente de la república a Eulalio Gutiérrez Ortiz, comandante de las fuerzas convencionistas a Francisco Villa y se instaló como gobierno en la Ciudad de México. Zapata y Villa llegaron a la Ciudad de México en diciembre para tratar de concretar una alianza definitiva. Carranza desconoció a la Convención y trasladó su gobierno a Veracruz.
Aquí inició la etapa más violenta de la lucha armada; los grupos locales se adscribieron a uno u otro bando (constitucionalistas y convencionistas), produciendo enfrentamientos en las principales ciudades del país. Las zonas y rutas estratégicas ocupadas luego de la derrota huertista, comenzaron nuevas fases de enfrentamiento, ahora para ser tomadas por un grupo contrario. Zapata y Villa, sin alcanzar una alianza absoluta se retiran a sus áreas de influencia a combatir, desatendiendo la defensa del gobierno convencionista; la debilidad de este se manifestó en los tres cortos gobiernos que tuvo (Eulalio Gutiérrez Ortiz, Roque González Garza y Francisco Lagos Cházaro) entre 1914 y 1915.
Dado que villistas y zapatistas mantenían el control de la mayor parte del altiplano central, desde Chihuahua hasta el norte de Guanajuato, el ejército constitucionalista buscó cortar las líneas de comunicación y abastecimiento que tenían en el centro-sur del país, por lo que era indispensable avanzar sobre la región del Bajío. 
Francisco Villa concentró su ejército en Irapuato y Álvaro Obregón el suyo en Celaya, desde donde planeó su estrategia para esperar al impulsivo Villa. La primera fase de los enfrentamientos ocurrió los días 6 y 7 de abril de 1915, en los cuales Obregón supo defender su posición ante las arremetidas de los villistas. Estos tuvieron que replegarse a Salamanca, desde donde planearon el contraataque. La fase decisiva comenzó el 10 de abril, cuando Obregón supo aprovechar las debilidades de la estrategia de Villa. El 15 de abril, la victoria correspondió a las tropas de Obregón, tras lo cual Villa se vio obligado a retirarse a León. Después de esta batalla, hubo otras entre los mismos bandos en Trinidad, León, Santa Ana del Conde y Aguascalientes, pero Villa ya no volvería a operar al frente de la División del Norte. La relevancia histórica de la batalla en Celaya, reside en la irreversible retirada hacia el norte de las fuerzas villistas, que desconectadas de sus aliados zapatistas al sur, iniciaron un repliegue que los redujo a una guerrilla regional en Chihuahua; por ende, eso significó el triunfo del bando constitucionalista, que con el control del país pudo cohesionar a los grupos rivales para convocar al Congreso Constituyente de 1916-17.
El 23 de octubre de 1916 se realizaron las elecciones extraordinarias para nombrar a los diputados que trabajarían en la redacción de una nueva carta magna. Una vez electos, de diciembre de 1916 a enero de 1917 se reunieron en la ciudad de Querétaro para redactarla; en los debates se conformaron dos sectores, los radicales (entre villistas y zapatistas) y los moderados (carrancistas y aliados), los primeros querían elevar a la constitución los derechos sociales, laborales y agrarios, los segundos mantener el espíritu liberal de la carta magna de 1857; el resultado fue la creación de la primera constitución en el mundo que incluyó derechos sociales, y cuyos artículos más significativos, por recoger las principales demandas revolucionarias, eran el 3.º (educación), 27 (propiedad de la tierra) y 123 (derechos laborales); al tiempo de consolidar definitivamente el modelo institucional de una república representativa y popular con la creación del voto directo para presidente de la república y el municipio libre.

### Gobierno de Venustiano Carranza

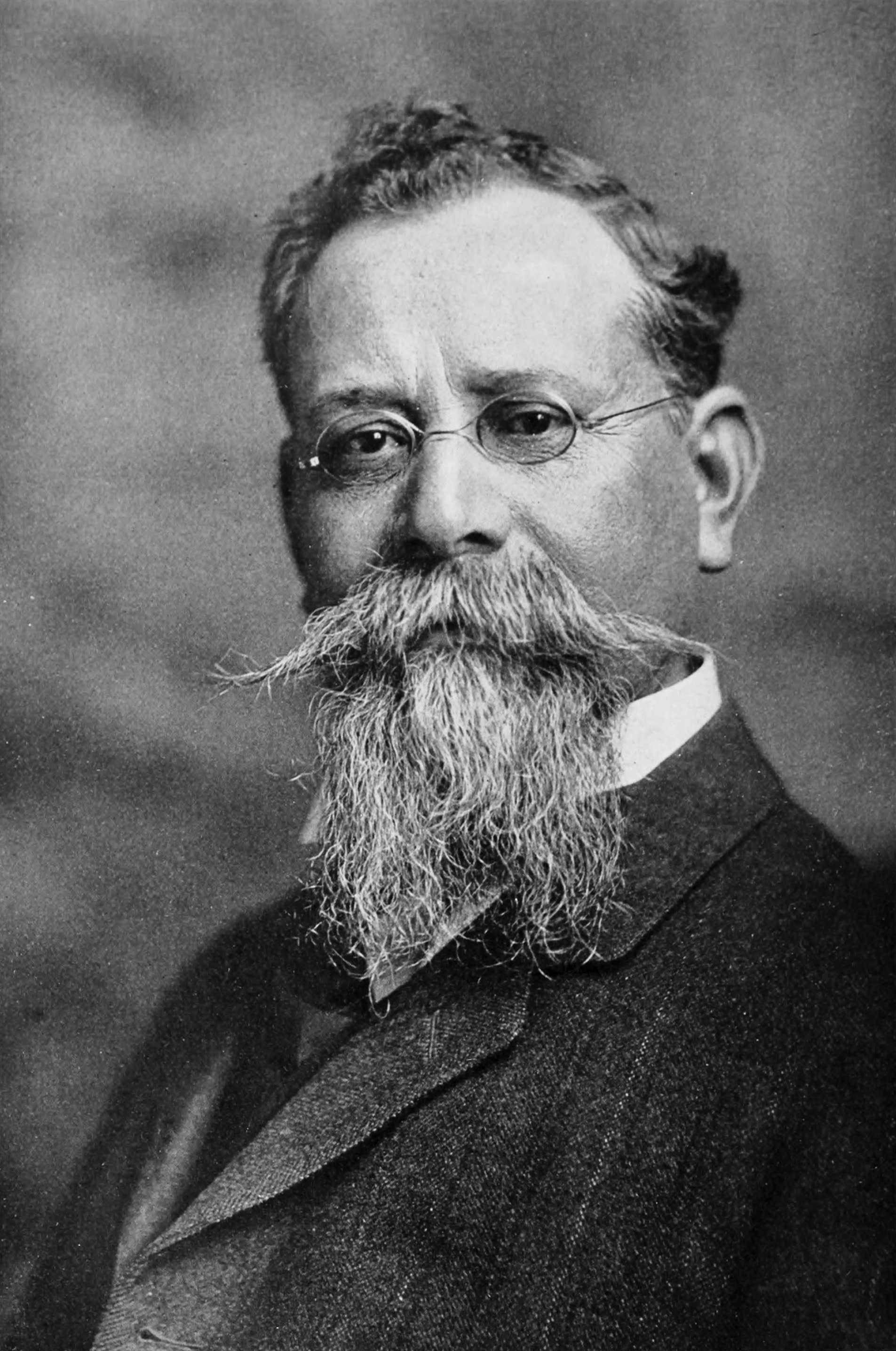
Venustiano Carranza.

Con la victoria constitucionalista se convocaron a elecciones en marzo de 1917, las primeras con sufragio directo de la historia mexicana. Venustiano Carranza ganó, asumiendo como presidente el 1 de mayo de 1917. Ese mismo año destacó la graves crisis alimentaria resultado de la guerra, entre el abandono del campo por los combatientes y la parcial destrucción de la infraestructura agropecuaria. No menor era la crisis económica, agravada por los recursos que se tuvieron que inyectar al ejército para licenciar a las tropas constitucionalistas y la corrupción caótica luego varios años sin un gobierno estable; el desastre se ahondó con la muerte de miles de personas a causa de la Pandemia de gripe de 1918. Mientras tanto Villa y Zapata continuaron el enfrentamiento frontal con el gobierno a través de la guerra de guerrillas en Chihuahua y Morelos respectivamente. En otras zonas del país, muchos de los líderes revolucionarios locales, sustituyeron a los poderes regionales suprimidos, creando cacicazgos que escapaban del control del gobierno. 
En un intento por consolidar su mando, dio vía libre al operativo de Pablo González Garza, que mediante engaños, asesinó a Emiliano Zapata, a manos de las tropas de Jesús Guajardo, el 10 de abril de 1919.
Para las elecciones de 1920, Obregón se perfiló como candidato con amplias probabilidades de ganar. Concentrado en la consolidación de un gobierno civil, y viendo a Obregón como la representación de un caudillismo militar, Carranza impuso la candidatura de Ignacio Bonilla, causando molestia entre los seguidores de Obregón y generando una nueva ruptura política.
El Plan de Agua Prieta inició como una insurrección armada iniciada por Plutarco Elías Calles y Adolfo de la Huerta en abril de 1920, con el objetivo de derrocar al entonces presidente Venustiano Carranza. Álvaro Obregón condujo esta revolución, la cual concluyó con el asesinato de Carranza, a manos de las tropas de Rodolfo Herrera el 21 de mayo de 1920 en la sierra de Puebla, en su intento por establecerse en Veracruz.

## México posrevolucionario

### Gobierno de Adolfo de la Huerta

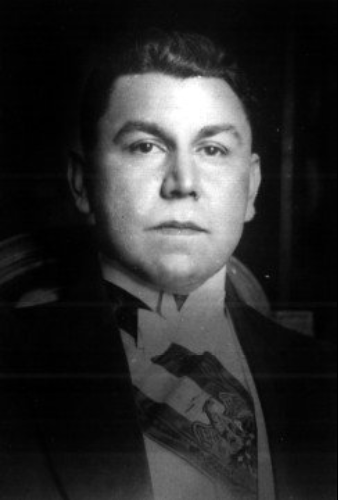
Adolfo de la Huerta en 1922.

Adolfo de la Huerta fue presidente provisional desde el 1 de junio de 1920 hasta el 30 de noviembre del mismo año. Durante esos cinco meses se propuso reorganizar el gobierno, lograr la paz interna y convocar a elecciones generales para renovar el poder ejecutivo y legislativo. De la Huerta adoptó una actitud conciliadora hacia los grupos disidentes y reconoció la fuerza militar de quienes lo apoyaron.
La formación de su gabinete fue muestra de esa intención, ya que estuvo integrada por algunos representantes de distintas facciones revolucionarias., entre ellos destacan dos que serían futuramente presidentes: Plutarco Elías Calles como secretario de Guerra y Marina (quien posteriormente iría ganando más poder político) y Pascual Ortiz Rubio como secretario en Comunicaciones y Obras Públicas.
La pacificación del país significó la eliminación de los jefes militares partidarios de Carranza, sobre todo los más destacados como Pablo González, Cándido Aguilar y Manuel M. Diéguez (que fueron relevados de su mando y exiliados) y la incorporación de sus tropas al ejército federal controlado ahora por sonorenses. El siguiente paso fue buscar la reconciliación de zapatistas y villistas.
En cuanto a los primeros, se les incorporó al ejército federal en calidad de División del Sur. En tanto a los segundos, se logró poner una solución negociada que consistía en que las unidades villistas fueran disueltas a cambio de que el gobierno otorgara un reparto de tierras a los soldados veteranos: a Pancho Villa se le ofreció una hacienda en Chihuahua donde tendría la oportunidad de incorporarse a la vida civil como terrateniente. Tras varias negociaciones, Villa aceptó, y el 28 de julio firmó el acta de rendición; un mes después se estableció en la Hacienda de Canutillo.
Después de que entregó el mando de sus tropas y quedó licenciado del ejército, Álvaro Obregón reanudó su campaña electoral interrumpida por la lucha contra Carranza, y aunque el Partido Nacional Republicano postuló al ingeniero Alfredo Robles Domínguez como candidato a la presidencia, la victoria obregonista era inminente porque tenía a su favor una enorme red de apoyos compuesta por numerosas organizaciones estatales.
Las elecciones de 1920 se llevaron a cabo en dos jornadas: 1 de agosto de 1920 fue la elección legislativa donde se disputada a 58 senadores de la república y 274 diputados federales; el 5 de septiembre del mismo año fue la elección presidencial, donde ganó Álvaro Obregón por el Partido Laborista Mexicano (PLM) con el 94.8 % de los votos.

### Gobierno de Álvaro Obregón

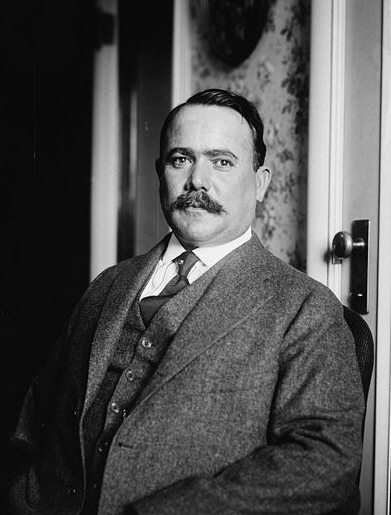
Fotografía de Álvaro Obregón. Tomada c. 1921.

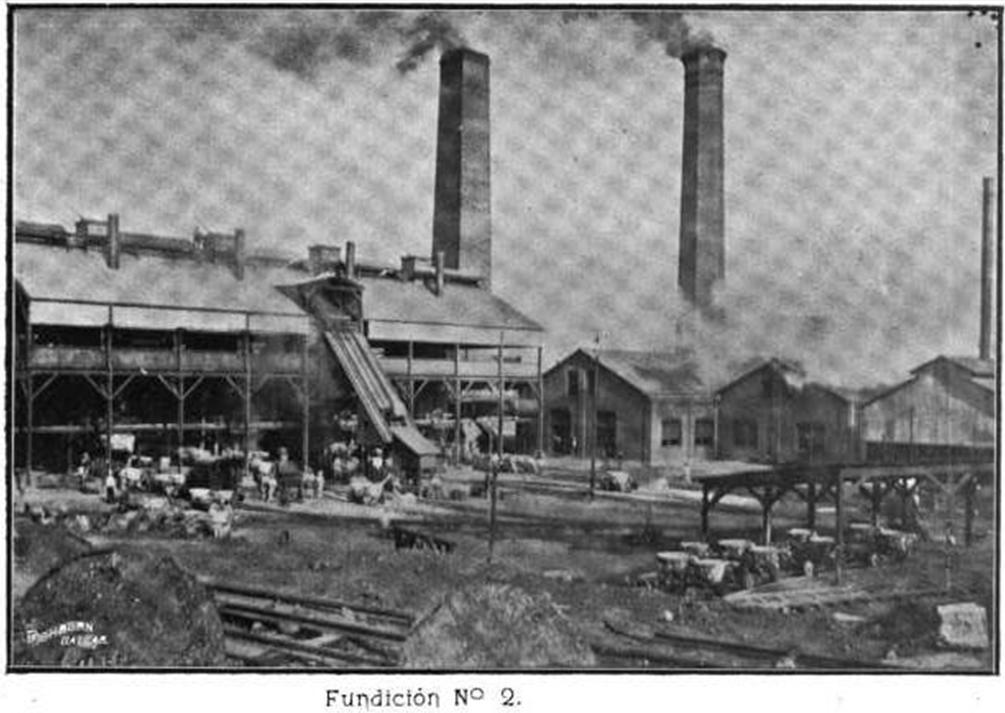
Aunque la guerra no destruyó fábricas, hubo una reducción en la producción industrial. (Fotografía de Fundidora de Fierro y Acero de Monterrey, hoy Parque Fundidora).

El 1 de diciembre de 1920, asumió la presidencia de la República Álvaro Obregón. Tomó la reconstrucción del país de manera prioritaria, tanto física como moral.

#### Situación economía
Durante el proceso revolucionario la economía del país soportó serios problemas: la producción agrícola estaba paralizada pues varios campesinos abandonaron el campo para enrolarse en las filas del gobierno o las revolucionarias. En 1911 la producción industrial era de setenta y un mil toneladas, mientras que en 1921, fue de tan solo cuarenta y dos mil; sin embargo, cabe destacar que ciertas industrias —como la del cemento o metales— continuaron en desarrollo, ejemplo de ello fue la Fundidora de Fierro y Acero de Monterrey que mantuvo su producción constante de cincuenta mil toneladas al año.
Por lo tanto, la política económica tuvo como tarea consolidar el aparato productivo. Sin embargo, el país enfrentaba problemas: la insuficiente circulación monetaria, la carestía, escasez y especulación con productos alimenticios y de consumo, lo cual obstaculizaba el desarrollo de la economía del nacional.

##### Industria petrolera
La industria petrolera tuvo una posición difícil, pues carecía de una legislación que la normara. Esta industria dependía de los acuerdos firmados por la presidencia y la Suprema Corte de Justicia con las compañías petroleras extranjeras, las cuales se amparaban en las leyes de su gobierno. Por lo tanto, el gobierno mexicano tenía que anular las normas constitucionales y, en consecuencia, no podía obtener los suficientes recursos fiscales para cumplir con sus obligaciones. Así que el presupuesto nacional era exiguo.
El gobierno creó el Departamento del Petróleo para explorar y explotar mantos petrolíferos; pero en realidad, esto no beneficiaba al país por lo anteriormente mencionado.

##### Política económica y reparto agrario
El artículo 27.º constitucional consagraba tanto el derecho a la propiedad privada como a la pública; con esta referencia, Obregón normó su política agraria. Pero el problema era que aún prevalecían los problemas antiquísimos: el reparto agrario y la producción del campo. La infraestructura era inexistente, no se habían construido obras de riego, presas, canales, caminos y otras obras para el desarrollo del país; por lo tanto, el mayor porcentaje de la producción agrícola era de temporal, sólo en tiempo de lluvias era posible la producción en el campo. Muchos terrenos fueron abandonados por no ser aptos para el trabajo agrícola.
Mientras tanto, el latifundismo continuaba y Obregón estaba a favor de éste porque el reparto de la propiedad no solucionaba el problema de la tenencia de la tierra; pues consideraba que de esa manera se destruía la propiedad, se afectaba la producción y, en consecuencia, se perjudicaba la economía del país.
Además, Obregón se pronunciaba en favor de aquellos que con su esfuerzo hicieron producir el campo. Para Obregón, el problema de la tenencia de la tierra se resolvería en función del trabajo. El reparto agrario sólo se haría cuando el propietario o latifundista no trabajara de manera adecuada la tierra o cometiera injusticias contra sus jornaleros. A pesar de esta posición, se repartieron 971 627 hectáreas y con ello comenzó la reforma agraria.

#### Educación, arte y cultura

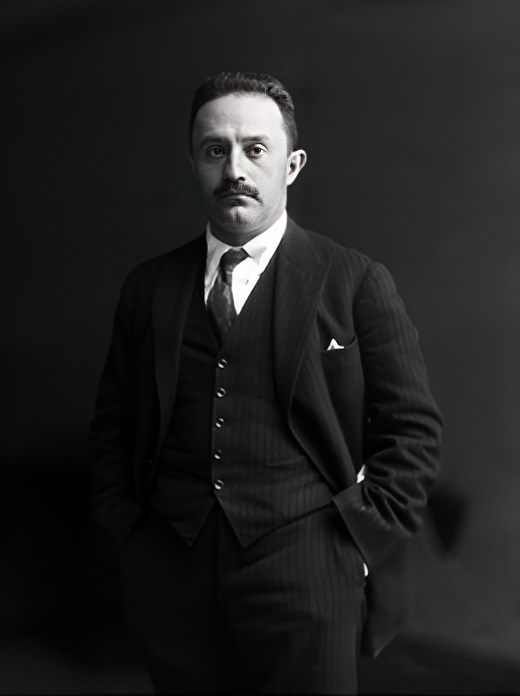
José Vasconcelos, primer secretario de Educación.

El 3 de octubre de 1921 se creó la Secretaría de Educación Pública (SEP). José Vasconcelos fue el primer titular de esta institución y con el apoyo de Obregón emprendió una campaña en favor de la enseñanza: elaboró un proyecto educativo nacional, que incluía la alfabetización y la construcción de aulas, escuelas rurales y bibliotecas públicas. Se formaron misiones culturales y se publicaron obras clásicas a precios populares. Además, se estableció el Departamento de Bellas Artes.
La creación de esa Secretaría permitió la fundación de la Escuela Mexicana de Pintura y el muralismo cobró auge. Se organizó el Sindicato de Obreros, Técnicos, Pintores y Escultores, con la participación de David Alfaro Siqueiros, Diego Rivera, José Clemente Orozco, Xavier Guerrero, Carlos Mérida y muchos otros. El mexicanismo y la historia nacional están presentes en la obra de esos artistas, que incluso revolucionaron de manera técnica las artes plásticas.
En las artes destacaron muchos artistas. En el campo musical, Manuel M. Ponce; en la literatura, Ramón López Velarde, Enrique González Martínez, José Vasconcelos, Alfonso Reyes Ochoa, Amado Nervo, entre otros.

#### Política exterior

Calvin Coolidge, presidente de Estados entre 1923 y 1929, se negaba a reconocer el gobierno de Obregón hasta llegar a un acuerdo.

El gobierno de Obregón reconoció a la Unión de Repúblicas Socialistas Soviéticas (URSS), el primer país socialista en la historia. Ese país había sido agredido por Estados Unidos, Inglaterra y Francia, con el propósito de acabar con el régimen socialista, considerado una amenaza para sus intereses. Por otras parte, los gobiernos de Gran Bretaña y Estados Unidos habían reconocido a Carranza; pero ahora desconocían a los gobiernos de Adolfo de la Huerta y de Álvaro Obregón, pues veían en peligro sus intereses petroleros expresados en las secciones anteriores..
Estados Unidos pretendía que se firmara un «Tratado de Amistad y Comercio»; pero el gobierno estadounidense puso como condición que se hiciera con un marco jurídico similar al porfirista; es decir, contrario al nuevo artículo 27.º constitucional.
Para presionar al gobierno mexicano, navíos de guerra norteamericanos anclaron en Tampico; y —ante estas amenazas— México redujo los impuestos a la producción petrolera. Además del Tratado de Amistad y Comercio, también se discutieron los asuntos de la deuda externa y el petróleo.
Se llevaron a cabo diecinueve sesiones entre ministros de ambos países en la calle Bucareli del Centro Histórico de la Ciudad de México —razón del nombre de los tratados— en los que se pretendían arreglar las quejas provenientes de estadounidenses por daños y perjurios debido al proceso revolucionario entre 1910 y 1920; se pretendía llegar a un «entendimiento satisfactorio». El gobierno mexicano haría concesiones a los propietarios y a los intereses extranjeros, sin socavar la soberanía del país; la firma del tratado no sería una condición para el reconocimiento del gobierno mexicano.
El Tratado de Bucareli fue firmado por Álvaro Obregón el 13 de agosto de 1923 con el que se llegó, esencialmente, a los siguientes acuerdos:
- Las propiedades agrícolas expropiadas a estadounidenses se pagarían con bonos, si no eran mayores a 1755 ha.
- Las propiedades que rebasaran dicha extensión, el pago sería de inmediato y pagadas de contado.
- Se integraría una comisión que se encargaría de revisar las reclamaciones pendientes a partir de 1868; las reclamaciones originadas por la Revolución se resolverían aparte.
- Con relación al petróleo, el artículo 27.º no era retroactivo para los norteamericanos que habían adquiridos sus concesiones anteriores a la promulgación de la nueva carta magna, lo que les permitía seguir explotando libremente el hidrocarburo.

Aquel tratado no tuvo una validez oficial entre los congresos de ambos países, siendo únicamente un acuerdo informal, que comprometía únicamente a Obregón pero no a sus sucesores. Se desconoce la cantidad de dinero pagada a estadounidenses durante el período presidencial de Obregón; el tratado contenía una parte pública y otra privada. El 10 de septiembre de 1923 Estados Unidos normalizó sus relaciones con México.

#### Asesinato de Francisco Villa
Con la llegada de Obregón a la presidencia promovió abiertamente sus intenciones —más o menos directas— de orquestar el asesinato de Villa. Con la revolución delahuertista (que será explicada en la siguiente sección) se decidió oficialmente el destino de Villa. Plutarco Elías Calles le ofreció al general Lara orquestar el asesinato a cambio de una suma de dinero y un ascenso de rango; el 20 de julio de 1923, mientras Villa iba en coche por las proximidades de Parral, fue emboscado y asesinado. Posteriormente su cabeza fue decapitada y, aunque fue enterrada con el resto de su cuerpo, cabe destacar que esta fue sustraída en 1926.

#### Rebelión delahuertista

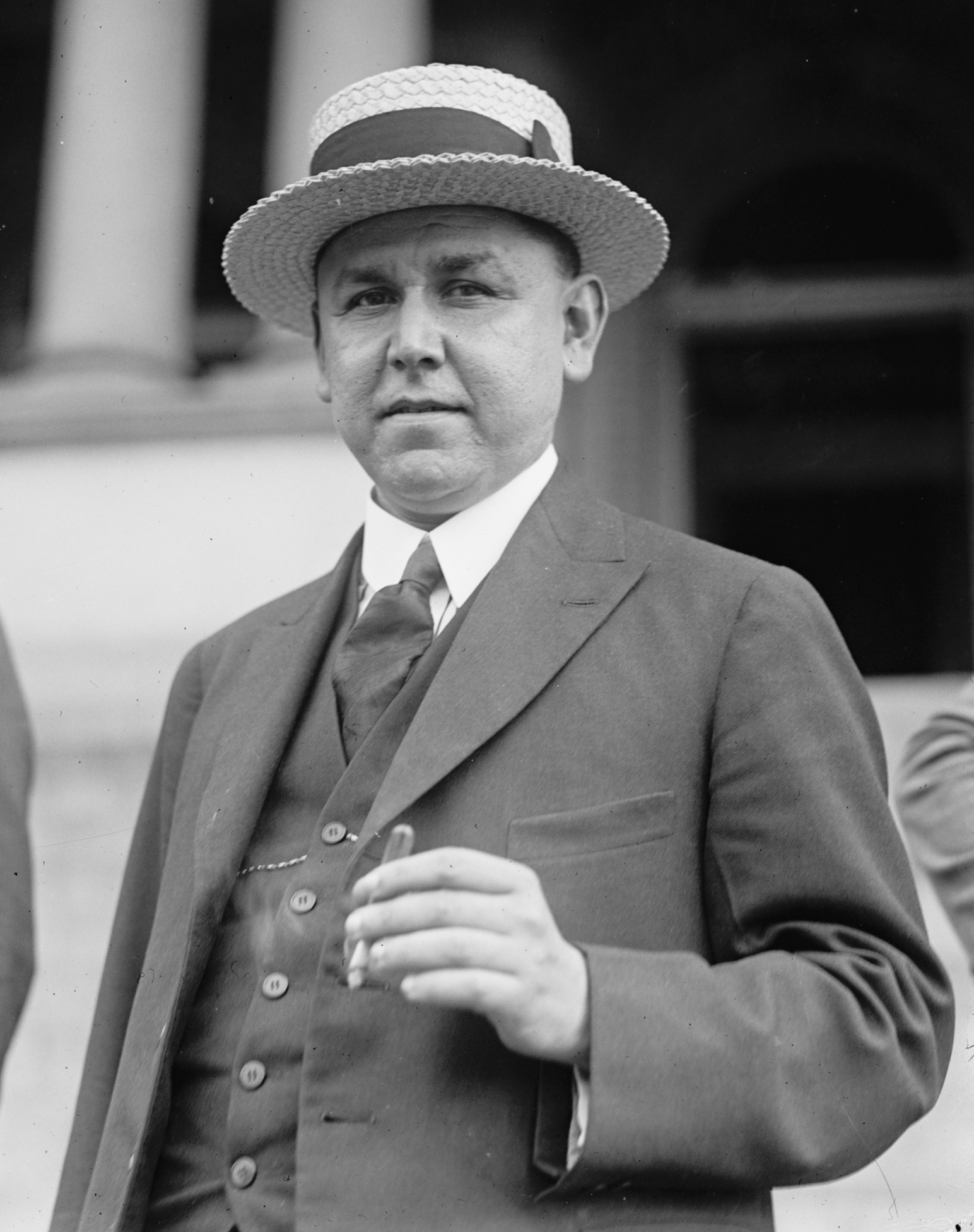
Adolfo de la Huerta en 1922.

Por su parte, el expresidente Adolfo de la Huerta, quien figuraba en el gabinete obregonista como secretario de Hacienda, consideró que el tratado violaba la soberanía nacional y sometía a México a «condiciones humillantes». De la Huerta acusó a Obregón de traición a la patria, mientras que él, a su vez, fue acusado de incompetencia en el desempeño de su cargo y se le hizo responsable de la terrible situación de las finanzas. De la Huerta renunció a su cargo y se trasladó a Veracruz, desde donde lanzó un manifiesto que desató la rebelión delahuertista en diciembre de 1923.
Debido a su aislamiento geográfico, Tabasco se convirtió en el reducto más seguro para los rebeldes, quienes desconociendo al gobernador Tomás Garrido y posesionados de la capital del estado, nombraron como gobernador, primero a Manuel Ferrer Vega quien desempeñó el cargo los días 18 al 20 de enero y después a Manuel Antonio Romero que ocupó la gubernatura desde el 21 de enero hasta el 7 de junio de 1924 cuando terminó la rebelión.
Adolfo de la Huerta dejó Veracruz el 5 de febrero para dirigirse a Villahermosa, antes, llegó al puerto de Frontera, al que el 20 de febrero a través de un manifiesto la declaró Capital delahuertista de México instalando ahí su gobierno. De Frontera, salió el 11 de marzo rumbo a los Estados Unidos.
El final de la rebelión delahuertista se comenzó a escribir, cuando las tropas federales tomaron Mérida y marcharon rumbo a Tabasco convertido en el último reducto de los rebeldes. El General Vicente González que se había pasado del lado de los rebeldes, regresó al ejército federal y tomó el puerto de Frontera, ante esto, el 7 de junio el gobernador delahuertista de Tabasco Manuel Antonio Romero abandonó Villahermosa huyendo hacia Guatemala, el General rebelde Cándido Aguilar, no pudiendo sostenerse en Campeche se encaminó hacia Tabasco con las fuerzas que lo seguían, en el camino se fue quedando sin soldados, y pese a que se unió al General Salvador Alvarado no pudieron resistir, y Villahermosa fue recuperada por las fuerzas federales el 17 de junio.
La rebelión delahuertista había durado seis meses, el mismo lapso que Tabasco estuvo sustraído de facto del pacto federal; esta sería la última rebelión popular que tuvo alcances nacionales, y también la última que disputó abiertamente la presidencia de la república. Algunos de los jefes importantes como Cándido Aguilar y Guadalupe Sánchez se refugiaron en los Estados Unidos, pero otros como los generales Carlos Greene y Salvador Alvarado de conocida filiación revolucionaria, fueron asesinados, el primero fue fusilado en su hacienda de Comalcalco, Tabasco, y el segundo fue capturado y asesinado por Diego Zubiaur, uno de sus escoltas, en el rancho «El Hormiguero» en Montecristo, Tabasco cuando era conducido hacia la cárcel del puerto de Frontera.
Obregón debió enfrentar militarmente a los delahuertistas y los venció finalmente en febrero de 1924 gracias en gran parte a la creación de un nuevo servicio aéreo. Hay que señalar que el gobierno de Obregón recibió el apoyo del gobierno estadounidense en forma de aviones de combate y munición para enfrentar la rebelión. Tras el fracaso de la rebelión, Adolfo de la Huerta se exilió en Los Ángeles.

### Gobierno de Plutarco Elías Calles

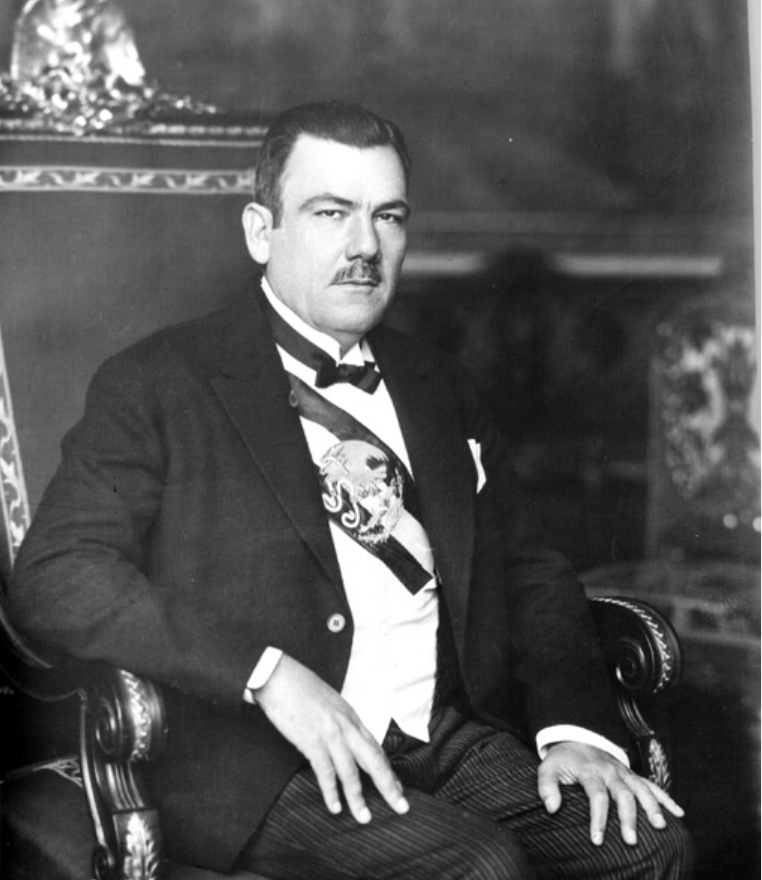
El presidente Plutarco Elías Calles.

Tras las elecciones de 1924, Plutarco Elías Calles resultó como presidente electo por el Partido Laborista Mexicano (PLM) con el 84,15 % de los votos. Él heredó de Álvaro Obregón la política del gobierno sólido cuyo objetivo era la reconstrucción nacional, a través de un Estado fuerte, sustentado en el populismo y en el principio de la conciliación de clases. En este periodo empezaron a materializarse las metas del ajuste económico y de instituir un nuevo orden político.
El nuevo mandatario era un político entre los militares que supo ganarse a los más importantes líderes de la época para que le permitieran continuar con la reconstrucción del país. Calles asentaría su poder sobre cuatro pilares:
- El apoyo del general Álvaro Obregón, principal caudillo de la época.
- La profesionalización y descaudillización del Ejército.
- La organización de las bases que lo llevarían a la creación del Partido Nacional Revolucionario.
- El acuerdo estadounidense con todo y renegociación de la deuda.[217]

#### Política interna
Durante el mandato de Calles: se llevó a cabo una reforma para obtener mayores ingresos para el Estado; se reorganizó el sistema fiscal y se estableció un sistema bancario; se creó el Banco de México, la Comisión Nacional Bancaria, el Banco de Crédito Agrícola, el Banco Cooperativo Agrícola, la Comisión Nacional de Caminos y la Comisión Nacional de Irrigación.
La intervención del Estado en la economía no sustituyó a la iniciativa privada, pero le abrió el camino. También se creó el Impuesto Permanente sobre la Renta y se estableció el sistema proporcional para gravar a quienes recibían mayores ingresos.
Otra gran transformación institucional fue la del sector militar. Se hicieron reformas para la modernización del ejército, y para someterlo a un control bajo el Estado. El objetivo era marcar una separación entre las actividades políticas y las militares.
Otra de las grandes preocupaciones del pueblo era la posesión de la tierra. Calles favoreció a la pequeña propiedad agrícola, en detrimento del ejido. Esta tendencia quedó plasmada en la Ley Reglamentaria de Tierras Ejidales y la Constitución del Patrimonio Parcelario Ejidal, en la que se planteaba la división obligatoria de las tierras comunales y ejidales en parcelas individuales (Ley Bassols). Al mismo tiempo, los campesinos crearon organismos para defender sus intereses, como la Liga Nacional Campesina y la Liga de Comunidades Agrarias.

#### Guerra Cristera

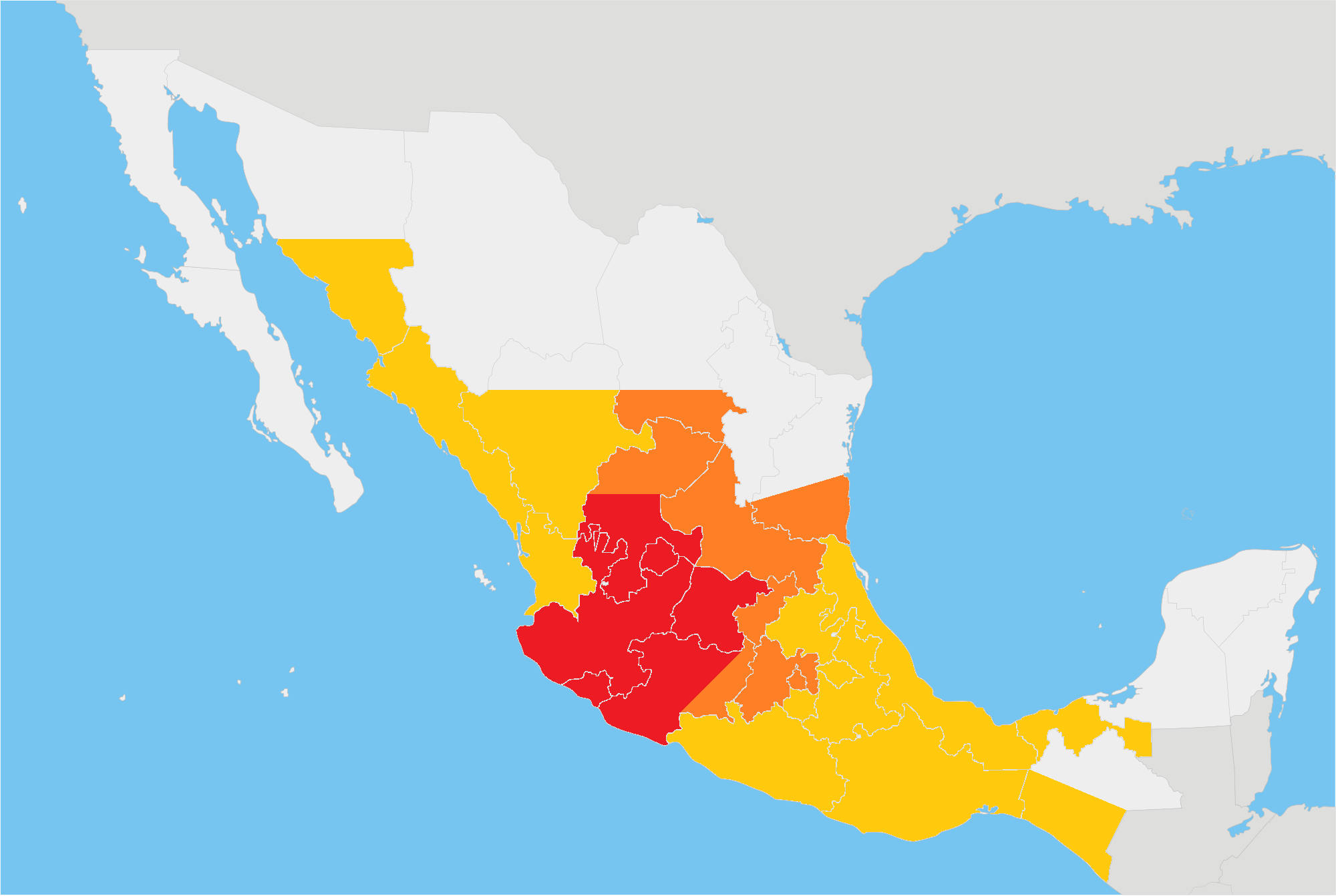
Mapa con las regiones donde hubo brotes cristeros.
Brotes de alta importancia
Brotes de mediana importancia
Brotes esporádicos de poca importancia

La Guerra Cristera o «Cristiada», fue con conflicto transcurrido entre 1926 y 1929. Se caracterizó como un enfrentamiento armado entre el gobierno y milicias de laicos contra presbíteros y religiosos católicos que resistían la aplicación de legislación y políticas públicas orientadas a restringir el poder y la participación de la Iglesia católica sobre los bienes de la nación así como en procedimientos civiles. Luis González y González, historiador mexicano, describió el conflicto como «una guerra sangrienta como pocas: el mayor sacrificio humano colectivo en toda la historia de México». Además de las 70 000 vidas perdidas, también significó una caída fulminante de la producción agrícola y la migración de 200 000 personas.
Hacia 1919, los católicos habían fundado el partido político Nacional Republicano, y exigieron que fuera reformada la Constitución al tiempo que organizaban manifestaciones contra el gobierno revolucionario y gritaban por la Ciudad de México sus filiaciones religiosas.

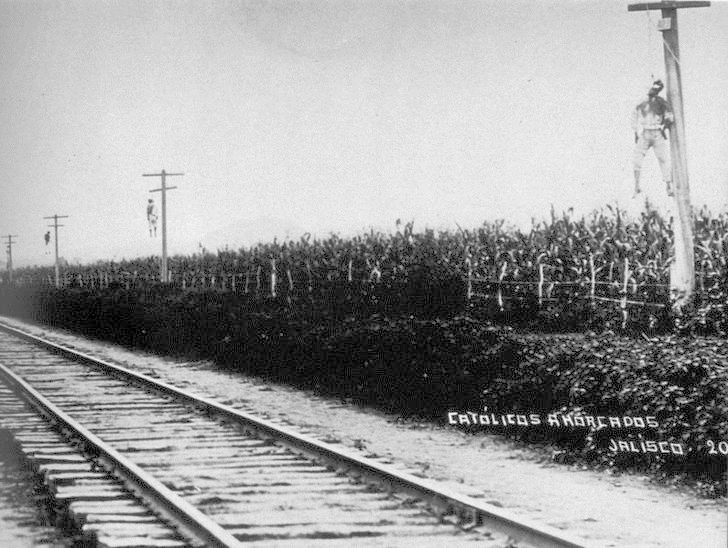
Cristeros colgados en Jalisco. Durante la Guerra Cristera, los rebeldes eran fusilados y posteriormente colgados como escarmiento.

En febrero de 1925 los dirigentes de CROM concibieron la idea de formar una Iglesia católica separada de Roma y pusieron en práctica su proyecto en un templo de Ciudad de México, el cual tomaron violentamente, por las armas, y donde instalaron al sacerdote renegado para que fuera el patriarca de la nueva Iglesia. Por ese tiempo, los gobernadores anticlericales de los Estados de Veracruz y Tabasco dictaron decretos para limitar las funciones de los sacerdotes. En protesta, los jóvenes católicos fundaron, en marzo de 1925, la Liga Nacional de Defensa Religiosa.
El conflicto entre la Iglesia y el gobierno se agudizó cuando el arzobispo de México, José Mora del Río, realizó protestas contra las disposiciones que se referían a las cuestiones religiosas en el artículo 130 de la Constitución. Calles ordenó al procurador de Justicia la detención del arzobispo, lo cual produjo numerosas protestas de los católicos y de varios embajadores extranjeros.
El 14 de junio de 1926, el gobierno Calles expidió una Ley adicional que fue publicada el 2 de julio del mismo año, en la que limitaba el número de sacerdotes en cada estado y donde se establecía que todos los sacerdotes del país que debían registrarse con cada presidente municipal y solamente podrían ejercer sus funciones quienes tuvieran una licencia otorgada por el Gobierno.
Sin embargo dichas medidas no respondían solo a la animadversión del presidente. La Iglesia Católica en distintos niveles (párrocos, obispos y la curia superior de la Ciudad de México) tenía varios años promoviendo e incitando actos de intervención política de sus ministros de culto, incluso dirigiendo o apoyando grupos políticos reaccionarios que se oponían a las medidas más radicales de la constitución (educación pública, reparto de tierras y derechos laborales). Uno de estos actos, fue el acoso a los maestros que dirigían las "Misiones culturales" promovidas por José Vasconcelos.
Esta ley efectivamente no solamente no separaba Iglesia y Estado, sino que el gobierno adquiría «Carta blanca» legal para inmiscuirse en los asuntos internos de la Iglesia Católica. Debido a la Ley Calles, fueron clausurados 142 templos en el País y varias capillas en asilos de beneficencia privada abiertos al público, se cerraron 73 conventos y se expulsó a numerosos sacerdotes extranjeros. Ante estas agresiones por parte del gobierno, a finales de julio de 1926, el episcopado mexicano ordenó la suspensión de todos los actos de carácter religioso.

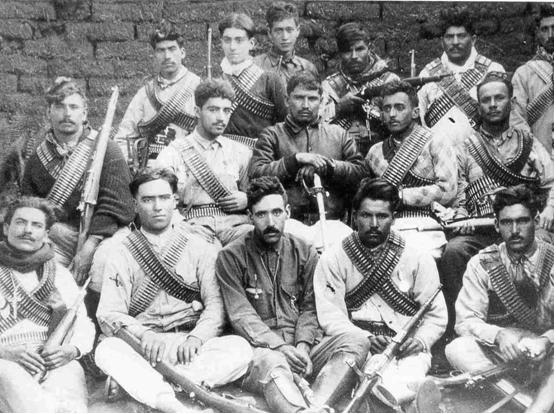
Cristeros de San José de Gracia (Michoacán): al centro, con sable, Anatolio Partida, a la derecha, Honorato González.

El gobierno de Calles, para combatir a los rebeldes, invirtió enormes recursos económicos, materiales y humanos, pues tuvo necesidad de emplear más de 200 000 soldados. Sin embargo, en las zonas rurales, donde el conflicto tomó un matiz de lucha armada, se combinaron elementos ajenos a la defensa de la libertad religiosa, y es que muchas de las tierras enajenadas a la iglesia, eran sembradíos y áreas de pastoreo comunitarias que la iglesia solo detentaba como propiedad legal, pero no las usufructuaba, por los que campesinos perdieron su patrimonio. El conflicto bélico se extendió principalmente en los estados del centro-occidente.
Emilio Portes Gil, comenzó una larga negociación, en la que participó como mediador, el recién llegado embajador estadounidense, Dwight Morrow. Se logró un acuerdo de amnistía general para todos los levantados en armas que quisieran rendirse. Se acordó devolver las casas curales y episcopales, y evitar mayores confrontaciones en lo sucesivo.
El acuerdo no tomó en cuenta a los 500 000 combatientes del ejército cristero que para ese momento habían sufrido 25 000 bajas. Decepcionados, la mayoría dejó las armas, otros, aun bajo la condena de las autoridades eclesiásticas continuaron la lucha durante varios años. Aquella guerra no solo costó 70 000 vidas sino una caída fulminante de la producción agrícola y la emigración de 200 000 personas.
En enero de 1928, Morrow y el secretario general de la National Catholic Welfare Conference, John Joseph Burke, promovieron un acercamiento entre el presidente y los obispos mexicanos. Expusieron a Calles las intenciones de la Iglesia mexicana de reanudar el culto público y poner fin a la guerra. En respuesta, Calles se mostró dispuesto a escuchar las quejas que presentara cualquier prelado o simple particular, por injusticias cometidas a causa de algún exceso en la aplicación de la ley.

### Maximato

Logo del Partido Nacional Revolucionario (PNR).

La sucesión presidencial de 1928 resultó particularmente violenta; todo comenzó en 1927 cuando una reforma constitucional restableció la reelección presidencial, la misma contra la que se había revelado Madero. Esto abrió las puertas al regreso de Obregón, que se aprestaba a alternarse el poder con Calles. Se desató una ola de violencia entre los generales revolucionarios que, sin la fuerza para sostener rebeliones nacionales, cometieron asonadas y motines locales para presionar la reversión de dicha reforma o en el menor de los casos la declinación de Obregón. En el camino de la contienda electoral Obregón fue víctima de dos atentados, al tiempo que generales como Francisco R. Serrano y Arnulfo R. Gómez (precandidatos presidenciales) eran asesinados. Álvaro Obregón ganó la reelección en las elecciones del 1 de julio de 1928, sin embargo el día 17 del mismo mes fue asesinado por el fanático religioso José de León Toral.
La muerte de Álvaro Obregón motivó a Calles a expresar que México debía «pasar de ser un país de caudillos a ser uno de instituciones y leyes». En diciembre de 1928 se publicó el manifiesto del Comité Organizador del Partido Nacional Revolucionario (PNR), que nació como alianza de diversos partidos. Calles se convirtió en el Jefe máximo de la Revolución, y en su calidad de hombre fuerte influyó en la vida política del país. De 1928 a 1934, ejerció un poder político equiparable al de jefe de Gobierno, aun sin ser el presidente de la república. Este periodo, conocido como Maximato, abarca los gobiernos de: Emilio Portes Gil, Pascual Ortiz Rubio y Abelardo L. Rodríguez.

#### Gobierno de Emilio Portes Gil

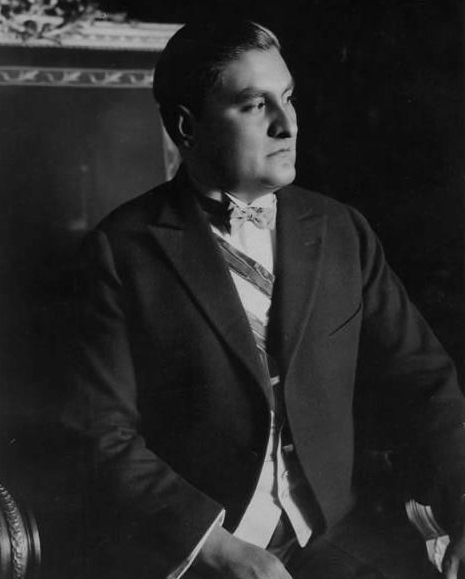
Retrato oficial de Emilio Portes Gil como presidente de México.

Calles maniobró para que el Congreso designara como presidente interino a un obregonista moderado; la elección recayó en Emilio Portes Gil. Los acontecimientos más importantes durante su gobierno fueron:
- Solución de la Guerra Cristera, retrasada a causa de conflictos políticos, se dio hasta el 21 de junio de 1929, después de que terminara el periodo presidencial de Calles, con la firma de «acuerdos» entre el gobierno y la Iglesia. Sin ceder en ninguno de sus principios revolucionarios ni derogar ley alguna, el gobierno concedió la amnistía a todos los cristeros que quisieran rendirse y ordenó la devolución de los templos y casas.
- El 4 de marzo de 1929 se fundó el Partido Nacional Revolucionario a instancias del expresidente Plutarco Elías Calles, unificó a todos los grupos políticos surgidos de la revolución, en aras de dar por terminadas las posibilidades de nuevas rebeliones militares que quitaban y ponían presidentes desde el siglo XIX. Esta unificación provocó que automáticamente el partido se convirtiera en el único representado en las dos cámaras del Congreso de la Unión, las gubernaturas, las presidencias municipales y los congresos locales, ya que absorbió a los partidos y sectores previamente representados en cada uno. En este proceso estuvo incluido el propio Emilio Portes Gil (miembro del Partido Laborista Mexicano igualmente unificado), que también se volvió miembro del nuevo partido. En ese momento comenzó el monopolio político del partido que encabezaría la presidencia de la república hasta el año 2000.
- Estallido de la crisis económica mundial que afectó al país en dos sentidos: la economía se contrajo y se agudizó el desempleo, por la repatriación de mexicanos desde Estados Unidos.
- Rompimiento de relaciones entre México y la Unión Soviética; el gobierno mexicano declaró ilegal al Partido Comunista Mexicano y prometió ayuda a Augusto Sandino para sacarlo de Nicaragua.
- Concesión de la autonomía a la Universidad Nacional de México el 22 de mayo de 1929, para pasar a llamarse Universidad Nacional Autónoma de México (UNAM).

Puesto que el gobierno de Portes Gil era únicamente en calidad de interino, el país se preparó para las elecciones extraordinarias de 1929. En el PNR hubo polémica sobre quién sería el elegido en la convención, pues al principio se había propuesto a Aarón Sáenz. En un cambio de último momento se decidió por el General Pascual Ortiz Rubio, quien había sido embajador en Brasil y no poseía una fuerza política comparable con Sáenz; según algunas opiniones contemporáneas, se considera que esta acción se realizó para que Ortiz Rubio pudiera ser manipulado políticamente por Calles.

##### Elecciones de 1929
José Vasconcelos, anterior secretario de Educación Pública y rector de la Universidad Nacional, fue el candidato por el Partido Nacional Antirreeleccionista (PNA). Su campaña fue, desde un inicio, apoyada por jóvenes en el norte del país y en Estados Unidos; pues, cuando fue notificado de la muerte de Obregón, Vasconcelos se encontraba exiliado en San Francisco. Con el apoyo de Manuel Gómez Morín, Vasconcelos tuvo el valor de enfrentarse al partido de Calles, el PNR, y probar su suerte con una candidatura civil. Su campaña, además de ser en extremo problemática mientras más se acercaban las elecciones, fue apoyada por la mayor parte de la clase media católica y los jóvenes. El tercer candidato fue Pedro Rodríguez Triana, por el Partido Comunista Mexicano (PCM), antes de que este fuera ilegal; la campaña de Triana se vio limitada, sobre todo en los estados del norte, donde la presencia de Vasconcelos fue muy aclamada.
La elección fue llevaba a cabo el 17 de noviembre de 1929. Es recordada como uno de los fraudes electorales más importantes en la historia de México, aunque ha sido poco documentado. El fraude fue denunciado por el grupo vasconcelista y el Partido Nacional Antirreeleccionista (PNA)  (e, incluso, cónsules norteamericanos de diferentes estados de la república). José Vasconcelos y muchos de sus seguidores documentaron varios de los eventos acontecidos en el día de la elección tales como el control total o parcial de urnas por parte del gobierno y el PNR.
Se llegaron a denunciar más votos por Ortiz Rubio que el total de votantes registrados en ciertas poblaciones. El resultado de las elecciones causó descontento en los sectores que lo apoyaban, pero sobre todo hizo que Vasconcelos no reconociera la victoria de Ortiz Rubio y huyera a Estados Unidos para manifestarse abiertamente en contra del presidente electo. En su exilio proclamó el Plan de Guaymas donde llamaba al país a levantarse en armas y proclamar su gobierno. La rebelión fue rápidamente contenida por el gobierno y perdió fuerza.

#### Gobierno de Pascual Ortiz Rubio

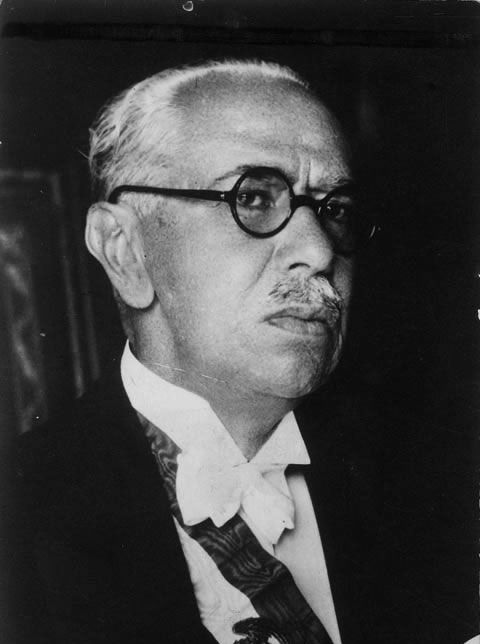
Pascual Ortiz Rubio. Último presidente en la historia del país que ha renunciado a su cargo, y único por voluntad propia (sin presión por opositores políticos).

Tras la severa crisis política por el fraude electoral, Calles impulsó un nuevo gabinete para Ortiz Rubio; por su futura importancia la política del país, destacaron el mismo Calles y Abelardo L. Rodríguez como secretarios de Guerra y Juan Andreu Almazán como secretario de Comunicaciones y Trasporte.
El mismo día de la toma de posesión, el 5 de febrero de 1930, ocurrió un atentado contra su vida orquestado por Daniel Flores González; él fue sentenciado a diecinueve años de prisión, sin embargo, fue encontrado muerto al año siguiente en su celda. Por otro lado, Ortiz Rubio padeció un trauma psíquico, que le produjo una neurosis incurable después de tres semanas de hospitalización, durante las cuales estuvo obligadamente al margen de la escena política; Calles siguió controlando la escena política del país durante aquellos tiempos.
Aunque su régimen fue breve, tuvo gran importancia. Entre las acciones más sobresalientes de su gobierno se encuentran:
- La crisis política provocada por la pugna entre el secretario de Gobernación, Emilio Portes Gil, y el presidente, por el control de la política interna.
- La crisis económica, que se manifestó en el cierre de fábricas y el ajuste de salarios, así como la persecución de obreros.
- La ratificación de la libertad de culto.
- La promulgación de la Ley Federal de Trabajo, que reglamentaba las relaciones obrero-patronales.
- La Doctrina Estrada (impulsada por el secretario de Relaciones Exteriores, Genaro Estrada), mediante la cual el gobierno mexicano no reconocía ni desconocía Estados, únicamente mantenía o retiraba a sus diplomáticos. Entre ellos se puede destacar, el reconocimiento de la Segunda república española.
- La ampliación de la red telefónica.

El 2 de septiembre de 1932, tras dos años de su gobierno (que se supondría terminaría hasta 1934), renunció frente al Congreso de la Unión, haciendo eco a la atmósfera de golpe de Estado que se respiraba:

Salgo con las manos limpias de sangre y dinero, y prefiero irme, y no quedarme aquí sostenido por las bayonetas del ejército mexicano.

#### Gobierno de Abelardo L. Rodríguez
Tras la renuncia de Ortiz Rubio, en términos del artículo 84.º constitucional, el Congreso se erigió en colegio electoral para designar al sustituto que debía concluir el período; la propuesta del presidente sustituto se hizo por único grupo parlamentario que militaba en el Congreso, es decir, el Partido Nacional Revolucionario (PNR), quien propuso a los siguientes individuos: Alberto J. Pani, Joaquín Amaro Domínguez, Juan José Ríos y Abelardo Luján Rodríguez. Este último fue quien resultó elegido, pues cuando se escuchó su nombre en la terna del PNR, fue ovacionado, con lo que se entendió que sería electo por unanimidad.
La misión fundamental de Rodríguez fue preparar la transmisión de la presidencia al candidato del Partido Nacional Revolucionario para el sexenio (que ya se había empezado a plantear dentro de la política mexicana) de 1934-1940.
Durante su gobierno se desarrollaron las siguientes acciones:
- Inició la política de estabilización de la moneda.
- Apoyo al desarrollo industrial y el comercio.
- Mejoramiento de las vías de comunicación.
- Promulgación de la reforma antirreeleccionista a la Constitución,[232] que evitaba la reelección (sin importar la circunstancia del gobierno) de todos los cargos de elección popular, establecida a partir del 29 de abril de 1933 y que actualmente sigue vigente, aunque con algunas breves diferencias.
- Promulgación de la Ley de Nacionalización y Naturalización, el Código Sanitario, las Leyes Orgánicas del Ministerio Público Federal y la de los Tribunales Federales.
- Inauguración del Palacio de Bellas Artes.

### Gobierno de Lázaro Cárdenas

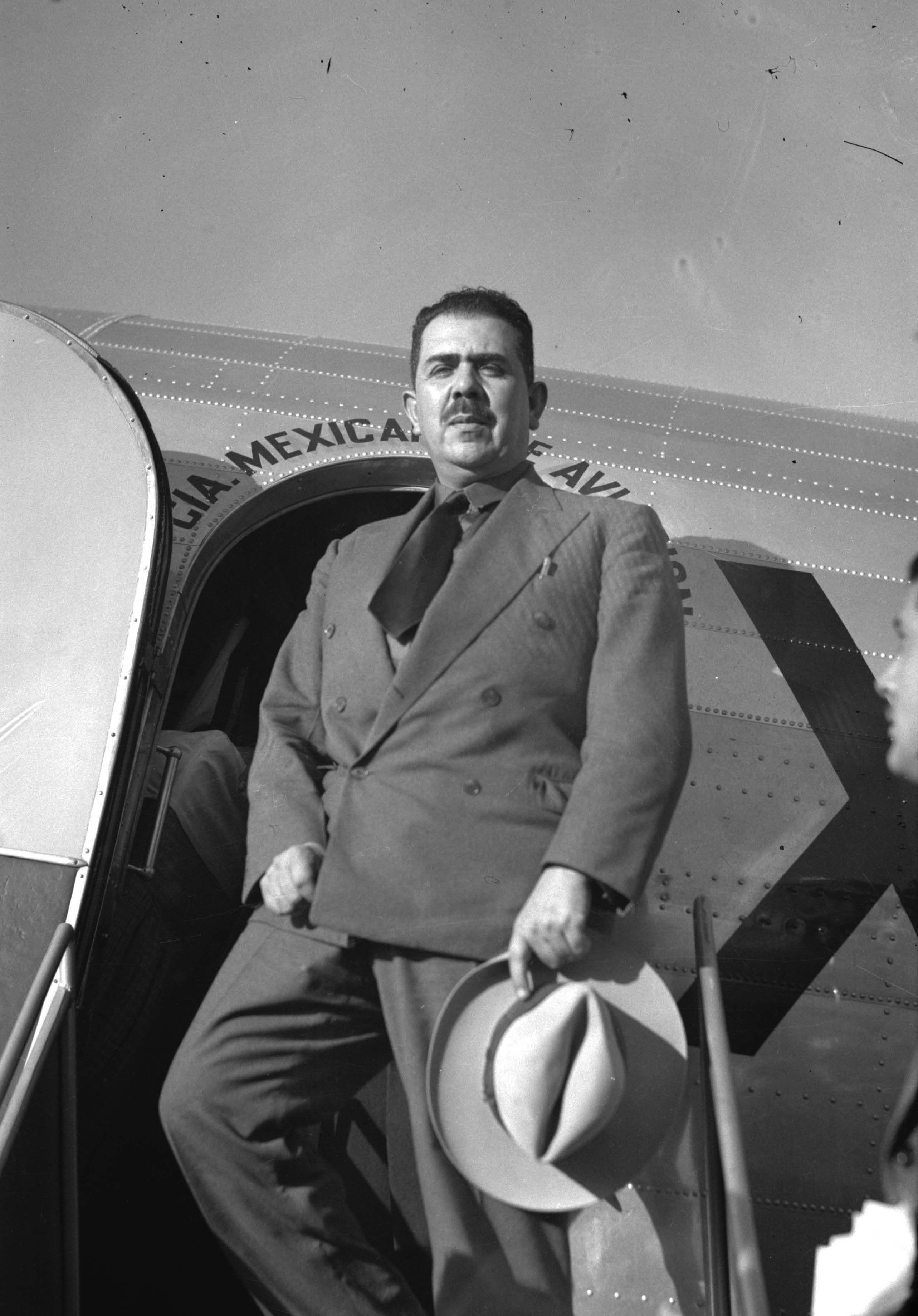
Fotografía de Lázaro Cárdenas en 1937.

#### Situación política
Lázaro Cárdenas del Río tomó posesión de su cargo el 1 de diciembre de 1934. Sin embargo, para este momento, Calles todavía tenía mucho poder e influyó en la conformación del gabinete de gobierno, tratando de imponer a Cárdenas las mismas condiciones que a los anteriores tres presidentes.
Ante tal situación, Cárdenas empezó a tomar medidas políticas que contravenían las directrices callistas, y hacerse de aliados para concentrar mayor poder de su lado, con apoyo de grupos al interior del PNR. Durante su gobierno terminó por concretarse la hegemonía definitiva del presidente de la república sobre el sistema político mexicano. Esto lo gestó a través de la anulación política de Calles, creando un sistema corporativista, en el que su alianza con sectores militares, obreros, campesinos, populares y de burócratas, ajenos al expresidente, consolidaron su mando y la supremacía del cargo en el estado mexicano.
Cabe recordar que para hacer frente a la crisis política como consecuencia del asesinato de Álvaro Obregón, Plutarco Elías Calles propuso organizar un partido que unificara los grupos políticos. De ese esfuerzo nació el Partido Nacional Revolucionario (PNR). En 1938, Cárdenas lo transformó en partido de sectores (campesino, obrero, militar y popular) y de Estado: el Partido de la Revolución Mexicana (PRM).

Logo del Partido de la Revolución Mexicana (PRM).

En 1934 se realizó una reforma del artículo 3.º de la Constitución para establecer la educación socialista, pero con ello no se refería a concepto hoy conocido como ‘propio del socialismo’, sino, a la igualdad de condiciones que cada mexicano tenía para acceder a su derecho de la educación.
El primer paso de la política de masas de Cárdenas consistió en afianzar la unidad con los grupos de trabajadores organizados, para que colaboraran en el desarrollo económico, no sólo como fuerza política, sino productiva, para el progreso del país.
En febrero de 1936 surgió la Confederación de Trabajadores de México (CTM) que reemplazó a la CROM como centro del movimiento obrero organizado; su primer secretario general fue Vicente Lombardo Toledano; Fidel Velázquez fue el secretario de organización. Lombardo estuvo en el cargo de 1936 a 1941; a partir de 1941 Velázquez se apropió de la dirección de la CTM.
Así, esta organización obrera quedó subordinada desde sus inicios a los intereses del presidente. La política obrera se caracterizó por la creación de cooperativas de trabajadores, por mejorar las condiciones de trabajo y brindar apoyo a huelgas y movimientos obreros frente a los empresarios, principalmente de compañías extranjeras. Este apoyo se tradujo más tarde en la expropiación de las compañías y los obreros se afirmaron como una de las bases del gobierno cardenista. Otra importante organización fue la Federación de Sindicatos de Trabajadores al Servicio del Estado (FSTSE), que integró la burocracia de Estado, sector que integraba el PRM, junto con el obrero, campesino y militar.

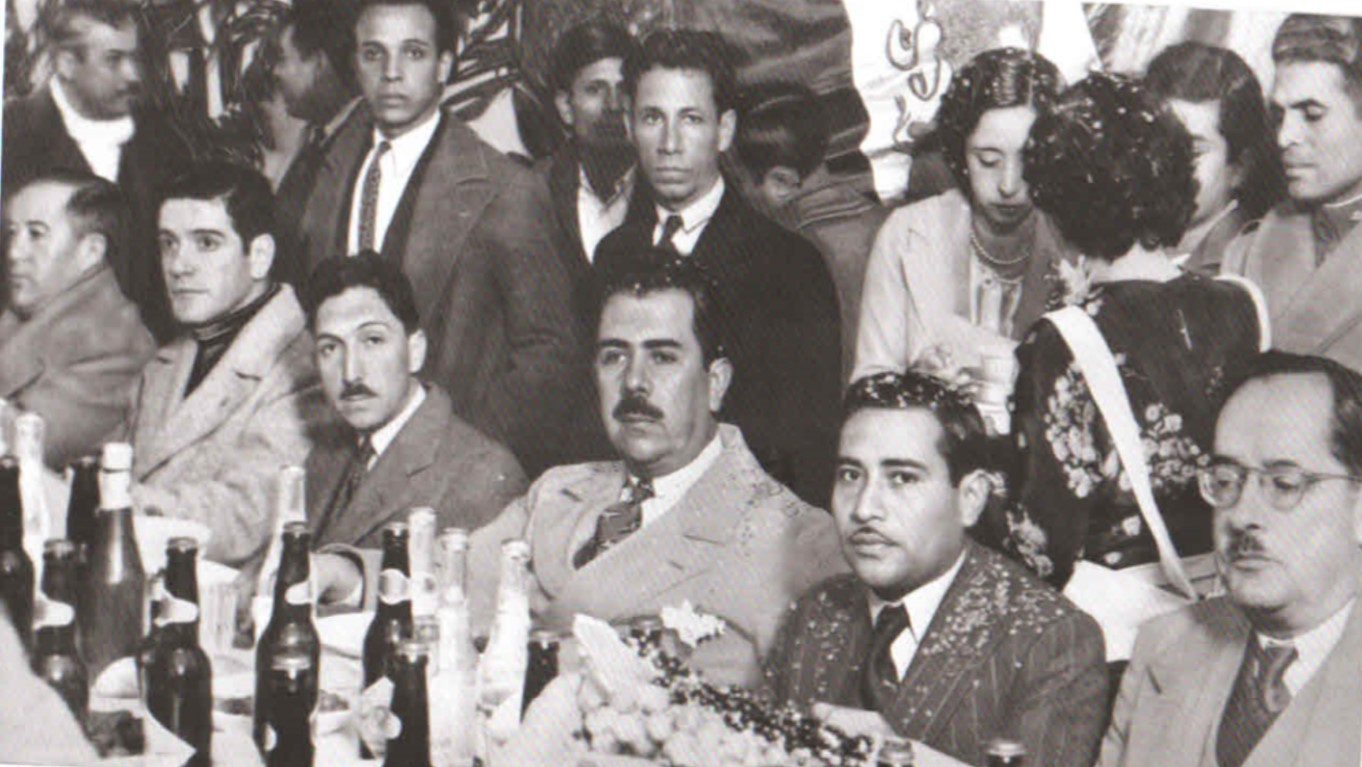
Banquete por el Sindicato de Santa Rosa (hoy Ciudad Mendoza, Veracruz) en enero de 1938. Aparecen otros tres personajes que ocuparían posteriormente la presidencia de la república: Ávila Camacho, Alemán Valdés y Díaz Ordaz.

Asimismo, Cárdenas fomentó el reparto agrario, transformó la propiedad rural, expropió 18 millones de hectáreas de las mejores tierras como las plantaciones de henequén en Yucatán, las tierras algodoneras de La Laguna o las tierras de regadío del valle del Yaqui, en Sonora. Así, la reforma agraria se llevó a fondo y grandes áreas cultivadas pasaron a los campesinos; también organizó un programa de créditos e impulsó la irrigación.
Para Cárdenas, la verdadera reforma agraria estaba en la formación del ejido, por lo que entregó las haciendas a los campesinos. El tipo de expropiación en su gobierno hacía del Estado el propietario de las tierras, y de los ejidatarios, sus beneficiarios. Esta tutela sobre los ejidatarios se amplió con el Banco de Crédito Agrícola. Así, el Estado intervenía para dirigir y asegurar la productividad agrícola.
El ejido se convirtió en una manera de organización y unificación política de los campesinos que se vio cristalizada con la creación de la Confederación Nacional Campesina (CNC). Esta organización integró a gran parte de las agrupaciones campesinas en una central incorporada al partido oficial, factores que convirtieron a las masas campesinas en uno de los principales pilares de apoyo del gobierno.

#### La expropiación petrolera

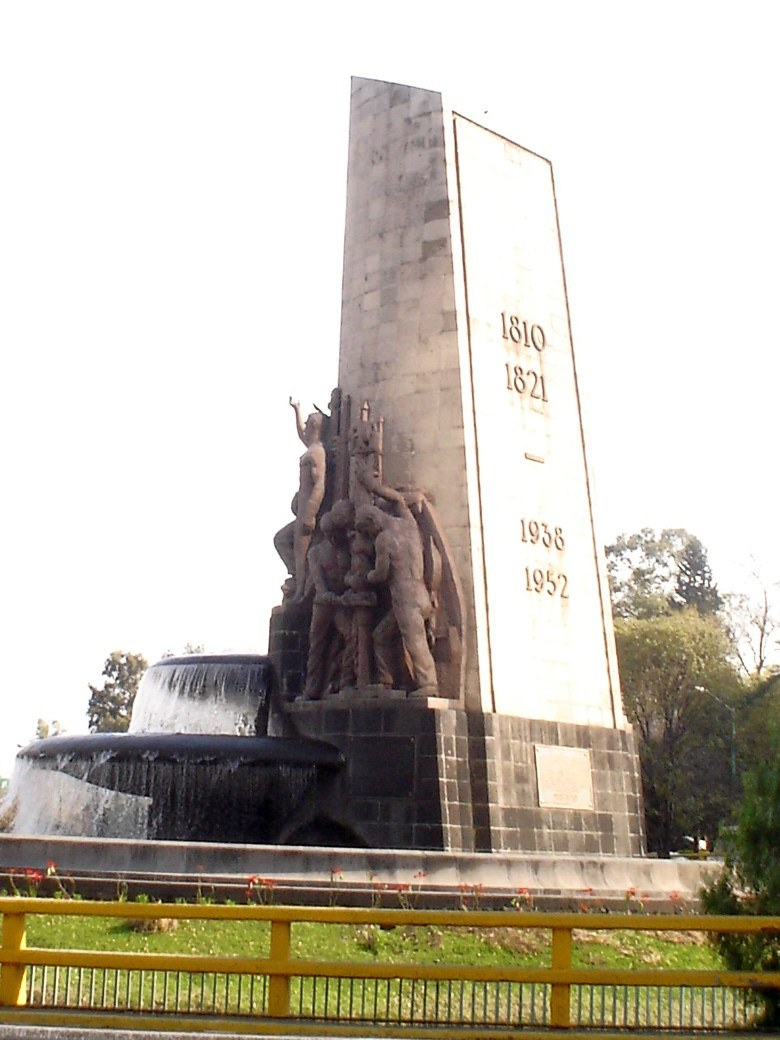
Monumento a la Industria Petrolera de México, inaugurada en 1952.

La política económica cardenista fue conocida como «nacionalismo económico», pues su principal pilar era el interés nacional sobre el privado y extranjero, tal y como estaba expresado en el artículo 27.º de la Constitución. En contraste con el Porfiriato, los creadores del nuevo régimen revolucionario plasmaron en la Constitución el derecho de propiedad de la nación de sus recursos naturales —como el petróleo—. El propósito del proyecto cardenista fue conservar dichos recursos y volver autosuficiente la economía nacional.
Como antecedentes, en noviembre de 1936 se concretó la Ley de expropiación, que le otorgaba al gobierno federal el derecho de expropiar recursos naturales monopolizados en detrimento de la población. A mediados de ese mismo, los 18 000 trabajadores del Sindicato de Trabajadores Petroleros de la República Mexicana emplazan a las compañías petroleras a la firma del primer contrato colectivo de trabajo. Un año más tarde, inicia un conflicto laboral entre el sindicato y las compañías; la Junta de Conciliación y Arbitraje falla en favor de los trabajadores, pero las empresas llevan el tema a tribunales, escalando hasta la Suprema Corte de Justicia de la Nación, quien en enero de 1938 resuelve en favor de los trabajadores, y da de plazo el 7 de marzo de ese año para pagar indemnizaciones por 26 millones de pesos. La intransigencia de las compañías, al negociar con el presidente, se asentó luego de que ya habían aceptado el fallo de la corte, pero se negaron al cumplimiento de otras prestaciones; el rompimiento del diálogo llevó a Cárdenas a tomar una decisión.
Con el fundamento del artículo 27 constitucional que garantiza la propiedad de los recursos naturales a la nación, y con la propia de expropiación, el 18 de marzo de 1938 el gobierno decretó la expropiación de las empresas petroleras extranjeras (principalmente estadounidenses, británicas y neerlandesas) existentes en el territorio nacional:

[…] Que es del dominio público que las empresas petroleras que operan en el país y que fueron condenadas a implantar nuevas condiciones de trabajo. […] Expresaron su negativa a aceptar el laudo pronunciado, no obstante de haber sido reconocida su constitucionalidad por ejecutoria de la Suprema Corte de Justicia de la Nación, sin aducir como razones de dicha negativa otra que la de una supuesta incapacidad económica […]. Se declaran expropiados por causa de utilidad pública y a favor de la nación, la maquinaria, instalaciones, edificios, oleoductos, refinerías, tanques de almacenamiento, vías de comunicación, carros tanque, estaciones de distribución, embarcaciones y todos los demás bienes muebles e inmuebles.

Como respuesta, las empresas extranjeras afectadas protestaron y solicitaron a México el pago de indemnizaciones muy altas, que superan los quinientos millones de pesos de aquella época. El 20 de julio de 1938 se creó Petróleos Mexicanos (PEMEX), cuyo deber —como su nombre lo indica— estaba destino a administrar y dirigir el petróleo nacional tras la Ley de nacionalización concretada unos meses antes.
La situación política se volvió tensa. El gobierno de Cárdenas se vio presionado en retroceder con el decreto, sin embargo, basándose en lo expresado del artículo 27.º constitucional y el hecho sobre la legalidad de la Ley —tanto en su expedición como en la legalidad de las inmediaciones—, no retrocedió ni se decretó nada que atentó contra lo logrado.

#### Política exterior

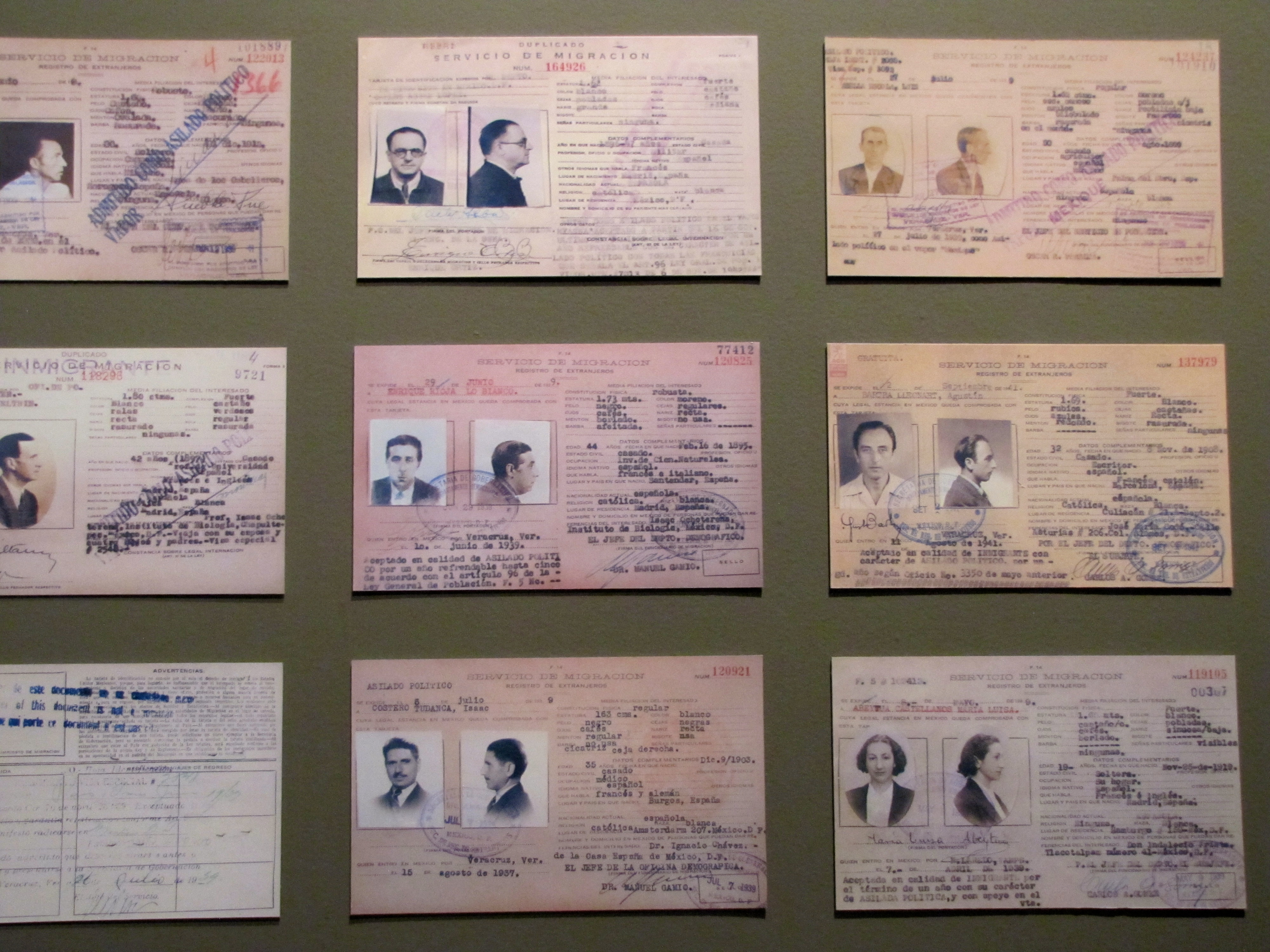
Identificaciones mexicanas de los refugiados españoles que se quedaron a vivir en la Ciudad de México.

El presidente de Estados Unidos Franklin D. Roosevelt, ante el inminente conflicto de la Segunda Guerra Mundial, siguió una política conciliadora y sólo exigió que se cumpliera el pago de las indemnizaciones por el petróleo. En cambio, Países Bajos y Reino Unido no aceptaron la expropiación. Ante esta situación, Cárdenas suspendió las relaciones con Reino Unido, condición que permaneció por varios años.
El régimen de Cárdenas aplicó una brillante política exterior, en la cual se defendieron los principios de no intervención, autodeterminación de las naciones, rechazo a las agresiones del fascismo, apoyo a países agredidos y oposición a prácticas imperialistas. Entre las acciones más importantes destacó la protesta del gobierno de México ante la Sociedad de las Naciones por la invasión de Italia a Etiopía, así como la denuncia y condena ante la invasión nazi a Austria y su supresión como Estado independiente.
Otro aspecto importante en la política exterior cardenista fue el apoyo que se brindó a los republicanos españoles en la guerra contra los falangistas liderados por el general Francisco Franco. Estos estaban adheridos al fascismo, y recibían apoyo de la Alemania nazi; en cambio, los republicanos obtenían ayuda de la Unión Soviética y de México, el cual les vendió armas y sirvió de intermediario para que otros países les brindaran ayuda militar.

#### Elecciones de 1940

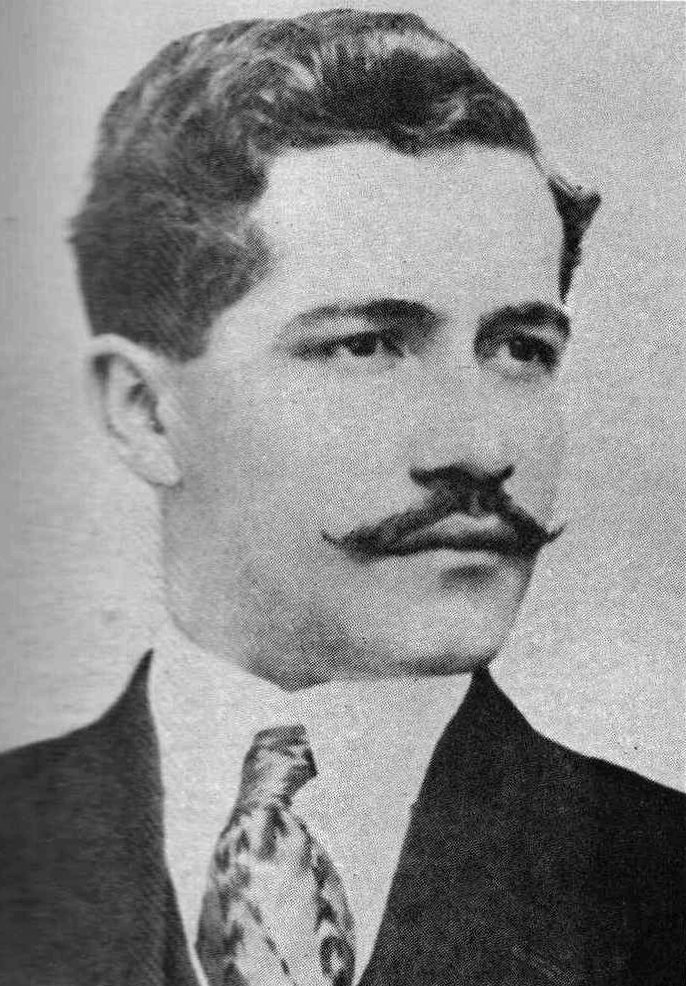
Juan Andreu Almazán.

Desde varios días anteriores a la elección, se esperaba un ambiente polarizado por los resultados de la misma entre los dos principales sufragios: Manuel Ávila Camacho y Juan Andreu Almazán. El segundo, junto al apoyo de varios simpatizantes, fundó el Partido Revolucionario de Unificación Nacional (PRUN), de corriente centroderechista. Los simpatizantes de Almazán habían advertido desde días antes que el PRM preparaba un fraude electoral, además de que el mismo Almazán había calificado a Camacho como un «candidato comunista»; por otro lado, Camacho había calificado a Almazán como «traidor a la patria» y «candidato millonario».
La campaña electoral fue muy violenta.En el propio día de la elección acabó en un baño de sangre pues grupos paramilitares dirigidos por Gonzalo N. Santos por parte del gobierno de Cárdenas abrieron fuego contra los almanzanistas y graves denuncias de irregularidades, que levantaron la afirmación generalizada de fraude electoral. Al día siguiente de las elecciones, Arnaldo Cortesi, un corresponsal de The New York Times, narró lo siguiente en una noticia suya:

Nadie medianamente imparcial que estuviera hoy en la ciudad de México podría dudar de que en esta ciudad el sentimiento popular estaba mayoritariamente a favor del general Almazán. Este corresponsal visitó cerca de veinte casillas en diferentes partes de la ciudad. Sólo dos de ellas estaban integradas por simpatizantes del general Ávila Camacho […].

Cerca de 10 mil [almazanistas] marcharon por la Avenida Juárez cantando lemas de la campaña del general Almazán, tenían la intención de llegar al cuartel general del general Ávila Camacho. Aquí también se encontraron con una barrera de soldados y se desató una verdadera batalla campal. […] La batalla más importante del día empezó cerca de la Oficina de Correos y siguió por Avenida Juárez; la empezaron los simpatizantes del general Ávila Camacho, que dispararon contra un grupo grande de almazanistas. Este corresponsal vio con sus propios ojos a un grupo de oficiales uniformados que disparaba contra un grupo de almazanistas cerca del cuartel general de Ávila Camacho.

Por otro lado, en Memorias (1984) de Gonzalo N. Santos describió con honestad los eventos ocurridos muchos años después:

Arremetimos contra esa casilla (de la Casa Entresolada) a pistolazo limpio y como hubo algunos que dispararon contra los nuestros los contestamos en forma enérgica a balazo limpio. Recogimos todas las ánforas que ya estaban repletas de votos almazanistas, las quebramos y nos llevamos todos los papeles, actas, boletas, etcétera, dejando hecha añicos la mesa de casilla y dispersando a los almazanistas.
p.712

Almazán se refugió en La Habana el 17 de julio, buscando apoyo de Estados Unidos en contra de Ávila Camacho y su fraude electoral. Estados Unidos no apoyó a Almazán debido a que había pactado previamente con el gobierno cardenista. Almazán anunció la renuncia a la «presidencia que había ganado»; posteriormente, se retiró de la vida política y se volvió a dedicar a negocios.

## México contemporáneo de 1940 a 1970

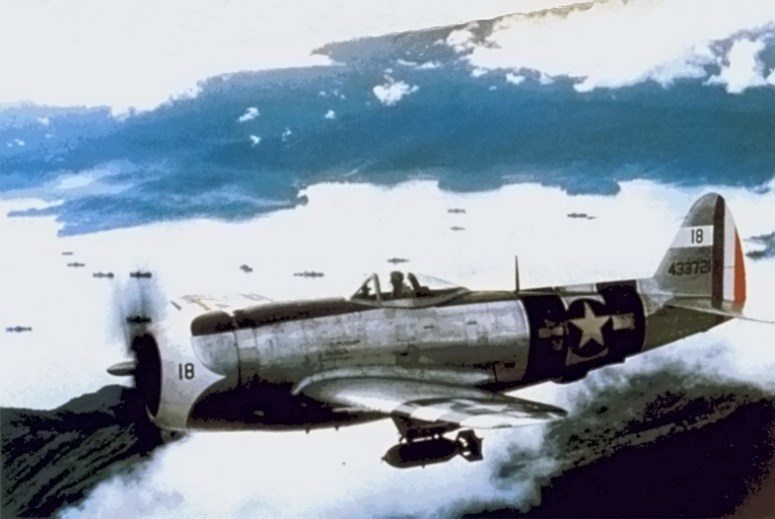
El Escuadrón 201, conocido como las Águilas Aztecas, fue una unidad mexicana de combate aéreo que participó en la Segunda Guerra Mundial.

Se le ha denominado «Época Contemporánea» al periodo transcurrido a partir de 1940 con el fin del gobierno de Cárdenas, pues se toma a consideración que, a partir de esa fecha, toma las características actuales del Estado mexicano. Para fines prácticos del artículo —debido a la extensión temporal y documentación histórica del periodo—, es conveniente separar este periodo en tres secciones dentro del artículo.
La sección presente abarca desde 1940 (con el inicio de la presidencia de Ávila Camacho) hasta 1970 (con el fin de la presidencia de Díaz Ordaz). El periodo se caracterizó principalmente, en la mayoría de éste, por la creación de una economía mixta, es decir, que se conjugaba la participación del gobierno y de la iniciativa privada, y se consolidó una relación de Estado con la burguesía nacional. El periodo que abarca treinta años es conocido como el «Milagro mexicano» o «Desarrollo Estabilizador», que se caracterizó por un gran auge económico del país.

### Gobierno de Manuel Ávila Camacho

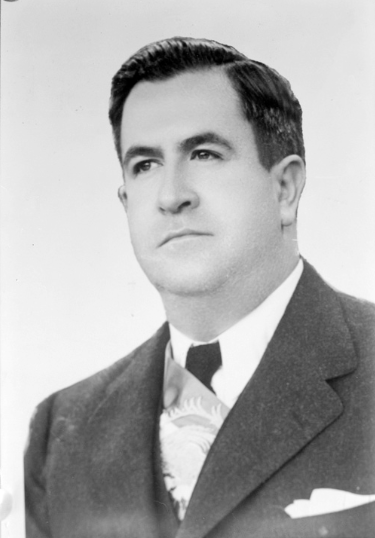
Retrato de Manuel Ávila Camacho.

#### Aspectos económicos
En el aspecto productivo el país aceleró la transición de una economía predominantemente agrícola a otra primordialmente industrial, lo que significó un cambio en la política aplicada hasta entonces por los gobiernos revolucionarios, con la intención de industrializar al país, por lo que el campo dejó de ser el eje de la economía; con la finalidad de fomentar las actividades productivas dentro del país, se aplicó el mencionado modelo económico de sustitución de importaciones.
Este modelo consistió en que, mediante subsidios y medidas proteccionistas, el gobierno apoyó a la industria, destinó gran parte del presupuesto público para impulsar el crecimiento del sector manufacturero, con la finalidad de apoyar el proceso de industrialización, aunque con ello marginó al sector agrícola. A diferencia del gobierno cardenista, el de Ávila Camacho frenó el reparto agrario. En el aspecto social, la población rural gradualmente abandonó el campo y migró hacia las grandes ciudades.
La guerra propició que México se convirtiera en aliado de Estados Unidos, por lo que este último dio facilidades para el pago de la deuda externa y para la obtención de préstamos destinados a que México apuntalara su industria y financiara el desarrollo de infraestructura para impulsar el desarrollo económico. A partir de entonces, el Estado mexicano concentró sus esfuerzos en: 
- Crear y mantener la infraestructura productiva.
- Intervenir lo menos posible en las actividades industriales.
- Participar sólo en actividades que no eran atractivas para la iniciativa privada.

A partir del sexenio de Ávila Camacho, dio comienzo una etapa en que se alentó el crecimiento económico, la consolidación del mercado interno y la inserción de México en la economía mundial. Esto se vio impulsado por las condiciones coyunturales producidas por la Segunda Guerra Mundial anteriormente mencionadas, ya que, en el exterior se requerían materias primas. México no desarrollaba tecnología, pues en ese entonces, no tenía las suficientes instalaciones para aquello; la producción se limitaba a insumos agropecuarios y bienes industriales, pero no maquinarias para su elaboración.
Por el rápido crecimiento económico, a este periodo que inició en ese sexenio se le dio el nombre de Milagro mexicano, el cual se extendió durante las décadas subsecuentes. Si bien la actividad industrial aumentó, no se propició que las empresas fueran competitivas, y prevalecieron elevados índices de inflación. En esta etapa también se incrementó la participación del Estado en la economía, y se inició la política de sustitución de importaciones, consistente en reemplazar productos manufacturados fuera del país, por otros de origen mexicano.

#### Extensión del presidencialismo

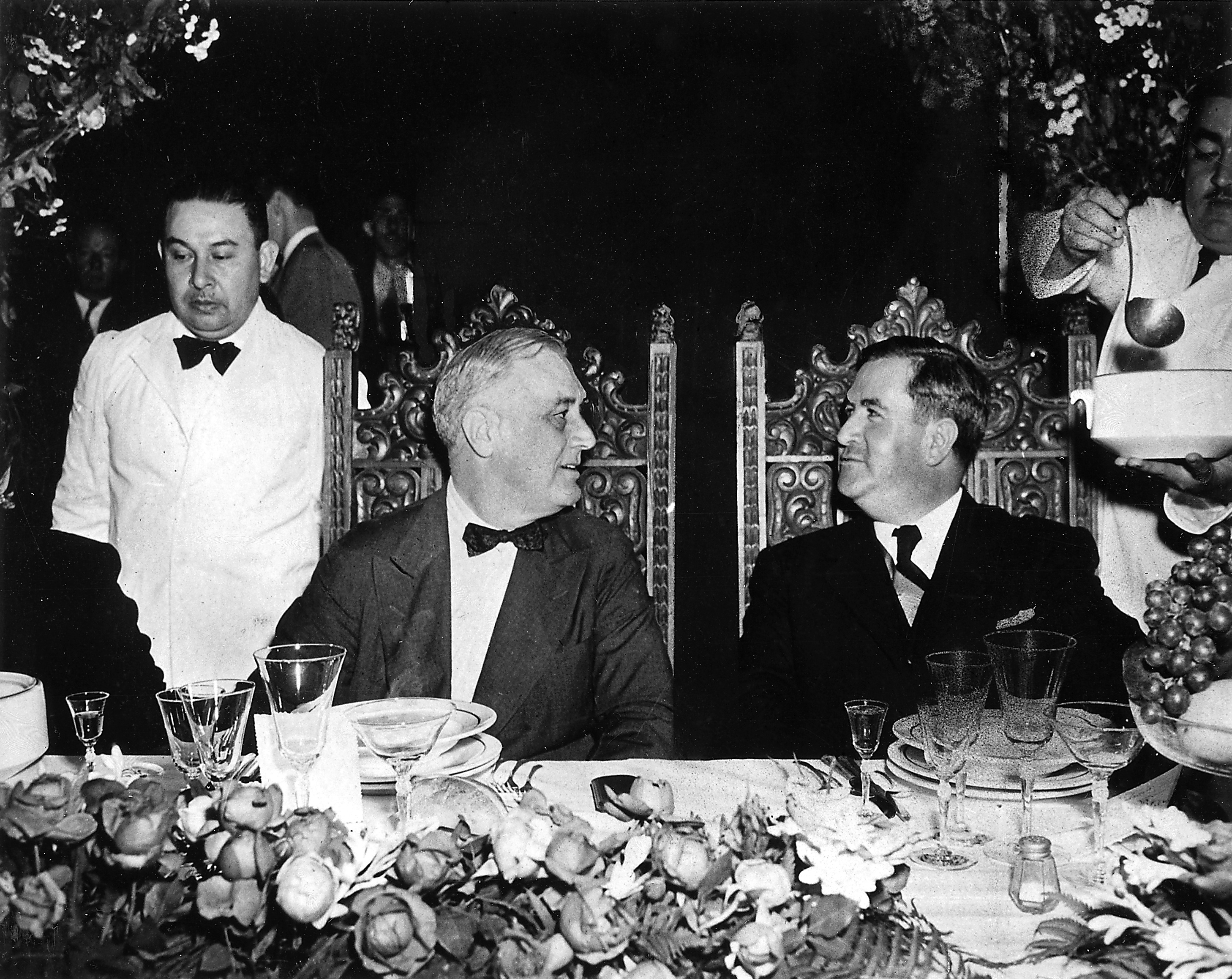
El presidente Ávila Camacho con el presidente de Estados Unidos, Franklin D. Roosevelt durante una visita oficial a Monterrey (Nuevo León).

El presidencialismo como sistema político, ya se había fortalecido bajo el gobierno de Cárdenas a través de varias acciones donde se concentraba el poder del jefe de Gobierno como igual del jefe de Estado; sin embargo, fue en el periodo de Ávila Camacho en el que se consolidó y llegó a su máxima expresión, con todas las desventajas que también trajo consigo.
Una característica distintiva del régimen de Ávila Camacho fue que sentó las bases para el tránsito de gobiernos controlados por militares, a gobiernos administrados por civiles. Entre otras medidas tendientes a lograr dicho objetivo, Ávila Camacho ordenó la desaparición del sector militar en el PRM para evitar la politización de las fuerzas armadas. El civilismo sería el nuevo camino. Los siguientes presidentes ya no serían generales, y así se dio inicio a la llamada «era de los licenciados» como muestra de candidatos civiles, como más tarde ocurría en 1946.
Al comprometerse con las causas proletarias y progresistas, el PRM dejó un espacio para que la derecha se organizara. Por un lado en un nivel popular y radical, y por el otro, de élite y moderado. El partido oficial permitió el pluralismo, siempre y cuando no representara competencia efectiva, y en cambio, le sirviera de legitimación democrática. Los partidos de oposición tuvieron mayor presencia. En los años previos al inicio del gobierno de Ávila Camacho, fueron fundados dos institutos políticos opositores, provenientes de corrientes opuestas de la derecha que durante su sexenio comenzaron a consolidarse.

#### Modelo de la Unidad Nacional

Logo del Instituto Mexicano del Seguro Social (IMSS).

Al inicio de su gobierno, Ávila Camacho estableció la Política de Unidad Nacional, para hacer un frente común ante la situación provocada por la Segunda Guerra Mundial. Dicha política rompió con el modelo político de Cárdenas, que favorecía a los trabajadores y provocó descontento entre empresarios y sectores católicos.
Aun así, recibió el apoyo de organizaciones obreras, campesinas y empresariales. El gobierno pidió dejar de lado intereses particulares y defender la nación. Durante este periodo, el modelo económico tuvo modificaciones con el propósito de evitar desajustes sociales y proseguir con el crecimiento económico.
Existieron dos aspectos en la política económica en los que Ávila Camacho difirió de Cárdenas. Mientras este último llevó a cabo el mayor reparto agrario visto en México hasta ese momento y promovió el ejido como base de la producción agrícola mexicana, Ávila Camacho frenó el reparto agrario. Por otra parte, con base en la Política de Unidad Nacional y la necesidad de aumentar la producción, el presidente pactó con las centrales obreras la suspensión de las huelgas.
Se consolidó la idea de que el Estado debía asumir un papel central en la promoción del desarrollo industrial y el gasto público, a través de subsidios a la inversión o financiando programas de apoyo a la industria; por ejemplo, con el propósito de proteger el mercado interno, se redujeron los impuestos a la importación de materias primas y equipos.
Para lograr el acercamiento con la sociedad, se modificó el artículo tercero constitucional, eliminando el concepto de educación socialista, que había generado el distanciamiento con los empresarios y la Iglesia católica, quedando establecido que la educación pública sería laica.
Fidel Velázquez fue elegido en 1941 secretario general de la Confederación de Trabajadores de México (CTM) y bajo su dirección se apoyó al gobierno y a su política industrial, firmando un pacto de unión sindical para evitar las huelgas; el gobierno reformó la Ley Federal del Trabajo, creó la Secretaría de Trabajo y Previsión Social y en 1944 fundó el Instituto Mexicano del Seguro Social (IMSS), para beneficio de las clases trabajadoras. En 1943 se creó la Confederación Nacional de Organizaciones Populares (CNOP) integrando en su seno a grandes contingentes de las capas medias de la sociedad.

#### México en la Segunda Guerra Mundial
El 13 de mayo de 1942, el buque petrolero «Potrero del llano» es torpedeado por submarinos alemanes frente a las costas de Florida; el gobierno mexicano emite notas de protesta diplomática exigiendo explicaciones y en su caso indemnizaciones a las tres Potencias del Eje; Alemania e Italia no responden, en tanto Japón ni siquiera la admite. El 20 de mayo otro buque petrolero, el «Faja de Oro» es torpedeado por alemanes. El 28 de mayo de 1942 el presidente declara la guerra a las potencias del Eje; México se adhiere a la Declaración de las Naciones Unidas, entrando formalmente en el bando aliado; establece políticas de cooperación militar y económica con Estados Unidos, incluyendo el programa «Bracero» para sustituir trabajadores agrícolas estadounidenses enlistados, por campesinos mexicanos. La participación bélica más directa corrió a cargo del Escuadron 201 de la Fuerza Aérea Mexicana entre el 9 de enero y el 15 de agosto de 1945 en la batalla de Luzón en el contexto de la toma de Filipinas.

#### Administración y sucesión electoral
En diciembre de 1945, se aprobó una nueva Ley Electoral que instituía diversas disposiciones para regular y controlar la existencia de los partidos políticos existentes, entre los que destacaban: Partido de la Revolución Mexicana (PRM), Partido Acción Nacional (PAN), Federación de Partidos del Pueblo (FPM) y Partido Democrático Mexicano (PDM).

Logo del Partido Revolucionario Institucional (PRI). Fundado en 1946.

El 18 de enero de 1946 se fundó el Partido Revolucionario Institucional (PRI) tras la disolución del Partido de la Revolución Mexicana; sus dos nuevos emblemas principales fueron civismo y democracia.
Hasta ese momento, se había concebido a la Revolución mexicana como proceso vigente, pero a partir de entonces fue considerada como algo ya acabado debido a los logros obtenidos, es decir, los cambios que había sufrido el país. Según distintos puntos de vistas, estas transformaciones fueron benéficos o perjudiciales para el país: las distintas ideologías y falta de organización con el proceso de la revolución tampoco contribuyeron en una unificación como un simple proceso historiográfico, a diferencia de otros procesos nacionales. Así surgió la idea nacional de que ya se había depositado del legado revolucionario en el México de ese entonces, y de que el PRI era su "legítimo heredero y continuador".
El 7 de julio de 1946 se llevaron a cabo las elecciones de 1946. A diferencia de las anteriores elecciones presidencias, el proceso electoral se llevó con total calma y no se registraron ningún tipo de enfrentamiento político. Resultó electo Miguel Alemán Valdés del Partido Revolucionario Institucional (PRI) con el 77.9 % de los votos; además, Alemán Valdés se considera como el primer presidente "civil" de la historia contemporánea, por no poseer ningún rango militar: significó otro paso más para el presidencialismo dejando atrás los rasgos militares que caracterizaban al jefe del Estado mexicano.

### Gobierno de Miguel Alemán Valdés
Durante su sexenio (1 de diciembre de 1946 - 30 de noviembre de 1952), Miguel Alemán adoptó una política capitalista mucho más cercana a Estados Unidos, teniendo como prioridad la industrialización del país, haciendo a un lado de manera definitiva la línea económica agropecuaria. México tenía la oportunidad de hacerlo en función del desastre que vivían muchas economías en el mundo debido a la guerra, que requeririan no solo de materias primas, sino manufacturas a escala industrial; se construyeron presas, carreteras, vías férreas y otras infraestructuras, necesarias para cubrir las líneas de producción de las nacientes zonas industriales, que se asentaron en la periferia de las grandes urbes (Ciudad de México, Guadalajara, Monterrey, Puebla) y las zonas fronterizas; la rápida industrialización de este sexenio superaba incluso a la de todo el porfiriato.
Las urbes también entraron a un proceso de modernización dejando atrás los esquemas urbanísticos europeos, y comenzando a adoptar los de las metrópolis estadounidenses, especialmente la capital de la república, donde aparecieron grandes obras como la Ciudad Universitaria. 
La integración de su gabinete marcó el punto culminante de la desmilitarización de la política; licenciados egresados de las universidades públicas del país lo componen, la mayoría amigos suyos. Esta característica resultó contraproducente, pues significó el inicio de varios elementos distintivos de la política mexicana en las siguientes décadas. Primero el influyentismo para hacer uso de las funciones públicas para obtener contratos y licitaciones; después el enriquecimiento a costa de actos de corrupción o negocios al amparo del poder; y la corrupción misma como sistema vertical del cargo más elemental hasta los de mayor rango.
Para asegurar la estabilidad del nuevo sistema económico, se implementa una estrategia de coerción sobre las organizaciones obreras, campesinas y populares conocida coloquialmente como «charrismo», que consiste en colocar líderes sindicales afines al presidente en turno. Esto luego de confrontar a los sindicatos de ferrocarrileros y petroleros, rompiendo sus huelgas violentamente, imponiendo nuevos mandos; que no pudieran evitar el avance de los intereses capitalistas.
En 1946 se aprobó una reforma al artículo 115.º constitucional en la que se establecía la igualdad de condiciones entre mujeres y hombres para participar en las elecciones municipales.

### Gobierno de Adolfo Ruiz Cortines

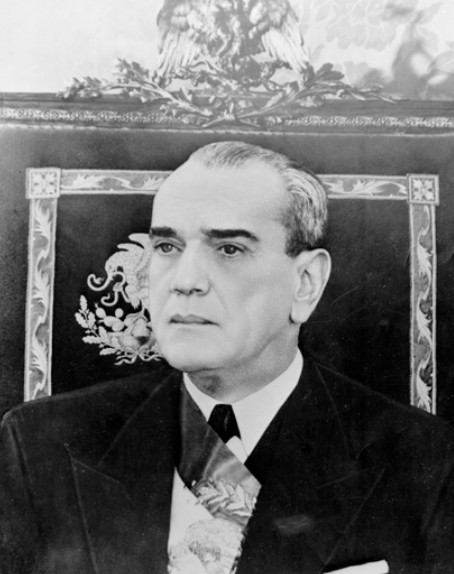
Retrato oficial de Adolfo Ruiz Cortines.

El sexenio de Adolfo Ruiz Cortines (1 de diciembre de 1952 - 30 de noviembre de 1958) representó el apogeo del régimen priísta, los métodos de control político, económico y social diseñados por sus antecesores, estaban plenamente consolidados, y con ello la denominada «presidencia imperial». Ante esto Ruiz Cortines se caracterizó por realzar la figura presidencial, los valores nacionales, el fomento de la honestidad política, la austeridad y en hacer del estado el rector de la vida nacional. Aunque combatió duramente la corrupción en todos sus niveles, no tocó al expresidente Alemán Valdés, por el pacto implícito entre exmandatarios, el titular y quien fuera a sustituirlo. Los habitos, usos y costumbres del presidencialismo mexicano también estaban enraizados. Su capacidad como administrador era debido a sus años de labor en el departamento de estadística, por lo que conocía mejor que nadie los problemas del país.
Entre su obras se encuentran la expansión nacional del IMSS, la creación de la Comisión de Energía Nuclear, la tecnificación del campo, el abatimiento de plagas agrícolas y enfermedades infantiles. El sistema económico adoptado desde 1940, el «desarrollo estabilizador» también comenzó su auge, luego de la devaluación de 1954, cuando se estableció el tipo de cambio en 12.50 pesos por dólar, cifra que permaneció invariable hasta 1976.
El desgaste del «charrismo» alemanista fracturó a varios sindicatos, que a partir de la segunda mitad del sexenio comenzaron una escalada de huelgas, que a diferencia del gobierno anterior, fueron resueltas casi en su totalidad, de manera pacífica por su secretario del Trabajo, Adolfo López Mateos. Dos excepciones saltaron a la vista, y trascendieron de simples huelgas a movimiento sociales que rompieron la hegemonía del régimen.
En 1956, la sección nueve del Sindicato Nacional de Trabajadores de la Educación se separó del organismo y fundó el Movimiento Revolucionario del Magisterio, encabezados por Othón Salazar; el 12 de abril de 1958 una manifestación suya, exigiendo mejoras en las condiciones de trabajo y salario fue violentamente reprimida en la Ciudad de México; la movilización magisterial se extendió y agudizó, tomando las instalaciones de la secretaría de educación durante un mes. Esto ocasionó que más sindicatos y grupos de estudiantes se unieran a las manifestaciones. El 7 de septiembre el movimiento fue disuelto por la fuerza pública. La coyuntura fue aprovechada al interior del sindicato ferrocarrilero que a través de diversos paros de labores, sin confrontarse directamente aun con el gobierno, lograron mediante presión y elecciones sacar al primer líder «charro» impuesto en la época de Alemán.

#### Derecho al voto de la mujer
El 17 de octubre de 1953, debido a una iniciativa hecha por el propio Presidente y con peticiones de miembros del PAN, se consiguió y posteriormente publicó una modificación al artículo 34.º constitucional en el que se le otorgó la ciudadanía mexicana a la mujer y, por consiguiente, el derecho al voto (en cualquier elección) y a ser votadas; cabe destacar que México fue el último país de Latinoamérica en legalizar el sufragio femenino. También cabe mencionar que en las elecciones federales de 1955, dos años después, fue la primera en la que las mujeres ejercieron su derecho al voto.

### Gobierno de Adolfo López Mateos

Retrato oficial de Adolfo López Mateos.

#### Consolidación del presidencialismo
El creciente fortalecimiento del poder presidencial sobre las instituciones políticas del Estado, durante el gobierno de Adolfo López Mateos, así como la creciente influencia que éste ejercía sobre la vida política, económica, social, laboral e incluso cultural del país, propiciaron que el Poder Ejecutivo se volviera absoluto, es decir, que ningún otro poder o miembro de la clase política le hacía contrapeso.
Con el paso de las décadas el PRI, su principal brazo político-electoral, logró controlar las demandas de los sectores del partido, en particular el campesino y el obrero. Los conflictos entre segmentos de la sociedad ahora tenían que resolverse dentro del partido y bajo la autoridad de su presidente. Por otro lado, el PRI incorporó a las mujeres y a los jóvenes, mediante la creación del Instituto Político Nacional de las Juventudes Mexicanas, surgido en 1963 con la intención de ampliar su base electoral. De esta manera, la estabilidad del sistema político dejaba de sustentarse únicamente en el uso de la fuerza, y reconocía la capacidad de controlar las bases sociales.
La llamada “familia revolucionaria” logró controlar la política mexicana, había gobernado y establecido los lineamientos políticos que deberían seguir los gobiernos herederos de la Revolución. Luego de varios sexenios, el presidencialismo se había consolidado y, durante el gobierno de López Mateos, su control sobre el partido oficial era ya incuestionable: el presidente tenía la última palabra; los demás aceptaban la situación: los personajes cercanos al poder económico (industrial, comercial, financiero y agrícola), político (secretarías y dependencias del gobierno), fuerzas armadas, sindicatos obreros y ligas campesinas, así como partidos políticos subordinados.
Así, el presidente ocupaba el lugar más alto de la pirámide política y designaba algunos funcionarios de elección popular, quienes, a su vez, nombraban al resto de los colaboradores. Era un sistema en donde la mayoría de la población tenía acceso muy limitado a la cúspide política.
Aunque hubo sindicatos que luchaban por las reivindicaciones obreras, la mayoría no era independiente, los líderes intervenían en la política en estrecha colaboración con el gobierno, más que como representantes de los intereses obreros. La represión era el mecanismo para someter la disidencia.

#### Apertura internacional y dinamismo político

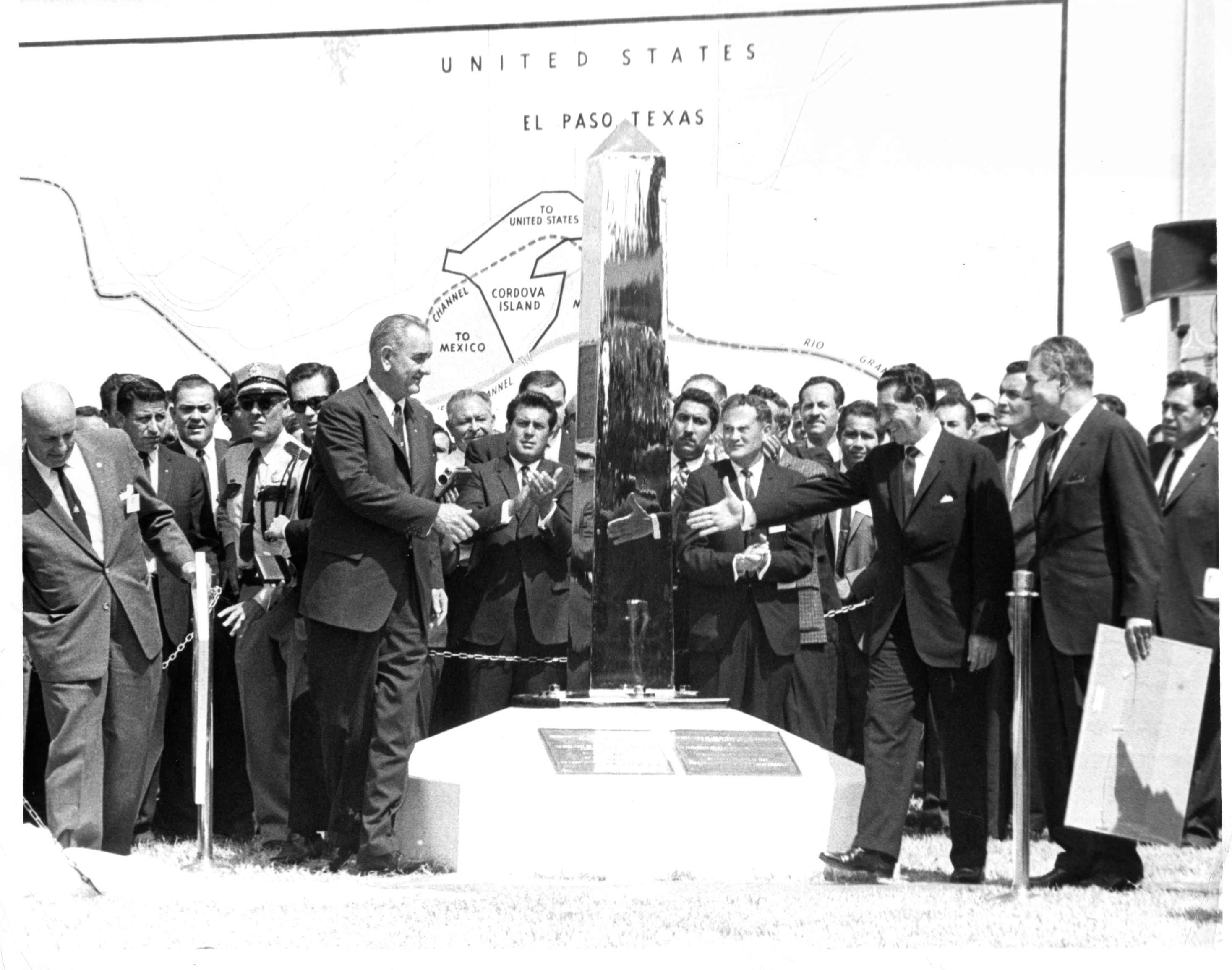
Lyndon B. Johnson (izquierda) con Adolfo López Mateos (derecha) develando el señalamiento tras la devolución del Chamizal.

Mientras Ruiz Cortines dio a la presidencia carácter formal, su sucesor se caracterizó por mayor vivacidad. Sin embargo, mantuvo el control de organizaciones campesinas y obreras, así como la represión a movimientos sociales. Una de las características del gobierno de López Mateos fue su interés por las relaciones internacionales, rompiendo con la política de aislacionismo diplomático que había caracterizado a los gobiernos que le precedieron. Entre los hechos relevantes de su régimen destacan: 
- Creación de la Comisión Nacional de Libros de Texto Gratuitos;
- creación del Instituto de Seguridad y Servicios Sociales de los Trabajadores del Estado (ISSSTE);
- apoyo a la Revolución Cubana;
- nacionalización de la industria eléctrica;
- devolución a México por parte de Estados Unidos de El Chamizal;
- creación del Museo Nacional de Antropología e Historia
- y concesión de prestaciones laborales como reparto de utilidades y pago de aguinaldo, con la reforma al artículo 123 constitucional.

#### Hegemonía del partido oficial
inspiración soviética o maoísta, procubana, prodemocrática, antipriísta y antiimperialista. Con el arquetipo del intelectual cosmopolita, se renovó el discurso de la postura izquierdista, con lo que se superó el dogmatismo en el que había caído el PCM.
En general, los partidos de oposición tuvieron una existencia coyuntural y obtuvieron pocos éxitos electorales. Solamente el PRI acudía a los comicios en todos los niveles y todo el país, los demás concentraban sus recursos y postulaban candidatos sólo en los lugares en los que tenían posibilidades de triunfo. Los partidos de oposición no lograron fortalecerse. Por un lado, no tenían la estructura para lograr la representación nacional, y por el otro, la ley electoral limitaba su participación en el Congreso. Entre 1955 y 1964 se eligieron tres legislaturas, y la oposición en conjunto obtuvo 20 de 483 curules disponibles.

### Gobierno de Gustavo Díaz Ordaz

#### Deterioro político

Retrato oficial de Gustavo Díaz Ordaz.

A lo largo su gobierno, la presidencia continuó ejerciendo el control casi total de la vida política y electoral del país, así como del resto de los poderes del Estado. Tanto la Cámara de Diputados, como la de Senadores contaban con una mayoría abrumadora de representantes emanados del PRI, partido que controlaba la totalidad de los gobiernos estatales y gran parte de los gobiernos municipales del país.
Al interior del partido oficial, continuaba como práctica habitual la negociación de candidaturas y el reparto de “cuotas de poder”, sin que se tomaran en cuenta las demandas de las bases militantes, marginadas de la elección de sus representantes. El pluripartidismo fue una manera de disimular el sistema político de partido oficial y de elecciones de Estado; sin embargo, era la única vía que éste ofrecía para canalizar la participación de fuerzas de oposición política.
Durante el gobierno de Gustavo Díaz Ordaz el modelo de desarrollo estabilizador daba muestras de haber llegado a su límite; sin embargo, éste se mantuvo, lo cual generó manifestaciones de descontento en diversos segmentos sociales.
Un elemento significativo para comprender lo ocurrido en este sexenio, es la actitud autoritaria del presidente ante los movimientos sociales, los cuales fueron enfrentados con represión y no llevando a cabo cambios en la estructura política y económica del país. Destacan el movimiento de los médicos y el estudiantil, pero incluso dentro del mismo partido oficial surgieron voces que exigían mayor apertura democrática, como la de Carlos Alberto Madrazo Becerra, a quien en 1965 se le exigió renunciar a la presidencia del PRI.

#### Movimiento de 1968

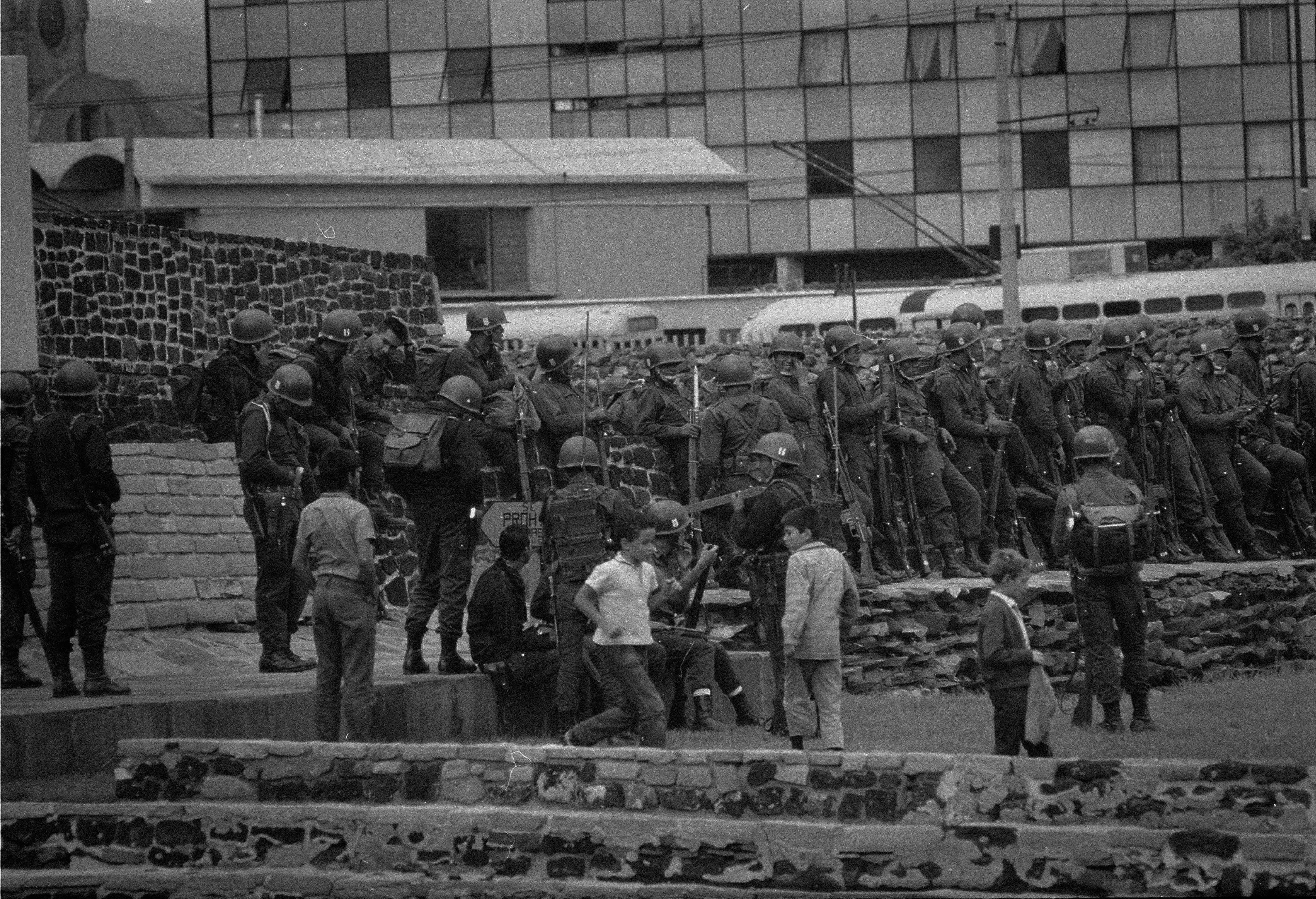
Ejército mexicano en la Plaza de las Tres Culturas de Tlatelolco durante el suceso conocido como Matanza del 2 de octubre o de Tlatelolco.

El movimiento estudiantil de 1968 fue fruto de las manifestaciones estudiantiles en contra del aparato represivo tanto de la capital (cuerpo de granaderos) como del gobierno federal (el ejército), luego de los abusos cometidos cuando los primeros intervienen en un trifulca en la Plaza de la Ciudadela. La respuesta de las autoridades fue el asalto del ejército al refugio de los estudiantes en el Antiguo Colegio de San Ildefonso a punta de bazucazos. Las multitudinarias manifestaciones estudiantiles siguieron un curso de lucha política y cívica elevando el discurso y las propuestas a implementar cambios en el sistema político mexicano; la toma de la Ciudad Universitaria de la UNAM trajo consigo un cambio radical en la tradicional percepción pública de los capitalinos respecto a las manifestaciones; hasta entonces identificadas como movilizaciones de grupo, ya fuera de obreros, campesinos u opositores políticos, nunca hubo un involucramiento directo del ciudadano común en las marchas, hasta entonces. La «Marcha del silencio» del 13 de septiembre de 1968, significó la primera movilización popular y diversa a gran escala en la capital, fuera de las concentraciones de trabajadores o las manifestaciones corporativistas del partido oficial. Habitantes de todos los sectores económicos, laborales y sociales participaron de ella, acrecentando e interiorizando el ambiente de participación política que comenzará a caracterizar a la ciudad. 
No obstante, el movimiento halló su final en la matanza de la Plaza de las Tres Culturas de Tlatelolco el 2 de octubre de 1968. Fue reprimido brutalmente por el gobierno, pocos días antes de la inauguración de los Juegos Olímpicos. Aún se desconoce la cifra exacta de los muertos y heridos.
El gobierno mexicano manifestó en 1968 que fueron solo veinte muertos; tres años más tarde, la escritora Elena Poniatowska, en su libro La noche de Tlatelolco, publicó la entrevista de una madre que buscó entre los cadáveres a su hijo y reveló que por lo menos había contado sesenta y cinco cadáveres en un solo lugar. El periodista inglés John Rodda, en sus investigaciones independientes, durante las que entrevistó sobrevivientes y testigos de los sucesos en los hospitales, calculó que el saldo fue de trescientos veinticinco.
Años más tarde, en una segunda investigación, el número se rebajaría a 250.

#### Relaciones y eventos internacionales

Logo oficial de las Olimpiadas de 1968.

Durante este gobierno, en 1967, se firmó el Tratado de Tlatelolco, mediante el que los países de Latinoamérica se comprometían a no fabricar, poseer o utilizar armas nucleares.
El 12 de octubre de 1968, nueve días después de ocurrir la Masacre de Tlatelolco, se inauguró la XIX Olimpiada, que tuvieron su sede en la Ciudad de México y el país se mantuvo en el ojo público.
Se impulsó la modernización de la Ciudad de México. El 4 de septiembre de 1969 fue inaugurada la primera línea del Sistema de Transporte Colectivo, coloquialmente llamado «Metro»; asimismo se realizaron obras como el Estadio Azteca (1966) y el Palacio de los Deportes (1968).
En 1970, México volvió a estar en la mira del mundo con la celebración del Campeonato Mundial de Fútbol.

## México contemporáneo de 1970 a 2000
El México contemporáneo de 1970 al 2000 se caracterizó por un proceso —económicamente hablando— contrario a la anterior sección: tras el fin del Milagro mexicano, la economía tuvo un proceso de desfortalecimiento y que, debido a las dudosa administración de José López Portillo, se desencadenó en 1982 con el estallido de una crisis económica, en la que el enfoque del «Estado benefactor» y el modelo de sustitución de importaciones fue una situación que provocó que los gobiernos de aquel entonces pusieran en práctica un modelo económico neoliberal.
Tras el fin de la devaluación e inflación del peso, México volvió a consolidarse en bajo el panorama del contexto mundial, en el que se puede destacar el Tratado de Libre Comercio de América del Norte, con Estados Unidos y Canadá. Cabe mencionar que el día en que entró en vigor dicho tratado (1 de enero de 1994) tuvo lugar el levantamiento armado del Ejército Zapatista de Liberación Nacional (EZLN), movimiento campesino e indígena que representa un punto decisivo en la historia contemporánea de México.
A finales de diciembre de 2000, inició el gobierno de Vicente Fox, perteneciente al Partido Acción Nacional, que significó la primera alternancia en el poder tras más de setenta años de gobiernos encabezados por el Partido Revolucionario Institucional y sus antecesores.

### Gobierno de Luis Echeverría

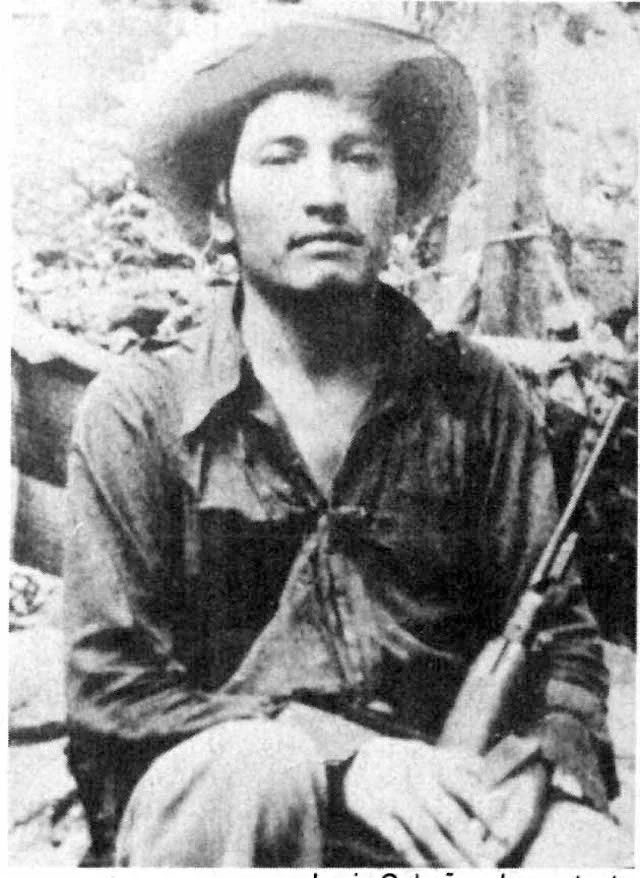
Lucio Cabañas, una de las víctimas de la guerra sucia contra movimientos sociales de los años 1970.

El gobierno de Luis Echeverría Álvarez (1 de diciembre de 1970 - 30 de noviembre de 1976) abandonó la tradicional política económica del llamado «desarrollo estabilizador» por el de un economía redistributiva, que no obstante, no contempló el fenómeno de la explosión demográfica en México, que en la década de 1970 alcanzó su cúspide; por ello conforme transcurrió el sexenio, la economía en todos sus órdenes (ingresos fiscales, generación de empleos y satisfacción de productos y servicios), fue incapaz de abarcar a los millones de habitantes que de una u otra forma se incorporaron a la vida laboral y de acceso a los servicios públicos; lo que acrecentó la desigualdad, al tiempo que el gobierno iniciaba una fase de endeudamiento progresivo, para sellar los huecos dejados por la inadecuada práctica de la política económica. Esto también derivó en una confrontación con su secretario de Hacienda, a quien pidió la renuncia por cuestionar los métodos de dirección económica del primer mandatario.
Este gobierno marcó el rompimiento de la alianza implícita entre el poder empresarial y el presidente de la república; la confrontación de Echeverría en 1973 con las asociaciones patronales y las cámaras industriales, modificó el paradigma de las relaciones políticas entre el estado y el capital; a partir de entonces, los empresarios adquirieron un poder e influencia tan grande como el del mandatario, especialmente cuando comenzaron a adquirir medios de comunicación con líneas editoriales manejadas a discreción de los intereses particulares. Este poder se manifestó de manera trágica a final de sexenio cuando, agrupados en el Consejo Coordinador Empresarial, estos comenzaron a emplear métodos de presión o represalia más fuertes como el retiro de millones de dólares de las cuentas bancarias del país y de las inversiones, para desestabilizar la economía, ya de por sí frágil por el fracaso de la política echeverrista. De esta manera sobrevino la primera gran crisis económica de fin de sexenio, con una súbita devaluación que rompió los tradicionales 12.50 pesos por dólar (que databan de 1954), cuando se aplicó una política de libre flotación, que llevó la paridad hasta 60 pesos por dólar; en tanto la deuda de 3200 millones de dólares en 1970, pasó a 20 000 en 1976.
Para fortalecer su imagen y respaldo entre la población, desde principio de su gobierno implementa medidas para acercarse a los sectores más agraviados de los periodos anteriores, los obreros y los estudiantes. Con los primeros impulsa la conformación de sindicatos independientes para restar poder a la CTM del septuagenario líder Fidel Velázquez de la CTM; no obstante el veterano líder obrero moviliza a sus sectores afines para exigir aumentos salariales que excedan la capacidad del estado y la empresa, y con ello golpear la política de desarrollo de Echeverría. Con los segundos, aplica una política de amnistía a presos políticos del movimiento del 68, invierte millones en las universidades públicas y atrae a egresados e intelectuales hacia cargos públicos.
Sin embargo dos acontecimientos resaltaron como signos del aún vigente poder absoluto del sistema priísta. El 10 de junio de 1971 en las calles de la Ciudad de México, en un evento conocido como la «Matanza del Jueves de Corpus», elementos de las fuerzas de seguridad, tanto locales como federales, así como un grupo paramilitar, reprimieron una manifestación de estudiantes que protestaban en apoyo a sus compañeros de la Universidad Autónoma de Nuevo León, que se encontraban en huelga. Igual que en 1968, la cifra de muertos solo es estimada, en este caso, de 225. El fenómeno más crítico de la política mexicana de este periodo fue la persecución, desaparición o eliminación sistemática de los grupos y movimientos sociales izquierdistas, tanto organizados como clandestinos, en un hecho conocido como la «Guerra sucia»; esto incluyó el enfrentamiento directo de las fuerzas armadas con múltiples grupos guerrilleros surgidos luego de los movimientos de la década de 1960. Destacando los encabezados por los maestros rurales Genaro Vázquez (asesinado en 1972) y Lucio Cabañas (asesinado en 1974).

### Gobierno de José López Portillo

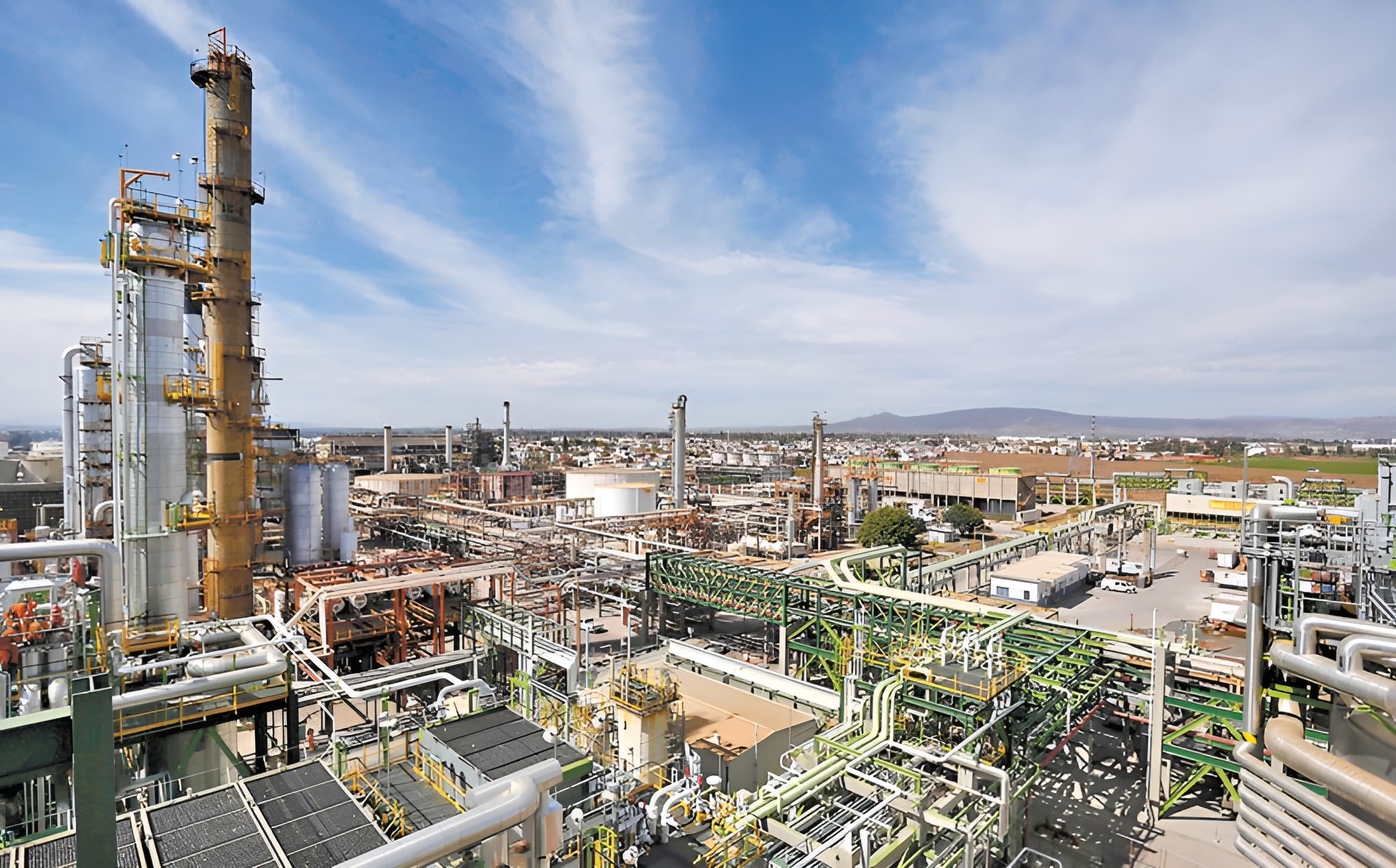
Refinería en Salamanca. El petróleo definió este sexenio.

El gobierno de José López Portillo (1 de diciembre de 1976 - 30 de noviembre de 1982) giró en torno a una coyuntura, el «Bum petrolero»; incluso antes de tomar posesión había sido notificado que el país contaba con reservas probadas de al menos 200 000 millones de barriles de petróleo, concentrados principalmente en el Complejo Cantarell y otras zonas del Golfo de México. Tal fue el impacto de la noticia, que el mandatario hizo a un lado su propuesta de campaña respecto a una recuperación económica paulatina. La exportación de petróleo, mínima desde los tiempos de la expropiación, pasó a cifras solo comparables con los países del Golfo Pérsico, teniendo en 1981 el máximo de 1.3 millones de barriles diarios, en ese año había un aumulado en ingresos de hasta cien mil millones de dólares. La garantía de ser un país productor y exportador de primer nivel, llevó al gobierno a adquirir constantes préstamos internacionales para la construcción de la infraestructura que necesitaba PEMEX, la empresa paraestatal que se convirtió en el principal proveedor del presupuesto federal. La bonanza económica permitió la expansión de la infraestructura de comunicaciones, transportes, servicios públicos, planta industrial nacional, entre otras. El país llegó a tasas de crecimiento que no había tenido, ni siquiera durante el Milagro mexicano, en 1979 fue de 9.7% y el promedio general del sexenio repitió las de aquel lapso con 6.57 por ciento. 
Nuevamente el presidente se desprendió de las recomendaciones sobre la cautela en el manejo de la repentina riqueza; los recursos obtenidos no eran, ni acumulados en una reserva estratégica para el Banco de México, ni para la diversificación de las fuentes de ingresos, pero tampoco en un aumento sustancial del gasto social. La corrupción, presente en el sistema político desde tiempos del alemanismo en los años 1940, tuvo un auge significativo, los excedentes presupuestarios dirigidos a múltiples instituciones públicas, no llegaron a sus proyectos finales, mientras muchos funcionarios se enriquecen proporcionalmente. También tuvo su auge el nepotismo, especialmente el de la familia del presidente.
En el ámbito político, cesó la persecución de la "Guerra sucia", el secretario de gobernación Jesús Reyes Heroles aconsejó al presidente la conveniencia de una reestructura del sistema político para disminuir las presiones sociales que surgían por la crisis económica. En 1977 entró en vigor la reforma político electoral que amplió la Cámara de Diputados, reconoció jurídicamente a las organizaciones de izquierda, entre ellas el celebre Partido Comunista Mexicano, y estableció facultades y prerrogativas a la oposición.
En 1981 en el contexto de la Guerra Fría, Ronald Reagan y sus aliados comenzaron a implementar mecanismos de bloqueo y sanción económica para restringir el crecimiento económico de los países del Bloque socialista. Uno de ellos fue limitar el consumo de petróleo extranjero, especialmente el de la Unión Soviética, esto provocó un efecto dominó que llevó a la reducción en la oferta y demanda en el mundo; el impacto llegó al petróleo mexicano que vio una caída en las ventas. Ese mismo año, también como acción concertada del bloque capitalista, se elevaron las tasas de interés en los bancos internacionales, la consecuencia fue el aumento del costo en los créditos que México venía adquiriendo, ahora ya sin una gran garantía por la baja en la venta petrolera. El gobierno no dispuso medidas emergentes para aminorar los efectos (salvo la nacionalización de la banca) y se desató una enorme crisis económica en 1982.

### Gobierno de Miguel de la Madrid

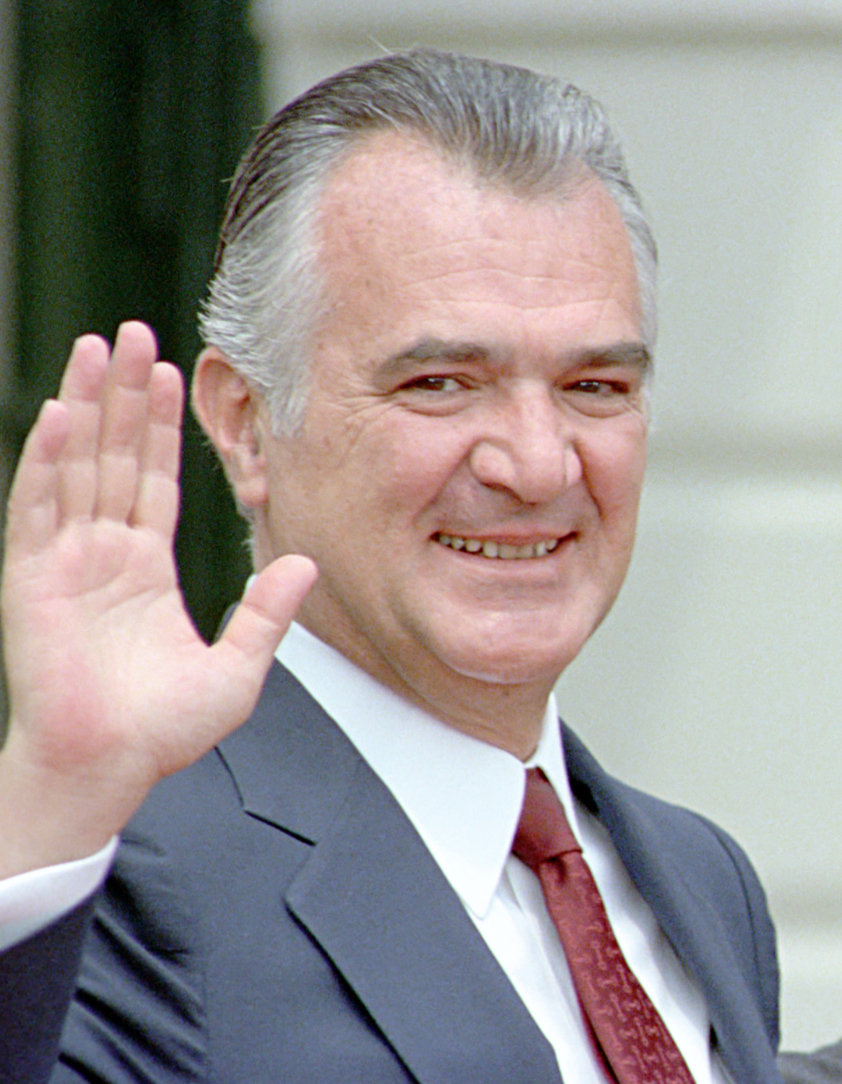
Miguel de la Madrid, presidente de México de 1982 a 1988.

El gobierno de Miguel de la Madrid Hurtado (1 de diciembre de 1982 - 30 de noviembre de 1988) modificó el sistema económico mexicano, adscribiendose a las políticas neoliberales dictadas por el Fondo Monetario Internacional y el Banco Mundial, que se formalizó en 1986 con el ingreso al GATT, antecesor de la OMC. 
Para ganarse el respaldo popular y disminuir las presiones sociales, inició la persecución de exfuncionarios ligados a la corrupción del sexenio pasado, al tiempo que aprovechaba para minar el peso de las organizaciones bases del corporativismo, que pudieran significar una oposición a los cambios económicos. En el aspecto político, aunque la maquinaria electoral del sistema estaba en constante cuestionamiento desde los años 1940, en este sexenio comenzaron los actos de resistencia civil, documentación de irregularidades y difusión mediática de las tácticas priistas para cometer fraudes electorales, resaltando los procesos municipales y estatales en Chihuahua; el presidente respalda las medidas al considerar que era un riesgo potencial que la derecha y los sectores reaccionarios de los empresarios y la iglesia pudieran acceder al poder.
El cuestionamiento de los métodos de control político del presidente sobre el partido, hicieron crisis dentro del mismo en 1986 cuando Cuauhtémoc Cárdenas, Ifigenia Martínez y Porfirio Muñoz Ledo fundaron la Corriente Democrática; un grupo interno de priistas aún ligados al pasado del nacionalismo revolucionario, que buscaban la democratización del partido, el abandono de las políticas neoliberales del presidente y la eliminación del histórico método de selección del candidato presidencial, el «Dedazo». El mandatario no cedió y los integrantes de la corriente fueron expulsados en 1987.
En términos de seguridad, aparecieron en la escena pública (aunque ya operaban desde antes) los primeros carteles del narcotráfico con alcances de influencia sociopolítica, capacidad de fuego y poderío económico, entre ellos el Cártel de Guadalajara. Por primera vez, el ejército participó directamente en su combate.
Su sexenio concluyó con las controvertidas elecciones presidenciales del 6 de julio de 1988, que tuvieron como antecedente la primera campaña electoral que movilizó sectores opositores de manera masiva y presentó una contienda competitiva, especialmente de parte del candidato de izquierda Cuauhtémoc Cárdenas del Frente Democrático Nacional; por primera vez desde 1929, el PRI se enfrentó a una oposición fuerte. La jornada resultó controvertida, cuando se anunciaron los primeros resultados; la tendencia a favor del candidato Cárdenas se revirtió luego de un fallo en el sistema de computo. El conjunto de candidatos opositores denunciaron fraude electoral.

#### Terremoto de 1985

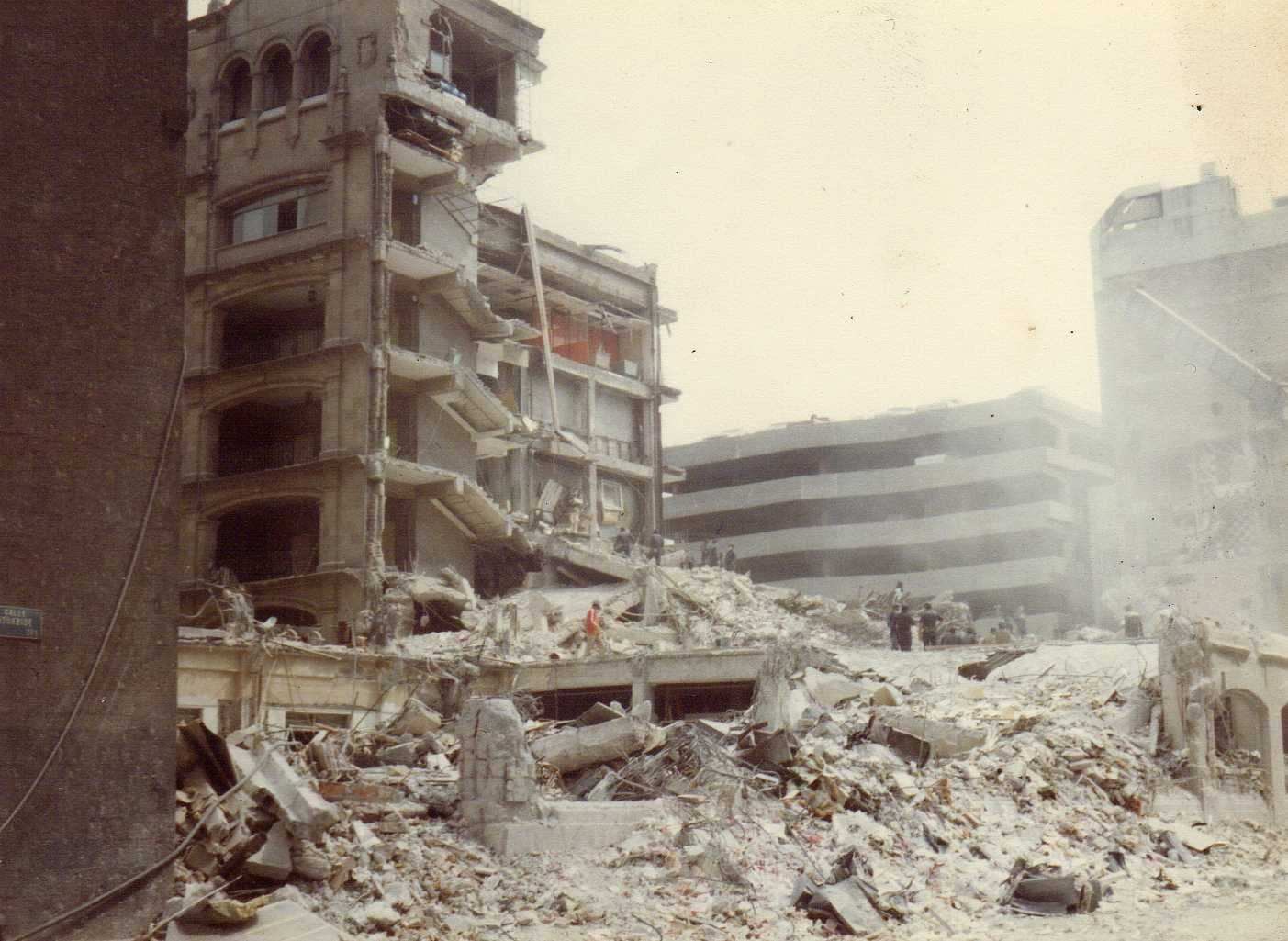
Edificio Conalep SPP colapsado.

El 19 de septiembre de 1985, la Ciudad de México se vio gravemente dañada por un terremoto de 8.1 grados en la escala de Richter; las cifras estimadas de fallecidos oscilan (según las fuentes) entre 2000 y 40 000 personas, y las de heridos entre diez y cincuenta mil. La peculiaridad de los derrumbes sacaron a la luz la corrupción de los métodos de construcción, pues edificios anteriores a 1950 (incluidos los más icónicos de la ciudad) permanecieron intactos, en tanto que muchos de los levantados en los desarrollos urbanos de los años 1970 en adelante, incluyendo escuelas y hospitales, se vinieron abajo por completo. La inacción de autoridades locales y federales, ocasionó una gigantesca movilización social en aras de formar cadenas de ayuda humanitaria, no solo en labores de rescate o acopio de víveres, sino de atención a damnificados y de los propios voluntarios. A partir de entonces, la sociedad civil capitalina comenzó a tomar cada vez más en sus manos el control de aquellos espacios que el Estado había dejado abandonados.

#### Economía
Bajo el panorama de quiebra y crisis heredados del anterior gobierno, inició su presidencia Miguel de la Madrid, quien intentó detener la crisis económica y elaboró un plan de contingencia llamado «Programa Inmediato de Reordenación Económica», con el objetivo de pactar tanto con obreros como con empresarios para congelar salarios y precios, mantener el nivel de empleo, reducir la tasa de inflación y así incentivar el crecimiento económico. Siguiendo con la tendencia mundial y las políticas económicas consideradas como sanas por el Fondo Monetario Internacional, al inicio del sexenio se dio la primera etapa de la privatización de las empresas públicas.
Un poco antes de terminar el sexenio, en 1987 se aplicó el Pacto de Solidaridad Económica (PSE), programa de estabilización económica destinado a reducir la inflación y el déficit público. Mediante este pacto se congelaron los precios públicos y privados, el salario, el tipo de cambio y la tasa de interés, lo cual ayudó a aumentar las reservas de divisas y dio inicio al saneamiento de las finanzas públicas.
En este periodo comenzó la aplicación del modelo económico neoliberal, que retoma las ideas del liberalismo y considera negativo el intervencionismo estatal en la economía, al tiempo que defiende el libre mercado como la mejor opción del equilibrio y el desarrollo de los países; en el caso de México, la aplicación de este modelo —iniciada en este sexenio y profundizada en el de Carlos Salinas de Gortari—, se caracterizó por: 
- Reprivatización de empresas estatales y paraestatales.
- Eliminación del proteccionismo económico.
- Apertura comercial y financiera.
- «Reducción de gastos gubernamentales para el bienestar social».[272]

### Gobierno de Carlos Salinas de Gortari

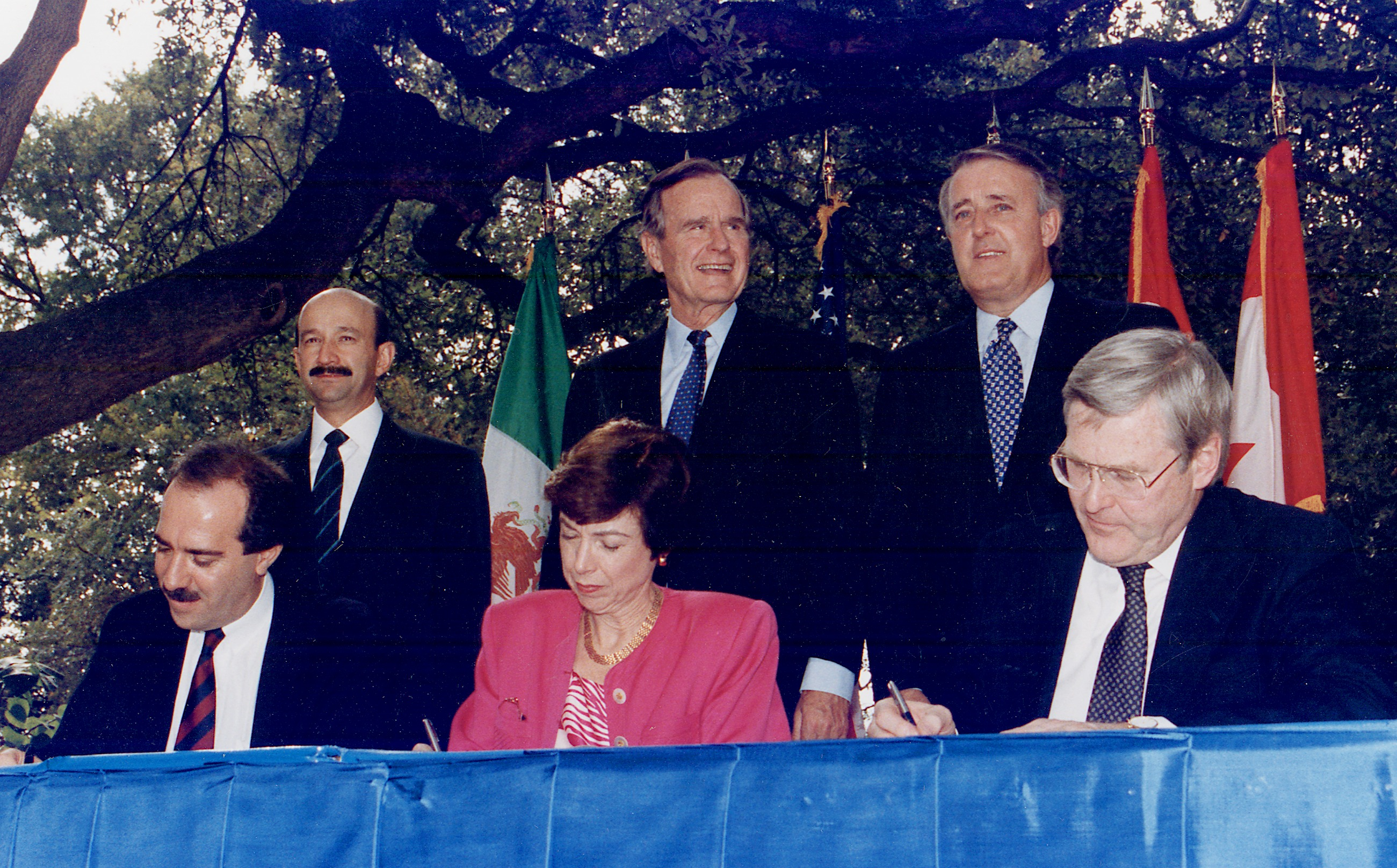
Firma del Tratado de Libre Comercio de América del Norte (TLCAN).

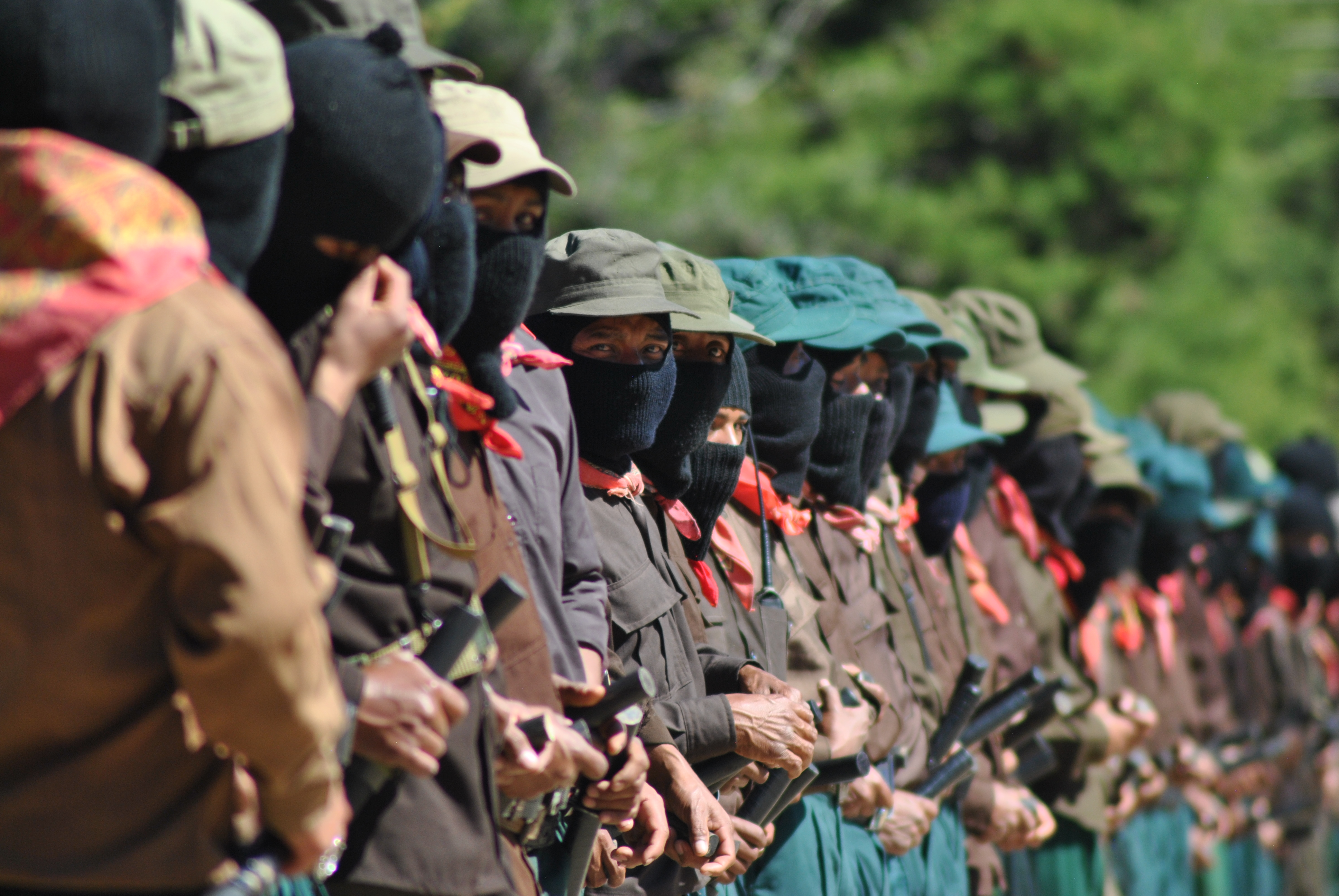
Milicias del Ejército Zapatista de Liberación Nacional.

El sexenio de Carlos Salinas de Gortari (1 de diciembre de 1988 - 30 de noviembre de 1994), inició con el antecedente de la polémica elección que lo llevó al poder, por lo que tomó medidas emergentes para lograr legitimidad, una de ellas la captura del líder sindical Joaquín Hernández Galicia en enero de 1989; otra fue la alianza pragmática con el PAN, para alcanzar la mayoría calificada en el Congreso, y conciliar una agenda económica común, a cambio de avances electorales panistas y la normalización de la relación jurídica de la Iglesia católica. Su gabinete rompió la tendencia histórica de los cuadros políticos del priismo tradicional con la llegada de los llamados «tecnocratas», funcionarios con visión meramente económica sin sentido social. Con ese nuevo grupo se procede a la consolidación del sistema neoliberal implantado desde el sexenio anterior. Se iniciaron una serie de privatizaciones del aparato paraestatal, destacando la privatización del ejido, la banca, la compañía telefónica, las líneas aéreas, las siderurgicas, las minas, los puertos y los aeropuertos.
Con los recursos de las privatizaciones se creó un programa social que fungirá como ente sociopolítico de la figura presidencial y ganar credibilidad entre la población. El programa «Solidaridad» se extendió con obras públicas básicas en todo el territorio nacional. Aunque su enfoque asistencialista no incidía directamente en la movilidad social. 
En 1990 planteó y convenció a Estados Unidos y Canadá (que desde los años 1980 planeaban una mayor integración comercial) de concretar la formación de una zona de libre mercado que compitiera con los planes de la Comunidad Europea de transformarse en un bloque supranacional de un solo mercado, así como el creciente auge de los Cuatro tigres asiáticos; teniendo como ventaja el tamaño poblacional del mercado de América del Norte. En diciembre de 1992 se firmó el Tratado de Libre Comercio de América del Norte (TLCAN).
Aunque el aparato priísta aliado al PAN, desactivó sus mecanismos de control para permitir los triunfos de estos en Baja California (1989) y Chihuahua (1992), no fue así con Guanajuato (1991), donde se prefirió la remoción del electo priísta (sustituido por un interino panista) antes que la llegada de Vicente Fox a la gubernatura. Con la naciente fuerza de izquierda, el Partido de la Revolución Democrática, la relación fue de abierta confrontación, manifestada en la persecución de sus líderes locales y las controvertidas elecciones de Michoacán de 1992.
Desde 1993 el aparente orden del régimen salinista comenzó a mostrar fracturas, primero con el homicidio del cardenal Juan Jesús Posadas Ocampo en mayo, los reportes documentados sobre una posible insurrección en Chiapas en octubre y la mediática molestia de Manuel Camacho Solis por no ser designado candidato presidencial en noviembre. 
En el año de 1994 una serie de eventos, que desestabilizan al país, trascenderán para definir las siguientes décadas de la historia política y económica de México. El 1 de enero, mientras entraba en vigor el TLC, se inició una revuelta popular en el estado de Chiapas, comandada por el Ejército Zapatista de Liberación Nacional; la acción directa del ejército mexicano contra el EZLN fue detenida días más tarde por el presidente, ante la presión social y la cobertura mediática de las causas indígenas. El 23 de marzo fue asesinado el candidato oficial Luis Donaldo Colosio y el 28 de septiembre el secretario general del PRI José Francisco Ruiz Massieu. Por último, en noviembre la transición presidencial se dio en medio de presiones económicas relacionadas con la depreciación de la moneda y la salida de capitales por la inestabilidad del país, que detonaría en el siguiente sexenio.

### Gobierno de Ernesto Zedillo

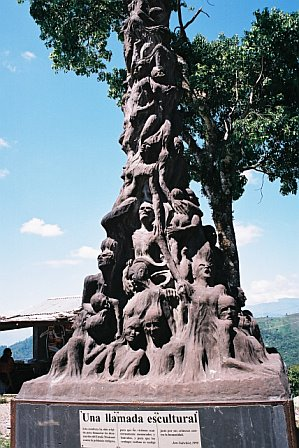
Columna de la Infamia en el sitio donde ocurrió la Masacre de Acteal, en la que perdieron la vida 45 personas a manos de paramilitares.

El gobierno de Ernesto Zedillo Ponce de León (1 de diciembre de 1994 - 30 de noviembre de 2000) inició con el llamado «error de diciembre» que desencadenó la peor crisis económica en la historia de México. Esta fue resultado de las presiones económicas derivadas de la desestabilización política acumulada en el año, pero tuvo como detonante la filtración informativa a la clase empresarial sobre la inminente devaluación de la moneda que decretaría la nueva administración, a pesar de ser negada por el gobierno saliente; los capitales iniciaron una fuga masiva acrecentando la devaluación misma, disparando la inflación, provocando la pérdida de 1.5 millones de empleos, además de la quiebra de cientos de pequeñas y medianas empresas, así como el endeudamiento de los empresarios nacionales. Dos grandes problemáticas sociales despuntaron con la crisis; primero el aumento disparado de la migración hacia Estados Unidos y después el incremento de la delincuencia común y el secuestro, especialmente en las grandes urbes. El gobierno de los Estados Unidos concertó con los organismos financieros el rescate de la economía mexicana por 50 000 millones de dólares en 1995, logrando la estabilidad de los índices macroeconómicos. 
Sin embargo, el endeudamiento masivo de los empresarios y la falta de pagos de los mismos, se sumó a una serie de fraudes cometidos por los propietarios de la banca privatizada, para generar una crisis bancaria que amenazaba al mismo sistema financiero y la economía en general. En 1998 el Fondo Bancario de Protección al Ahorro, mecanismo creado en 1990 para respaldar los recursos de la banca ante eventuales crisis, fue transformado en el Instituto para la Protección al Ahorro Bancario, que implicaba no sólo el rescate bancario por el gobierno, sino la reconversión de la deuda privada de los empresarios en deuda pública, es decir, a partir de ese momento serían los impuestos de la mayoría de la población, y no los ingresos particulares, los que pagarán los adeudos millonarios de la burguesía mexicana, tasada en ese momento en 40 000 millones de dólares, no obstante dicha cifra se siguió incrementando por los altas tasas de interés a pagar.
El gobierno inició una diversificación de los mercados receptores de productos mexicanos, para disminuir la dependencia con Estados Unidos, firmando varios tratados de libre comercio ajenos al TLC. La economía dio un salto cuantitativo respecto a la crisis de 1994, alcanzando tasas de crecimiento similares a las del Milagro mexicano a partir de 1997.
Dos matanzas cimbraron al país en el sexenio. La Masacre de Aguas Blancas en Guerrero, el 28 de junio de 1995, donde 17 campesinos, miembros de una organización opositora al gobierno estatal, fueron asesinados por la policía guerrerense. El acontecimiento desencadenó un año después el surgimiento del Ejército Popular Revolucionario. La Matanza de Acteal en Chiapas, el 22 de diciembre de 1997, cuando un grupo paramilitar atacó una comunidad indígena integrada por miembros del movimiento social «Las Abejas», dejando 45 muertos, la mayoría mujeres y niños.
Ernesto Zedillo, desligado del tradicionalismo priísta y con una visión en la que un país enfrascado en conflictos electorales ahuyenta a los capitales extranjeros, decidió dejar de ejercer el típico liderazgo del partido oficial y desactivó la maquinaria electoral corporativista; esto permitió la llegada de la reforma política de 1996 que dio autonomía y composición ciudadana al Instituto Federal Electoral, y transformó el poder ejecutivo del Distrito Federal en un cargo de elección popular. Ante esto, el PRI perdió la mayoría en la Cámara de Diputados, y el PRD ganó la jefatura de gobierno del Distrito Federal con Cuauhtémoc Cárdenas en las elecciones de 1997, además del avance de la oposición en varias de las gubernaturas disputadas en el sexenio. La indiferencia de Zedillo para mantener el control priísta sobre la presidencia tendría una consecuencia histórica.

#### Elecciones de 2000
El 2 de julio de 2000 se llevaron a cabo las elecciones presidenciales; México vivió por primera vez, tras 71 años de gobiernos priistas, la alternancia política cuando Vicente Fox candidato de la Alianza por el cambio (de los partidos Acción Nacional y Verde Ecologista de México), con el 43.5 % de los votos, derrotó al PRI (y su candidato Francisco Labastida) y a la Alianza por México (y su candidato Cuauhtémoc Cárdenas).

## México contemporáneo desde elsigloXXI
El enojo social ante la crisis económica de 1994 y sus reformas provocaron —por primera vez desde la fundación del partido y sus antecesores— la derrota del PRI en las elecciones de 2000, significando la primera alternancia del poder político presidencial en el país desde hacía setenta y un años. Desde el inicio del siglo, México ha tenido otras dos alternancias políticas, parecido a la situación política de otros países.

### Gobierno de Vicente Fox
El gobierno de Vicente Fox (1 de diciembre de 2000 - 30 de noviembre de 2006) se caracterizó por la serie de coyunturas, eventos y controversias relacionadas con la personalidad del presidente, un personaje sin experiencia y oficio político, pero cuyo carisma y discurso le generaban un respaldo popular. La imprudencia de sus actos y declaraciones marcarían el devenir de muchas de sus propuestas de campaña, como ocurrió con el conflicto en Chiapas, en su sexenio terminó por cancelarse definitivamente el diálogo con el EZLN, un conflicto que había prometido solucionar en 15 minutos.
Al inicio de su periodo planteó una reforma fiscal que proponía gravar con el IVA a alimentos y medicinas; al carecer de mayoría legislativa tuvo que acercarse a los grupos opositores para pactarla, especialmente el PRI, con quien el PAN compartía agenda económica; sin embargo sus constantes desencuentros verbales con las figuras de peso en la oposición hizo fracasar el proyecto. Cerrando la posibilidad de diálogo, el presidente creyó que sus altos índices de popularidad tarde o temprano forzarían a la oposición a aceptar, sin cambios, sus propuestas de reforma energética, política y laboral; no sólo no fueron aprobados, su partido aliado en las elecciones, el Partido Verde rompió su alianza con el PAN.
Sin embargo la estabilidad económica se mantuvo, a diferencia de los últimos cuatro sexenios este no inició con una crisis económica, los aumentos en turismo e inversión extranjera se combinaron con una inflación baja y la llegada de ingresos excedentes por la venta de petróleo para sostener la economía mexicana, que no obstante, presenta un bajo crecimiento económico y una insuficiente generación de empleos.
Los atentados del 11 de septiembre de 2001 modificaron la postura inicial del presidente estadounidense George W. Bush de alcanzar una reforma migratoria que solucionara el problema de la inmigración ilegal, que en este sexenio había alcanzado su tope de al menos 600 000 migrantes al año. En ese mismo contexto internacional, resaltó la postura del gobierno mexicano, cuando, siendo miembro el Consejo de Seguridad de la ONU (2002-2003), se negó a aceptar la invasión estadounidense a Irak que comenzó el 20 de marzo de 2003.
Uno de los conflictos que marcaron su gobierno fue el relacionado al proyecto para construir un nuevo aeropuerto en el poblado de San Salvador Atenco. En octubre de 2001, el decreto presidencial de expropiación que malbarataba las tierras y vulneraba a las poblaciones locales, fue respondido por estas con protestas, seguidas de impugnaciones en tribunales federales; la intransigencia del gobierno, que optó por el desplazamiento mediante el uso de la fuerza pública, generó protestas masivas en la capital del país; la resistencia de los grupos campesinos triunfo en agosto de 2002 cuando el proyecto se canceló definitivamente.
La esposa de Vicente Fox, Marta Sahagún, con apoyo del mismo presidente, impulsó de manera pública y en los medios de comunicación, sus aspiraciones presidenciales para las elecciones de 2006, en los tres primeros años del sexenio. Dio marcha atrás a sus pretensiones en 2004, ante la presión popular y diversos escándalos mediáticos vinculados a su actuar, añadidos a la publicación de un libro que revelaba su influencia dentro del gobierno.
Estas pretensiones desencadenaron el recelo del presidente hacia las figuras políticas que pudieran ser rivales para ella, no obstante la encuestas presidenciales que comenzaron en 2003, mostraban que el único contendiente viable para su esposa era quien las encabezaba, el jefe de Gobierno del Distrito Federal Andrés Manuel López Obrador. A partir de ese año comenzó una serie de críticas y cuestionamientos al mandatario capitalino por parte del mandatario federal para minar su popularidad, estos diferendos e intercambios de declaraciones en los medios y sus respectivas conferencias de prensa, escaló en el año 2004, cuando se difundieron los llamados «Videoescándalos» para ligar al jefe de Gobierno con los actos de corrupción de funcionarios locales y miembros de su partido, el PRD. Dado que la estrategia no funcionó, Fox y sus aliados optaron por sacar a López de Obrador de la carrera presidencial anulando sus derechos políticos a través del proceso de desafuero de 2005. Sin embargo, el masivo apoyo popular a AMLO, hizo al presidente dar marcha atrás al plan, ante el temor de una desestabilización del país. Para entonces su esposa ya no figuraba entre los posibles candidatos, por lo que la obcecación de Fox contra López Obrador respondió al enfrentamiento ideológico de dos distintos proyectos de nación.
El sexenio cerraría con una serie de crisis políticas derivadas de la debilidad ejecutiva de un presidente que no contaba con las habilidades y facultades meta constitucionales que sus antecesores priistas, los conflictos políticos al interior de varios estados hicieron mella de la paz social. Los más importantes fueron, primero, el Conflicto magisterial de Oaxaca; en mayo de 2006 las protestas magisteriales por mejoras en las condiciones de trabajo terminó con un desalojo violento por parte del gobernador priísta Ulises Ruiz; en los meses siguientes nuevos actos de represión y asesinatos acrecentaron las manifestaciones de apoyo a los maestros oaxaqueños en todo el país, y el surgimiento de la Asamblea Popular de los Pueblos de Oaxaca como fuerza política opositora para lograr la remoción y enjuiciamiento del gobernador. La intervención de la Policía Federal Preventiva para levantar los bloqueos y barricadas, así como las detención de los líderes de la APPO, terminó con el movimiento en noviembre. 
El segundo de mayor impacto fueron los enfrentamiento en Atenco también en mayo de 2006; el día 2 un grupo de floristas del Frente de Pueblos en Defensa de la Tierra (fundado en el contexto de la resistencia contra el aeropuerto de 2001) fue removido violentamente por la policía municipal; la reacción del FPDT al día siguiente fue manifestarse en las calles y bloquear la carretera para exigir el deslinde de responsabilidades; no obstante ahora fueron reprimidos por la policía del Estado de México; el movimiento fue presa de una ataque mediático también, que pretendió justificar la entrada de la policía federal; el día 4 los bloqueos fueron levantados en una acción violenta de los tres niveles de gobierno en medio de la violación a los derechos humanos y abuso sexual de manifestantes femeninas.

#### Elecciones de 2006

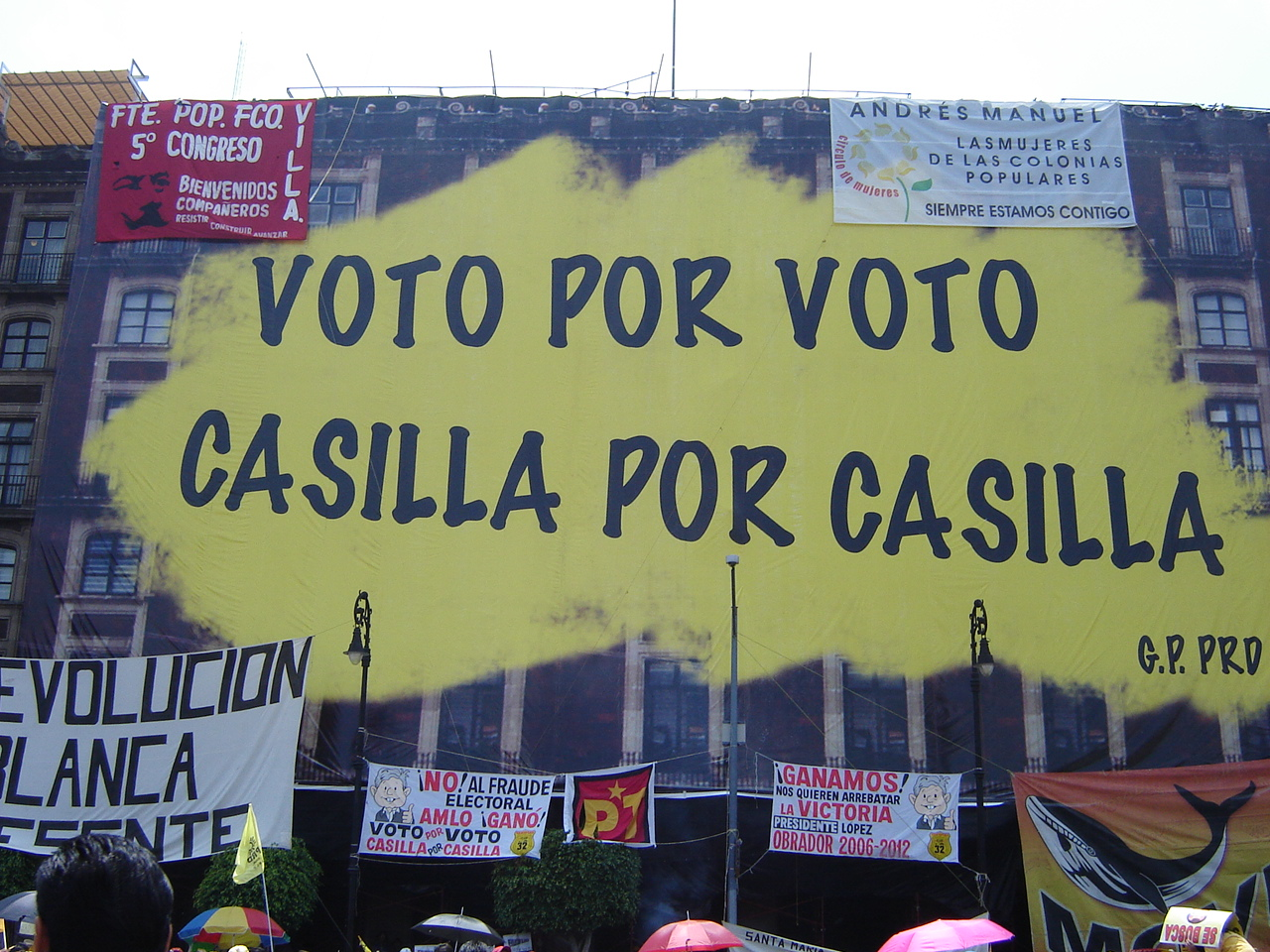
La consigna “Voto por Voto, Casilla por Casilla” se convirtió en la principal demanda de Andrés Manuel López Obrador y de los ciudadanos afines que exigían el recuento total de la votación del 2 de julio de 2006.

El proceso electoral previo a la jornada del 2 de julio de 2006, se desarrolló desde inicio de año en medio de una campaña mediática de denostación contra el candidato de la Coalición Por el Bien de Todos, Andrés Manuel López Obrador; con la intención de cerrar el amplio margen de diferencia con el que había arrancado en las encuestas, esto y la decisión del candidato de no modificar su estrategia, permitió el crecimiento del candidato Felipe Calderón del PAN, llegando el perredista con una ventaja promedio de dos puntos al día de la elección. En medio también se suscitaron continuas denuncias al intervencionismo del presidente Fox y gremios empresariales por tratar de influir en la intención de voto; y la participación del cuñado de Calderón en la base de datos del IFE.
La crisis poselectoral comenzó la noche de la jornada final, ambos candidatos se declararon ganadores, mientras el Instituto Federal Electoral se negó a dar a conocer los resultados preliminares dado el estrecho margen. La discreción en el manejo de la información por parte del IFE y la filtración de los datos del PREP, ocasionaron los reclamos de la coalición por dar certeza a los resultados que no concordaban con los registros de las actas reportadas por los partidos políticos. El día 5 iniciaron los conteos distritales que de manera inicial daban una ligera ventaja a AMLO, misma que se fue revirtiendo de manera paralela al ascenso de Calderón con una correlación estadísticamente inusual; mientras surgían documentaciones especializadas y registros videográficos de irregularidades en los conteos distritales, tales como omisiones, votos validados o anulados de manera irregular, diferencias aritméticas no corregidas, alteraciones e inconsistencias en las actas, entre otras.
El anuncio de los resultados distritales el día 7 de julio, dando la victoria Calderón, provocó la movilización de los simpatizantes de López Obrador, quienes, a partir del 30 de julio determinaron exigir el recuento «voto por voto, casilla por casilla» en asamblea permanente, permaneciendo en el Zócalo capitalino y el Paseo de la Reforma. El creciente apoyo popular a López Obrador fue minado a través de una nueva campaña mediática de desprestigio a las acciones de resistencia civil pacífica. El 5 de septiembre de 2006 el Tribunal Electoral declaró presidente electo a Calderón; los resultados reconocidos fueron de 35.89% para el PAN y 35.31% para López Obrador.

### Gobierno de Felipe Calderón

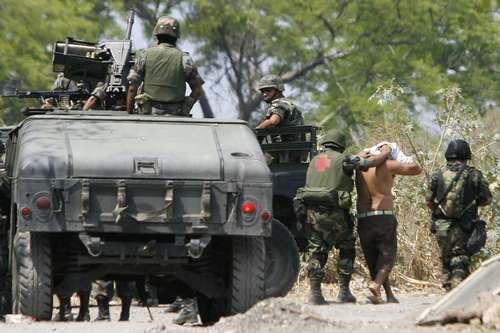
Detenciones por parte de los elementos militares del Ejército Mexicano en Michoacán en 2007.

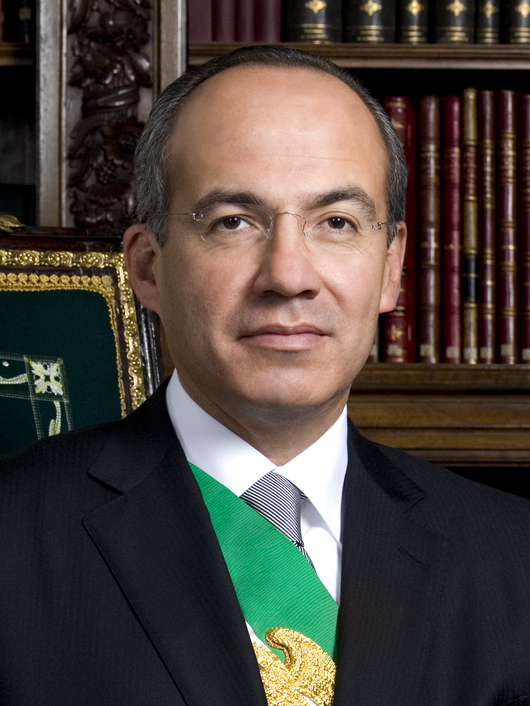
Felipe Calderón, presidente de México de 2006 a 2012.

El gobierno de Felipe Calderón (1 de diciembre de 2006 - 30 de noviembre de 2012) inició de manera ríspida, al tomar posesión de manera conflictiva en medio de la toma de la tribuna del Palacio Legislativo de San Lázaro por parte de los miembros del Frente Amplio Progresista, la fracción parlamentaria opositora, en protesta por los resultados electorales y el cerco policiaco militar en las afueras del recinto.
En aras de buscar una legitimidad que le generara el reconocimiento de la clase política y el apoyo popular, el 10 de diciembre de 2006 declaró la «Guerra contra el narcotráfico», siendo la primera acción el envío de tropas a Michoacán para combatir al naciente cártel local de «La Familia Michoacana». 
A partir de ese momento, su sexenio giró en torno a este proceso de combate directo al crimen organizado; sin embargo la falta de una estrategia integral que combatiera las causas sociales del delito, la impunidad del sistema judicial, la colusión de los cuerpos de seguridad y autoridades de todos los niveles, las fuentes de financiamiento de los cárteles y el tráfico de armas, recurriendo solo al ejército (que de igual manera no contaba con elementos estratégicos, ni legales, para actuar en una "guerra urbana"), rompió el «status quo» del orden implícito con el que actuaban los cárteles desde los años 1980, restringiendo sus actividades a la clandestinidad propia de su giro de negocio y manteniendo un perfil bajo de violencia para no incentivar la intervención del estado, dada la experiencia vivida en Colombia en la misma década. 
El primer signo de rompimiento del status quo, fue la diversificación de las actividades delincuenciales para obtener fondos extras y poder combatir al ejército, creciendo exponencialmente delitos como la extorsión, el secuestro y el lavado de dinero. A esto siguió la fragmentación de los cárteles en grupos locales o regionales que disputaron el territorio a organizaciones debilitadas por el combate con el gobierno. Finalmente el crimen comenzó a construir una estructura de poder político, influencia social y poderío económico que lo volvió más difícil de combatir.
La violencia, en niveles no vistos desde la Guerra cristera, se volvió un asunto cotidiano, las masacres de civiles se fueron sucediendo una tras otra: Morelia (2008), Creel (2008), Villas de Salvárcar (2010), San Fernando (2010), Monterrey (2011), Allende (2011), entre otras. El saldo al final del sexenio era de 121 000 homicidios. A esto se sumaron las controversias que ligaron a las fuerzas federales a continuas ejecuciones extrajudiciales y abusos a los derechos humanos por la falta de preparación para fungir como seguridad pública. La disputa interna de los cárteles también se originó por la complicidad de uno de ellos con el secretario de seguridad pública Genaro García Luna, detenido posteriormente por esta causa en 2019.
En términos económicos, mantuvo el mismo ritmo del sexenio foxista a principio de su gobierno, con inflación controlada, la llegada de ingresos excedentes por la venta de petróleo, baja generación de empleos y crecimiento económico mínimo. No obstante en 2009 en el contexto de la recesión global tuvo la mayor caída del PIB nacional, que ni siquiera en las crisis de 1982 y 1994 se habían visto, con un -6.7 por ciento de decrecimiento; la recuperación fue financiada a través de deuda y el aumento de impuestos. En marzo y abril de ese mismo año, el país fue el punto de origen de la pandemia de influenza "A" que causó 70 715 contagios y 1172 muertes. En septiembre del mismo 2009, bajo el pretexto de combatir la corrupción desaparece la compañía de Luz y Fuerza del Centro para anular al Sindicato Mexicano de Electricistas, opositor a la privatización eléctrica.
El 1 de julio de 2012 se llevaron a cabo las elecciones federales, en las cuales, al igual que cada sexenio, se renovaría el cargo de presidente y la composición de la cámara de senadores y diputados. El candidato electo fue Enrique Peña Nieto con el 38.20 % de los votos, perteneciente a la coalición Compromiso por México (formada por el PRI y el PVEM), significó la segunda alternancia del poder presidencial desde el inicio del siglo.
Sin embargo, estas elecciones tampoco estuvieron ausentes de polémicas. El candidato que quedó en segundo lugar, Andrés Manuel López Obrador, perteneciente a la coalición Movimiento Progresista (formada por el PRD, PT MC), habló explícitamente de compra de votos. El Instituto Federal Electoral afirmó que investigaría a fondo el tema después de recibir denuncias; se exhibieron facturas y se comprobó la afluencia masiva de personas, así como testimonios de personas que declararon haber recibido dichas tarjetas; sin embargo, no se emprendió la investigación a gran escala para demostrar estas implicaciones.
Por otra parte, #YoSoy132, una comisión de vigilancia ciudadana, informó que hasta dos día después de las elecciones, se habían sistematizado once mil casos de presuntas irregularidades, entre las cuales incluían balaceras, robo de urna por parte de cuerpos policiacos, grupos armados atacando a los votantes y desaparición de casillas por parte de funcionarios. Por otra parte, Leonardo Valdés Zurita, presidente en aquel entonces del IFE, declaró: «México tuvo una jornada electoral ejemplar, participativa, pacífica y realmente excepcional [...]. Todos los procesos electorales tuvieron incidentes menores, en la mayoría de los casos, sin relación con el propio proceso, será su voto y solo su voto, lo que decida quienes ejercerán los poderes públicos en los próximos años».

### Gobierno de Enrique Peña Nieto

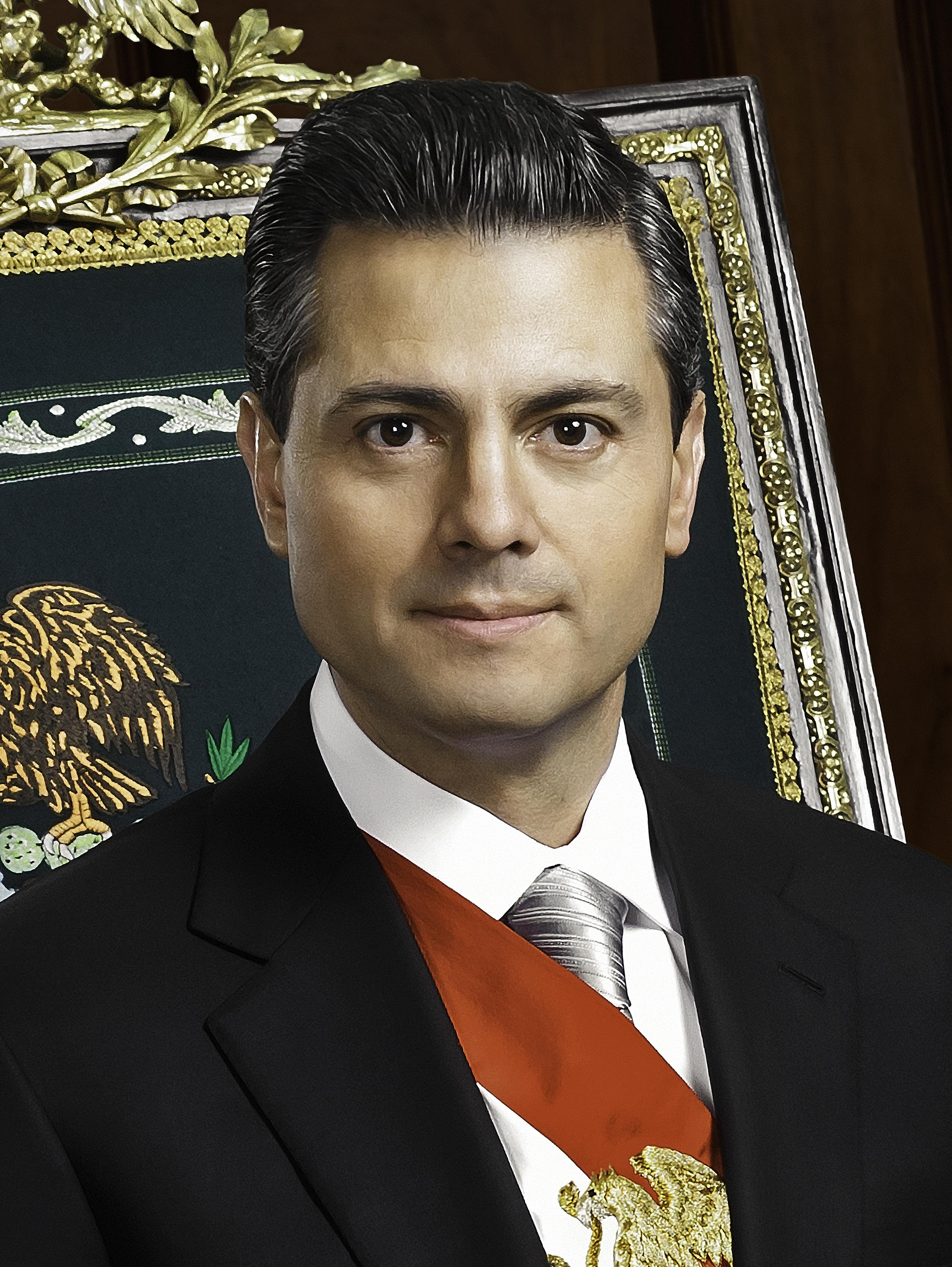
Enrique Peña Nieto, presidente de México de 2012 a 2018.

El 1 de diciembre de 2012, Enrique Peña Nieto recibió (de manera simbólica, más que nada) la banda presidencial por parte de Jesús Murillo Karam, presidente de la cámara de diputados en aquel momento.

#### Reformas estructurales

##### Pacto por México
Al día siguiente de comenzar su sexenio, Peña Nieto firmó del acuerdo llamado «Pacto por México», en los que participarían además de él, los tres mayores partidos políticos en aquellos tiempos: PRI, PAN y PRD. Las negociaciones para alcanzar dicho pacto se llevaron a cabo desde octubre de 2012 encabezadas por el equipo de transición del presidente electo y representantes de los partidos políticos. Hacia finales de noviembre se acordó un texto definitivo para los acuerdos, firmándose en el Castillo de Chapultepec el 2 de diciembre de 2012, signando el presidente y los presidentes de los partidos: Jesús Zambrano Grijalva, María Cristina Díaz Salazar y Gustavo Madero Muñoz, respectivamente.
El pacto estaba dividido en cinco secciones que enumeran el tipo de acuerdos tomados en cada uno: Acuerdos por una sociedad de derechos y libertades; Acuerdos para el crecimiento económico, empleo y competitividad; Acuerdos para la seguridad y la justicia: Acuerdos para la transparencia, rendición de cuentas y combate a la corrupción; y Acuerdos para la Gobernabilidad Democrática.
Entre los acuerdos tomados se encuentran diversos temas de la agenda política mexicana como reformas constitucionales y a diversas leyes federales e instituciones públicas, así como la creación de nuevas leyes que regulen temas hasta entonces ignorados o deficientemente legislados. Uno de los primeros acuerdos en llevarse a la práctica fue la reforma educativa. Fue promulgada el 25 de febrero de 2013. Otro aspecto del pacto fue la reforma en telecomunicaciones.

##### Reforma energética
El 12 de agosto de 2013 la presidencia de la República presentó al Congreso de la Unión la iniciativa de reformas en materia de hidrocarburos e industria energética, que a diferencia de otras reformas, encontró más oposición por parte de los restantes partidos políticos que conforman las Cámaras, especialmente por los de izquierda.
En materia de petróleo e hidrocarburos, la reforma proponía abrir la posibilidad de la inversión extranjera en tal industria dominada actualmente por PEMEX mediante contratos de exploración y extracción de hidrocarburos, e igualmente cambiaría el texto del artículo 28° constitucional para permitir a capitales privados la participación en algunas actividades del proceso industrial el petróleo. En materia de electricidad la propuesta también proveía la participación del mercado privado en dicha industria energética a la par de la intervención de la Comisión Federal de Electricidad, especialmente en lo respectivo a energías renovables.
Desde que Peña Nieto presentó la iniciativa al Congreso de la Unión en agosto de 2013 se presentaron diversos tipos de críticas y opiniones al respecto. Muchos de ellos se han centraron en el tema de la privatización, no obstante que se estableció por parte del gobierno federal que la reforma no implica ninguna forma de privatización sino que se «encontaría basada en un modelo de utilidad compartida».
Se desarrollaron diferentes protestas para evitar la aprobación por medio de ciudadanos independientes y organizados dentro de Morena encabezado por Andrés Manuel López Obrador. Igualmente, el Partido de la Revolución Democrática, se convirtió en uno de los opositores de la reforma votando en contra de ella en ambas cámaras e interponiendo acciones legales en contra de la reforma publicada. Junto al PRD, se opusieron y protestado abiertamente los partidos del Trabajo y Movimiento Ciudadano, llegando incluso a tomar la tribuna del senado para mostrar pancartas al respecto. También se dieron demostraciones públicas de inconformidad a la reforma mediante manifestaciones y marchas en la Ciudad de México y otros estados de república, especialmente frente a los congresos locales, ya que estos tuvieron que votar la aceptación de dicho cambio constitucional.

##### Reforma financiera
El 9 de enero de 2014 se publicó en el Diario Oficial de la Federación la reforma financiera con la que se busca dar un impulso al sector bancario y de ahorro en México. Con ella se reformaron 34 ordenamientos jurídicos en materia financiera.
La reforma tenía como objetivos fomentar el crédito a través de la Banca de Desarrollo; incrementar la competencia en el sector financiero; ampliar el crédito de las instituciones financieras privadas; y asegurar la solidez y prudencia del sector financiero en su conjunto. Se creó un Buró de Entidades Financieras en la CONDUSEF para registrar públicamente las quejas que recibieran de esas entidades. Se simplificaron los trámites para el otorgamiento y ejecución de garantías bancarias. Se creó el Consejo de Estabilidad del Sistema Financiero. Se prohibió a los bancos vender productos financieros condicionados a la compra de otros diferentes. Se creó un Sistema Arbitral en Materia Financiera para resolver conflictos entre usuarios y bancos. Se ampliaron las facultades de la CONDUSEF para poder exigir mayor información a las entidades financieras. Se reformaron diversas disposiciones sobre el procedimiento de concurso mercantil para darle mayor confiabilidad.

#### Caso de Ayotzinapa

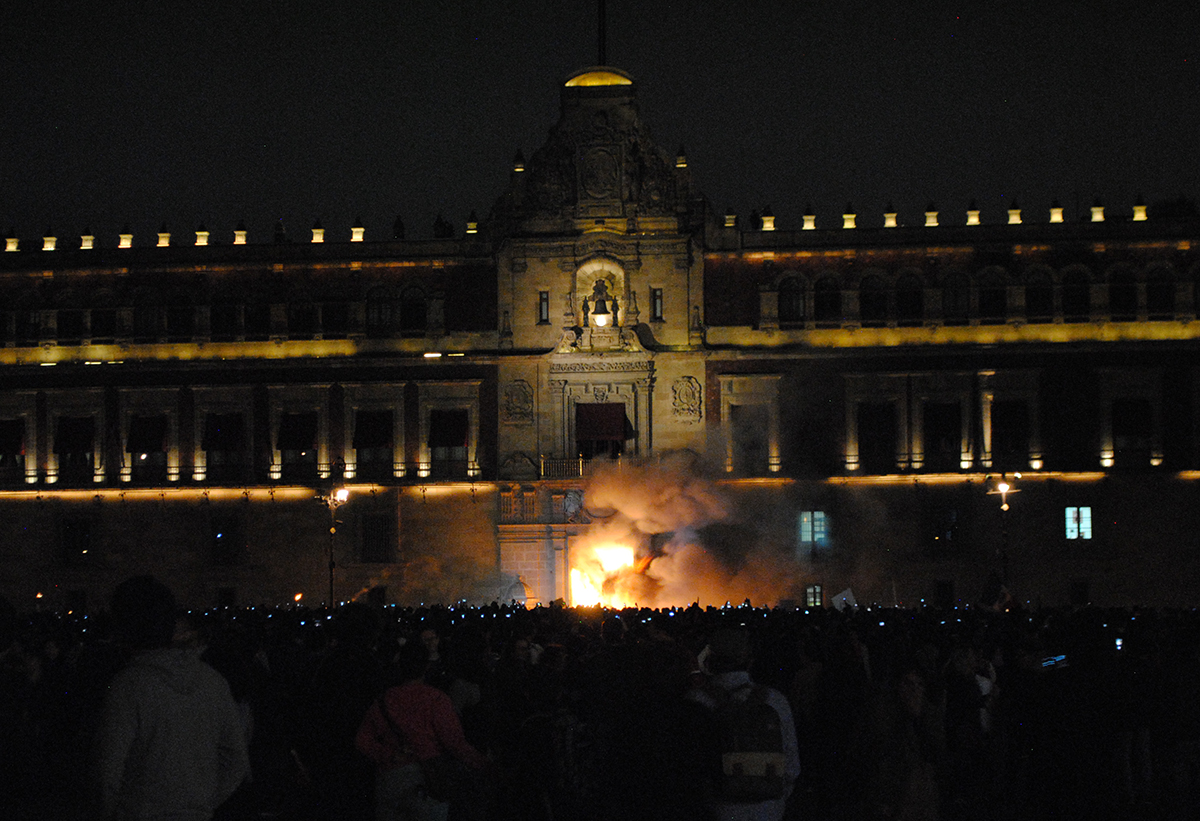
Quema de la puerta principal del Palacio Nacional de México, como parte de las protestas por el Caso de Ayotzinapa.

Durante la noche del 26 de septiembre y la madrugada del 27 de septiembre del 2014, en el que las policías municipales de Iguala y estatal de Guerrero persiguieron y atacaron a estudiantes de la Escuela Normal Rural de Ayotzinapa resultando en la desaparición forzada de cuarenta y tres de ellos de esa escuela normal rural, al menos 9 personas asesinadas y 27 heridos.
En dicho ataque, además de los estudiantes normalistas, fueron heridos periodistas y civiles. De acuerdo a la investigación realizada por Forensic Architecture, el número de personas heridas a consecuencia de los ataques en contra de los estudiantes normalistas asciende a 40.

A pesar de que el Presidente Enrique Peña Nieto trató de tomar medidas contra el crimen organizado en su país, un grupo de 43 estudiantes desaparecieron en septiembre de este año. La probable participación del exalcalde de Iguala [detenido el martes 4 de noviembre de 2014], y el descubrimiento de fosas comunes, ha enfurecido a los mexicanos, lo que provocó una campaña masiva exigiendo la renuncia del presidente...
Revista Forbes

Los hechos generaron diversas expresiones de repudio nacional hacia el presidente Enrique Peña Nieto principalmente manifestaciones en diferentes universidades de la República Mexicana evidenciando la incapacidad del Presidente para dirigir la nación.
Peña Nieto no había tomado acción alguna contra del gobernador de Guerrero ni del alcalde de Iguala, ni tampoco había tenido contacto con los familiares de las víctimas de Ayotzinapa. Asimismo, recibió críticas por ciertas actitudes no relacionadas con el caso, como las fotografías tomadas junto con sus seguidoras en Monterrey.
El 23 de octubre, un día después de la solicitud de José Luis Abarca a renunciar a su puesto, el gobernador de Guerrero, Ángel Aguirre Rivero solicitó también licencia para separarse de su cargo como gobernador, argumentando que de esa forma esperaba apaciguar el clima político y favorecer las investigaciones. La solicitud del mandatario fue aceptada el 25 de octubre. Al día siguiente, tomó posesión en el cargo Rogelio Ortega Martínez, quien hasta entonces fungía como secretario general de la Universidad de Guerrero.

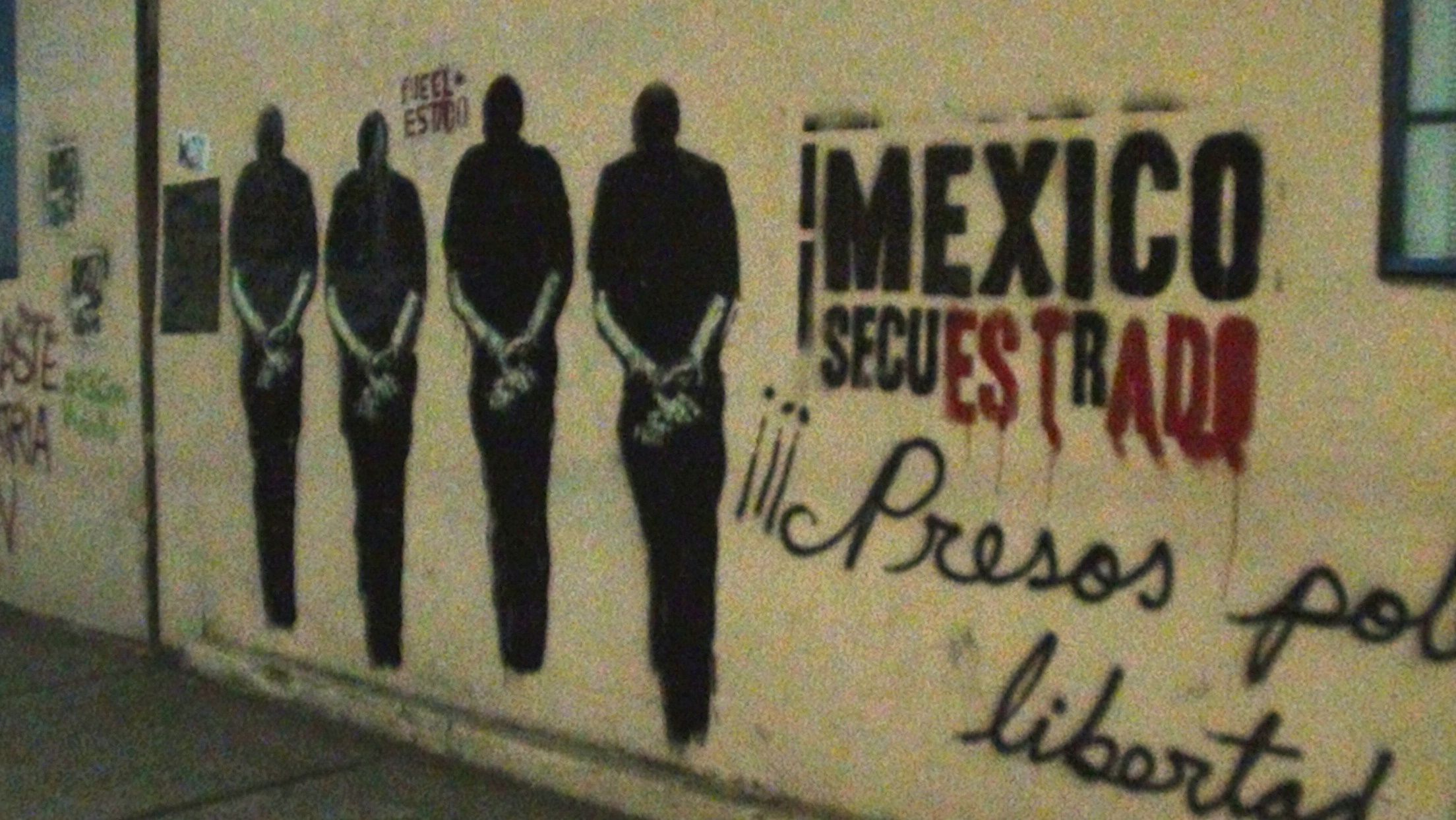
Pintura en una pared (de la avenida Eje Central de la Ciudad de México) realizada por los integrantes de la marcha “Júrame que no te rindes”.

Sin embargo, el 29 de octubre accedió a una plática con los padres de familia de los 43 desaparecidos así como con sus abogados. Tras la junta con los padres que duró más de seis horas, el presidente lanzó un comunicado a la prensa en el cual explicaba los acuerdos a los que se habían llegado y dio a conocer la minuta firmada por él, con las acciones a seguir, entre las cuales se encuentran: Fortalecer los esfuerzos de localización con un plan renovado de búsqueda; creación de una comisión mixta de seguimiento de información integrada por la Procuraduría General de la República, Secretaría de Gobernación, los padres de familia de las víctimas y estos últimos determinarían quienes más serían parte de esta comisión para mantenerse informados del curso de las investigaciones; comprometer la atención integral y apoyo a las familias de las seis personas que perdieron la vida el pasado 26 de septiembre y de aquellas personas que resultaron lesionadas; y apoyo a las escuelas normales rurales del país, establecer una mesa de trabajo que permita dignificar estos espacios de formación de docentes. A pesar de que los padres tuvieron respuesta del Gobierno Federal, expresaron que "los acuerdos son insuficientes, al concluir la reunión con el presidente Enrique Peña Nieto", por lo declararon que seguirían con la lucha por incrementar las acciones por parte del gobierno mexicano; hecho que sería retomado en el siguiente sexenio.

#### Terremotos de 2017
En el mes de septiembre de 2017 ocurrieron dos terremotos: el de Chiapas ocurrido el 7 de septiembre y el de de Puebla ocurrido el 19 de septiembre.

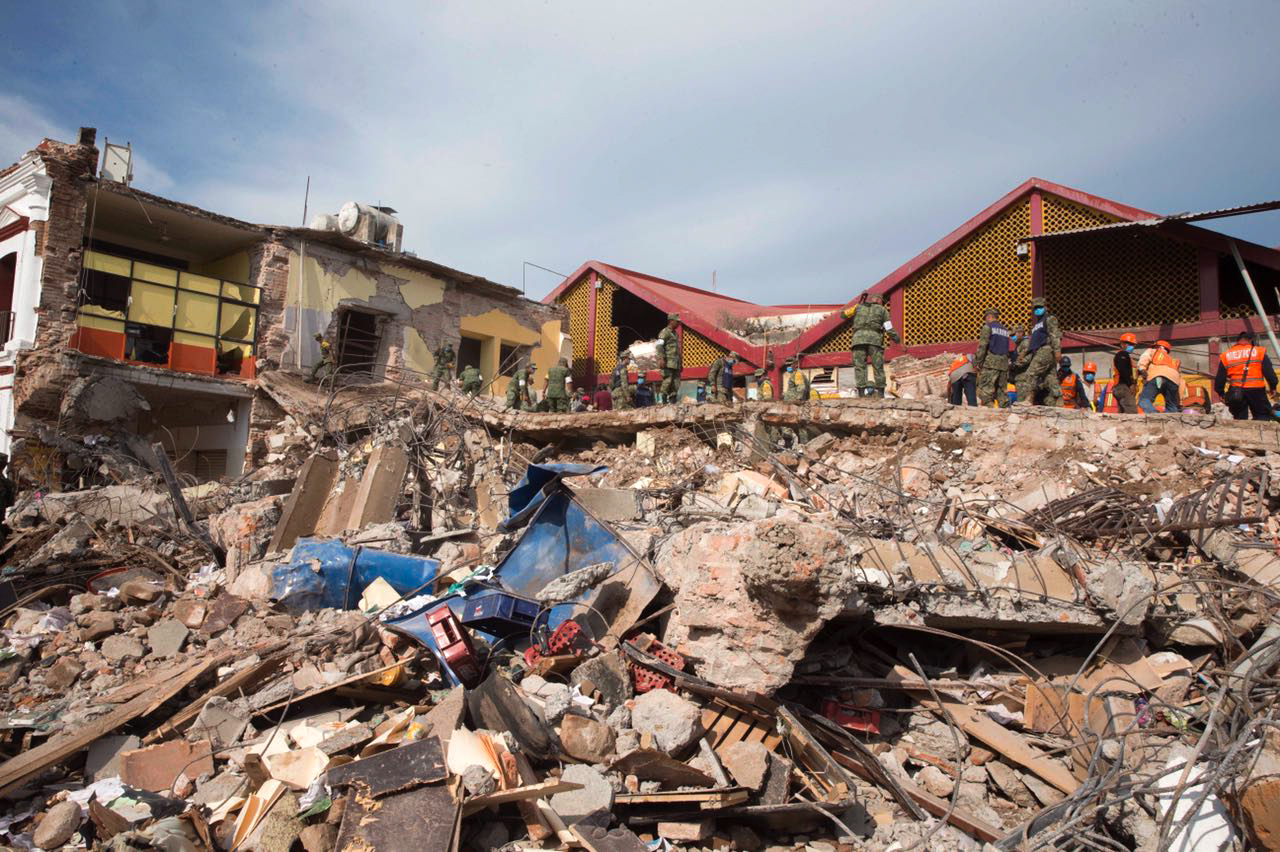
Casas destruidas por el terremoto de Chiapas en Juchitán (Oaxaca).

El terremoto de Chiapas ocurrió un día jueves y fue resultado de la fractura de una fractura telúrica que alcanzó una magintud de 8.2 MW; su epicentro se registró en el Golfo de Tehuantepec. En México, se sintió principalmente en la región sureste del país.
De acuerdo con la Secretaría de Gobernación, cientos de comunidades fueron afectadas por el sismo en los estados de Chiapas, Tabasco y Oaxaca, siendo la localidad de Juchitán (ubicada en este último estado) la más afectada. En Oaxaca se reportaron 78 muertes causadas por el sismo; en Chiapas, 18 fallecidos, y en Tabasco, solo 4 víctimas, para hacer un total de 100 fallecimientos, según lo registrado hasta el 15 de septiembre.
El terremoto de Puebla ocurrió un día martes y fue resultado de movimientos interiores, conocido como «intraplaca», aquel alcanzó una magnitud 7,1 Mw; su epicentro, según la Servicio Sismológico Nacional, se registró a 12 km al sureste de Axochiapan (Morelos), sin embargo, el Servicio Geológico de Estados Unidos lo ubicó a 1 km de San Felipe Ayutla (Puebla).
Este temblor dejó cuantiosos daños en los estados del centro del país. Ciudad de México fue la entidad que concentró el mayor número de víctimas mortales debido a la densidad de población y la estructura del subsuelo que amplifica las ondas sísmicas; la ciudad se encuentra sobre el suelo fangoso de lo que alguna vez fue el lago de Texcoco. Por primera vez, desde la instalación de la alerta sísmica en la ciudad, esta no sonó momentos antes para prevenir a la población y realizar evacuaciones; la alerta se activó hasta pasados once segundos de iniciado el sismo, justo cuando las ondas alcanzaron la ciudad, lo que no permitió una evacuación completa.
En Morelos, la zona en torno al volcán Popocatépetl y el sureste del estado presentó los mayores daños; Jojutla fue una de las localidades más afectadas. Por el lado de Puebla, la mixteca, la región de los valles de Izúcar y Atlixco, y el centro histórico de la ciudad de Puebla registraron importantes afectaciones.
El 5 de octubre, Protección Civil confirmó una cifra final de víctima mortales de 369 personas: 228 decesos en Ciudad de México, 74 en Morelos, 45 en Puebla, 15 en el Estado de México, seis en Guerrero y uno en Oaxaca. Según un informe del Instituto Belisario Domínguez del Senado de la República, a partir de información de Animal Político, la información más completa al respecto se encontró en la capital del país, donde se registró que del total de muertos, 200 eran adultos y 28 niños. Por otra parte, 138 (61 %) eran mujeres y, de ellas, dieciséis menores y 122 adultas. Los 90 restantes (39 %) eran hombres y, de ellos, dieciocho menores y 72 adultos.

#### Elecciones de 2018
El 1 de julio de 2018 se llevaron a cabo las elecciones federales de 2018, en las que, al igual que cada sexenio, se renovarían los cargos de presidente y la composición de la cámara de diputados y senadores. El candidato electo fue Andrés Manuel López Obrador (AMLO), perteneciente a la coalición Juntos Haremos Historia (conformada por Morena, PT y PES) con el 53,19 % de los votos.

### Gobierno de Andrés Manuel López Obrador

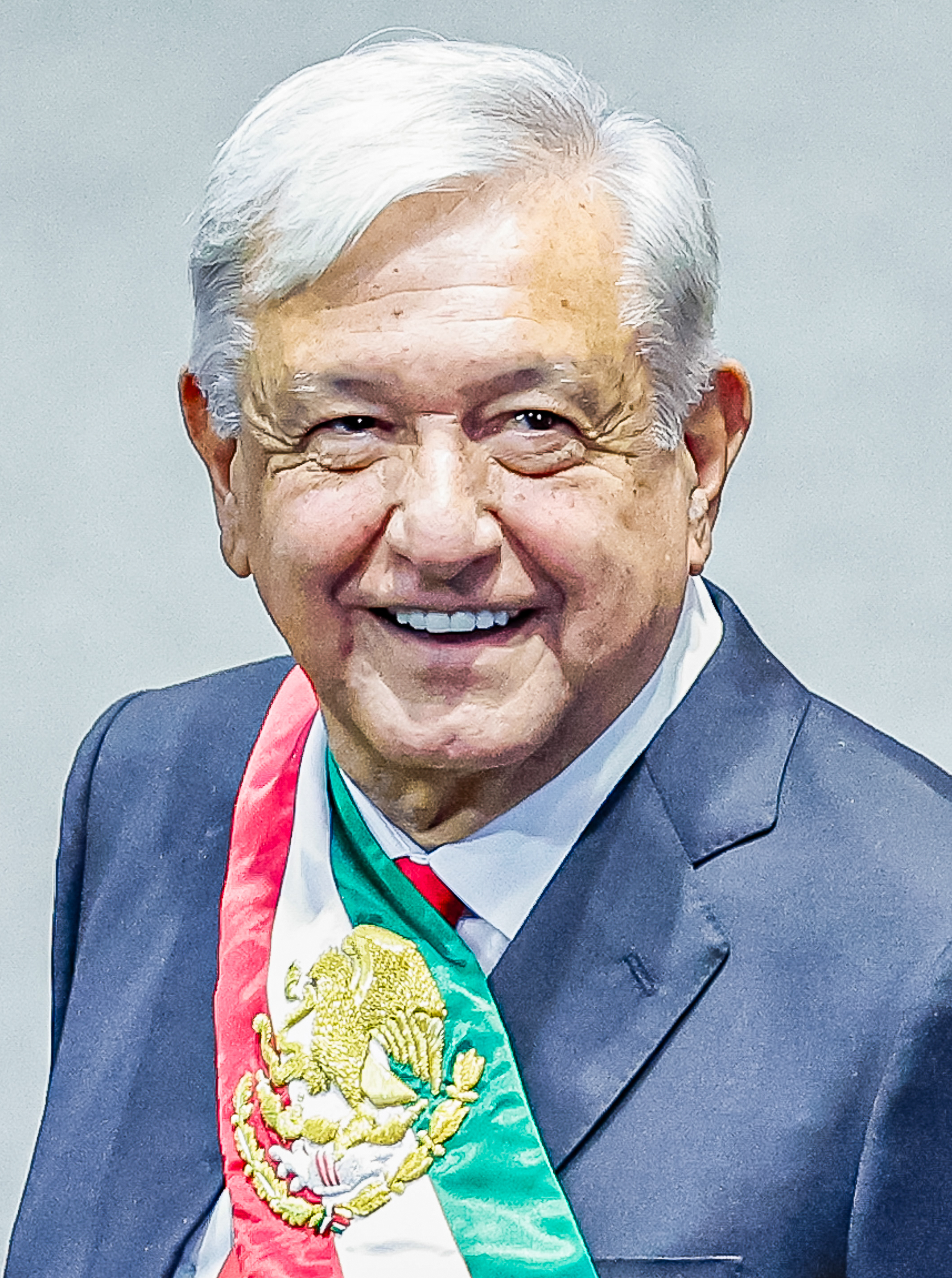
Andrés Manuel López Obrador, presidente de México de 2018 a 2024.

Andrés Manuel López Obrador desempeñó el cargo de Presidente de México desde el 1 de diciembre de 2018 hasta el 30 de septiembre de 2024. Durante su gobierno se destacaron principalmente, la implementación de una política social que sentara las bases de un estado de bienestar, lo que dio como resultado la disminución, por primera vez en décadas, de los niveles de pobreza; el sostenimiento de la estabilidad macroeconómica en sus principales indicadores (crecimiento del PIB, tipo de cambio, ingreso, consumo, tasa de inflación, tasa de desempleo, balanza comercial, reservas internacionales e inversión extranjera), a pesar de las previsiones menores o las coyunturas internas y externas; y la habilitación de obras de infraestructura que generarán nuevos polos de desarrollo. Sin embargo, contrastaron significativamente los magros resultados en salud y seguridad; por un lado los dos sistemas de asistencia sanitaria creados en su gobierno, no concretaron el plan de cobertura universal en atención y tratamientos, sobresaliendo sólo la recuperación de parte de la infraestructura abandonada de los sexenios anteriores y la campaña de vacunación en la pandemia de COVID-19; por otro lado, si bien se revirtió la tendencia alcista de la tasa de homicidios y se disminuyó la incidencia de varios delitos de alto impacto, la violencia focalizada en algunas zonas del país, continuó en los niveles de la década anterior.

#### Pandemia de Covid-19
El 28 de febrero de 2020 se anunció el primer caso de covid-19 en México, el primer fallecido por esta enfermedad se registró el 18 de marzo; las primeras medidas de contención se anunciaron ese mismo día, incluyendo la declaratoria de cuarentena. El 30 de marzo se decretó la emergencia sanitaria, misma que terminó el 9 de mayo de 2023. En este periodo se registraron un total de 7 587 643 contagiados, muriendo un total de 333 913 personas en el país.
La pandemia de covid-19 en México se convirtió en un acontecimiento histórico trascedente que se desenvolvió en medio de fenómenos estructurales que quedaron expuestos y coyunturas de todo tipo. En el tema estrictamente de la salud pública se destacan que:
- La enfermedad exhibió el estado de las condiciones generales de salud en la población, dada la singularidad de la enfermedad, es decir, agravar los casos de personas con enfermedades crónico degenerativas como diabetes, hipertensión y obesidad; el gobierno reforzó los programas de salud preventiva y decretó el etiquetado de productos alimenticios con exceso de grasa, azúcar y otros aditamentos nocivos para la salud.
- La debilidad en los sistemas de respuesta y atención a emergencias sanitarias en todos los niveles de gobierno, heredada desde la pandemia de 2009. Hubo cuestionamientos a la autoridad por una aparente pasividad para implementar medidas más drásticas de contención, aunque el gobierno refería que estas serían poco efectivas dadas las condiciones económicas de la mayoría de la población, es decir, era poco viable un parón absoluto, por lo que se incentivaron métodos de convivencia social (sana distancia, higiene personal, identificación de riesgos, ventilación de espacios, uso de cubrebocas, semáforos de alerta para la movilidad social) en todos los sectores como estrategia de prevención y contención.
- La falta de capacidad en los sistemas de salud para atender directamente el padecimiento. En principio el gobierno implementó un programa de reconversión hospitalaria para cubrir la necesidad de camas y respiradores.[335]

El 23 de diciembre de 2020 se inició la vacunación masiva contra el covid-19, en un esquema seccionado por grupos prioritarios, iniciando por personas de la tercera edad, trabajadores esenciales del sector salud y educativo. Al final de la emergencia sanitaria el gobierno calculaba que entre vacunación y contagio el 95% de los mexicanos ya contaba con inmunidad, aplicándose alrededor de 228 millones de dosis.

### Gobierno de Claudia Sheinbaum

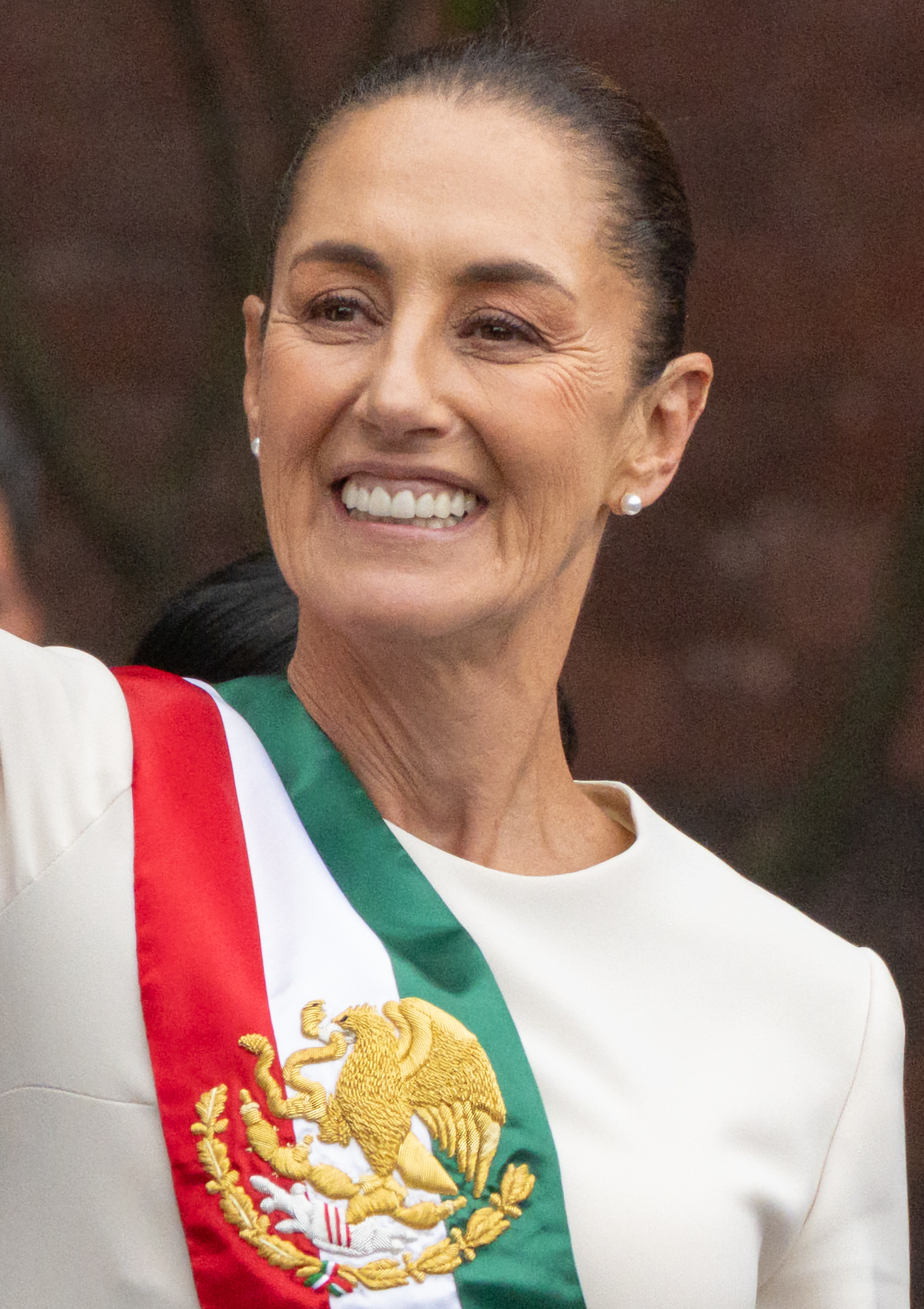
Claudia Sheinbaum, presidenta de México desde 2024.

Claudia Sheinbaum, sucesora política del presidente López Obrador, ganó las elecciones presidenciales de 2024 y al asumir el cargo, se convirtió en la primera mujer en dirigir el país en la historia de México. Fue juramentada como presidenta de México el 1 de octubre de 2024.

### Libros
- Alamán, Lucas (1844). Prolegómenos de la Independencia mexicana. Archivado desde el original el 23 de octubre de 2021. Consultado el 16 de febrero de 2021.
- Arenas Guzmán, Diego (2003) [1940]. Memoria del general Juan Andreu Almazán: Informe y documentos sobre la Campaña política de 1940 (2.ª edición).
- Aveleyra Arroyo de Anda, Luis; Maldonado-Koerdell, M.; Martínez del Río, Pablo (1956). Cueva de la Candelaria. México: Instituto Nacional de Antropología e Historia.
- Barroy Sánchez, Héctor Cuauhtémoc (2012). Historia de México (5.ª edición). México: McGraw-Hill. ISBN 978-607-15-0688-7.
- Beciez González, David Fernando; Pérez Aguilar, Carmen Margarita (2010). Historia de México I. México: McGraw-Hill Interamericana. ISBN 978607150324-4.
- Becker, Marjorie (1995). Setting the Virgin on fire: Lázaro Cárdenas, Michoacán peasants, and the redemption of the Mexican Revolution [Prendiendo fuego a la virgen: Lázaro Cárdenas, campecinos michoacanos y la renidicón de la Revolución mexicana]. Estados Unidos: University of California Press. pp. 124-126. ISBN 9780520084193.
- Casasola Zapata, Gustavo (1942). Historia gráfica de la Revolución mexicana. México: Casasola.
- Castro Leal, Marcia (1989). «Los tarascos». Historia general de Michoacán.
- Coe, Michael D. (1992). Breaking the Maya Code [Finalizando el Código maya] (en inglés). Reino Unido: Thames & Hudson. ISBN 0-14-023481-0.
- Coe, Michael D. (1999). The Maya [El maya] (en inglés) (6.ª edición). Estados Unidos: Thames & Hudson. ISBN 0-500-28066-5. OCLC 40771862.
- Demarest, Arthur (2004). Ancient Maya: The Rise and Fall of a Forest Civilization [Los antiguos mayas: El nacimiento y caída de una civilización de bosques] (en inglés). Reino Unido: Cambridge University Press. ISBN 978-0-521-53390-4. OCLC 51438896.
- Delgado de Cantú, Gloria; Sánchez Córdova, Humberto; Romo Medrano, Lilia Estela; Pérez Rangel, Rosa Guadalupe (2002). Historia de México. Pearson Educación. ISBN 9789702603566.
- Delgado Martín, Jaime (1992). «México: Los caudillismos de Calles y de Cárdenas». Historia General de España y América. Hispanoamérica en el siglo XX (1.ª edición). España: Rialp. ISBN 84-321-2117-7.
- Díaz del Castillo, Bernal (1632). Historia verdadera de la conquista de la Nueva España.
- Drew, David (1999). The Lost Chronicles of the Maya Kings [Las crónicas perdidas de los reyes mayas] (en inglés). Reino Unido: Phoenix Press. ISBN 0-7538-0989-3. OCLC 59565970.
- Estrada-Belli, Francisco (2011). The First Maya Civilization: Ritual and Power Before the Classic Period [La primera civilización maya: ritual y poder antes del Periodo Clásico] (en inglés). Reino Unido y Estados Unidos: Routledge. ISBN 978-0-415-42994-8. OCLC 614990197.
- Ferrer Muñoz, Manuel (1995). La formación de un Estado nacional. El imperio y la república federal (1821-1835). México: Universidad Nacional Autónoma de México. ISBN 968-36-4746-4.
- Fernández Fernández, Íñigo (2008). Historia de México (3.ª edición). México: Pearson Educación. ISBN 978-970-26-1303-9.
- García de los Arcos, María Fernanda (2007). Filipinas, lejanía próxima. México: Universidad Autónoma Metropolitana-Iztapalapa.
- Garfias, Luis (1997). La Revolución Mexicana: compendio histórico político militar. México: Panorama Editorial. ISBN 9683802680.
- Garrido, Luis Javier (1986). El partido de la Revolución institucionalizada. La formación del nuevo Estado en México (1928-1945). México. ISBN 968-23-1162-4.
- González Pedrero, Enrique (2005). País de un solo hombre: el México de Santa Anna. Volumen 1. La ronda de los contrarios. México: Fondo de Cultura Económica. ISBN 968-16-3962-6.
- Govers, Cora (2006). Performing the community: representation, ritual and reciprocity in the Totonac Highlands of Mexico. LIT Verlag Münster. ISBN 9783825897512.
- Krauze, Enrique (1997). Biografía del poder: caudillos de la Revolución Mexicana, 1910-1940. México: Tusquets. p. 353. ISBN 978-8-4831003-0-1.
- Maldonado Gallardo, Alejo; Guerra, Sergio; González Arana, Roberto (2006). Revoluciones latinoamericanas del siglo XX: síntesis histórica y análisis historiográfico. México: Facultad de Historia de la Universidad Michoacana de San Nicolás de Hidalgo. ISBN 970-7-0341-4-9.
- Martin, Simon; Grube, Nikolai (2000). Chronicle of the Maya Kings and Queens: Deciphering the Dynasties of the Ancient Maya [Cronica de los reyes mayas: Decifrando a los antiguos mayas] (en inglés). Estados Unidos y Reino Unido: Thames & Hudson. ISBN 0-500-05103-8. OCLC 47358325.
- Masson, Marilyn A.; Peraza López, Carlos (2004).  Jon C. Lohse y Fred Valdez, Jr., ed. Ancient Maya Commoners (en inglés). Estados Unidos: Universidad de Texas en Austin. ISBN 0-292-70571-9.
- McClung de Tapia, Emiliy (1985). Investigaciones arqueobotánicas en Mesoamérica y Centroamérica (en inglés). México.
- Olmedo Vera, Bertina (1997). «The Mayas of the Classic Period».  En A. Arellano Hernández, ed. The Mayas of the Classic Period (en inglés). México: Consejo Nacional para la Cultura y las Artes. ISBN 970-18-3005-9. OCLC 42213077.
- Poniatowska, Elena (1971). La noche de Tlatelolco: Testimonios de historia oral. México: Ediciones Era.
- Pozas Horcasitas, Ricardo (1983). El triunvirato sonorense. México: Martin Casillas Editores. ISBN 9684710445.
- Rabasa, Emilio O. (2004). La evolución constitucional de México. México: UNAM. ISBN 970-32-1835-0.
- Robert, Christopher B. (2003). Becoming campesinos: politics, identity, and agrarian struggle in postrevolutionary Michoacán, 1920-1935 [Convertirse en campesinos: políticas, identidad y la lucha agraria en el Michoacán posrevolucionario, 1920-1935] (en inglés). Estados Unidos: Stanford University Press. ISBN 9780804743563.
- Sánchez Córdova, Humberto; Estela Romo, Lilia; Parcero, Rosa María; de la Torre, Laura (2017). Historia de México 1. Historia de México (3.ª edición). México: Pearson Educación. ISBN 978-607-32-3934-9.
- Sánchez Córdova, Humberto; Estela Romo, Lilia; Parcero, Rosa María; de la Torre, Laura (2018).  Chávez Martínez, Corina Guadalupe, ed. Historia de México. Consolidación del Estado mexicano. Historia de México (1.ª edición). México: Pearson Educación.
- Sánchez Córdova, Humberto; Estela Romo, Lilia; Parcero, Rosa María; De la Torre, Laura (2019).  Chávez Martínez; Corina Guadalupe, ed. Historia de México 2. Historia de México (1.ª edición). México: Pearson Educación. ISBN 978-607-32-4693-4.
- Serrano Álvarez, Pablo (2012). Los tratados de Bucareli y la Revolución delahuertista (1.ª edición). México: Instituto Nacional de Estudios Históricos de las Revoluciones de México.
- Sharer, Robert J.; Traxler, Loa P. (2006). The Ancient Maya [Los antiguos mayas] (en inglés) (6.ª). Estados Unidos: Stanford University Press. ISBN 0-8047-4817-9. OCLC 57577446.
- Sherman, John W. (1997). The Mexican right: the end of revolutionary reform, 1929-1940 [La derecha mexicama: el fin de la reforma revolucionaria, 1929-1940] (en inglés). Estados Unidos: Greenwood Publishing Group. pp. 43-45. ISBN 0275957365.
- Skirius, John (1978). José Vasconcelos y la cruzada de 1929. México: Siglo XXI Editores. ISBN 978-9-6823000-0-4.
- Vasconcelos, José (1937). Breve historia de México (22.ª edición). México: Compañía Editorial Continental. Wikidata Q20013607.
- Villalpando, José Manuel (2002). Miguel Hidalgo. Grandes protagonistas de la historia de México. Planeta DeAgostini. ISBN 970-726-050-5.
- Villalpando, José Manuel (2010). Historia de México a través de sus gobernantes (2.ª edición). México: Planeta DeAgostini. ISBN 978-970-37-0770-6.
- Villoro, Luis (2009). «La revolución de independencia».  En Daniel Cosío Villegas, ed. Historia general de México. México: El Colegio de México. pp. 489-523. ISBN 968-12-0969-9. Consultado el 26 de marzo de 2010.
- Weyl, Nathaniel; Weyl, Sylvia Castleton (1939). The reconquest of Mexico: the years of Lázaro Cárdenas [La reconquista de México: los años de Lázaro Cárdenas]. Reino Unido: Oxford university press. p. 322.

### Enciclopedias
- Arias, Juan de Dios; Olavarría y Ferrari, Enrique de (1880). «México independiente». México a través de los siglos. IV tomo. México: Ballescá y compañía. Consultado el 25 de marzo de 2010.
- Chavero, Alfredo (1880). «Historia antigua y de la conquista». México a través de los siglos. IV tomo. México: Ballescá y compañía.
- Riva Palacio, Vicente (1880). «Historia del Virreinato». México a través de los siglos. II tomo. México: Ballescá y compañía.

### Publicaciones
- Casas, Caballero; Caballero, Javier (1995). Domesticación de plantas e inicio de la agricultura en Mesoamérica. México.
- Corona Fernández, Alfredo (2002). «Crisis política de 1938 y nuevo rumbo de la Revolución». Contribuciones desde Coatepec (México) (3). ISSN 1870-0365.
- Garrido, Luis Javier (1985). «La revolución, la posrevolución y la contrarrevolución». Historias. Revista de la Dirección de Estudios Históricos (Dirección de Estudios Históricos del Instituto Nacional de Antropología e Historia) (8-9): 151-158.
- Hammond, Norman; Duncan, Pring; Rainer, Berger; Switsur, V. R.; Ward, A. P. (1976). «Radiocarbon chronology for early Maya occupation at Cuello, Belize». Nature (en inglés) (Internacional) 260 (260). ISSN 0028-0836. doi:10.1038/260579a0.
- Peresbarbosa, Luisa (2008). Efemérides de septiembre - Terremoto de México de 1985. Milenio.com. Archivado desde el original el 16 de marzo de 2009.
- Meyer, Lorenzo (1980). «La periodización de la historia política de México en el siglo XX». Estudios Políticos (Facultad de Ciencias Políticas y Sociales de la Universidad Nacional Autónoma de México) 5 (20-21): 183-194.
- Monsiváis, Carlos (1975). «Proyecto de periodización de historia cultural de México». Texto Crítico (Centro de Investigaciones Lingüístico-Literarias de la Universidad Veracruzana) (2): 91-102.
- Renne, Paul R.; Feinberg, Joshua M.; Waters, Michael R.; Arroyo-Cabrales, Joaquin; Ochoa-Castillo, Patricia; Perez-Campa, Mario; Knight, Kim B. (2005). «Territorios que ocupan a México». Nature (Internacional) 438 (7068). ISSN 0028-0836. PMID 16319838. doi:10.1038/nature04425.
- Saturno, William A.; Stuart, David; Beltrán, Boris (2006). «Early Maya Writing at San Bartolo, Guatemala». Science. New Series (en inglés) (Estados Unidos: American Association for the Advancement of Science) 311 (5765): 1281-1283. ISSN 1095-9203. JSTOR 3845835. OCLC 863047799. PMID 16400112. doi:10.1126/science.1121745. (requiere suscripción).
- Von Mentz, Brígida (1989). «Lo publico y lo privado en la periodización de la historia de México: algunas reflexiones metodologícas». Nueva Antropología (Asociación Nueva Antropología A.C.) X (36): 7-39.